# Castilla y León
Castilla y León es una comunidad autónoma española, referida como «comunidad histórica y cultural» en su estatuto de autonomía. Se constituyó en 1978 como una preautonomía de once provincias, adquiriendo en 1983 el estatus de comunidad autónoma con nueve de ellas: Ávila, Burgos, León, Palencia, Salamanca, Segovia, Soria, Valladolid y Zamora. Conforma un territorio situado en la parte norte de la meseta Central de la península ibérica, que se corresponde mayoritariamente con la parte española de la cuenca hidrográfica del Duero. Es la mayor comunidad autónoma de España en extensión y una de las regiones administrativas más extensas de Europa, con una superficie de 94 226 km², y la sexta más poblada a nivel nacional, con 2 391 682 habitantes en 2024.
Ya desde el inicio del debate federalista en España en el siglo XIX durante la Primera República hubo proyectos de autonomía para una región castellana y leonesa, que incluyese también a las provincias de Santander y Logroño. El mismo proyecto siguió existiendo durante la Segunda República y, finalmente, se llevó a cabo tras la Constitución de 1978, pero sin Santander ni Logroño, que finalmente formaron las autonomías uniprovinciales de Cantabria y La Rioja, respectivamente.
Su Estatuto de Autonomía declara en su preámbulo:

La Comunidad Autónoma de Castilla y León surge de la moderna unión de los territorios históricos que componían y dieron nombre a las antiguas coronas de León y de Castilla.

Hace mil cien años se constituyó el Reino de León, del cual se desgajaron en calidad de reinos a lo largo del siglo xi los de Castilla y Galicia y, en 1143, el de Portugal. Durante estas dos centurias los monarcas que ostentaron el gobierno de estas tierras alcanzaron la dignidad de emperadores, tal como atestiguan las intitulaciones de Alfonso VI y Alfonso VII.

El Estatuto de Autonomía define una serie de valores esenciales y símbolos de los habitantes de Castilla y León, como su patrimonio lingüístico —aludiendo a la lengua castellana y al resto de lenguas habladas en la comunidad: el leonés y el gallego— o su patrimonio histórico, artístico y natural. Entre los símbolos se encuentran el blasón, la bandera, el pendón, el himno —pese a que no existe—, al tiempo que el 23 de abril queda definido como Día de Castilla y León, en conmemoración de la derrota sufrida por los ejércitos comuneros de las Comunidades de Villa y Tierra castellanas en Villalar durante la guerra de las Comunidades, en 1521.
El patrimonio de Castilla y León incluye: 9 bienes Patrimonio de la Humanidad,
casi 1800 bienes de interés cultural clasificados, 112 conjuntos históricos, 400 museos, más de 500 castillos, de los cuales 16 son considerados de alto valor histórico, 12 catedrales, 1 concatedral, y la mayor concentración de arte románico del mundo. Castilla y León constituye junto a la región italiana de la Lombardía la región del mundo con más bienes distinguidos con la máxima figura de protección que otorga la Unesco, con un total de 11 bienes.
Asimismo, los montes de Valsaín y las sierras de Béjar y Francia, en el sistema Central, los valles de Laciana, Omaña y Luna y los Picos de Europa y Los Ancares, en la cordillera Cantábrica, y la Meseta Ibérica, en la zona fronteriza con Portugal, han sido declarados reserva de la biosfera por la Unesco, que también reconoce el geoparque de Las Loras, al norte de la comunidad. Además, Castilla y León está fuertemente relacionada con tres de los registros del Programa Memoria del Mundo de la Unesco como son los Decreta de las Cortes de León de 1188, curia regia considerada cuna del parlamentarismo mundial por la propia institución, el Archivo General de Simancas de la Corona de Castilla y el Tratado de Tordesillas.
Por otra parte, en Castilla y León se encuentra en torno al 50 % de todo el patrimonio propiedad de la Iglesia católica en España.
Su PIB per cápita sitúa a Castilla y León en el octavo puesto de España (INE 2016). Su índice de desarrollo humano (0,909) es el séptimo mayor del país, lo que se sitúa por encima de la media nacional (0,905).
El Índice de desarrollo de los servicios sociales refleja que la comunidad cuenta con uno de los mejores servicios sociales del país, situándose como la tercera autonomía que mejores prestaciones ofrece a sus ciudadanos, por detrás del País Vasco y Navarra. Su educación, según el Informe PISA de 2015, encabeza las puntuaciones en lectura y ciencias con una valoración equiparable a la de los diez mejores países del estudio.

## Símbolos

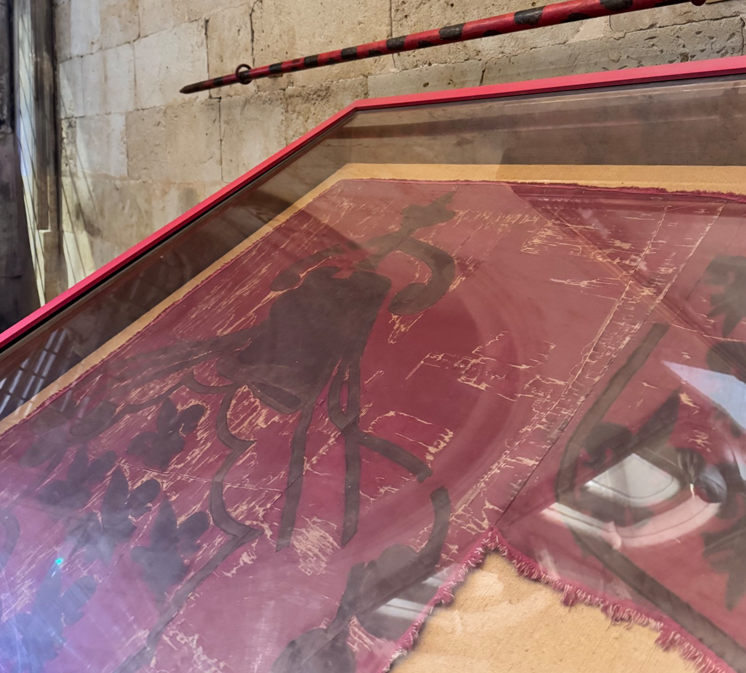
Pendón de los Comuneros de Castilla, Catedral Vieja de Salamanca.

El Estatuto de Autonomía de Castilla y León, reformado por última vez en 2007, establece en el artículo sexto de su título preliminar los símbolos de identidad exclusiva de la comunidad. Estos son: el blasón, la bandera, el pendón y el himno. Su protección jurídica es la misma que corresponde a los símbolos del Estado —cuyos ultrajes están tipificados como delito en el artículo 543 del Código Penal—.
En el articulado estatuario, se define el escudo como sigue:

El blasón de Castilla y León es un escudo timbrado por corona real abierta, cuartelado en cruz o contracuartelado. El primer y cuarto cuarteles: en campo de gules, un castillo de oro almenado de tres almenas, mamposteado de sable y aclarado de azur. El segundo y tercer cuarteles: en campo de plata, un león rampante de púrpura, linguado, uñado y armado de gules, coronado de oro.

Asimismo, la bandera queda descrita de la siguiente manera:

La bandera de Castilla y León es cuartelada y contiene los símbolos de Castilla y León, conforme se han descrito en el apartado anterior. La bandera ondeará en todos los centros y actos oficiales de la Comunidad, a la derecha de la bandera española.

Ateniéndose a la misma redacción, el pendón está constituido por el escudo cuartelado sobre un fondo carmesí tradicional. El Estatuto expresa también: «El himno y los demás símbolos […] se regularán mediante ley específica». Tras la promulgación de la norma fundamental, dicha ley no fue promulgada, por lo que el himno no existe, pero de iure es símbolo de la autonomía.

## Historia

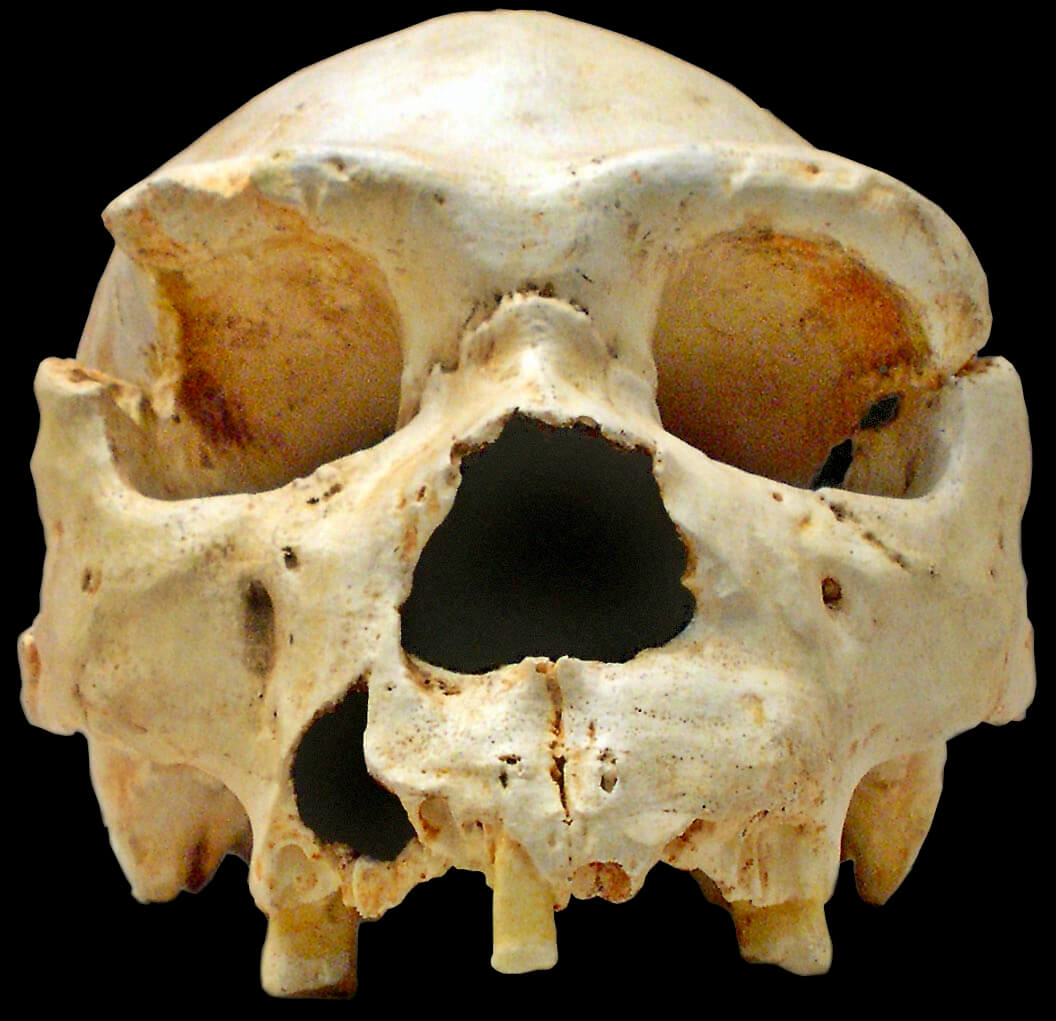
Cráneo número 5 de Homo heidelbergensis de la sierra de Atapuerca, en la provincia de Burgos

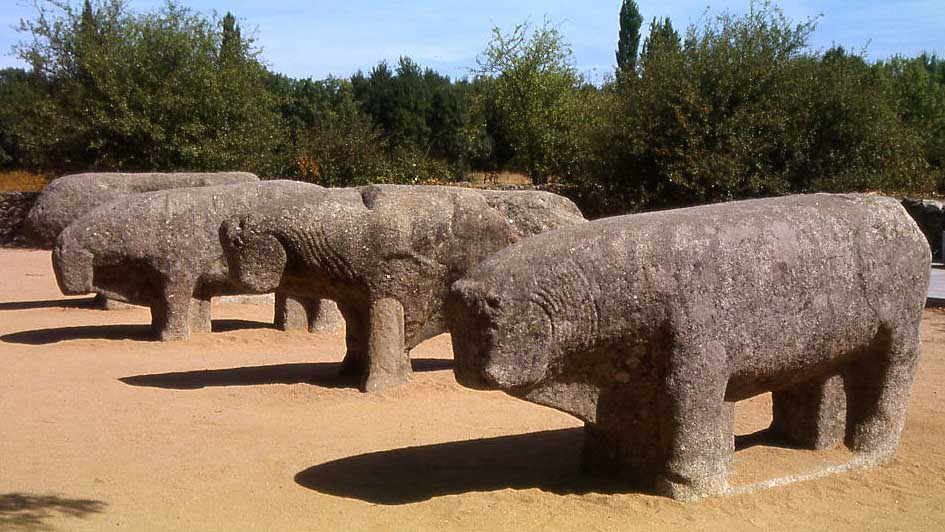
Toros de Guisando, verracos vetones.

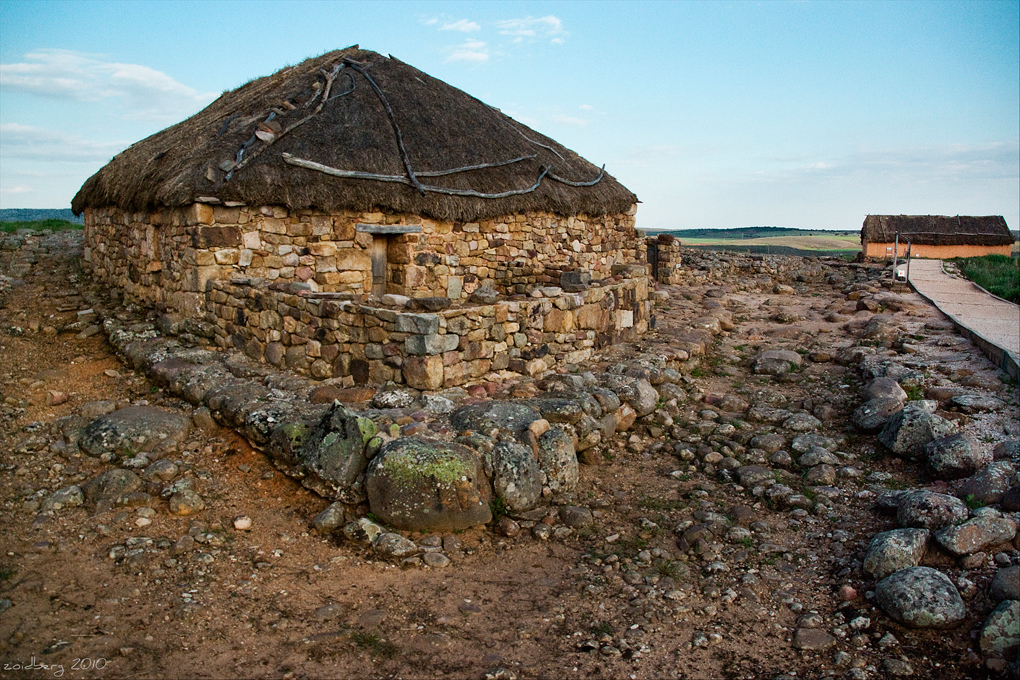
Reconstrucción de una casa celtíbera en Numancia, Soria

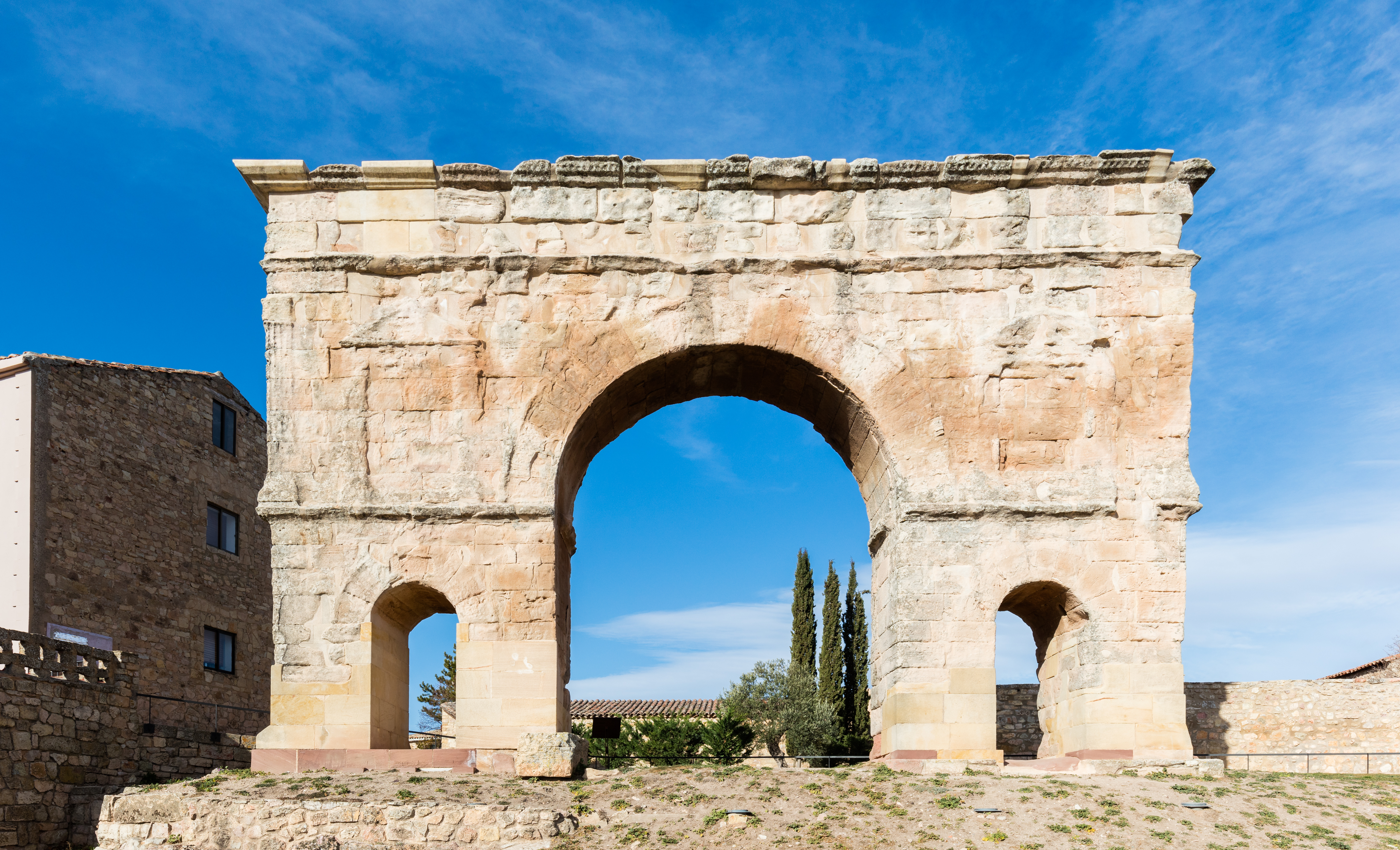
Arco romano de Medinaceli.

La comunidad autónoma de Castilla y León es el resultado de la unión en 1983 de nueve provincias: las tres que, tras la división territorial de 1833, por la que se crearon las provincias actuales, se adscribieron a la Región de León (Salamanca, Zamora y León) y seis adscritas a Castilla la Vieja (Burgos, Soria, Segovia, Ávila, Valladolid y Palencia), exceptuando en este último caso las provincias de Santander (actual comunidad de Cantabria) y Logroño (actual La Rioja).
En el caso de Cantabria se defendió la creación de una comunidad autónoma por motivos históricos, culturales y geográficos, mientras que en La Rioja el proceso resultó más complejo debido a la existencia de tres vías, fundamentadas todas ellas tanto en motivos históricos como socioeconómicos: unión a Castilla y León (Unión de Centro Democrático), unión a una comunidad vasco-navarra (Partido Socialista y Partido Comunista)[cita requerida] o creación de una autonomía uniprovincial, opción tomada ante el apoyo mayoritario de su población.
Varios son los hallazgos arqueológicos que muestran que en la prehistoria estas tierras estaban ya habitadas. En la sierra de Atapuerca se han encontrado gran cantidad de huesos de los ancestros del Homo sapiens, convirtiendo estos hallazgos en unos de los más importantes para determinar la historia de la evolución humana. El descubrimiento más importante y que catapultó el yacimiento a la fama internacional fue el de los restos de Homo heidelbergensis.
En el año 2000 los yacimientos de la sierra de Atapuerca reciben la calificación de Patrimonio de la Humanidad por la UNESCO por su gran importancia y singularidad para el estudio de la evolución humana y para comprender el poblamiento prehistórico desde hace más de 1 millón de años hasta la Edad del Bronce. Las diferentes cuevas de la sierra de Atapuerca y su red de galerías permiten un análisis multidisciplinar de la evolución humana, antropológica, medioambiental, tecnológica y cultural desde cerca de 1,2 millones de años (p.e., el yacimiento de la Sima del Elefante del Paleolítico Inferior) hasta la Edad del Bronce (2100-850 a. C.). Según las referencias, prácticamente todos los periodos prehistóricos del Pleistoceno y Holoceno están representados: Paleolítico Inferior, Paleolítico Medio, Paleolítico Superior, Neolítico, Calcolítico y Edad del Bronce. Según los autores citados, «los registros arqueopaleontológicos de las cuevas de la sierra de Atapuerca y los sitios arqueológicos al aire libre en un área de 10 km de radio de Cueva Mayor (314 km2) han confirmado, –exceptuando algunos periodos–, un poblamiento continuo desde el Pleistoceno Inferior al Holoceno con varias especies de homínidos (Homo antecessor, Homo heidelbergensis, Homo neanderthalensis y Homo sapiens) explotando el mismo territorio: la sierra de Atapuerca y la cuenca del Arlanzón. Asimismo, en Castilla y León son muy numerosos los asentamientos del Neolítico (VI al IV milenio a. C.), Calcolítico (III milenio a. C.) y Edad del Bronce (II milenio a. C.), destacando la cultura de Las Cogotas de la Edad del Bronce.
Antes de la llegada de los romanos, se sabe que los territorios que conforman hoy Castilla y León estaban ocupados por diversos pueblos celtas, como los vacceos, los autrigones, los turmogos, los vetones, astures o celtíberos.
Con la llegada de las tropas romanas, se dieron enfrentamientos entre los pueblos prerromanos y estas. En la historia queda la resistencia de Numancia, cerca de la actual Soria.
La romanización fue imparable, y hasta nuestros días han quedado grandes obras de arte romanas, principalmente el Acueducto de Segovia así como muchos restos arqueológicos como los de la antigua Clunia, las Salinas de Poza de la Sal y la vía de la Plata, con origen en Astorga (Asturica Augusta) y que cruza el oeste de la comunidad hasta la capital de Extremadura, Mérida (Augusta Emerita).

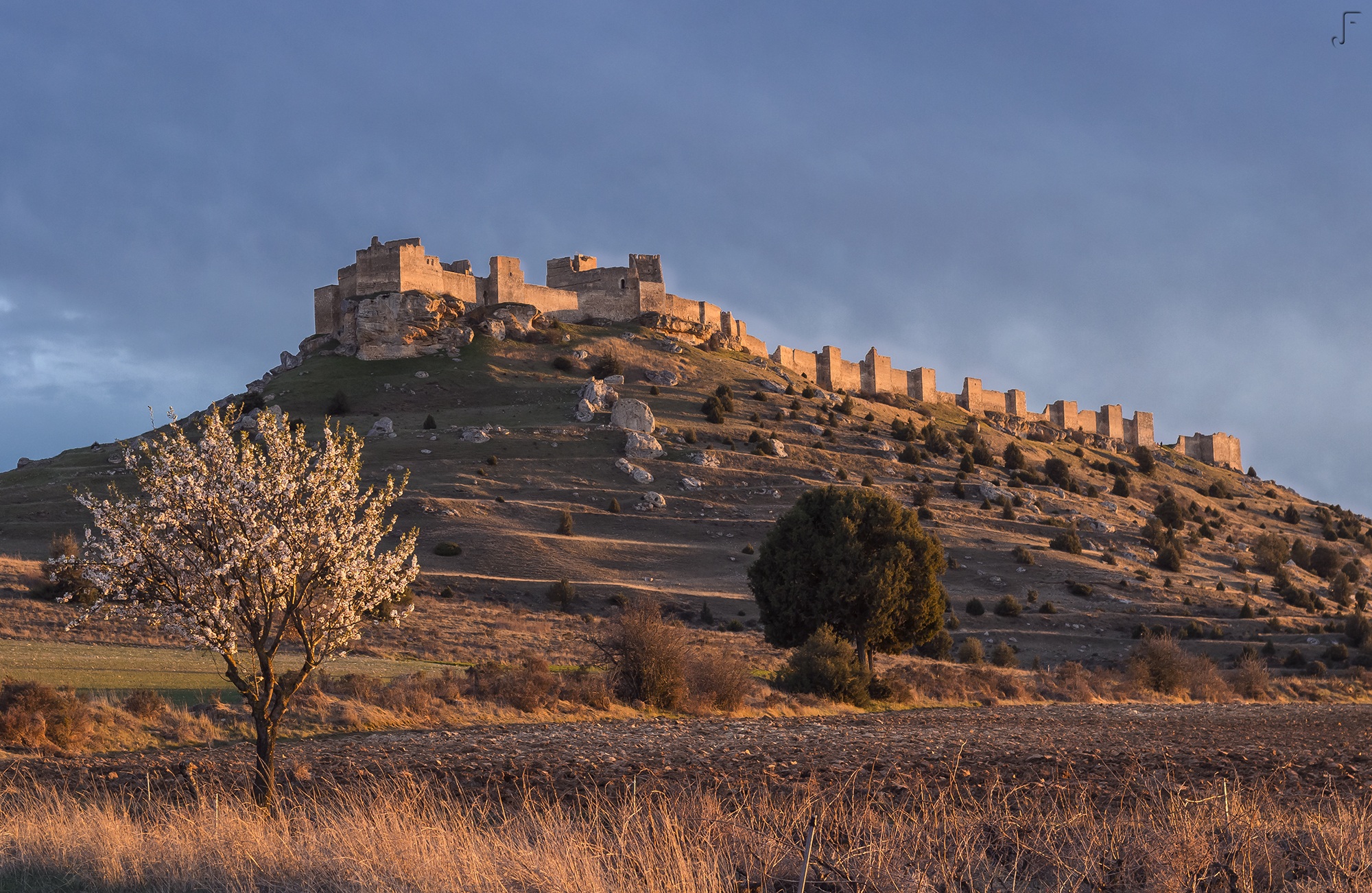
Castillo de Gormaz, de época califal

Con la caída de Roma, las tierras fueron ocupadas militarmente por los pueblos visigodos. La posterior llegada de los musulmanes y la ulterior reconquista mucho tienen que ver con la actual composición étnica de la península ibérica. En la zona montañosa de la actual Asturias se formó un pequeño reino cristiano que se oponía a la presencia islámica en la Península. Se proclamaban herederos de los últimos reyes visigodos, que a su vez habían sido profundamente romanizados. Esta resistencia de herencia visigodo-romana y apoyada en el cristianismo, fue haciéndose cada vez más fuerte y expandiéndose hacia el sur, pasando su capital a la ciudad de León y creando así el Reino de León. Para favorecer la repoblación de las nuevas tierras reconquistadas, se concedían por parte de los monarcas fueros o cartas de repoblación. Los foramontanos serían esas gentes que desde las montañas de Asturias y Cantabria se asentaron en la submeseta norte. El primer fuero que se conoce y que confirma dicho proceso es el fuero de Brañosera.
En la Edad Media se popularizó la peregrinación por parte de la cristiandad a Santiago de Compostela. El Camino de Santiago transcurre a lo largo de la región, lo que contribuyó a que la cultura europea viajara y se expandiera por la península. Hoy en día dicho Camino sigue siendo un reclamo turístico y cultural de primer orden.
En 1188 la basílica de San Isidoro de León había sido sede de las primeras Cortes de la historia de Europa con participación del Tercer Estado. El rey que las convocó fue Alfonso IX.
La base jurídica era el Derecho romano, debido a lo cual los reyes cada vez querían más poder, a semejanza de los emperadores romanos. Este hecho se ve muy claramente ya en las Siete Partidas de Alfonso X el Sabio, que deja claro el monismo imperial que buscaba. El rey no quería ser un primus inter pares, el rey era la fuente del derecho.

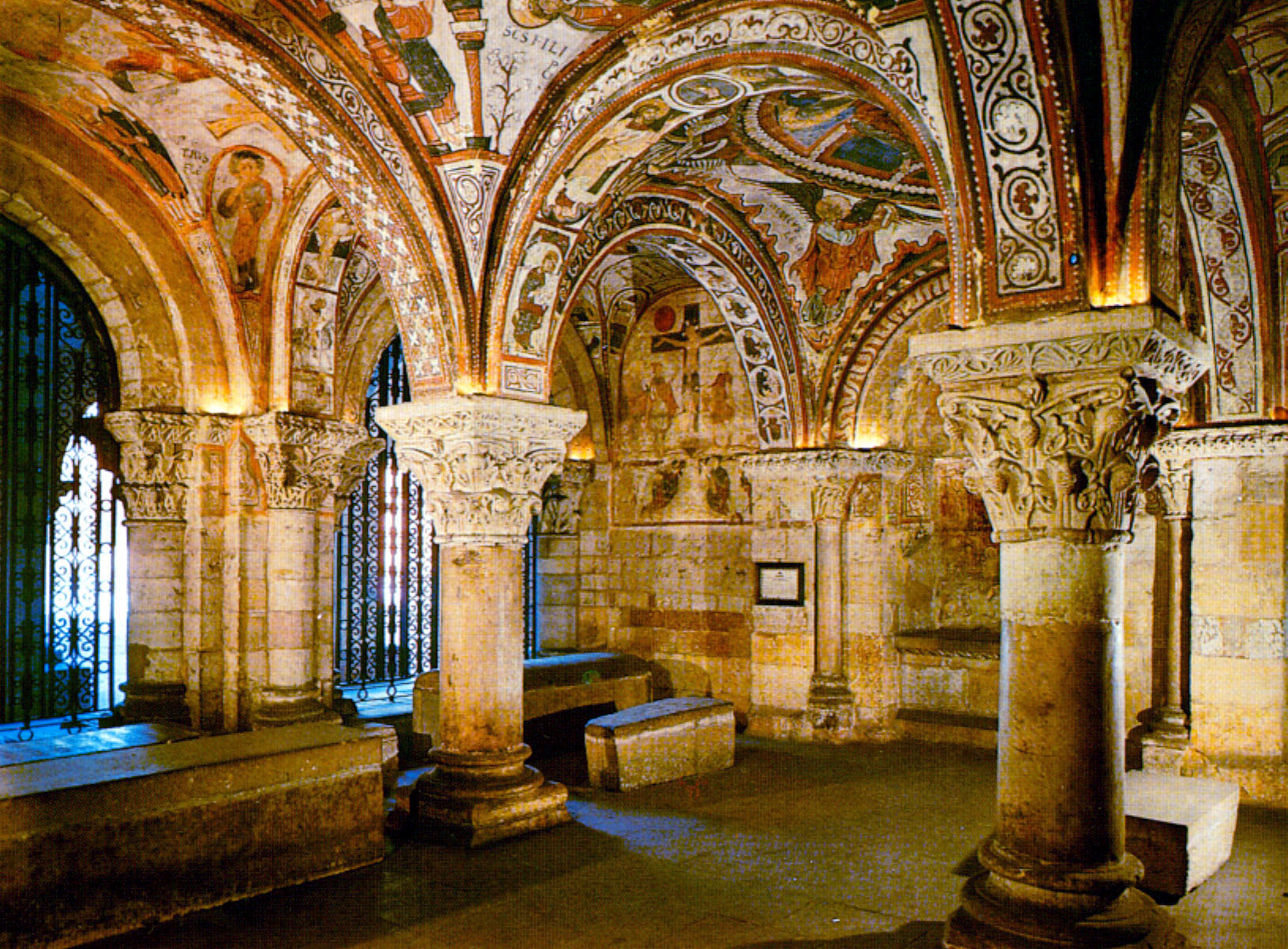
Panteón de reyes de la Basílica de San Isidoro (León), lugar donde Alfonso IX convocó las Cortes de León de 1188, primeras en Europa con presencia del Tercer Estado. En ella se encuentra el Cáliz de doña Urraca, que algunos investigadores asimilan con el Santo Grial

Reino de León bajo el reinado de Urraca I de León

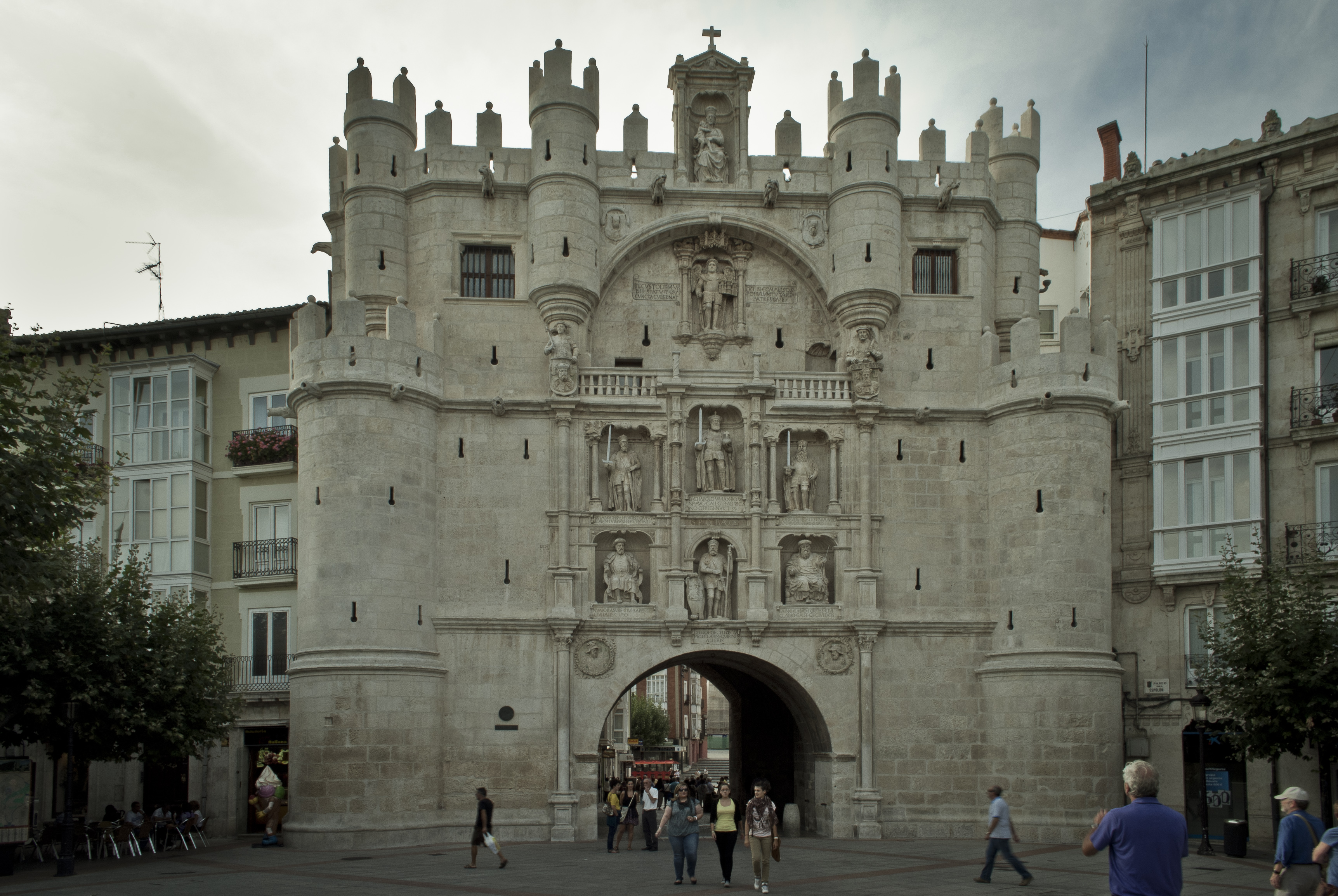
Arco de Santa María, Burgos, con las figuras de los Jueces de Castilla, Nuño Rasura y Laín Calvo así como la de Fernán González o El Cid.

Simultáneamente, un condado de este reino cristiano de León, empieza a adquirir autonomía y a expandirse. Se trata del primigenio Condado de Castilla, que crecerá hasta convertirse en un verdadero reino de gran pujanza entre los reinos cristianos peninsulares. El primer conde castellano fue Fernán González.
León y Castilla se siguieron expandiendo hacia el sur, incluso más allá del Duero con su finalidad de lucha y reconquista contra el islam. Estamos en la plena Edad Media y los cantares de gesta narran las grandes hazañas de los nobles cristianos que luchaban contra el enemigo musulmán. A pesar de ello, los reyes cristianos y musulmanes mantenían relaciones diplomáticas. Claro ejemplo es Rodrigo Díaz de Vivar, el Cid, paradigma del caballero medieval cristiano, que luchó tanto de la mano de los reyes cristianos como de los musulmanes.
Las bases de la unificación dinástica de los reinos de Castilla y León, separados tan solo siete décadas, se habían puesto en 1194. Alfonso VIII de Castilla y Alfonso IX de León firmaron en Tordehumos el tratado por el que se pacificaba la zona de Tierra de Campos y se ponían las bases de una futura reunificación de los reinos,[cita requerida] consolidada en 1230 con Fernando III el Santo. Este acuerdo ha pasado a la historia como el Tratado de Tordehumos.
Ya con Fernando III, Castilla y León se unen bajo un mismo rey de manera definitiva y hasta nuestros días, y antes de él los reinos ya habían permanecido bajo el mismo mando durante algunas temporadas. Las Cortes de Castilla y de León se unificaron tras un periodo en el que habían permanecido separadas, confirmando así la unidad territorial.

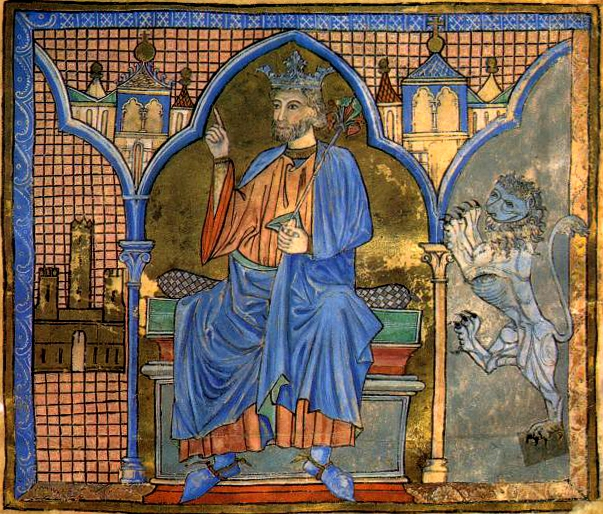
Fernando III el Santo unificó definitivamente bajo una misma corona los reinos de León y Castilla en 1230

Durante la Baja Edad Media se dio una crisis económica y política producida por una serie de malas cosechas y por las disputas entre nobles y la Corona por el poder, así como entre distintos contendientes por el trono. En las Cortes de Valladolid de 1295, Fernando IV es reconocido como rey. La obra María de Molina presenta a su hijo Fernando IV en las Cortes de Valladolid de 1295 preside hoy el Congreso de los Diputados junto a un cuadro de las Cortes de Cádiz, enfatizando la importancia parlamentarista que tiene todo el desarrollo de Cortes en Castilla y León, a pesar de su posterior decadencia. La Corona fue haciéndose más autoritaria y la nobleza más dependiente de esta.

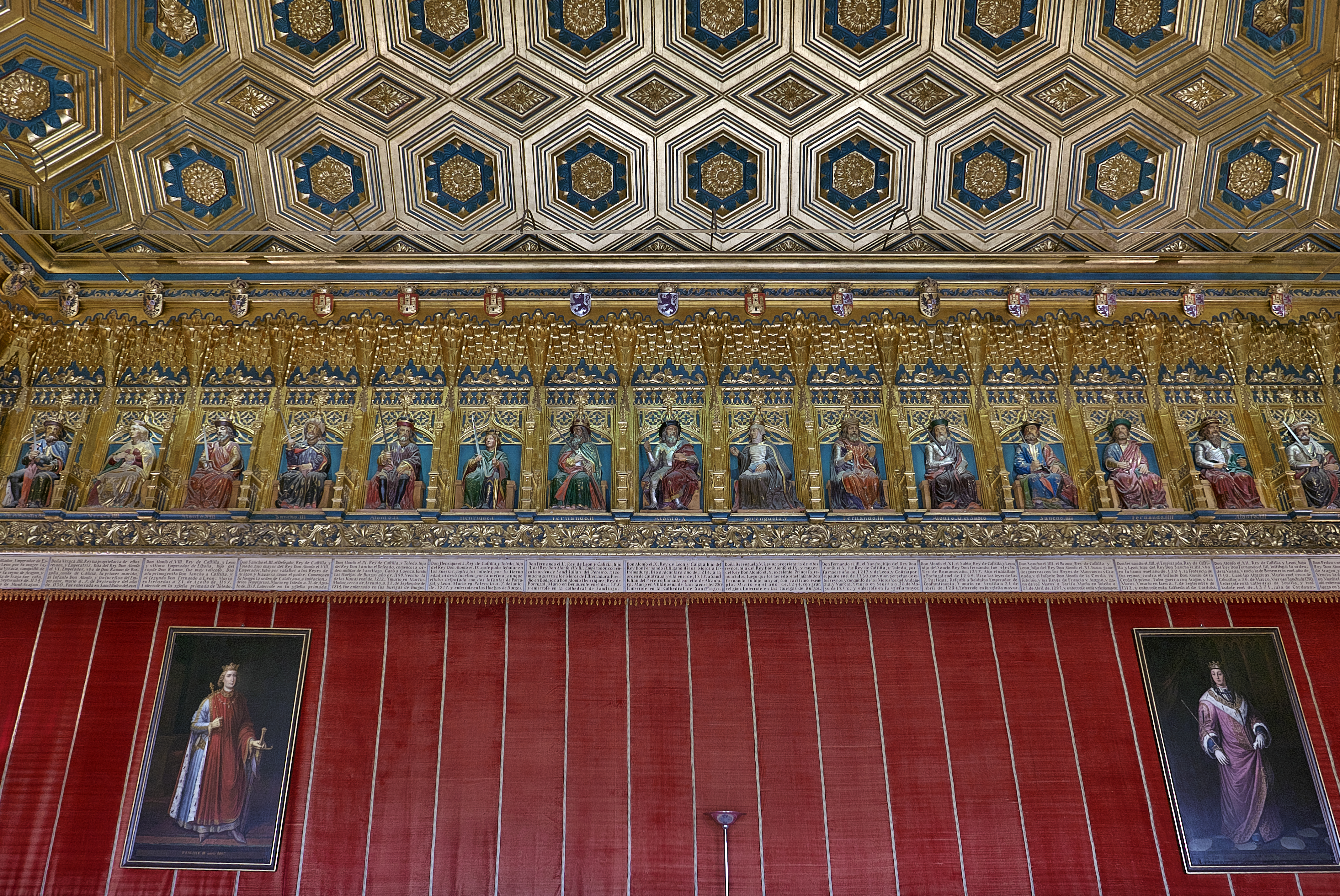
Sala de Reyes de León y Castilla en el Alcázar de Segovia

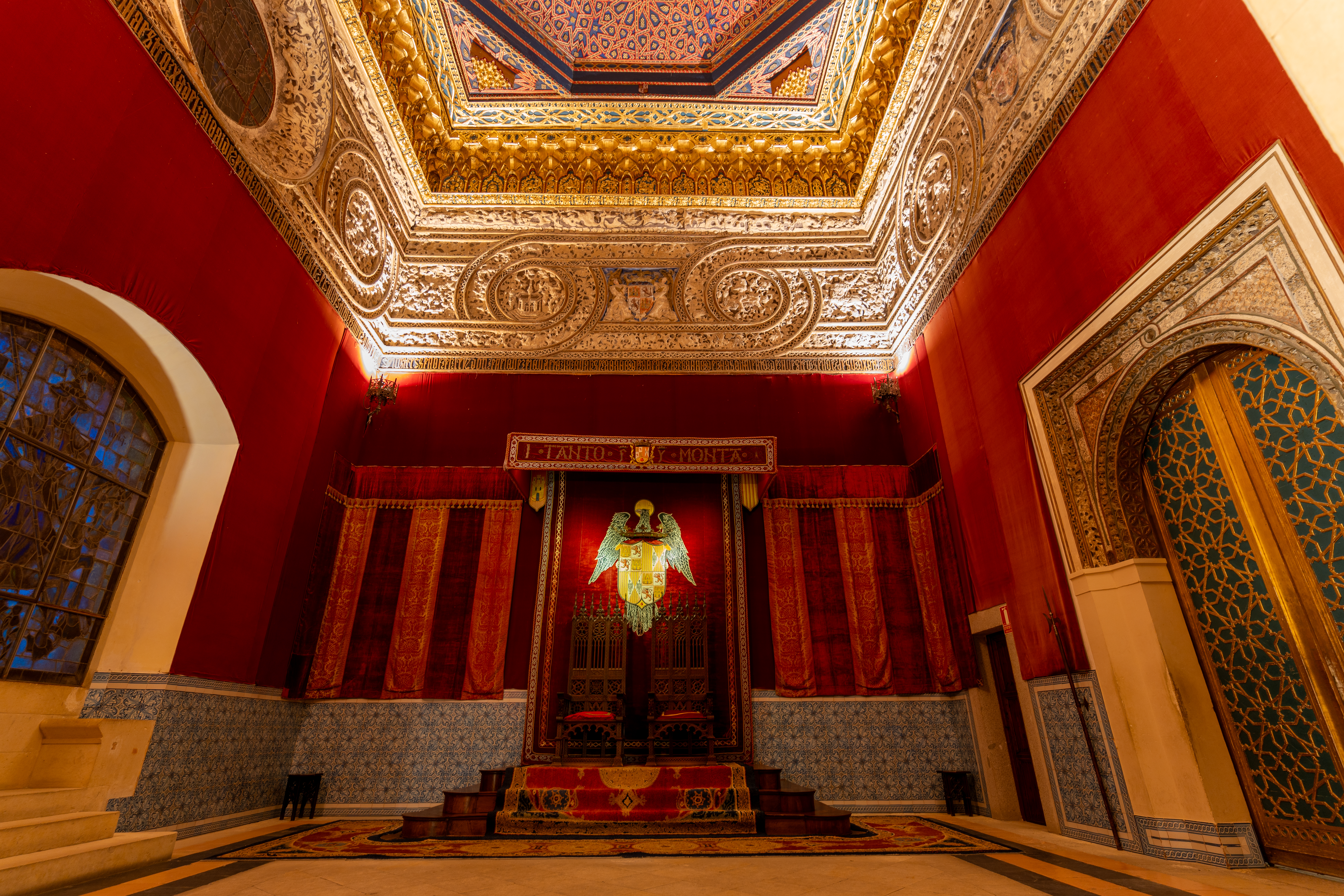
Salón del Trono en el Alcázar de Segovia, Palacio real de los Trastámara entre 1369 y 1516)

La reconquista siguió avanzando en esta pujante Corona de Castilla, y se culminó con la rendición del Reino nazarí de Granada, último reducto musulmán en la Península. En esta época, los reyes ya habían adquirido gran poder, estableciéndose así la época de las monarquías autoritarias.

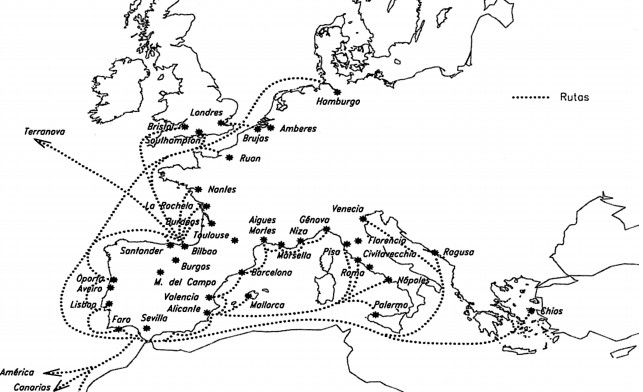
Burgos con su Consulado del Mar y Medina del Campo con sus ferias fueron dos grandes centros financieros y de comercio internacional en los SXV y SXVI.

Los Reyes Católicos se repartieron las rutas marítimas y el Nuevo Mundo con la Corona portuguesa en el Tratado de Tordesillas.
Ya en la Edad Moderna con la llegada de una nueva dinastía, los Habsburgo, Castilla cayó en una guerra civil, las Comunidades de Castilla. Los monarcas austro-borgoñones traían una visión imperial que a vista de los castellanos no beneficiaba a esta tierra. Los nuevos monarcas, además, ansiaban ya no una monarquía autoritaria, si no la absoluta, y las Cortes medievales representadas por los tres estados solo suponían un estorbo para esas ambiciones. Finalmente los comuneros fueron derrotados y los Habsburgo afianzaron su poder.

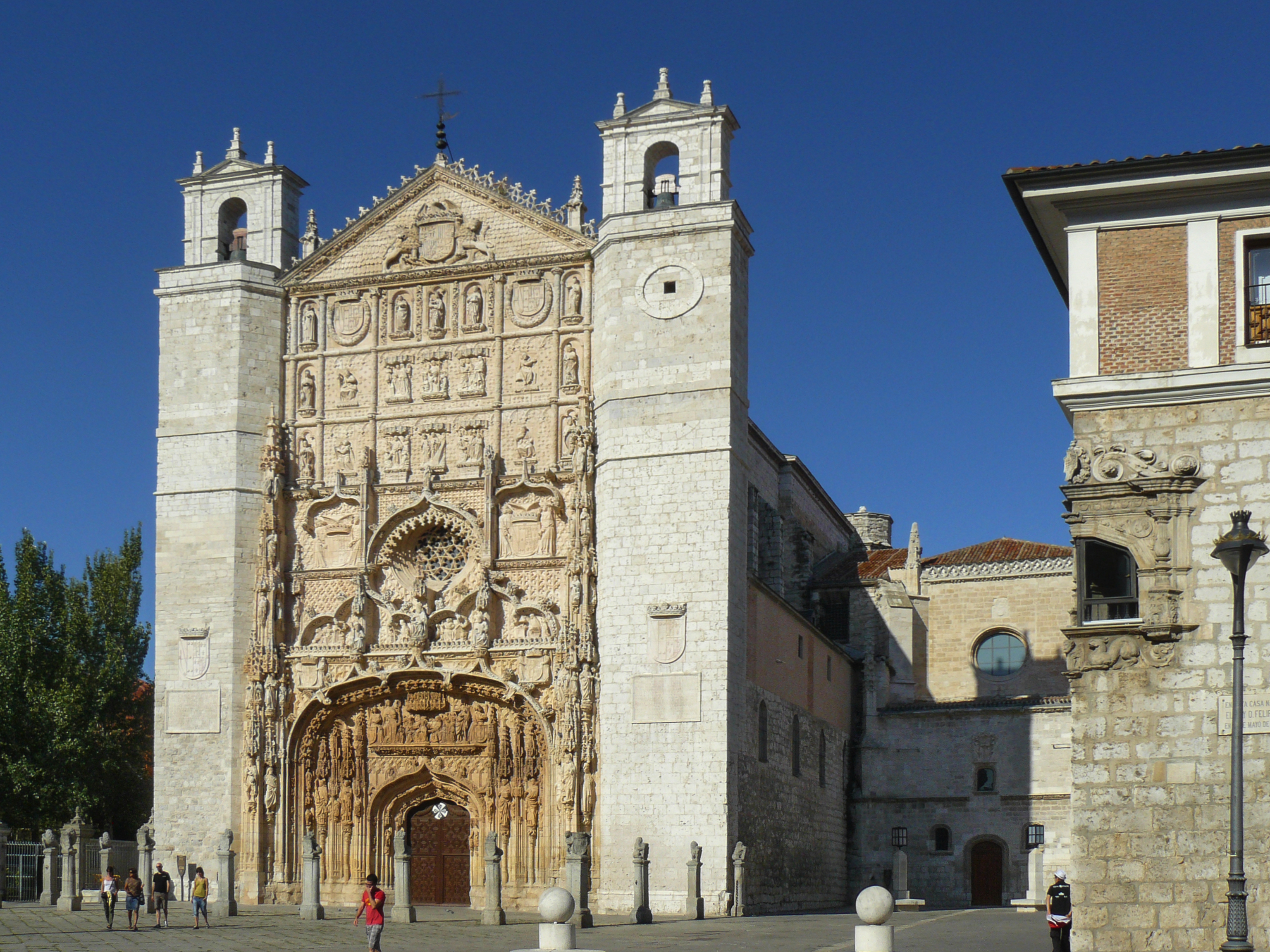
Iglesia conventual de San Pablo y colegio de San Gregorio, donde se desarrolló la Junta de Valladolid, origen de las primeras tesis de derechos humanos (Leyes de Burgos). Al lado se sitúa el Palacio de Pimentel, lugar de nacimiento del rey Felipe II

La submeseta norte tuvo un momento económico álgido al principio de la Edad Moderna, con la capitalidad del reino para Valladolid y la producción de lana que iba hacia Flandes.
Sin embargo, tras el paso definitivo de la capitalidad para Madrid y debido al endeudamiento del reino en diversas guerras europeas, los siglos XVII y XVIII fueron de decadencia para el territorio. Dicho proceso de empezó a mitigar levemente con las primeras Sociedades de Amigos del País, la primera industrialización en torno a las fábricas de harinas y proyectos ilustrados como el Canal de Castilla.

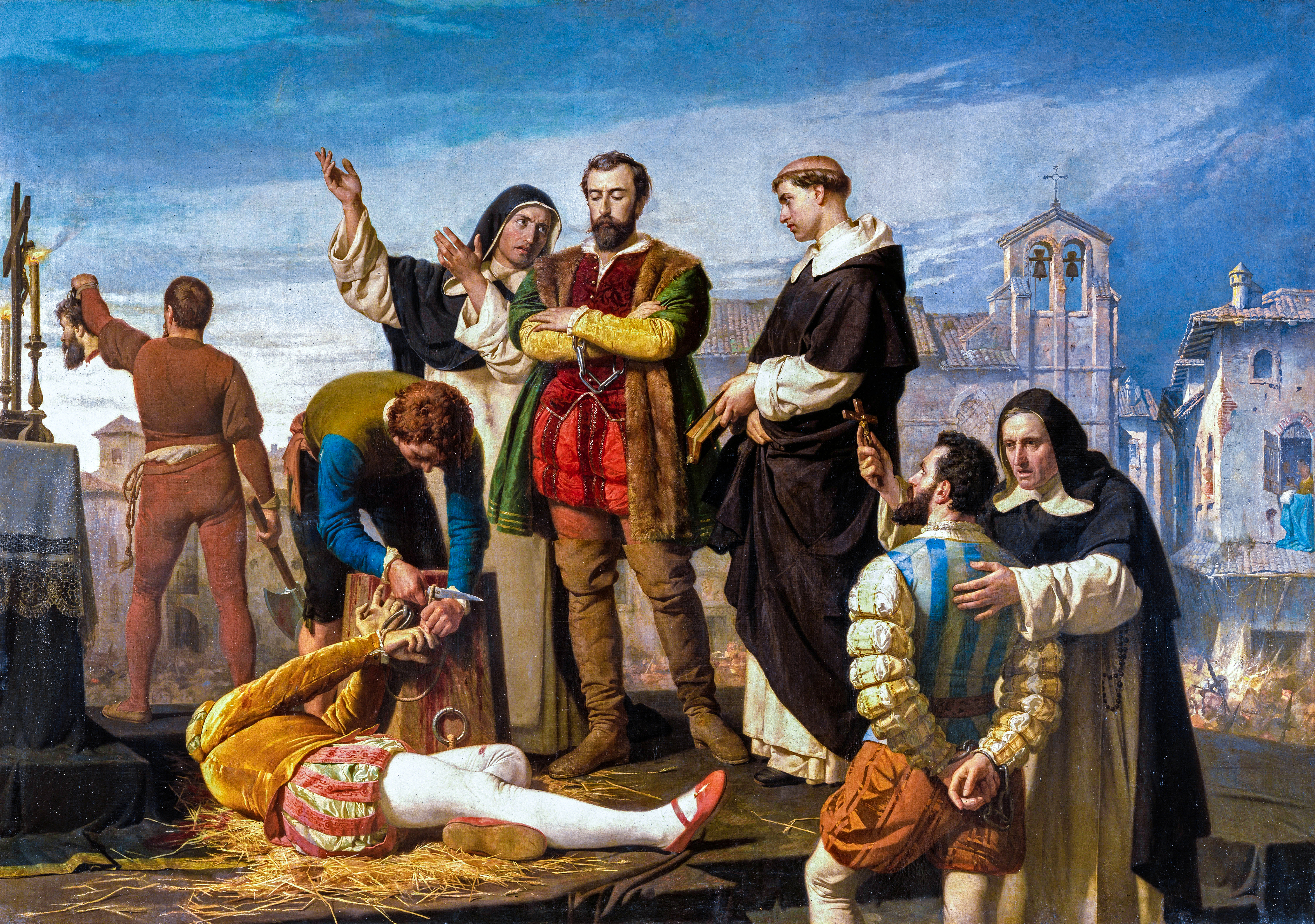
Ejecución de los comuneros de Castilla tras su derrota en Villalar

Sin embargo, dicho proceso se vio relegado por la guerra de la Independencia española contra la Francia de Napoleón. La batalla de Arapiles fue un momento importante de dicha guerra, así como hubo líderes de las guerrillas importantes como El Empecinado.
El siglo XIX fue el de la conformación de España como nación constitucional. Evaristo Pérez de Castro fue presidente del Consejo de Ministros de España durante el reinado de Isabel II. Se produce una segunda industrialización en torno al ferrocarril y la minería en las zonas nortes de León y Palencia (véase Cuenca minera palentina). En 1836 se suprime el Consejo de la Mesta. En términos generales, nos encontramos con una región eminentemente agrícola y rural, donde la mayoría de los núcleos de población más importantes están en decadencia y la industrialización ha pasado mayoritariamente de largo.

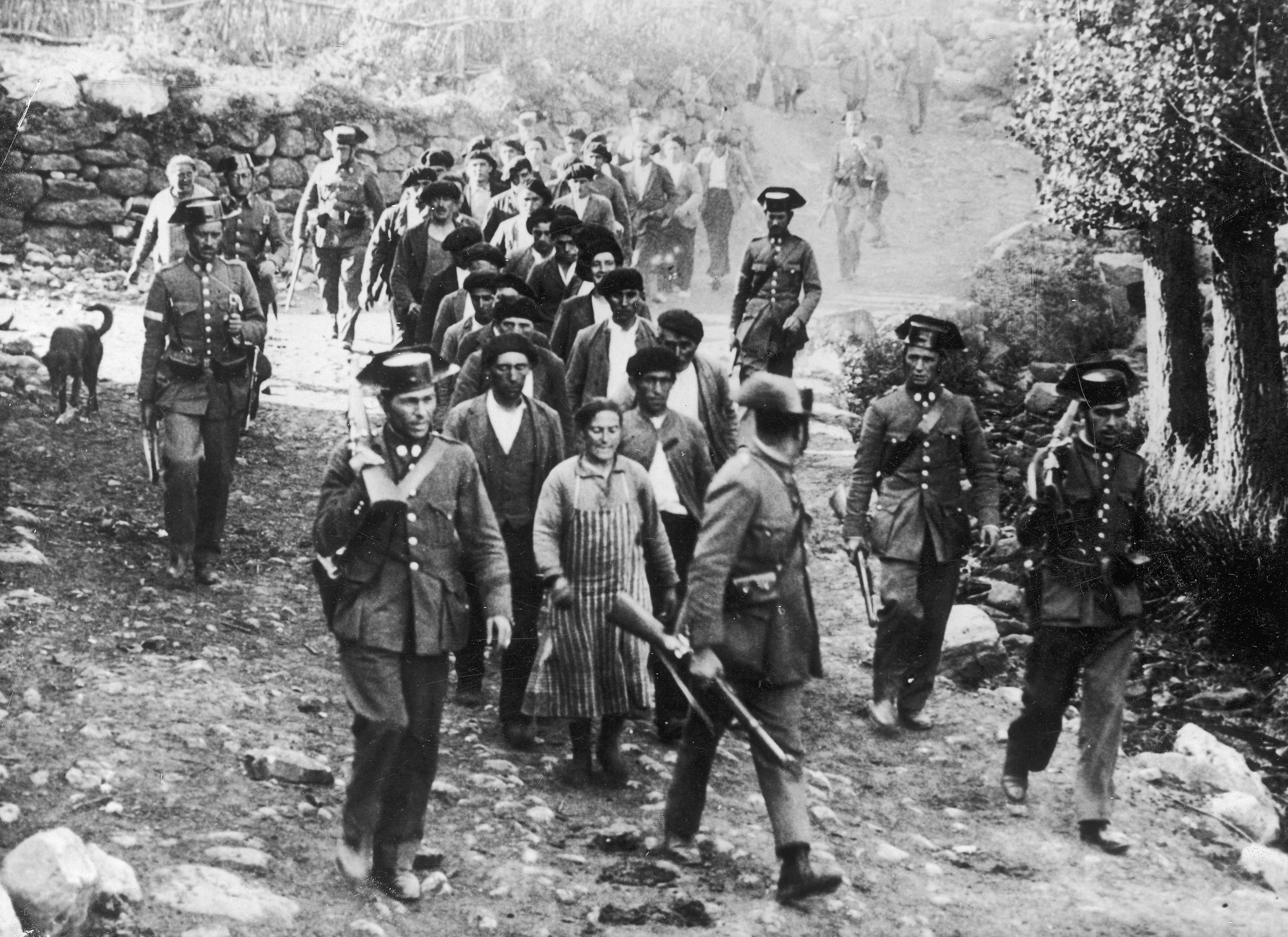
Mineros detenidos por la Guardia Civil en Brañosera, 1934

Manuel Ruiz Zorrilla fue presidente del Consejo de Ministros y tuvo un papel importante en la política española durante el Sexenio Democrático. Es en esta época donde los primeros intentos de descentralización se producen en España, surgiendo también tendencias regionalistas y federalistas que dieron como resultado el Pacto Federal Castellano promovido por el Partido Republicano Federal y el proyecto de Mancomunidad Castellana ya en tiempos de la Restauración borbónica.
Ya en el siglo XX nos encontramos con una tendencia de abandono rural que había empezado a finales del XIX hacia Madrid y los polos industriales de España, como el País Vasco o Cataluña. El proceso de despoblación ha tenido efectos duraderos en la comunidad, con consecuencias que llegan hasta nuestros días.
Dicha tendencia se vio levemente mitigada en torno al polo industrial Burgos-Palencia-Valladolid y gracias a la industria del automóvil, que permitió a Valladolid ganar población a diferencia del resto de la comunidad durante la segunda mitad del siglo XX.
La crisis económica de comienzos del siglo XXI y el envejecimiento de la población, así como el escaso peso industrial en la comunidad y el proceso de metropolización de España en Madrid, sigue provocando la pérdida de población generalizada de la comunidad. Sin embargo, los índices de desarrollo humano están por encima de la media española.

### Antecedentes de la autonomía

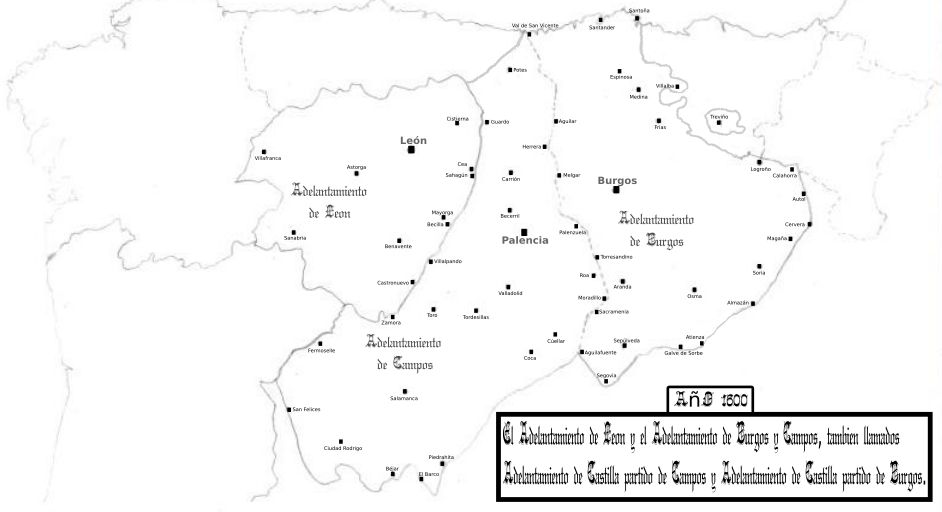
Adelantamiento de León, Adelantamiento de Castilla partido de Burgos y Adelantamiento de Castilla partido de Campo

En junio de 1978, Castilla y León obtuvo el régimen preautonómico, mediante la creación del Consejo General por el Real Decreto-ley 20/1978, de 13 de junio.

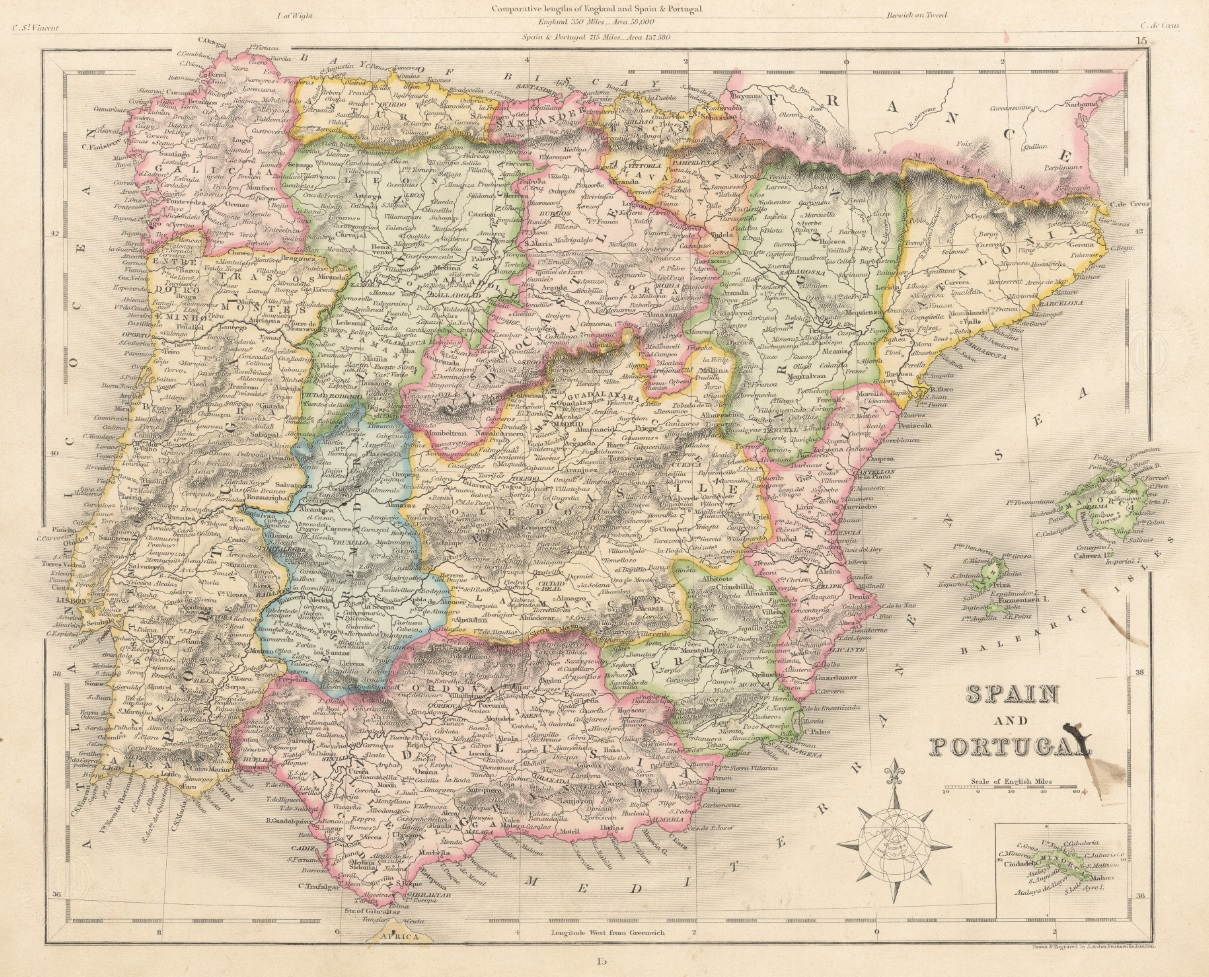
División territorial española de Floridablanca en 1841, con las provincias de Valladolid y Palencia como leonesas.

En tiempos de la Primera República (1873-1874), los republicanos federales concibieron el proyecto de crear un único estado federado de once provincias en el valle del Duero español, que además hubiera comprendido las provincias de Santander y Logroño. Muy pocos años antes, en 1869, como parte de un manifiesto, republicanos federales representantes de las 17 provincias de Albacete, Ávila, Burgos, Ciudad Real, Cuenca, Guadalajara, León, Logroño, Madrid, Palencia, Salamanca, Santander, Segovia, Soria, Toledo, Valladolid y Zamora propusieron en el llamado Pacto Federal Castellano la conformación de un ente formado por dos «estados» diferentes: el estado de Castilla la Vieja —que habría estado constituido por las actuales provincias castellanas y leonesas junto con las de Logroño y Santander—, y el estado de Castilla la Nueva —que se habría conformado por las actuales provincias de Castilla-La Mancha más la provincia de Madrid—. El fin de la República, a principios de 1874, dio al traste la iniciativa.
En 1921, con motivo del cuarto centenario de la batalla de Villalar, el Ayuntamiento de Santander abogó por la creación de una mancomunidad castellanas y leonesa de once provincias, idea que se mantendría en años posteriores. A finales de 1931 y principios de 1932, desde León, Eugenio Merino elaboró un texto en el que ponía las bases de un regionalismo castellanoleonés. El texto se publicó en el Diario de León.
Durante la Segunda República, sobre todo en 1936, hubo una gran actividad regionalista favorable a una región de once provincias, e incluso se llegaron a elaborar unas bases de Estatuto de Autonomía. El Diario de León abogó por la formalización de esta iniciativa y la constitución de una región autónoma con estas palabras: 

Unir en una personalidad a León y Castilla la Vieja en torno a la gran cuenca del Duero, sin caer ahora en rivalidades pueblerinas.
Diario de León, 22 de mayo de 1936.

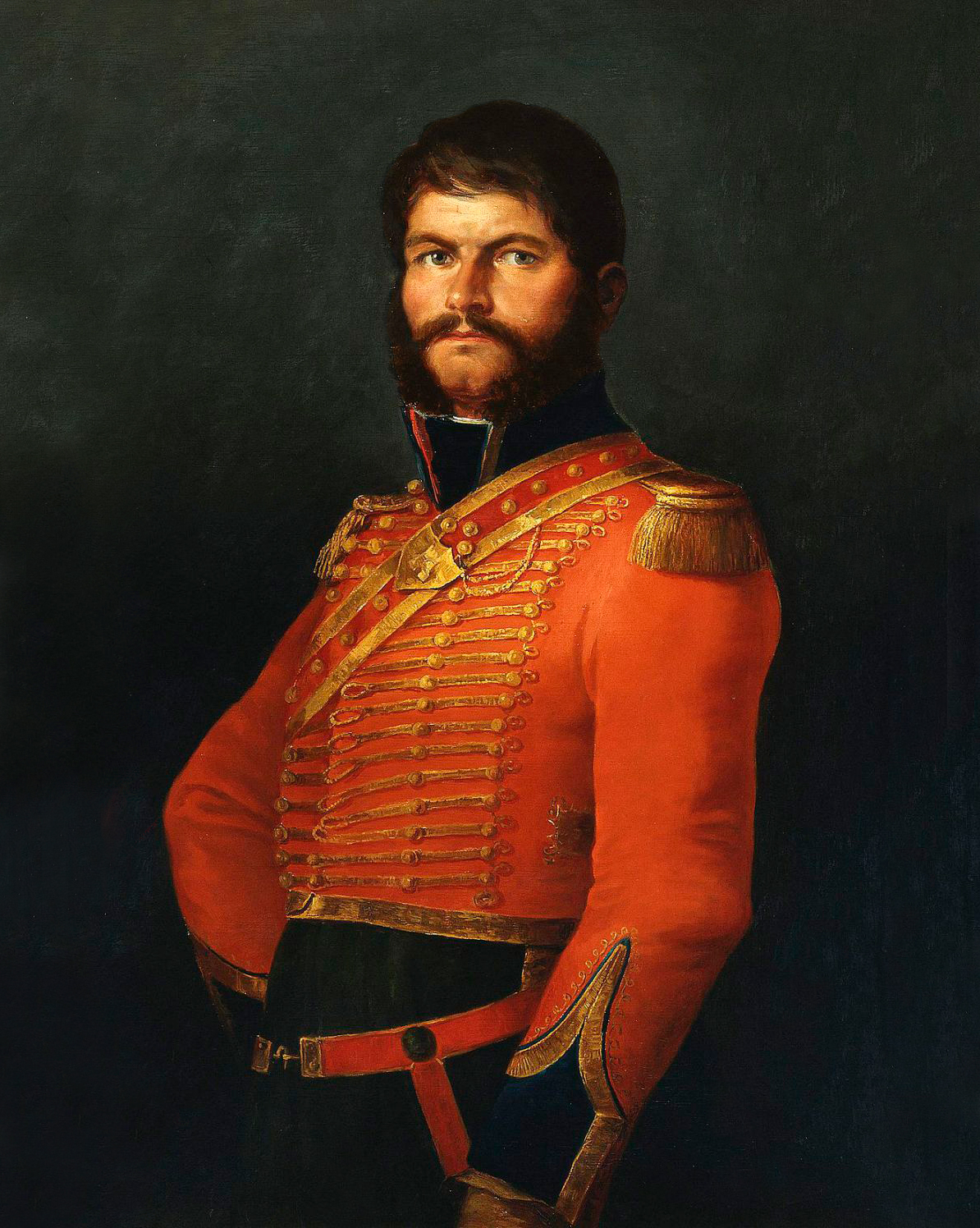
Juan Martín Díez «El Empecinado», héroe de la guerra de la Independencia española

El final de la Guerra Civil y el inicio del régimen franquista acabó con las aspiraciones de la autonomía para la región. El filósofo José Ortega y Gasset recogió dicho esquema en sus publicaciones.
Tras la muerte de Francisco Franco, surgieron organizaciones regionalistas, autonomistas y nacionalistas (regionalismo castellanoleonés y nacionalismo castellano) como Alianza Regional de Castilla y León (1975), Instituto Regional de Castilla y León (1976) o el Partido Autonómico Nacionalista de Castilla y León (1977). Posteriormente tras la extinción de estas formaciones surgió en 1993 Unidad Regionalista de Castilla y León.
Paralelamente surgieron otras de carácter leonesista como el Grupo Autonómico Leonés (1978) o el Partido Regionalista del País Leonés (1980), que propugnaban la creación de una comunidad autónoma leonesa, integrada por las provincias de León, Salamanca y Zamora. El apoyo popular y político que mantuvo la autonomía uniprovincial en León llegó a ser muy importante en aquella ciudad.[cita requerida]

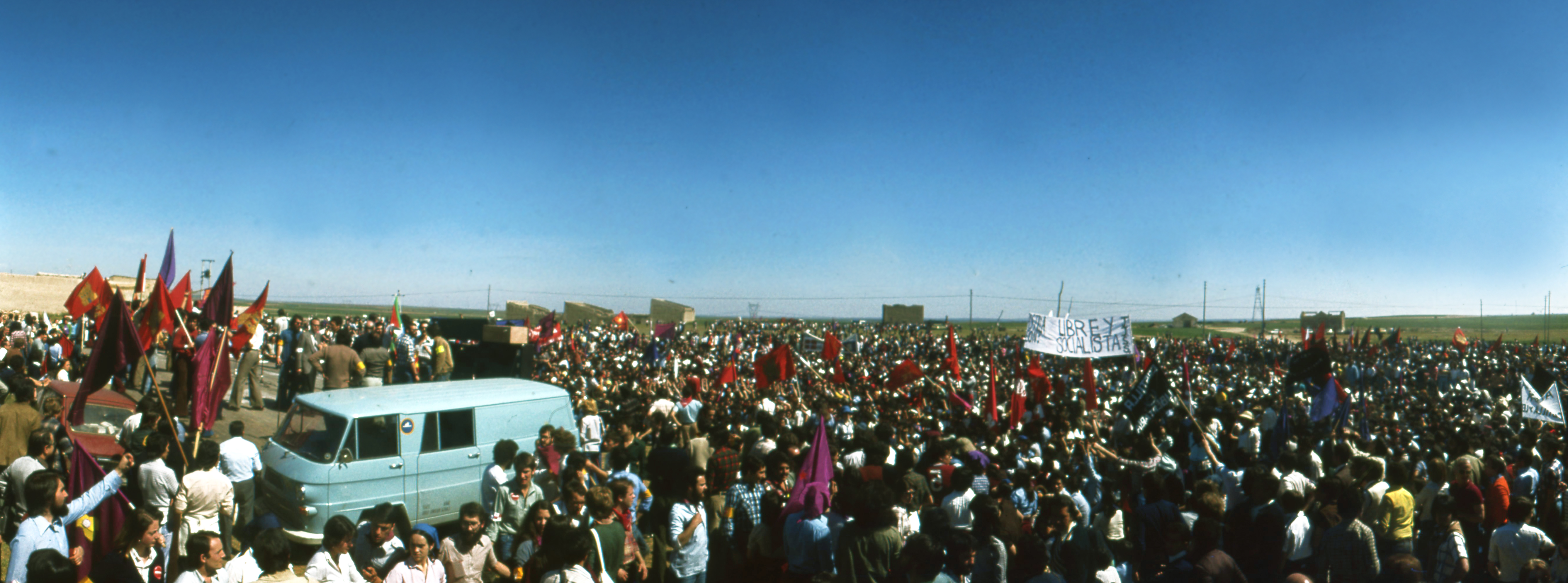
Villalar de los Comuneros, 23 de abril de 1977

Tras la entrada en funcionamiento del órgano preautonómico castellanoleonés, a cuya creación contribuyó la Diputación Provincial de León en su acuerdo del 16 de abril de 1980, la misma institución leonesa revocó en 13 de enero de 1983 su primigenio acuerdo, justo cuando el proyecto de Ley Orgánica entraba en el parlamento español. La existencia de acuerdos contradictorios y cuál era el válido fue resuelta por el Tribunal Constitucional en la Sentencia 89/1984, de 28 de septiembre, en su fundamento de derecho declara que el sujeto del proceso no está integrado ya, como en su fase de impulsión preliminar, por las diputaciones y municipios, sino que es un nuevo órgano que nace porque ya se ha manifestado la voluntad impulsora y que expresa ahora la del territorio en su conjunto; y esa voluntad ya tiene un objeto distinto, el régimen jurídico futuro del territorio que ya ha manifestado su voluntad de constituirse en comunidad autónoma mediante actos de iniciativa que ya han agotado sus efectos.

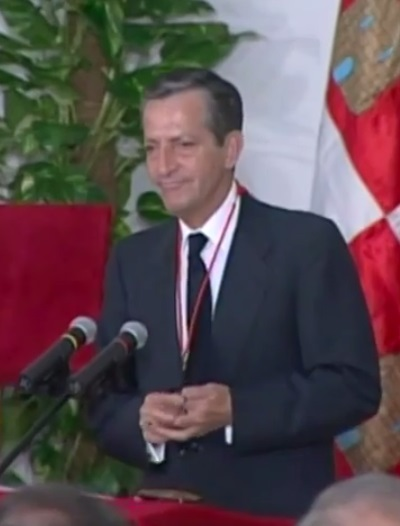
Adolfo Suárez recibiendo la Medalla de Oro de Castilla y León el 21 de marzo de 1997

Coincidiendo con aquella sentencia, se produjeron en León diferentes manifestaciones, algunas numerosas, a favor de la opción León solo, que según algunas fuentes congregó a un número cercano a los 90 000 asistentes, siendo esta la mayor concentración celebrada en la ciudad en la Democracia hasta la posterior de repulsa a los atentados del 11 de marzo de 2004.
En acuerdo adoptado el 31 de julio de 1981, la Diputación Provincial de Segovia decide ejercitar la iniciativa para que Segovia pudiera constituirse en comunidad autónoma uniprovincial, pero en los municipios de la provincia la situación estaba igualada entre los partidarios de la autonomía uniprovincial o con el resto de Castilla y León.

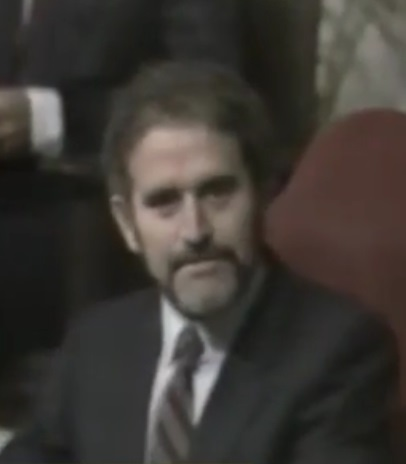
Demetrio Madrid, socialista zamorano y primer presidente de la Junta de Castilla y León, implantó el 23 de abril, día de Villalar, como día de Castilla y León.

El ayuntamiento de Cuéllar inicialmente se adhirió a esta iniciativa autonómica en acuerdo adoptado por la corporación el 5 de octubre de 1981. Sin embargo otro acuerdo adoptado por la misma corporación con fecha del 3 de diciembre del mismo año revocó el anterior y el proceso quedó paralizado a la espera de la tramitación de un recurso interpuesto por la diputación provincial contra este último acuerdo este cambio de opinión del ayuntamiento de Cuéllar inclinó la balanza en la provincia hacia la autonomía con el resto de Castilla y León, pero fue un acuerdo que llegó fuera de plazo. Finalmente la provincia de Segovia se incorporó a Castilla y León junto con las otras ocho provincias y se dio cobertura legal mediante la Ley Orgánica 5/1983, por «motivos de interés nacional», según prevé el artículo 144 c) de la Constitución española para aquellas provincias que no hayan ejercido su derecho a tiempo.
Hoy en día, la Fundación Villalar se encarga la realización de actividades culturales sobre el arte, la cultura o las señas de identidad de Castilla y León.
La comunidad concede cada año, con ocasión del Día de Castilla y León, los Premios Castilla y León a los castellanoleoneses destacados en las siguientes áreas: artes, valores humanos, investigación científica, ciencias sociales, restauración y conservación, medio ambiente y deportes.

## Geografía

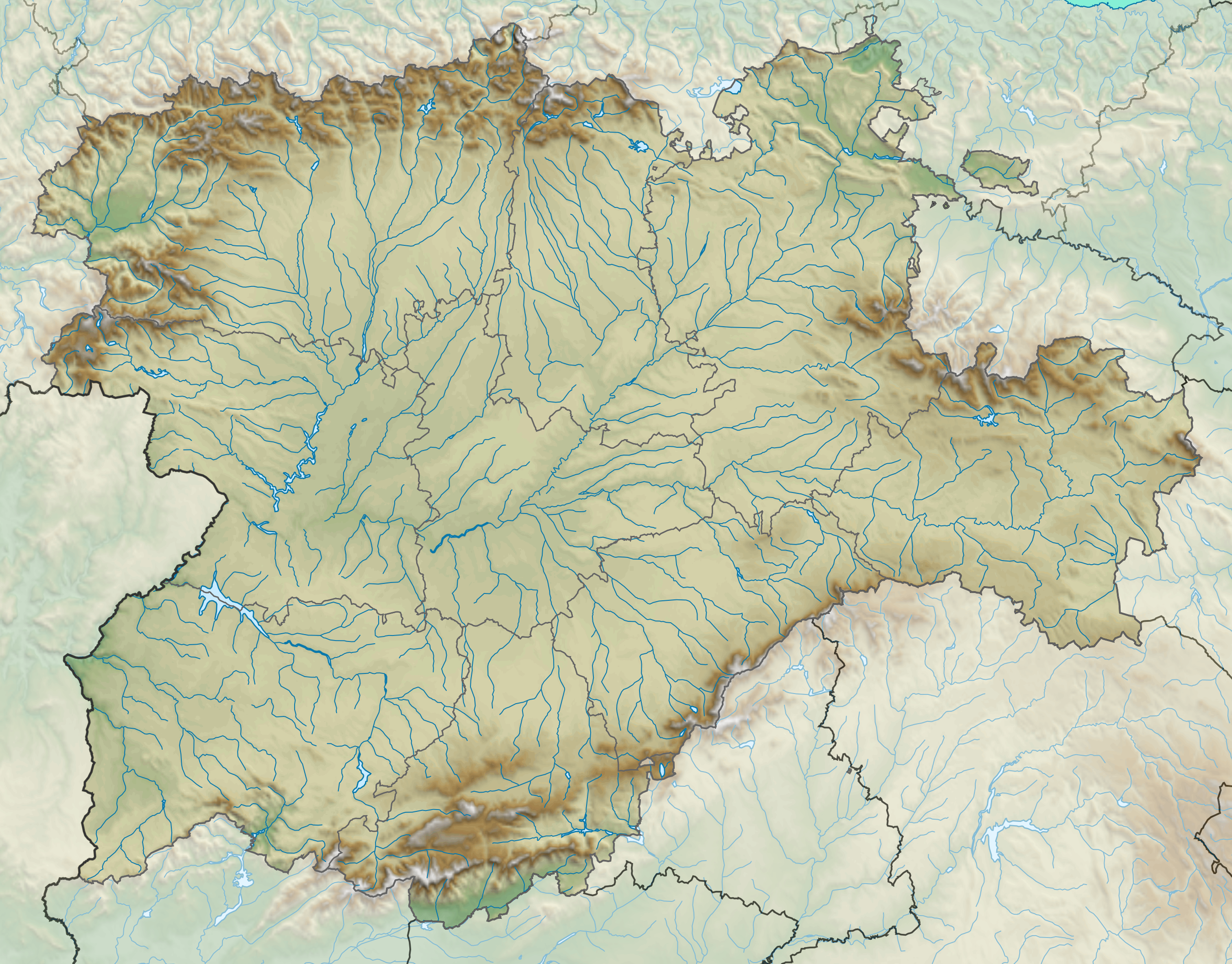
Mapa del relieve de la comunidad

Castilla y León es una comunidad autónoma sin salida al mar que se encuentra situada en el cuadrante noroccidental de la península ibérica. Su territorio limita al norte con las comunidades uniprovinciales del Principado de Asturias y Cantabria además de con el País Vasco (Vizcaya y Álava); al este con la comunidad uniprovincial de La Rioja y con Aragón (provincia de Zaragoza), al sur con la Comunidad de Madrid, Castilla-La Mancha (provincias de Toledo y Guadalajara) y Extremadura (provincia de Cáceres) y al oeste con Galicia (provincias de Lugo y Orense) y Portugal.

### Orografía

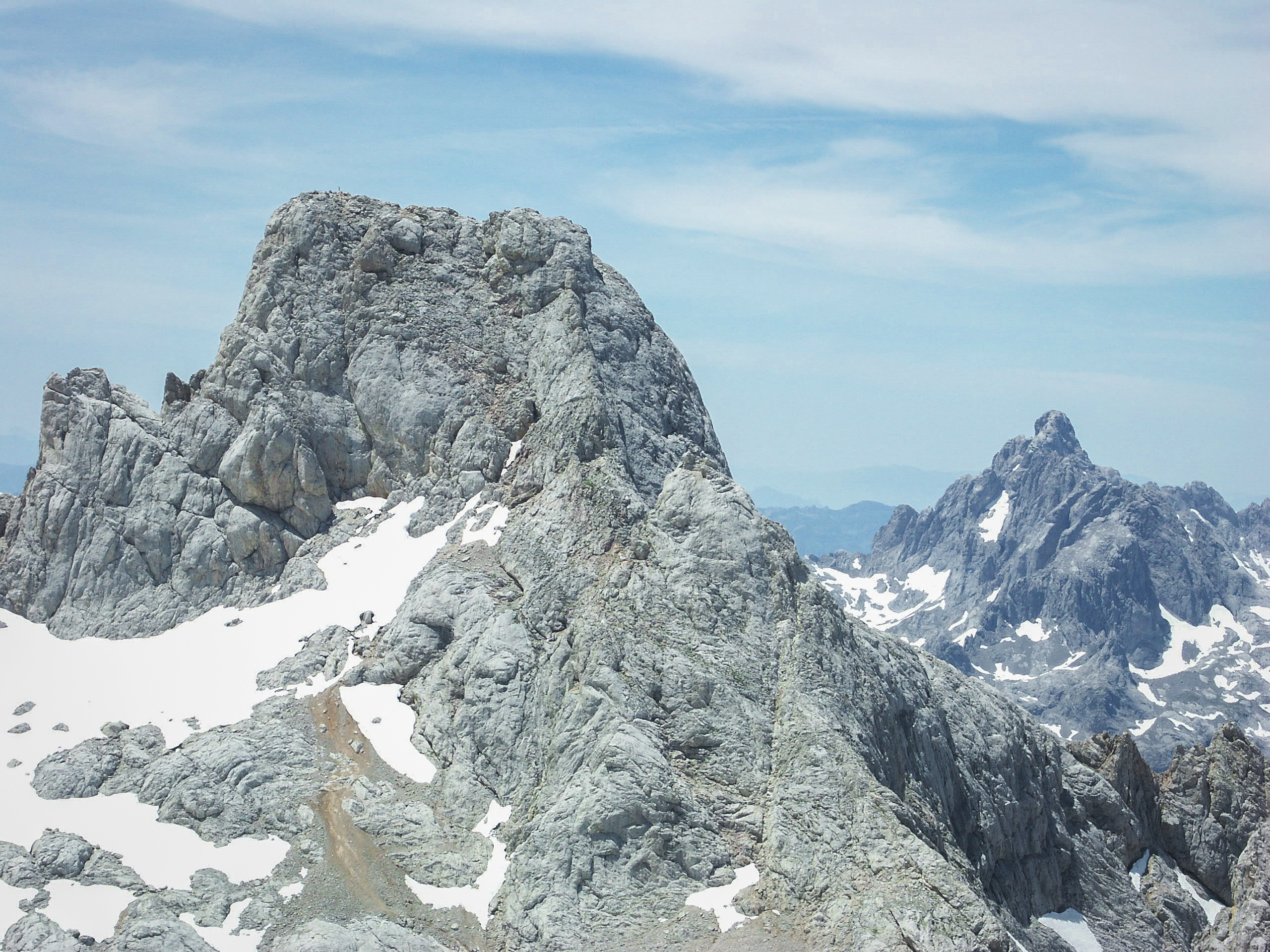
La cima de Torre Cerredo, situada en la frontera entre León y el principado de Asturias, es el punto más alto de la comunidad

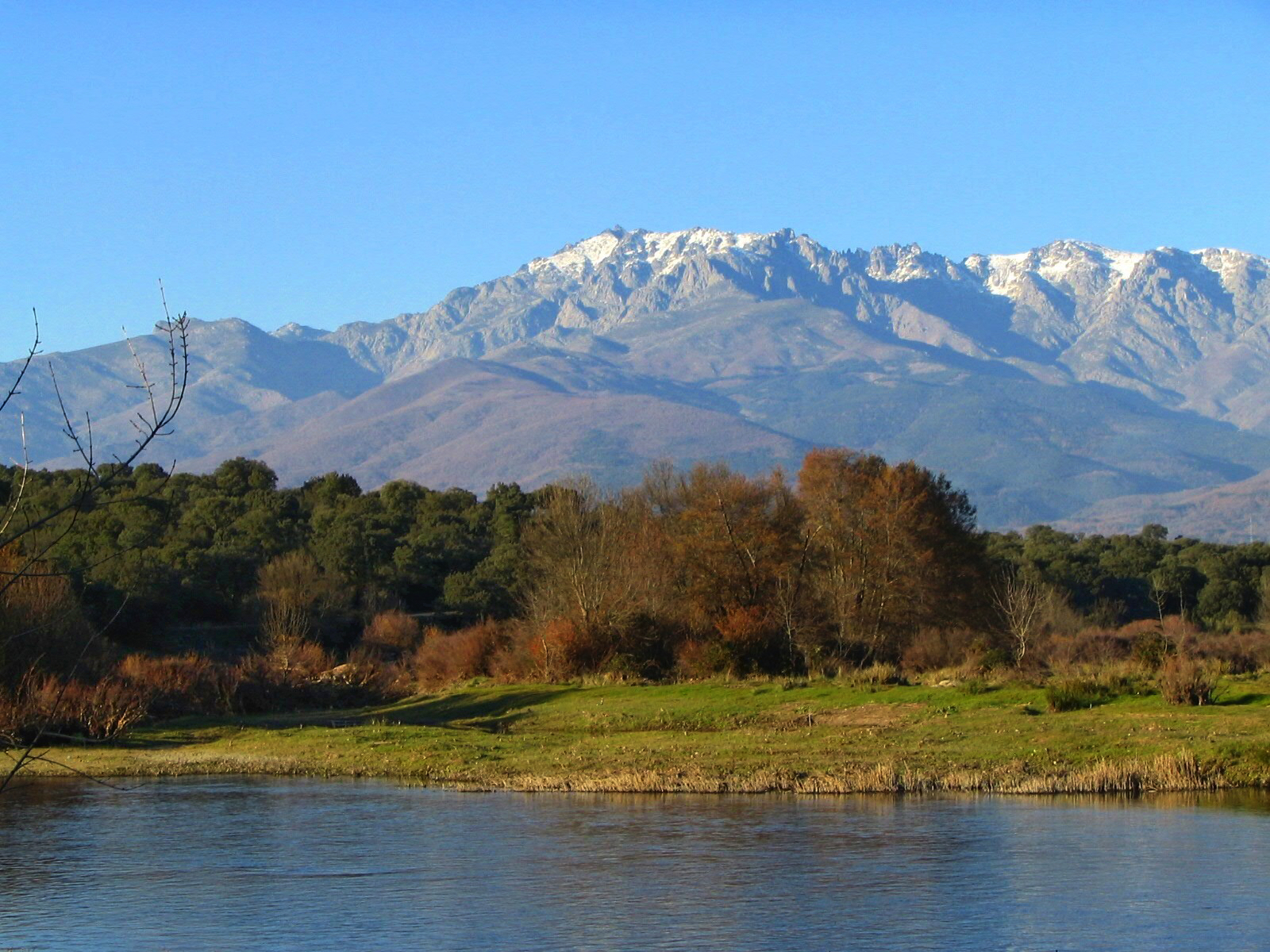
El pico Almanzor, en la provincia de Ávila, es el más alto de la sierra de Gredos y del Sistema Central

La morfología de Castilla y León está formada, en su mayor parte, por la Meseta y un cinturón de relieves montañosos. La Meseta es una altiplanicie, que tiene una altitud media cercana a los 800 m sobre el nivel del mar, está cubierta por materiales arcillosos depositados que han dado lugar a un paisaje seco y árido.
Siguiendo la morfología de la zona se pueden observar: al norte, las montañas de las provincias de Palencia y de León con cumbres altas y espigadas y las montañas de la provincia de Burgos, divididas en dos partes por el desfiladero de Pancorbo, vía de unión entre el País Vasco y Castilla. De estas, la parte norte pertenece a la cordillera Cantábrica y llega hasta la ciudad de Burgos. La zona este-sureste, perteneciente al sistema Ibérico. En la parte noroeste se extienden las montañas de Zamora, con picos amesetados por la erosión. Al este, en las montañas sorianas, se puede apreciar el sistema Ibérico, presidido por el Moncayo, su cumbre más alta. Separando la Meseta septentrional de la meridional, al sur, se levanta el sistema Central, donde se encuentran las sierras de Gata, Francia, Béjar y Gredos en la mitad oeste y las de Ávila, Guadarrama, Somosierra y Ayllón en la mitad este.

### Geología
La Meseta septentrional está constituida por zócalos paleozoicos. Al principio del Mesozoico, una vez finalizado el plegamiento herciniano que elevó la actual Centroeuropa y la zona galaica de España, los materiales depositados fueron arrastrados por la acción erosiva de los ríos.
Durante el plegamiento alpino, los materiales que formaban la meseta se rompieron por múltiples puntos. De esta fractura se elevaron los montes de León, con montañas de no mucha altura y, constituyendo la espina dorsal de la Meseta, la cordillera Cantábrica y el sistema Central, formado de materiales como el granito o las pizarras metamórficas.
El complejo kárstico de Ojo Guareña, formado por 110 km de galerías y sus cuevas formadas en materiales carbonáticos del Coniaciense que se sitúan sobre un nivel de margas impermeables, es el segundo más grande de la península.
Esta configuración geológica ha permitido afloramientos de agua minero-medicinal o termal, aprovechados ahora o en el pasado, en Almeida de Sayago, Boñar, Calabor, Caldas de Luna, Castromonte, Cucho, Gejuelo del Barro, Morales de Campos, Trescasas, Valdelateja y Villarijo, entre otros lugares.

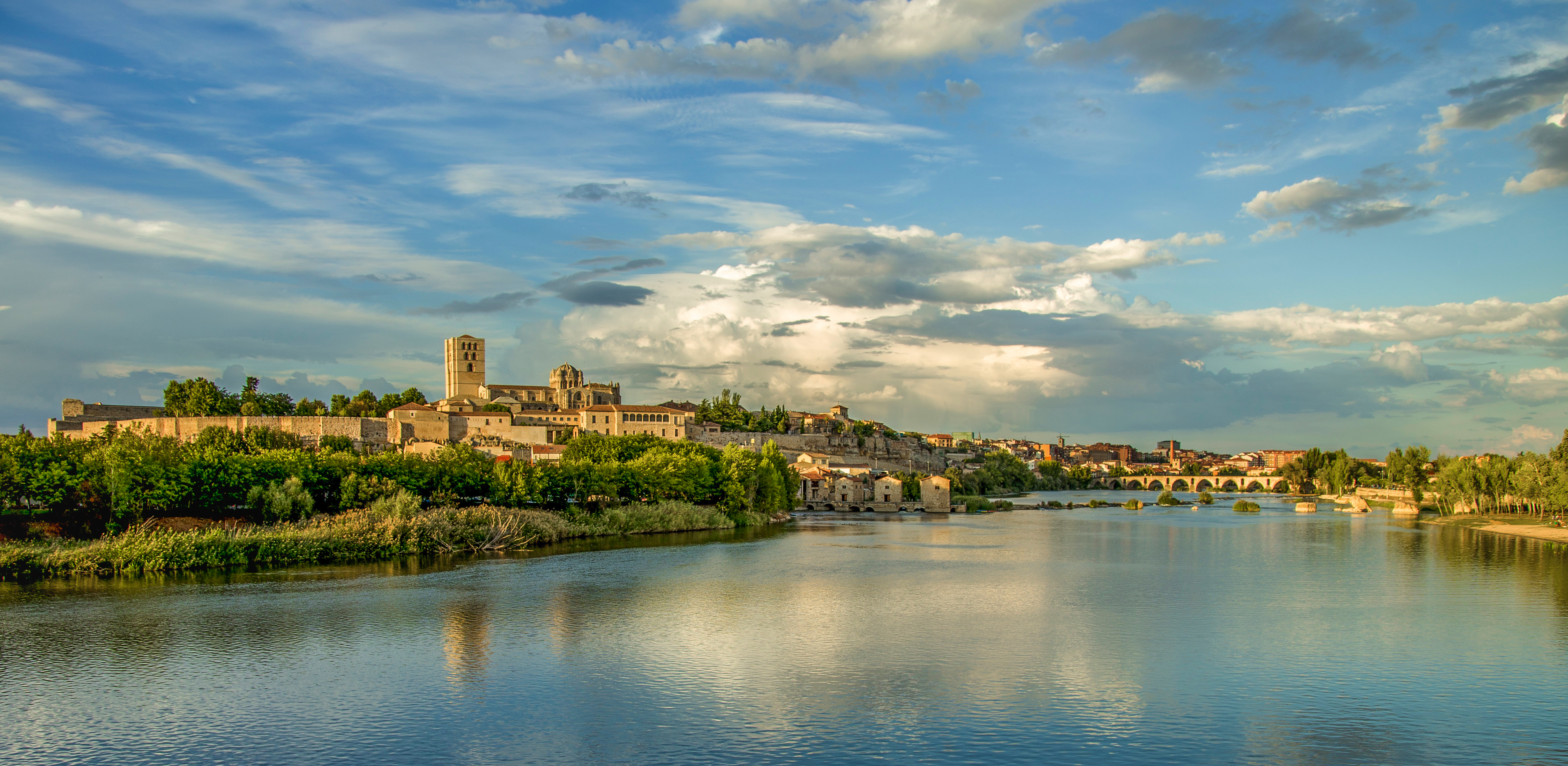
El Duero a su paso por Zamora

### Hidrografía

#### Ríos
Cuenca hidrográfica del Duero
La principal red hidrográfica de Castilla y León está constituida por el río Duero y sus afluentes.

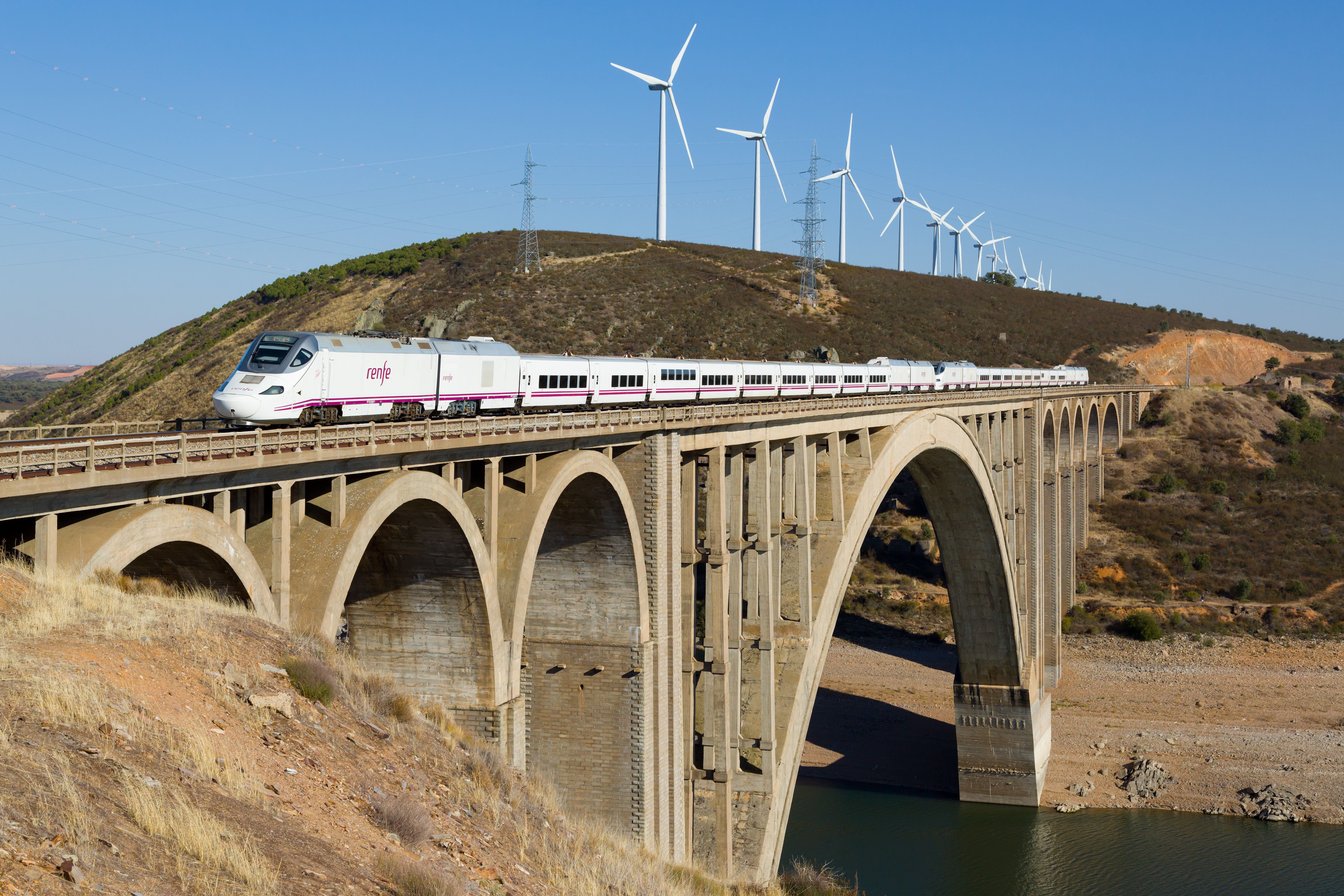
El Viaducto Martín Gil sobre el río Esla embalsado, provincia de Zamora

Desde su nacimiento en los Picos de Urbión, en Soria, hasta su desembocadura en la ciudad portuguesa de Oporto, el Duero recorre 897 km. Del norte descienden el río Pisuerga, el río Valderaduey y el río Esla, sus afluentes más caudalosos y por el este, con menor agua en sus caudales, destacan el río Adaja y el río Duratón. Después de pasar la ciudad de Zamora, el Duero se encajona entre los cañones del parque natural de Arribes del Duero, haciendo frontera con Portugal. Por la margen izquierda le llegan importantes afluentes como el río Tormes, el río Huebra, el río Águeda, el río Coa y el río Paiva, todos procedentes del sistema Central. Por la derecha le llegan el río Sabor, el río Túa y el río Támega, nacidos en el macizo Galaico. Pasada la zona de Arribes, el Duero gira hacia el oeste adentrándose en Portugal hasta desembocar en el océano Atlántico.
Otras cuencas hidrográficas
Varios ríos de la comunidad vierten sus aguas a la cuenca del Ebro, en Palencia, Burgos y Soria (río Jalón), la del Miño-Sil en León y Zamora, la del Tajo en Ávila y Salamanca (río Tiétar y río Alberche, y río Alagón respectivamente) y la cuenca hidrográfica cantábrica en las provincias por las que se extiende la cordillera Cantábrica.
| Río          | Capital        | Desembocadura                      | Otras localidades por donde pasa                                                              |
| ------------ | -------------- | ---------------------------------- | --------------------------------------------------------------------------------------------- |
| río Adaja    | Ávila          | río Duero                          | Arévalo                                                                                       |
| río Arlanzón | Burgos         | río Arlanza en Quintana del Puente | Arlanzón y Pampliega                                                                          |
| río Bernesga | León           | río Esla                           | La Robla                                                                                      |
| río Carrión  | Palencia       | río Pisuerga en Dueñas             | Guardo y Carrión de los Condes                                                                |
| río Tormes   | Salamanca      | río Duero en Fermoselle-Villarino  | El Barco de Ávila, La Horcajada, Guijuelo, Alba de Tormes y Ledesma                           |
| río Eresma   | Segovia        | río Adaja en Matapozuelos          | Coca                                                                                          |
| río Duero    | Soria y Zamora | Océano Atlántico en Oporto         | Almazán, Aranda de Duero, Tordesillas, Toro, Aldeadávila de la Ribera y Vilvestre             |
| río Pisuerga | Valladolid     | río Duero en Geria                 | Aguilar de Campoo, Cervera de Pisuerga, Venta de Baños, Dueñas, Tariego de Cerrato y Simancas |

#### Lagos y embalses

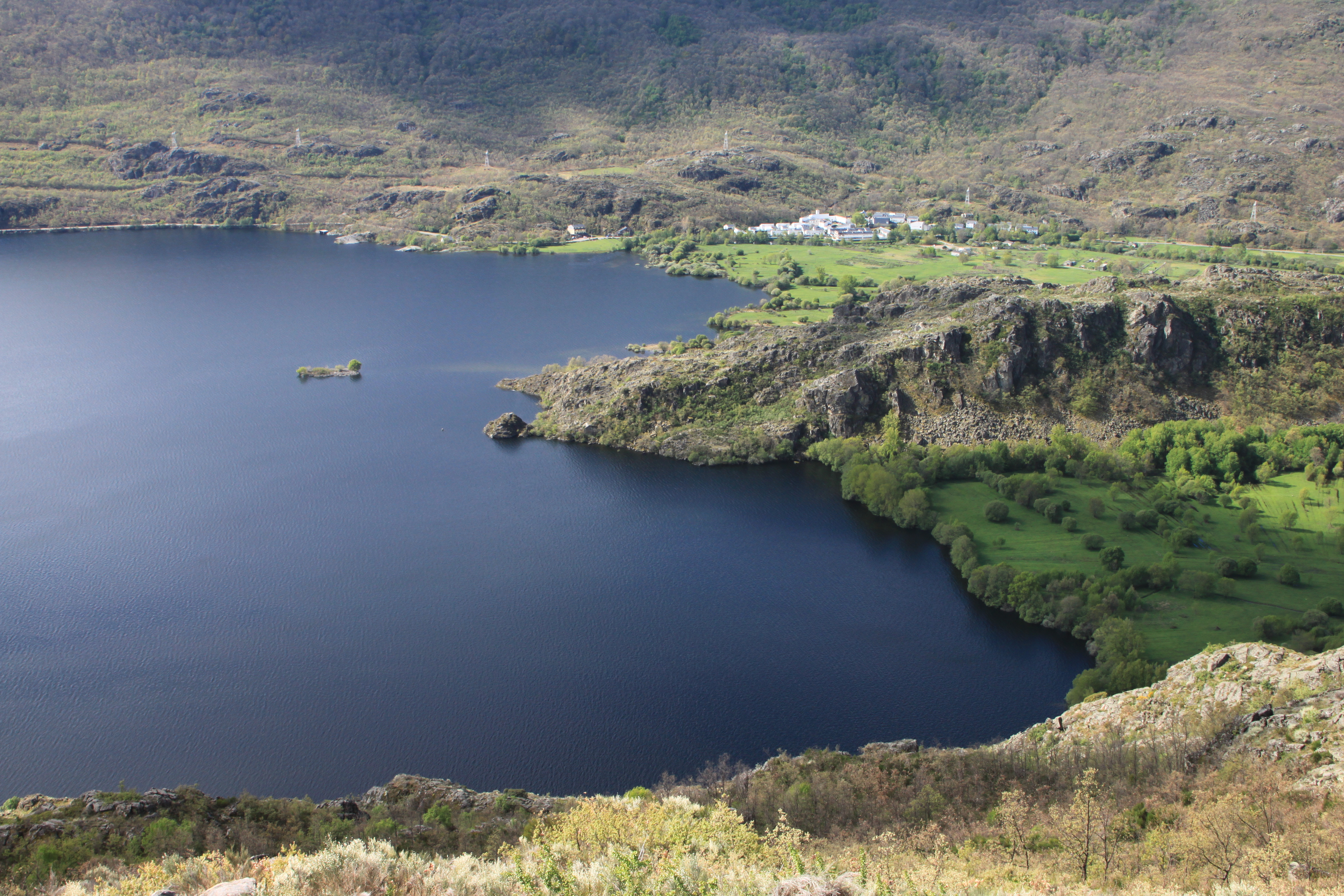
Lago de Sanabria, Zamora

Además de los ríos, la cuenca del Duero también alberga gran cantidad de lagos y lagunas como la laguna Negra, en los Picos de Urbión, la laguna Grande, en Gredos, el lago de Sanabria, en Zamora, o la laguna de la Nava, en Palencia. También destacan una gran cantidad de embalses, alimentados por el agua proveniente de las lluvias y el deshielo de las cumbres nevadas. Así pues, Castilla y León, a pesar de no tener unas precipitaciones lluviosas abundantes es una de las comunidades de España con más nivel de agua embalsada.

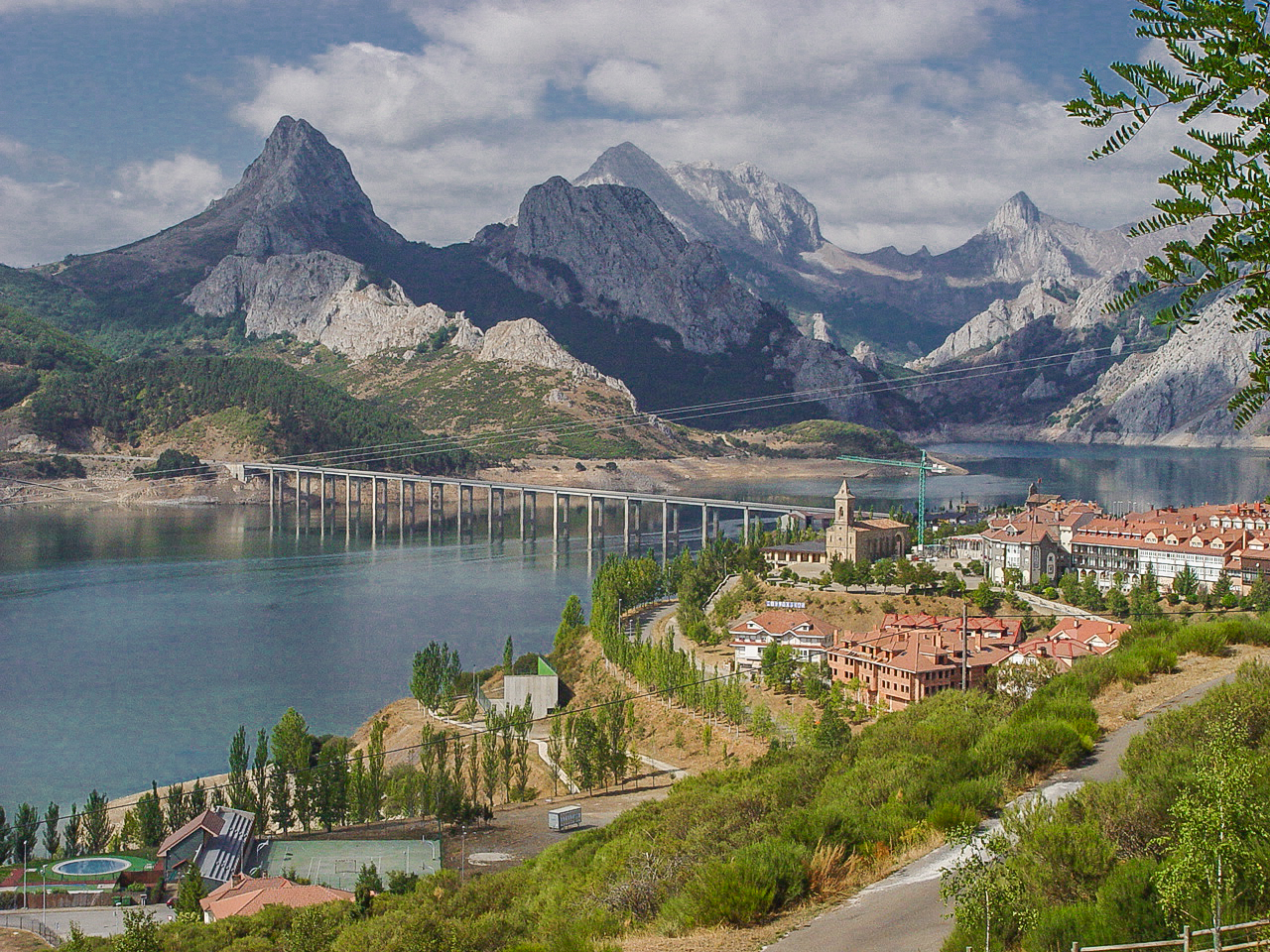
Embalse de Riaño, León

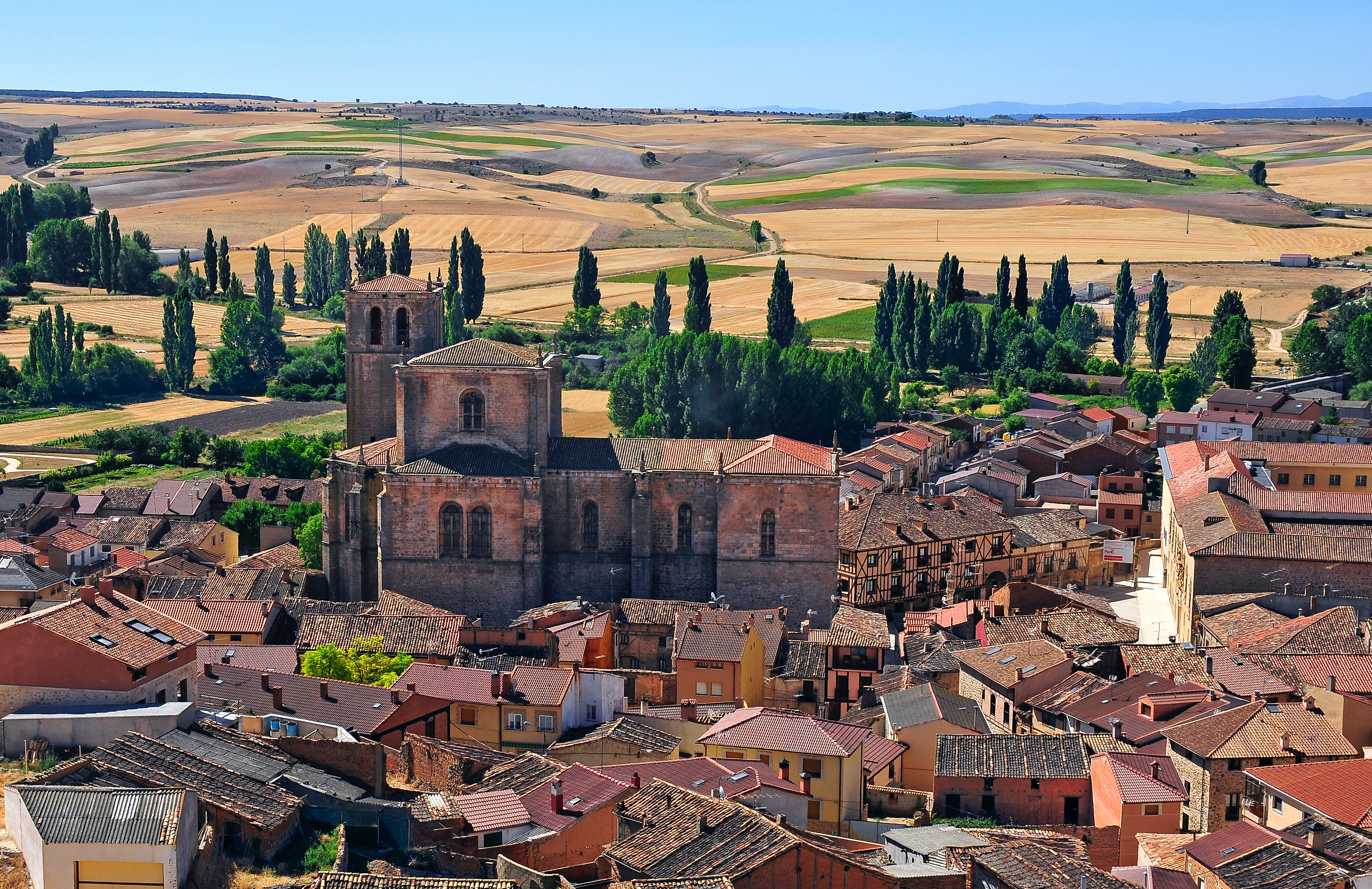
Peñaranda de Duero, Burgos

Muchos de esos lagos naturales están siendo utilizados como recurso económico, potenciando el turismo rural y ayudando a conservar los ecosistemas. El Lago de Sanabria fue pionero en ello.[cita requerida]

### Clima
Castilla y León tiene un clima mediterráneo continentalizado, con inviernos largos y fríos, con temperaturas medias de entre 3 y 6 °C en enero y veranos cortos y calurosos (medias de 19 a 22 °C), pero con los tres o cuatro meses de aridez estival característicos del clima mediterráneo. La pluviosidad, con una media de 450-500 mm anuales, es escasa, acentuándose en las tierras más bajas.
Factores climáticos
En Castilla y León el frío se extiende de forma casi continuada durante gran parte del año, siendo un elemento bien característico de su clima. Los períodos más fríos del invierno se asocian a invasiones de un frente polar continental y a coladas de aire ártico marino, raro es que con ellas no se alcancen temperaturas del orden de los -5 °C a -10 °C. Asimismo, en situaciones de anticiclón, en el interior de la región motivan las persistentes nieblas, creando situaciones de frío prolongadas por procesos de radiación.
Son típicas las olas de frío intenso de los meses centrales del invierno mostrando una particular tendencia a producirse
desde la segunda quincena de diciembre a la primera de febrero. Durante su transcurso se producen las temperaturas mínimas más extremas, cuyos valores varían entre los -10 °C y -13 °C de su sector más occidental y los -15 °C y -20 °C de las llanuras centrales y altas parameras. Los registros más bajos contabilizados alcanzan los -22 °C de Burgos, -21,9 °C en Coca (Segovia), -20,4 °C en Ávila, -20 °C en Salamanca y -19,2 °C en Soria. La elevada altitud de la Meseta y sus montañas acentúa el contraste entre las temperaturas del invierno y el verano, así como las del día y la noche.

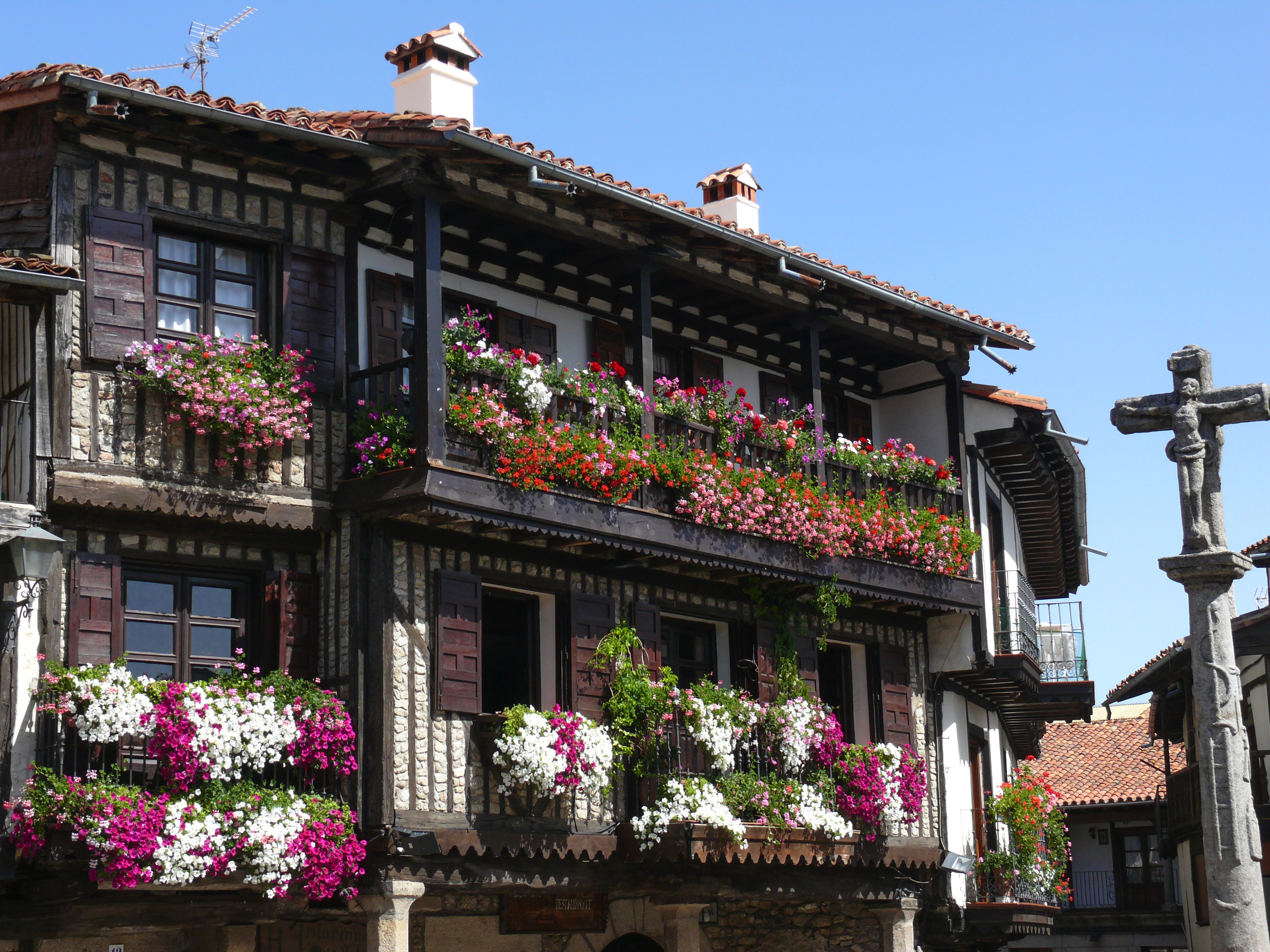
La Alberca, en la sierra de Francia, provincia de Salamanca

Debido a las barreras montañosas que rodean Castilla y León, los vientos marítimos quedan frenados, deteniendo de ese modo las precipitaciones. Debido a eso, las lluvias caen de una manera muy desigual en el territorio castellano y leonés. Mientras que en el centro de la cuenca del Duero se registra una media anual de 450 mm, en las comarcas occidentales de los montes de León, la cordillera Cantábrica y la zona sur de las provincias de Ávila y Salamanca, las precipitaciones llegan a los 1500 mm al año, con un máximo de 3400 mm anuales en la parte occidental de la sierra de Gredos, en el macizo de Candelario-Béjar, lo que convierte a esta zona en la más lluviosa no solo de España, sino de la península ibérica.
Regiones climáticas

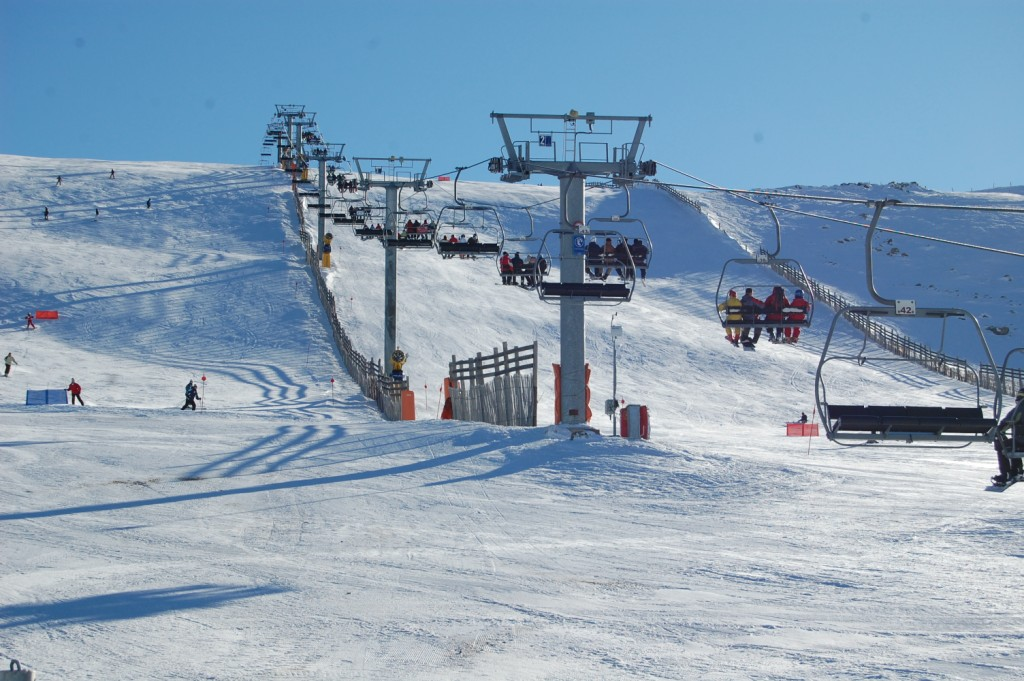
Estación de esquí de La Covatilla, al sur de la provincia de Salamanca. La sierra de Béjar es una de las zonas más húmedas de la comunidad junto a la Cordillera Cantábrica

Aunque Castilla y León está encuadrada dentro del clima continental, en sus tierras se distinguen distintos dominios climáticos:
- Según la clasificación climática de Köppen, una gran parte de la comunidad autónoma se encuadra en las variantes Csb o Cfb, con la media del mes más cálido por debajo de los 22 °C pero superior a los 10 °C durante cinco o más meses.
- En varias zonas de la meseta central el clima se clasifica como Csa (mediterráneo cálido), por sobrepasarse los 22 °C durante el verano
- En cotas elevadas de la cordillera Cantábrica y zonas de montaña, se da un clima templado frío con temperaturas medias menores de 3 °C en los meses más fríos y veranos secos (Dsb o Dsc).

### Ecología

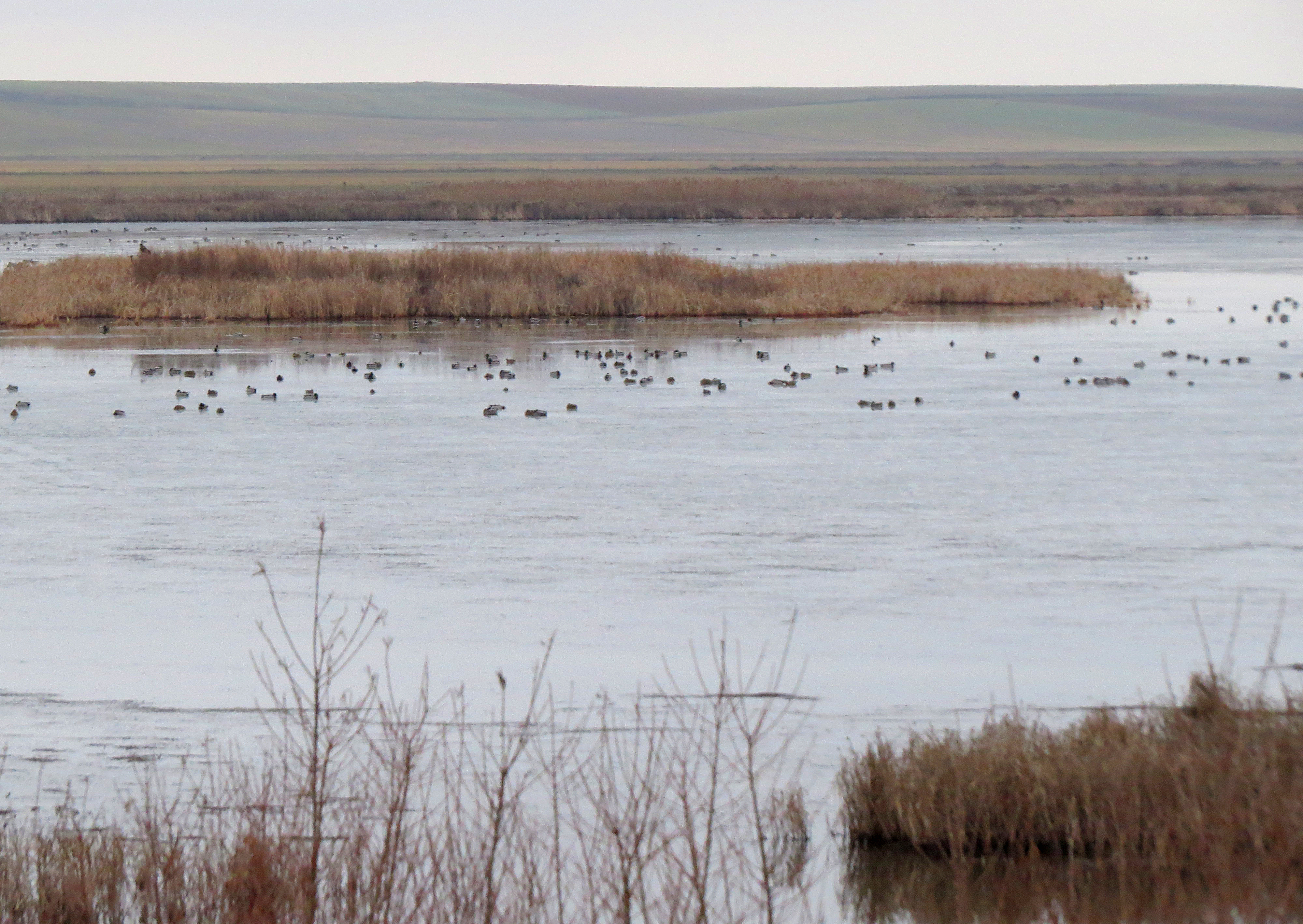
Laguna de la Nava de Fuentes, ZEPA, en la provincia de Palencia

El Centro Nacional de Educación Ambiental tiene sede en Valsaín, provincia de Segovia. Sus líneas de trabajo se centran en la recopilación y difusión de información especializada en educación ambiental; en el diseño y desarrollo de programas de sensibilización y participación ciudadana; en la elaboración de materiales educativos y exposiciones; en la organización y apoyo a seminarios y otros foros de reflexión y debate; en el desarrollo y ejecución de acciones de formación ambiental; y en la cooperación con otras entidades públicas y privadas para la promoción de la educación ambiental.

#### Flora

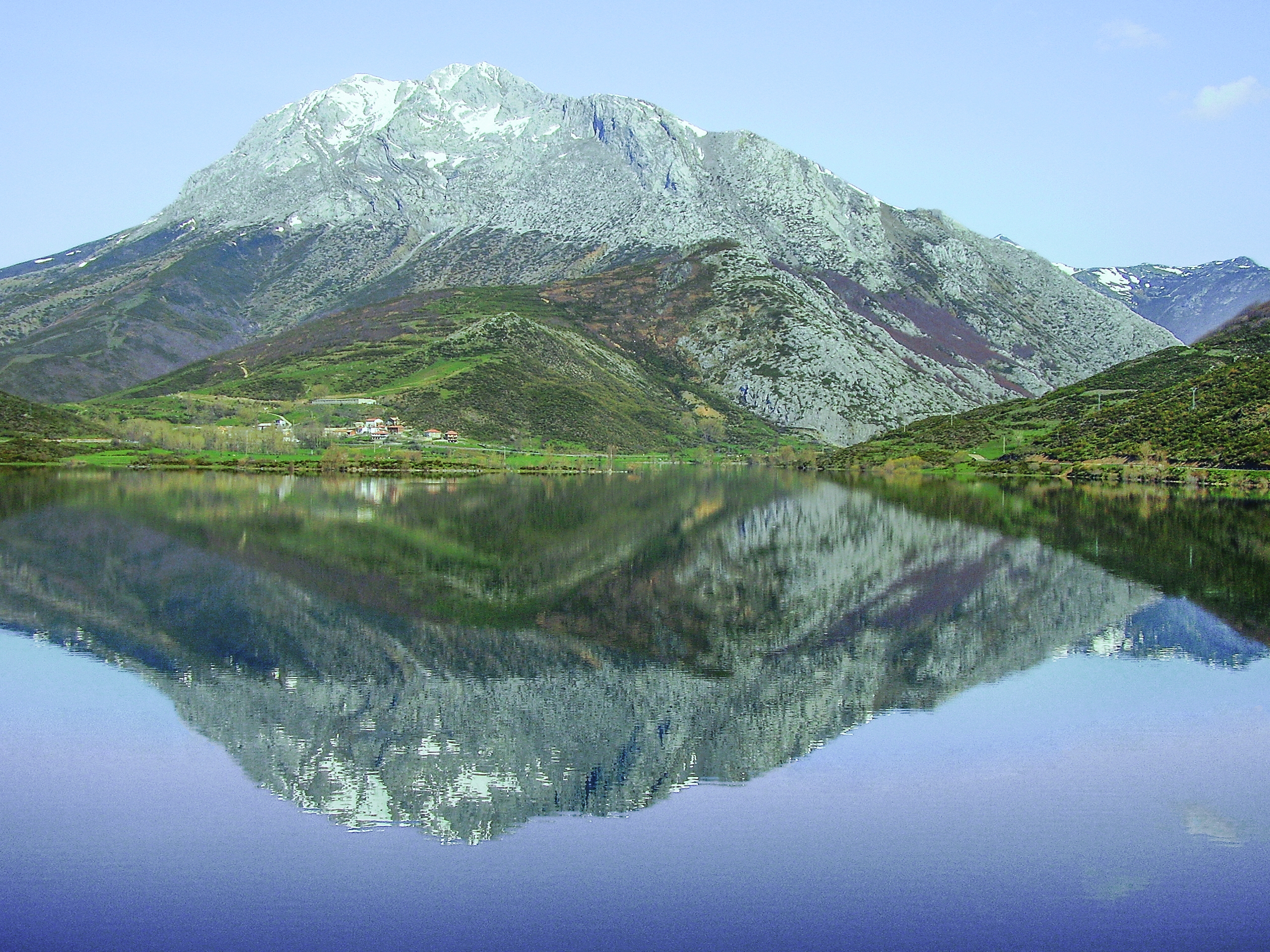
Pico Espigüete, Palencia

Castilla y León tiene muchos espacios naturales protegidos. Colabora activamente con el programa de la Unión Europea Red Natura 2000, y el 25 % de la superficie de la red se encuentra en esta región. También existen algunas zona de especial protección para las aves o ZEPA. Las encinas (Quercus ilex) y sabinas (Juniperus secc. Sabina) solitarias que ahora dibujan la llanura castellanoleonesa son restos de los bosques que cubrieron hace tiempo estas mismas tierras. Las explotaciones agropecuarias, debido a la necesidad de tierras para el cultivo del cereal y de pastos para los inmensos rebaños de la mesta castellana, supuso la deforestación de estas tierras durante la Edad Media. Los últimos bosques castellanos y leoneses de sabinas se encuentran en las provincias de León, Soria y Burgos. Son bosques poco frondosos que pueden formar comunidades mixtas con encinas, quejigos (Quercus faginea) o pinos (Pinus).
La vertiente castellano y leonesa de las montañas cantábricas y las estribaciones del norte del sistema Ibérico cuentan con una rica vegetación. Las laderas más húmedas y frescas están pobladas por grandes hayedos, cuyas áreas de extensión pueden alcanzar los 1500 m sobre el nivel del mar de altitud. A su vez, el haya (Fagus) forma bosques mixtos con el tejo (Taxus baccata), el serbal (Sorbus), el mostajo (Sorbus aria), el acebo (Ilex aquifolium) y el abedul (Betula). En las laderas de solana proliferan el roble albar (Quercus petraea), el carballo (Quercus robur), el fresno (Fraxinus), el tilo (Tilia), el castaño (Castanea sativa), el abedul y el pinar de Lillo (Pinus sylvestris), una especie típica del norte de la provincia de León.

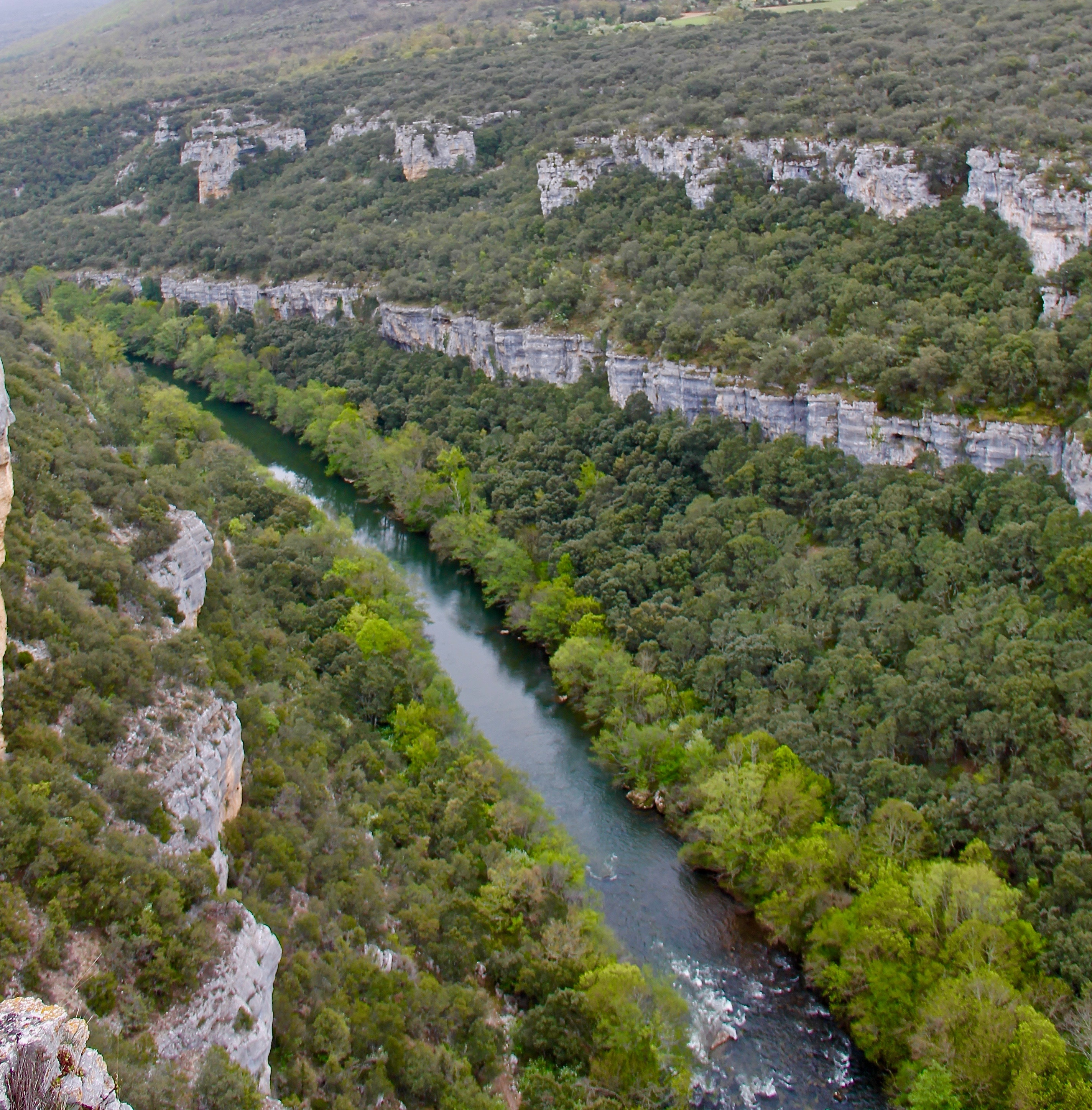
Parque natural de las Hoces del Alto Ebro y Rudrón, en Las Merindades, provincia de Burgos

En las laderas inferiores del sistema Central perviven amplias extensiones de encinar. A un nivel superior, entre los 1000 y 1100 m s. n. m., abundan los castañares. Por encima de ellos predomina el melojo (Quercus pyrenaica), muy resistente a los fríos, cuyo estrato se prolonga hasta los 1700 m s. n. m. Sin embargo, muchos robledales han desaparecido, talados por el hombre y sustituidos por pinos de repoblación. Los principales pinares nativos se encuentran en la sierra de Guadarrama. Las zonas subalpinas situadas entre los 1700 y los 2200 m s. n. m. acogen matorrales de piornos y enebros (Juniperus).
Buena parte de la provincia de Salamanca, sobre todo en las comarcas del Campo Charro y Ciudad Rodrigo, está ocupada por dehesas, un tipo de bosque parecido al de las sabanas africanas, con encinas, alcornoques (Quercus suber), quejigos y rebollos (Quercus pyrenaica). La provincia de Salamanca y la de Valladolid en la región de Rueda cuenta también con los únicos olivares castellanoleoneses, ya que estos árboles no crecen en ninguna de las otras regiones de la comunidad. También cabe destacar las regiones vinícolas con vinos de muy buena calidad como pueden ser los de Toro, los de Ribera del Duero (Valladolid, Burgos, Soria) los de Rueda, o los de Cigales.

#### Fauna

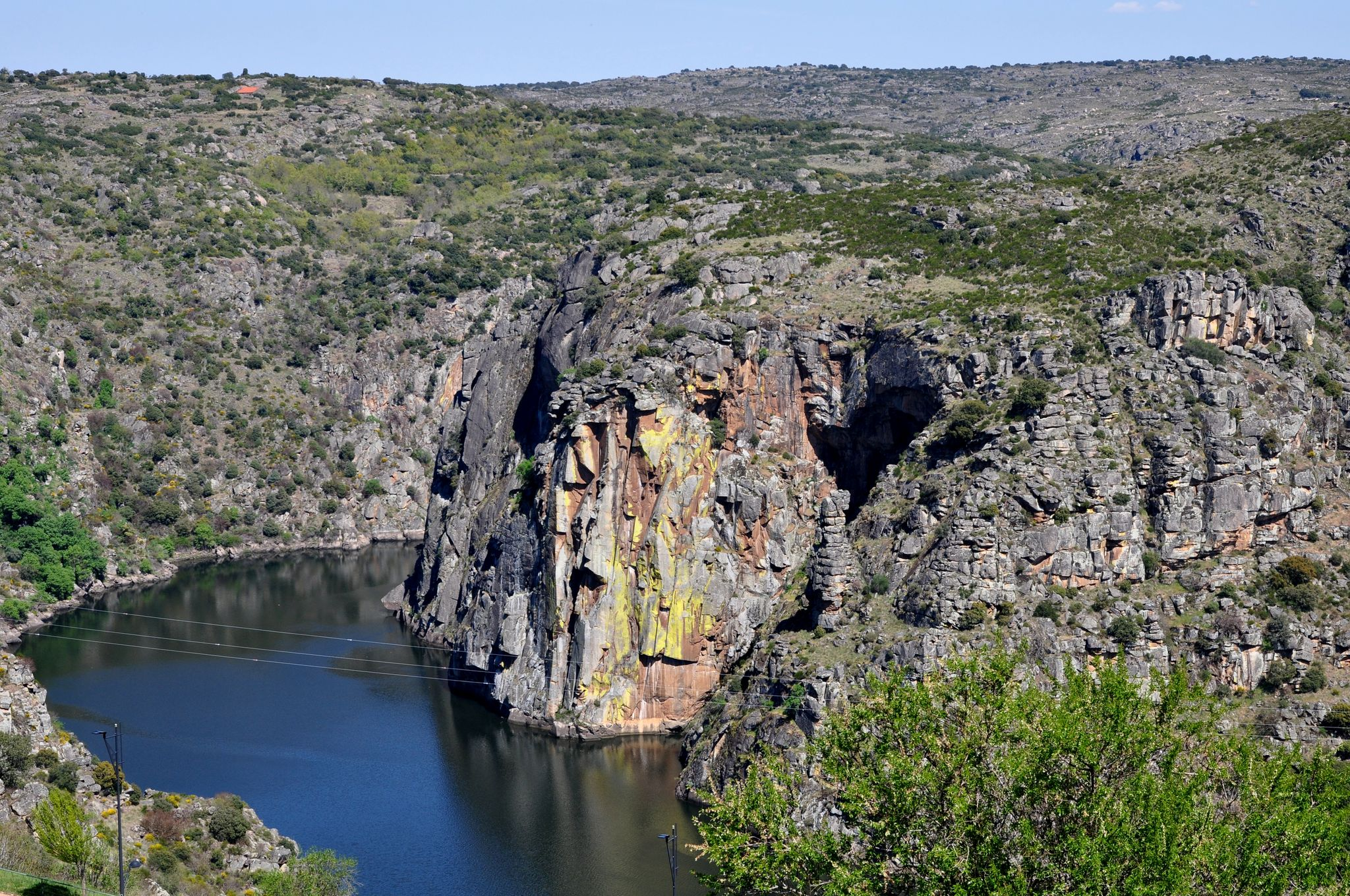
El parque natural de Arribes del Duero, clasificado Zona de especial protección para las aves, entre las provincias de Zamora y Salamanca

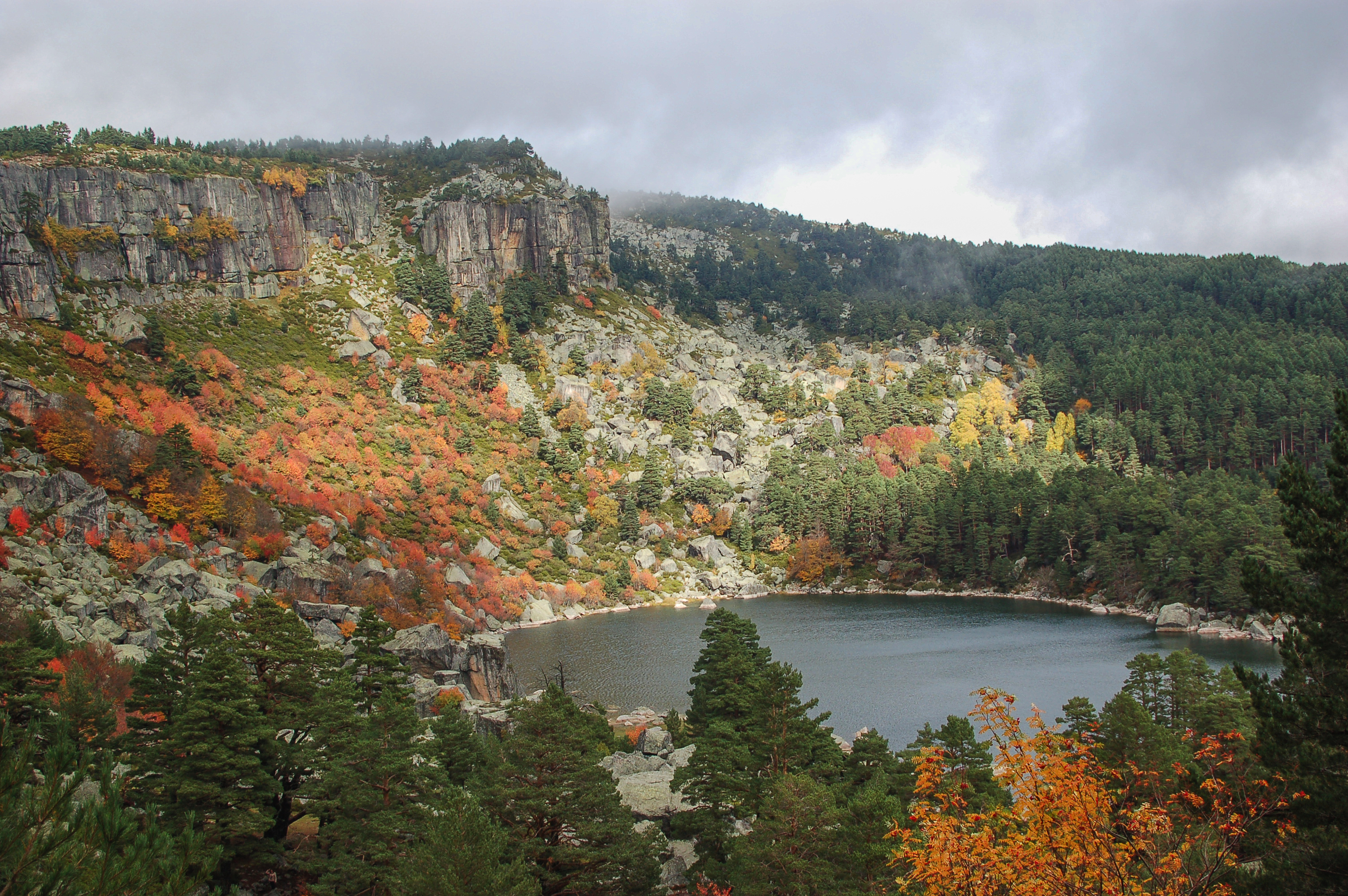
Laguna Negra de Urbión, Soria

Castilla y León presenta una gran diversidad faunística. Existen numerosas especies y algunas de ellas tienen especial interés por su singularidad, como algunas especies endémicas, o bien por su escasez como por ejemplo el oso pardo. Se han contabilizado 418 especies de vertebrados, que constituyen el 63 % de todos los vertebrados que habitan en España. Animales adaptados a la vida en la alta montaña, habitantes de roquedos, moradores de cursos fluviales, especies de llanura y residentes forestales forman el mosaico de la fauna castellana y leonesa.
El aislamiento a que están sometidas las altas cumbres propicia la existencia de abundantes endemismos como es el caso de la cabra montés (Capra pyrenaica victoriae), que en Gredos constituye una subespecie única en la Península. El topillo nival (Microtus nivalis) es un gracioso micromamífero de color pardo grisáceo y larga cola que vive en espacios abiertos por encima del límite de los árboles.
Pequeños y grandes mamíferos como ardilla, lirón, topo, marta, garduña, zorro, gato montés, lobo, bastante abundantes en algunas áreas, jabalí, ciervo, corzo y, únicamente en la cordillera Cantábrica, algunos ejemplares de oso pardo suelen frecuentar los bosques caducifolios, aunque algunas especies se extienden también a los bosques de coníferas y al monte bajo. En 2018, la población osera creció en Castilla y León, que cuenta con 13 osas y 21 crías, repartida entre las provincias de Palencia y León.
El gato montés (Felis silvestris) es ligeramente mayor que un gato doméstico, tiene la cola corta y robusta, con anillos oscuros y el pelaje rayado. El lince ibérico (Lynx pardina), sin embargo, vive casi únicamente en zonas de matorral mediterráneo.

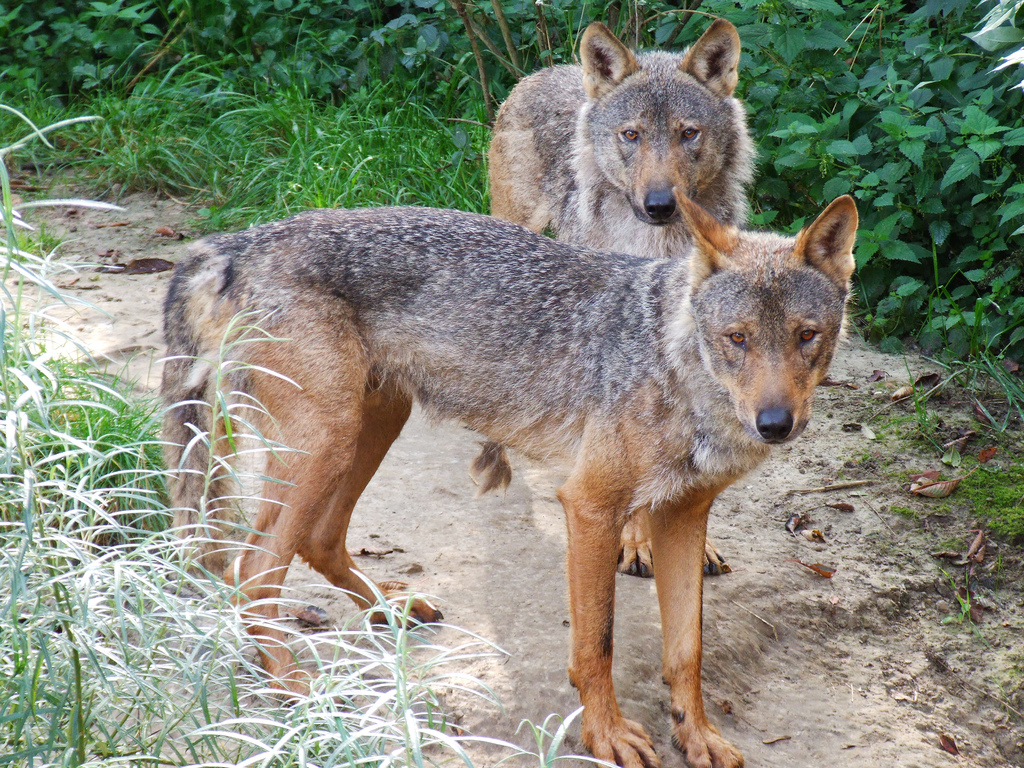
Castilla y León es el principal hábitat del lobo ibérico. El naturalista Félix Rodríguez de la Fuente impulsó la protección de la especie. En Robledo (Zamora) se encuentra además el Centro del Lobo Ibérico de Castilla y León

También se encuentran en este ambiente pequeños reptiles como la culebra de escalera (Rhinechis scalaris), la culebra lisa meridional (Coronella girondica) y la culebra de Esculapio (Zamenis longissimus). La culebra lisa europea (Coronella austriaca) puede encontrarse desde el nivel del mar hasta los 1800 m s. n. m. y en la comunidad tiende a vivir en las alturas. Más arriba todavía, en las zonas rocosas del piso subalpino a unos 2400 m s. n. m. vive la lagartija serrana (Lacerta monticola cyreni), uno de los pocos reptiles adaptados a estas alturas.
En los ríos de montaña viven las nutrias y los desmanes y en sus aguas las truchas, las anguilas, los piscardos y algunos de los cada vez más escasos cangrejos de río autóctonos. La nutria (Lutra lutra) y los desmanes (Galemys pyrenaica) son dos mamíferos de hábitos acuáticos y muy buenos nadadores. La nutria se alimenta principalmente de peces, mientras que el desmán busca su comida entre los invertebrados acuáticos que habitan en el lecho de los ríos. En tramos inferiores de aguas más tranquilas nadan los barbos y las carpas. Entre los anfibios, los tritones y como especies destacables: la salamandra de Almanzor (Salamandra salamandra almanzoris) y el sapo de Gredos (Bufo bufo gredosicola), que son dos subespecies endémicas del sistema Central.
Donde los ríos se encajonan formando hoces y cañones viven sobre las rocas las aves rupícolas como el buitre leonado, el buitre negro, el alimoche, el águila real o el halcón peregrino. El alimoche (Neophron percnopterus), un buitre de pequeño tamaño, es de color blanquinegro con la cabeza amarilla. Aguas abajo y en sus orillas entre la exuberante vegetación forman sus colonias los martinetes y las garzas reales y se encuentra el reyezuelo, el pájaro moscón, la abubilla y el martín pescador.
Entre las aves que pueblan los bosques mediterráneos abiertos viven dos especies en peligro de extinción: la cigüeña negra (Ciconia nigra) y el águila imperial ibérica (Aquila adalberti). La cigüeña negra, mucho más rara que su congénere la cigüeña blanca (Ciconia ciconia), es de hábitos solitarios y vive alejada del hombre. El águila imperial ibérica anida en los árboles y se alimenta sobre todo de conejos, pero también de aves, reptiles y carroña.
En los bosques de coníferas viven entre otros el agateador, el carbonero garrapinos y el trepador azul (Sitta europaea), un pájaro de dorso gris y flancos rojizo-anaranjados que anida en agujeros a los que estrecha la entrada con barro. El urogallo (Tetrao urogallus) es un gallo muy oscuro y grande que vive en ambientes forestales, por lo que es muy difícil observarlo. Entre las rapaces forestales se encuentran el azor, el gavilán o el cárabo, que atacan con frecuencia a otras aves de menor tamaño como arrendajos, pitos, pinzones, picapinos y currucas.

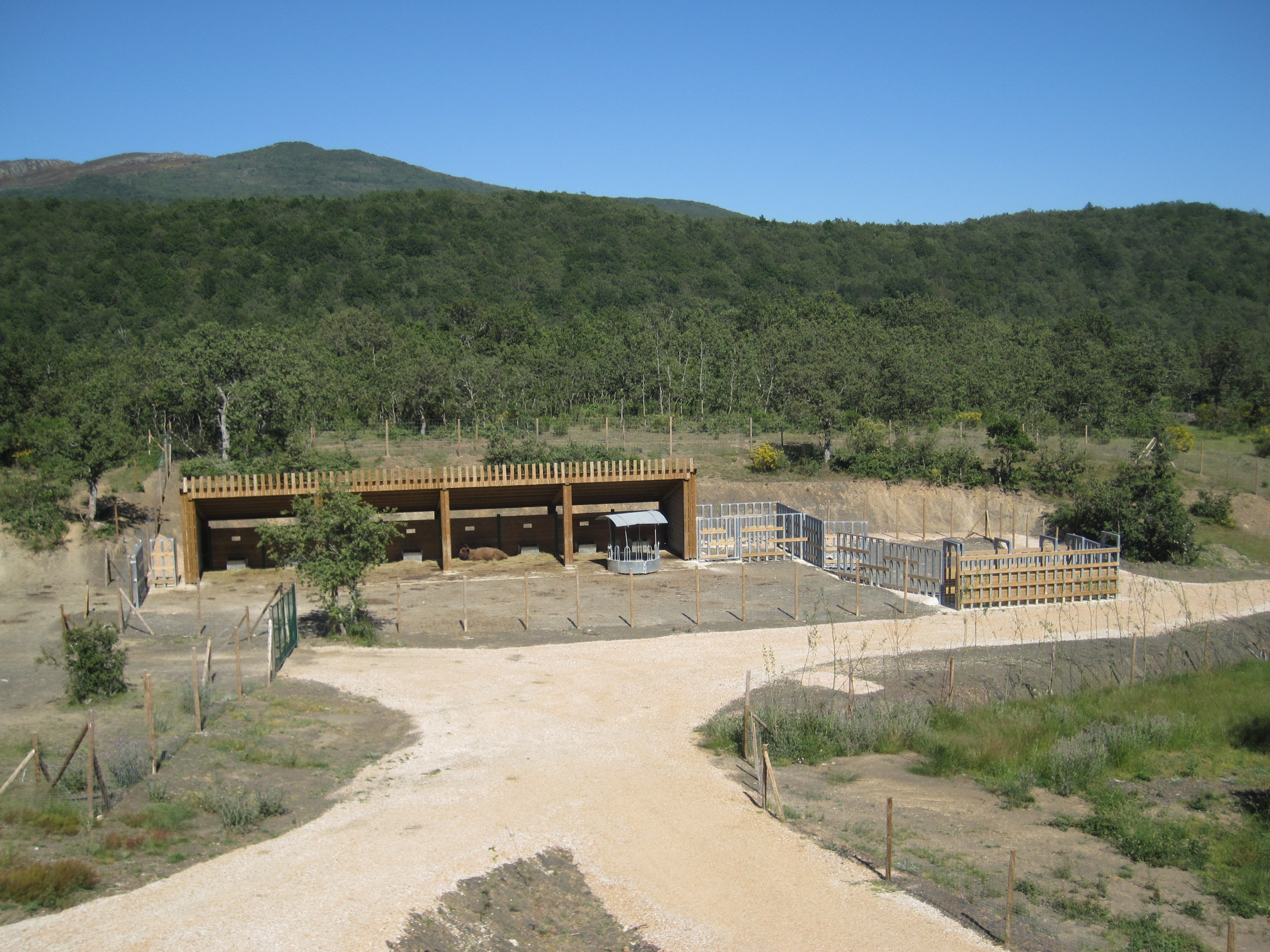
Parte de la Reserva del bisonte europeo en la localidad palentina de San Cebrián de Mudá

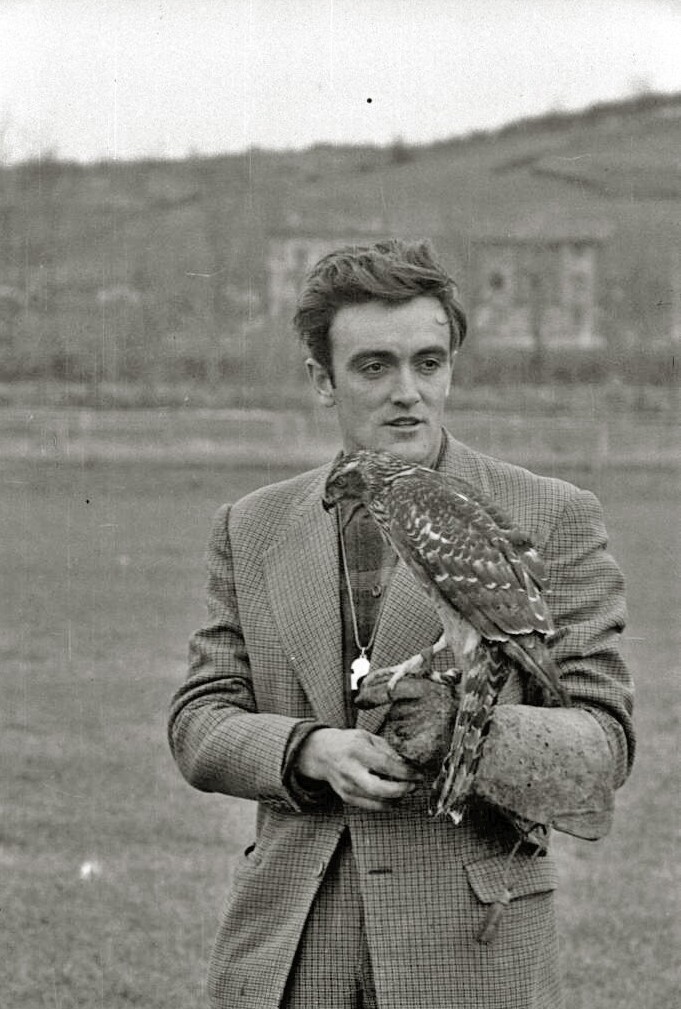
El naturalista Félix Rodríguez de la Fuente

La avutarda (Otis tarda) frecuenta las llanuras despejadas con cultivos de secano; es de gran tamaño y tiene la cabeza y cuello grisáceos y el dorso pardo. En los humedales castellanos y leoneses se concentran durante el invierno numerosos ejemplares de Ánsar común (Anser anser), que se reproduce en el norte de Europa y visita la zona en invierno.
Es destacable en el estudio científico y su divulgación el naturalista Félix Rodríguez de la Fuente (1928-1980), natural de la localidad burgalesa de Poza de la Sal. Tuvo una gran labor investigadora y dio el salto a la fama con la serie de televisión El Hombre y la Tierra (TVE).
En la Montaña Palentina, en el municipio de San Cebrián de Mudá, se está llevando a cabo un programa de reintroducción del bisonte europeo, animal que llevaba unos 1000 años sin presencia en la península ibérica, con motivo de evitar la extinción de la especie.

## Demografía

Entre los años 1950 y 1980 se produjo un masivo éxodo rural con efectos aún persistentes

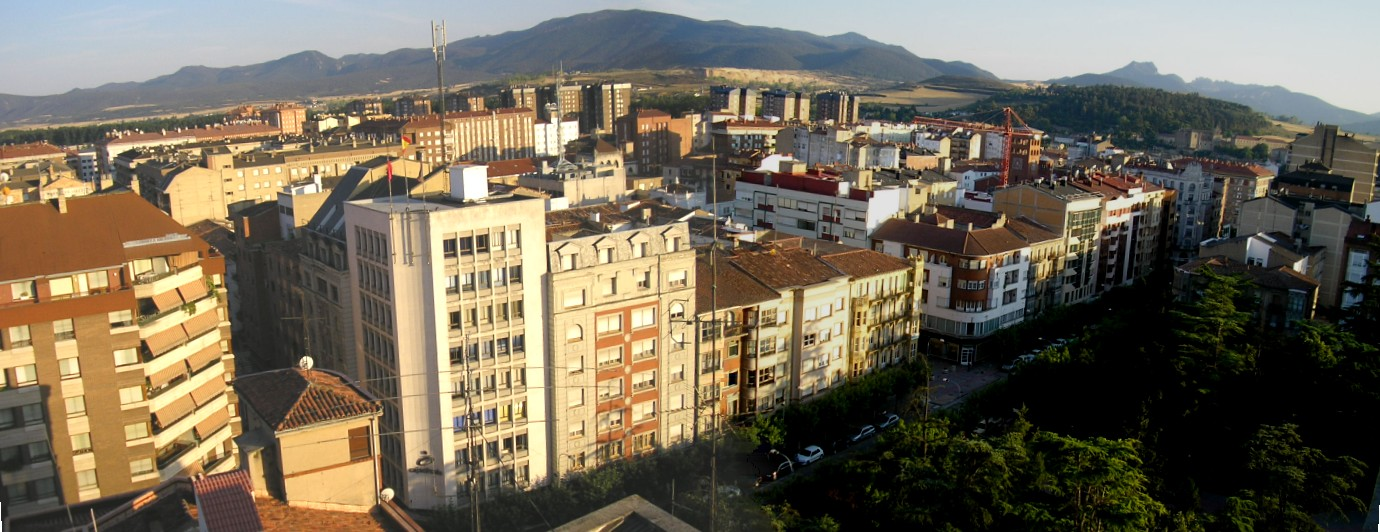
Miranda de Ebro, en la provincia de Burgos, ciudad importante que no es capital de provincia

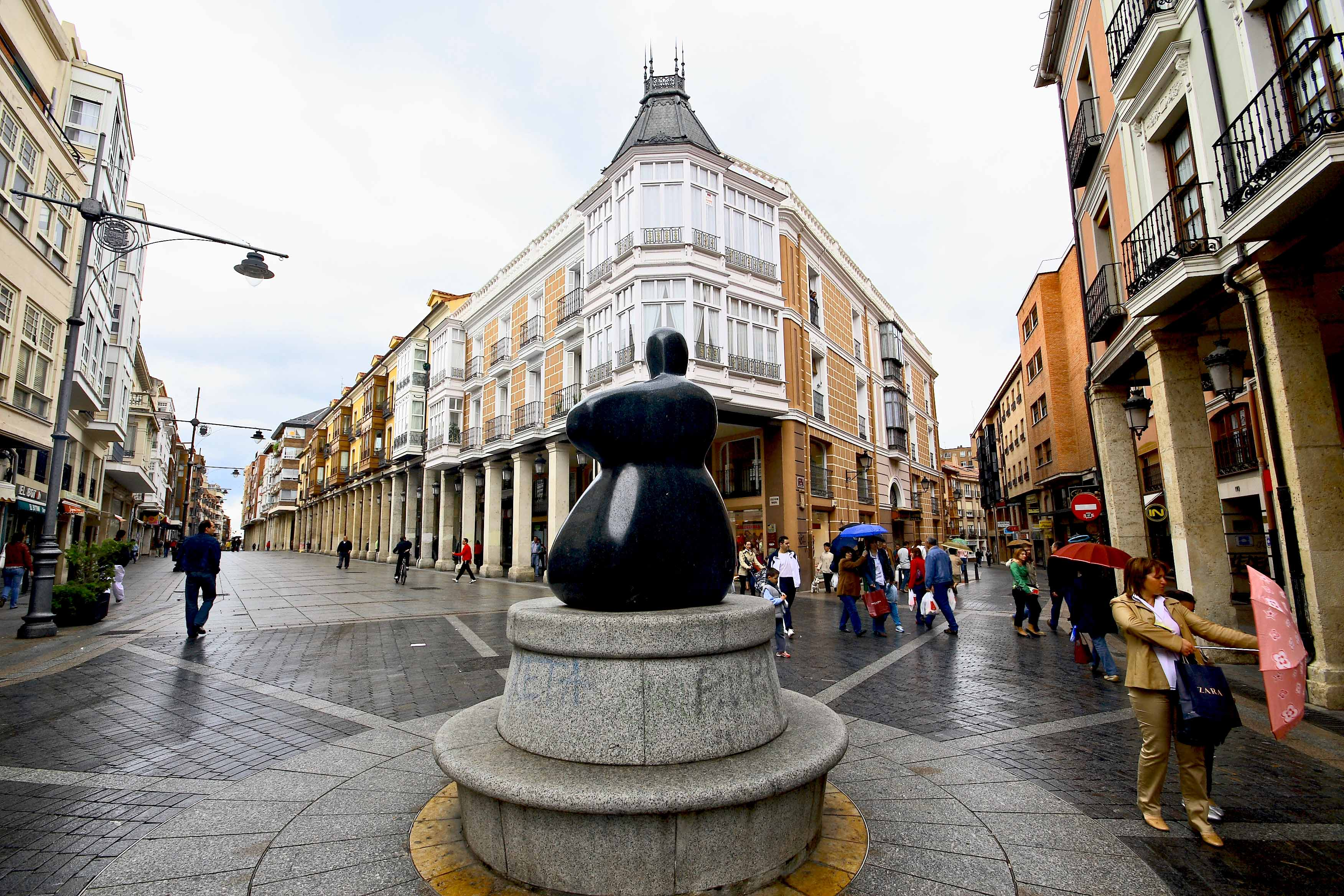
Calle Mayor de Palencia. La ciudad se encuentra dentro del eje más dinámico de la comunidad

Con 2 391 682 habitantes (1 de enero de 2024), 1 177 504 varones y 1 214 178 mujeres, la población de Castilla y León representa el 4,92 % de la población de España, pese a que su vasto territorio abarca casi una quinta parte de la superficie total del país. En enero de 2024 la población de Castilla y León se repartía, por provincias, de la siguiente manera: Ávila, 160 463 habitantes; Burgos, 359 740; León, 447 802; Palencia, 158 063; Salamanca, 327 552; Segovia, 156 620; Soria, 90 073; Valladolid, 525 116; y Zamora, 166 253.
La comunidad autónoma tiene una densidad demográfica muy baja, en torno a los 25,57 hab./km², registro que es más de tres veces inferior a la media nacional, lo cual indica que se trata de una región escasamente poblada y demográficamente en declive, sobre todo en las áreas rurales e incluso en las pequeñas ciudades tradicionales. Las características demográficas del territorio muestran una población envejecida, con una baja natalidad y una mortalidad que se aproxima a la media estatal.
La esperanza de vida es superior a la media española: 83,24 para las mujeres y 78,30 para los varones. Un estudio de la Universidad de Oporto cita a Castilla y León entre las regiones europeas cuya población tiene mayor longevidad.

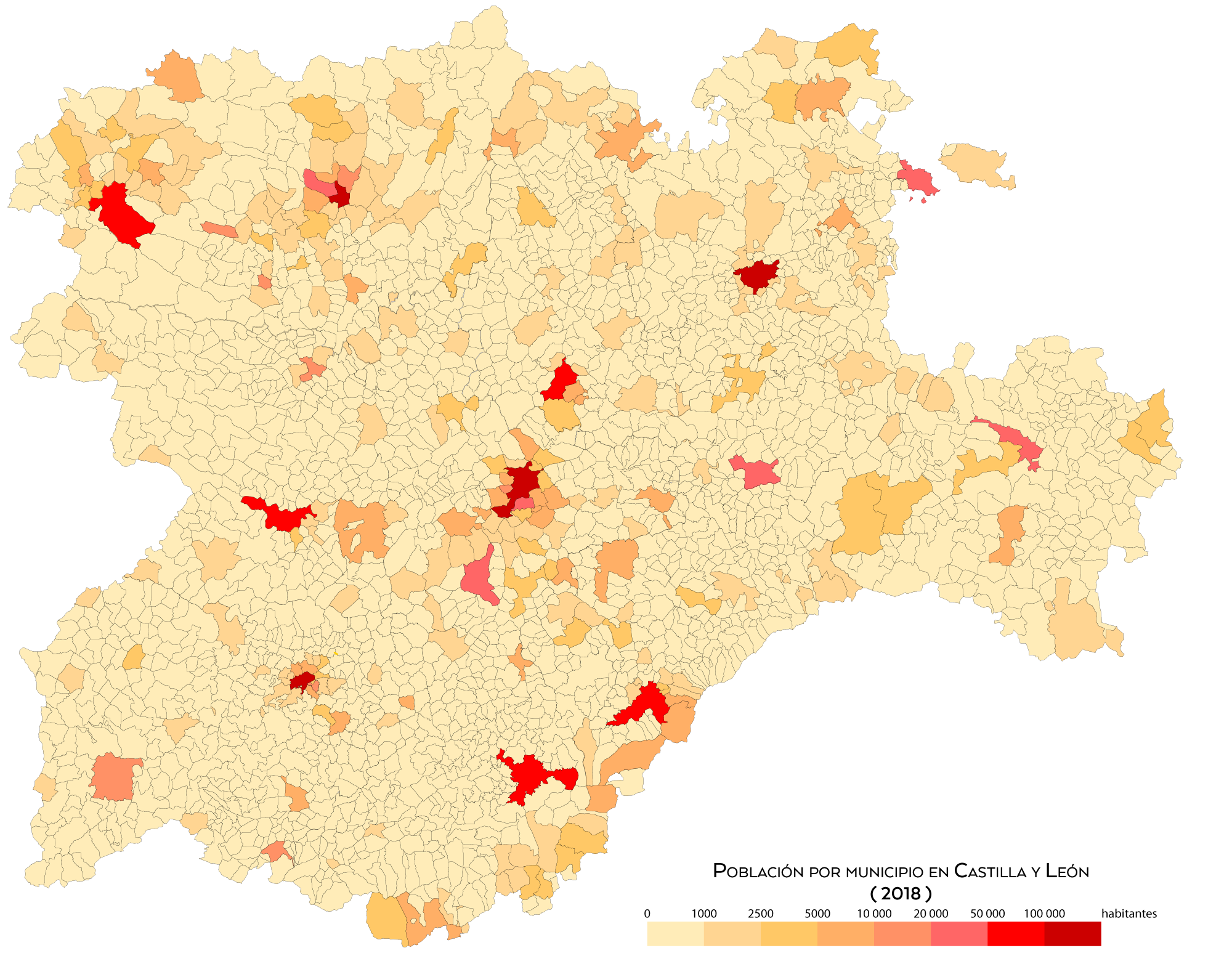
Población por municipio (2018)
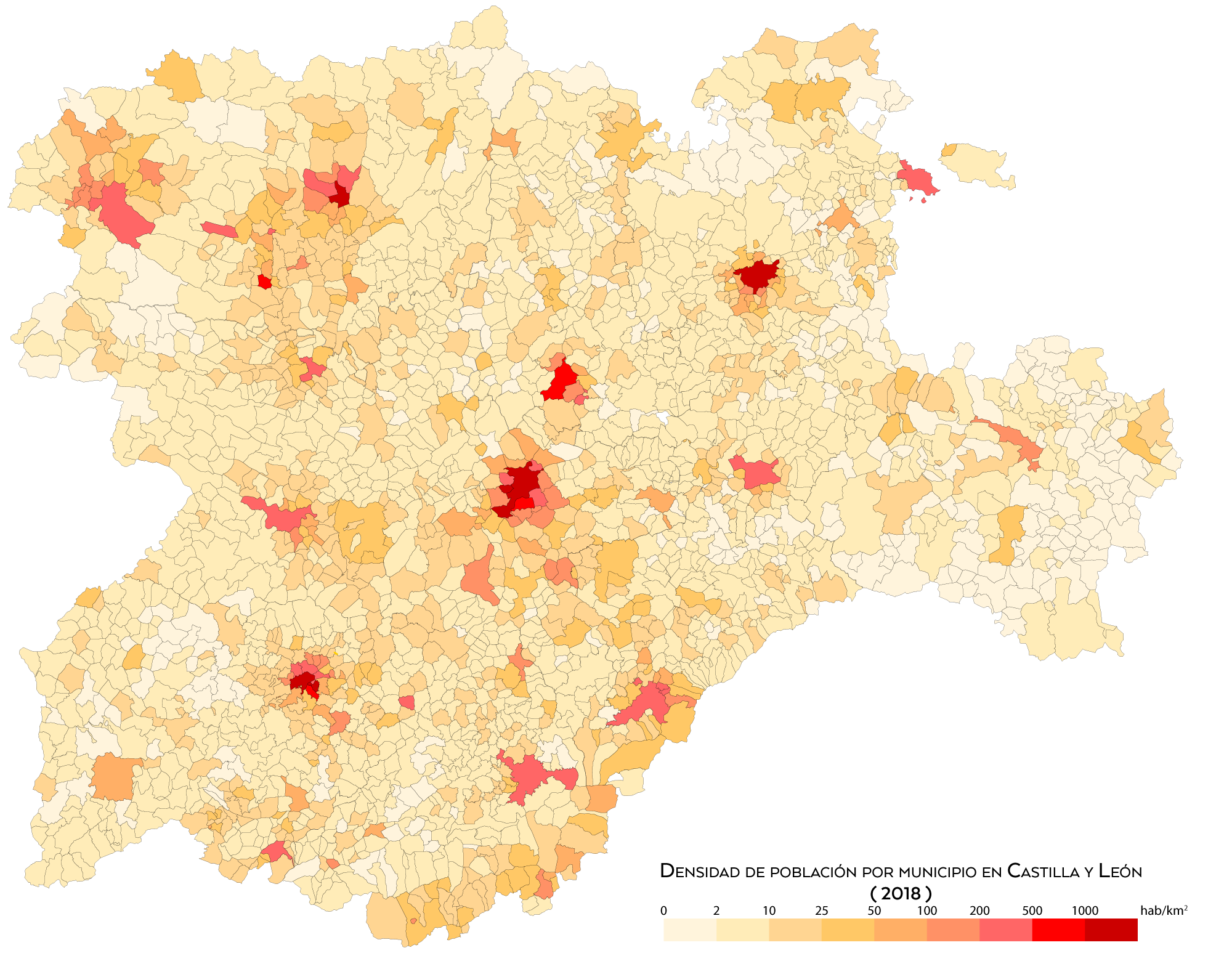
Densidad de población (2018)
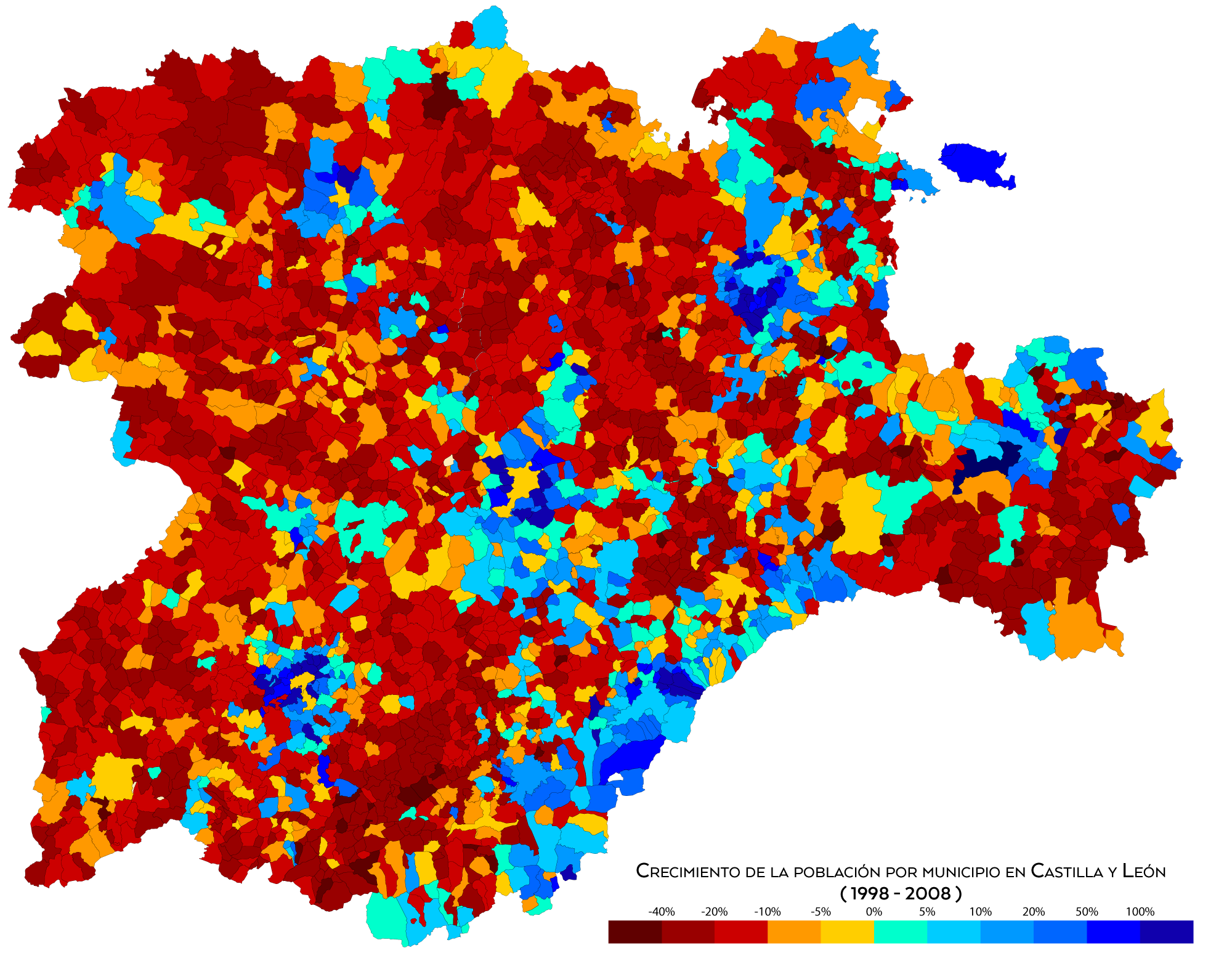
Crecimiento de la población entre 1998 y 2008
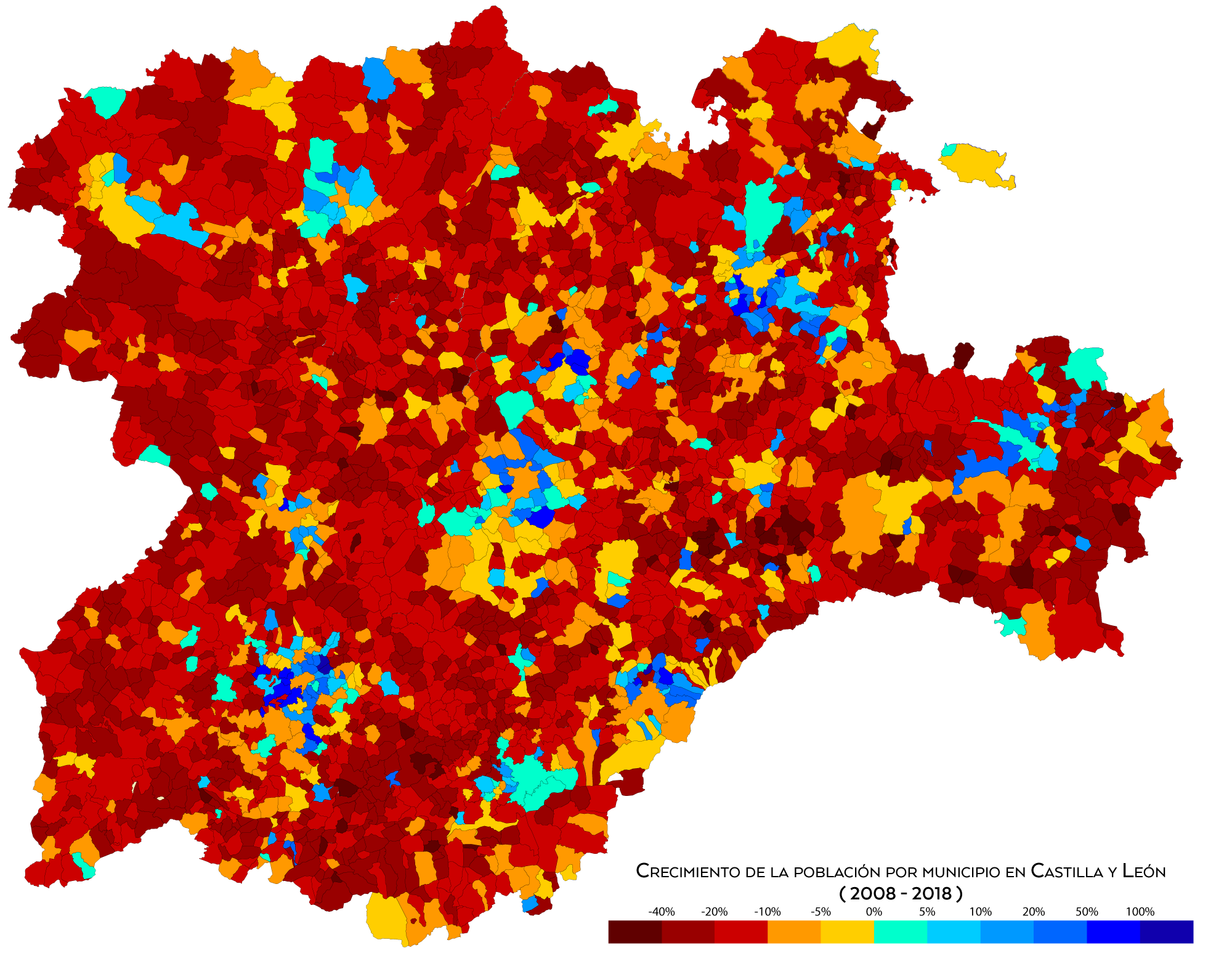
Crecimiento de la población entre 2008 y 2018

### Evolución histórica de la población

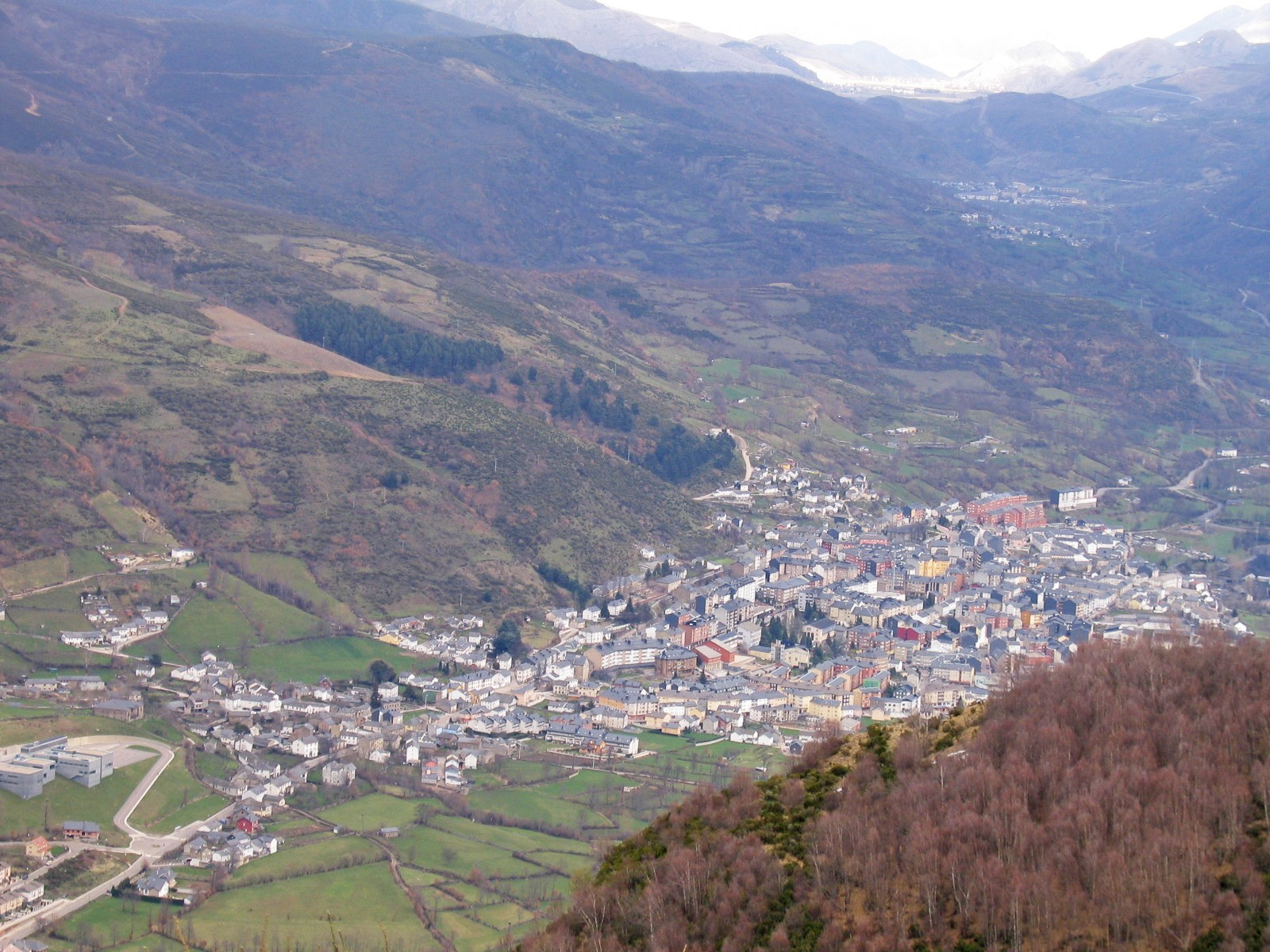
Villablino, en Laciana, provincia de León. Las cuencas mineras de León y Palencia han sufrido una fuerte caída de población desde el abandono de la industria del carbón

Muchas de las gentes del territorio, que se dedicaron mayoritariamente a la agricultura y la ganadería, fueron abandonando paulatinamente la zona, dirigiéndose hacia las zonas urbanas, mucho más prósperas. Esta situación se vio agravada después de la guerra civil, con una progresiva emigración rural. Durante las décadas de 1960 y 1980, los grandes núcleos urbanos y las capitales de provincia sufrieron un leve aumento demográfico debido a un exhaustivo proceso de urbanización, aunque, pese a ello, la zona continúa sufriendo una grave despoblación. Solo las provincias de Ávila, Valladolid y Segovia están ganando población en los últimos años.
También se está observando un aumento de la población de las áreas metropolitanas alrededor de ciudades como Valladolid, Burgos o León. Debido a ese fenómeno, ciudades como Laguna de Duero o San Andrés del Rabanedo, han visto aumentar su población rápidamente en pocos años. El área metropolitana de la ciudad de Valladolid es, con diferencia, la más grande de la comunidad autónoma, con más de 430 000 habitantes.
Sin embargo, en términos absolutos la comunidad autónoma está perdiendo población y envejeciéndose. En el año 2011, fue una de las únicas cuatro comunidades autónomas que perdió población junto con Asturias, Galicia y Aragón.
En 10 años, desde 2010 a 2020, Castilla y León ha perdido 166 000 personas, cantidad muy similar a la población de la provincia de Palencia (160 980 habitantes).
Las previsiones de INE para 2035 para Castilla y León son negativas ya que encabezará la pérdida de población en los próximos 15 años en los que puede llegar a perder la décima parte de su población, unos 240 000 habitantes menos.

### Distribución de la población

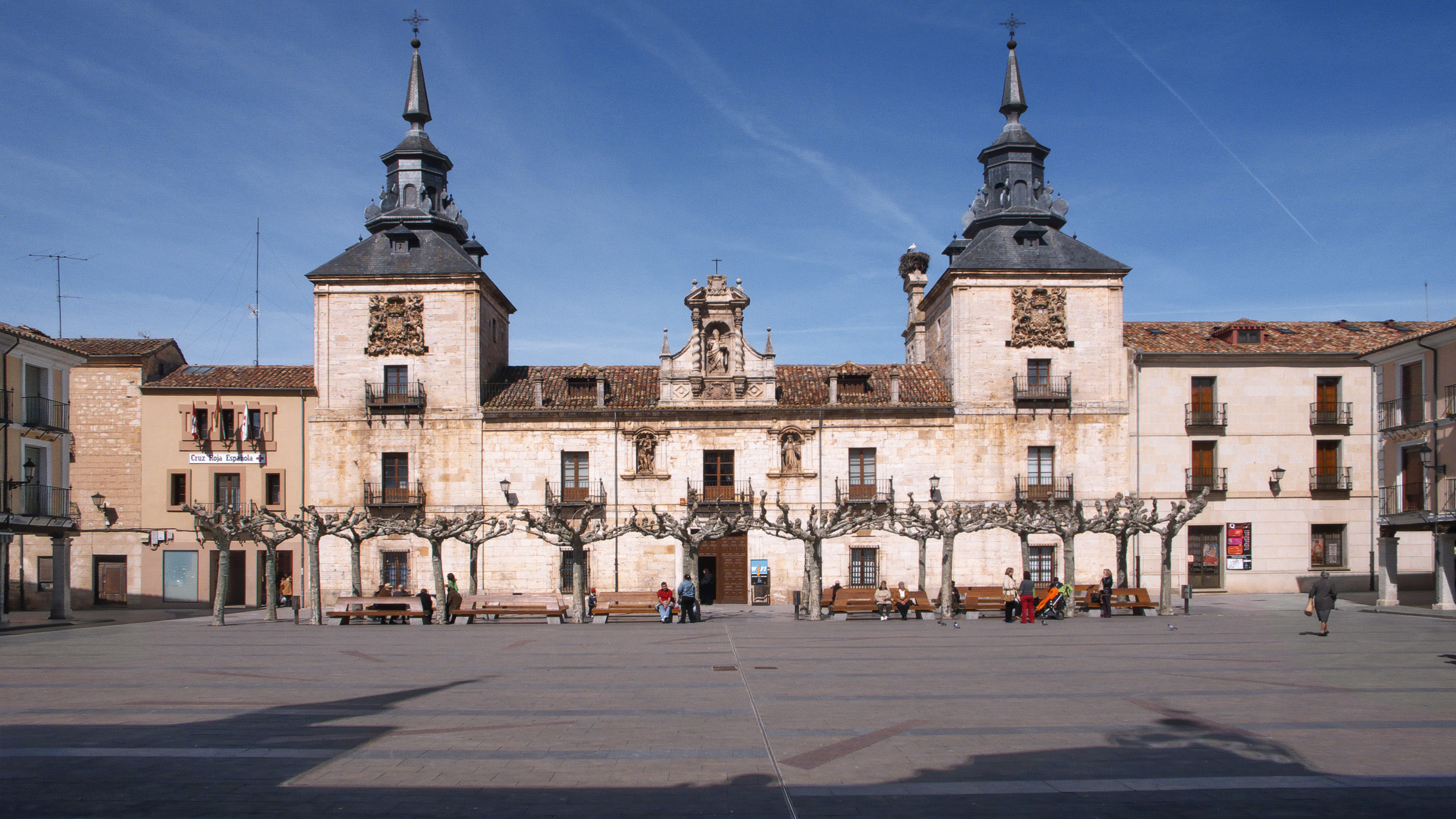
El Burgo de Osma. La provincia de Soria es una de las zonas con menor densidad de población de Europa

En 1960 la población urbana significaba el 20,6 % de la población total de Castilla y León; en 1991 ese porcentaje había subido al 42,3 % y en 1998 se acercaba ya al 43 %, lo que indica el progresivo estado de despoblamiento rural.
El fenómeno se refleja también en la cifra de municipios con menos de 100 habitantes, que se multiplicó por siete entre los años 1960 y 1986. Fuera de las capitales provinciales, destacan por su población ciudades como Ponferrada, San Andrés del Rabanedo y Villaquilambre en León, Miranda de Ebro y Aranda de Duero en Burgos, Medina del Campo, Laguna de Duero y Arroyo de la Encomienda en Valladolid, Santa Marta de Tormes y Béjar en Salamanca, Toro y Benavente en Zamora.
De los 2248 municipios de esta comunidad, el padrón de 2020 registró 2008 con menos de 1000 habitantes; 180 de 1001 a 5000; 37 de 5001 a 10 000; 7 de 10 001 a 20 000; 7 de 20 001 a 50 000; 5 de 50 001 a 100 000 y 4 municipios con más de 100 000 habitantes. Entre los menos poblados están, entre otros: Estepa de San Juan (Soria), con 6 habitantes, junto con Quiñonería (Soria), Jaramillo Quemado (Burgos) y Villanueva de Gormaz (Soria) con 8 habitantes.
A continuación se presentan en una tabla los 20 municipios con mayor población según el padrón municipal del INE de 2024:

### Religión
| Religión en Castilla y León | Religión en Castilla y León | Religión en Castilla y León | Religión en Castilla y León | Religión en Castilla y León |
| --------------------------- | --------------------------- | --------------------------- | --------------------------- | --------------------------- |
| Religión                    | Religión                    |                             | Porcentaje                  | Porcentaje                  |
| Catolicismo                 | Catolicismo                 |                             | 79.4 %                      | 79.4 %                      |
| No creyente                 | No creyente                 |                             | 13.1 %                      | 13.1 %                      |
| Ateo                        | Ateo                        |                             | 4.0 %                       | 4.0 %                       |
| Otras religiones            | Otras religiones            |                             | 1.8 %                       | 1.8 %                       |
| No responde                 | No responde                 |                             | 1.7 %                       | 1.7 %                       |

El catolicismo es la religión predominante en la comunidad. Según el barómetro del Centro de Investigaciones Sociológicas (CIS) realizado en septiembre y octubre de 2012, el 79,4 % de los castellanoleoneses se consideran católicos, los no creyentes suponen el 13,1 %, los ateos el 4,0 % y los adscritos a otra confesión el 1,8 %.
No obstante, el porcentaje de practicantes es mucho menor. Según el mismo estudio, los católicos o creyentes de otra religión que dicen no ir a misa o a otros oficios religiosos casi nunca son el 43,4 %, el 17,2 % dice ir varias veces al año, mientras el 24,5 % dice acudir a oficios religiosos casi todos los domingos y días festivos, el 11,5 % lo hace alguna vez al mes, y un 2,3 % dice acudir varias veces por semana.

## Gobierno y política

### Organización territorial
La comunidad está formada por nueve provincias: Ávila, Burgos, León, Palencia, Salamanca, Segovia, Soria, Valladolid y Zamora. Las capitales provinciales recaen en las ciudades homónimas a sus provincias correspondientes.
Se reconoce la concurrencia de unas peculiares características geográficas, sociales, históricas y económicas en la región leonesa del Bierzo, pues en el proyecto de división provincial de 1822 (diez años antes de su implantación) era una provincia. Por ello se creó en 1991 la comarca homónima, con centro en Ponferrada. Es el único territorio castellanoleonés reconocido por ley fuera de la división provincial, y es administrada por un Consejo Comarcal.
| Provincia  | Capital    | Área (km²) | Población (2024) | Municipios |
| ---------- | ---------- | ---------- | ---------------- | ---------- |
| Ávila      | Ávila      | 8050,15    | 160 463          | 248        |
| Burgos     | Burgos     | 14 291,81  | 359 740          | 371        |
| León       | León       | 15 580,83  | 447 802          | 211        |
| Palencia   | Palencia   | 8052,51    | 158 063          | 191        |
| Salamanca  | Salamanca  | 12 349,95  | 327 552          | 362        |
| Segovia    | Segovia    | 6922,75    | 156 620          | 209        |
| Soria      | Soria      | 10 306,42  | 90 073           | 183        |
| Valladolid | Valladolid | 8110,49    | 525 116          | 225        |
| Zamora     | Zamora     | 10 561,26  | 166 253          | 248        |

#### Prestación de servicios

Borrador de UBOST presentado en septiembre de 2015

La nueva ordenación territorial aprobada por la Ley 7/2013, de Ordenación, Servicios y Gobierno del Territorio de la Comunidad de Castilla y León establece que los espacios geográficos delimitados para la prestación de servicios son las unidades básicas de ordenación y servicios del territorio (UBOST) —urbanas o rurales— y las áreas funcionales —estables o estratégicas—. Asimismo, la nueva ordenación determina que las mancomunidades de interés general son entidades para el cumplimiento de sus fines específicos, que se podrán declarar cuando su ámbito territorial concuerde sustancialmente con una UBOST o varias contiguas.
Está ordenación está aún en fase de implantación, presentándose en septiembre de 2015 el mapa borrador que dividía la comunidad autónoma en 147 UBOST rurales y 15 UBOST urbanas.

### Instituciones autonómicas
El Estatuto de Autonomía no establece explícitamente una capital. Inicialmente las Cortes se instalaron de forma provisional en Burgos; también se discutió la posibilidad de fijar una capitalidad en Tordesillas, aunque la decisión final fue instalar las Cortes de manera provisional en el castillo de Fuensaldaña.
Finalmente, mediante las leyes autonómicas 13/1987 y 14/1987, aprobadas simultáneamente, se decidió respectivamente establecer que la Junta de Castilla y León —el gobierno de la Comunidad—, su presidente, y las Cortes —el órgano legislativo— tuvieran su sede en la ciudad de Valladolid; y que el Tribunal Superior de Justicia de Castilla y León tuviera su sede en Burgos. Las principales instituciones autonómicas son las siguientes:

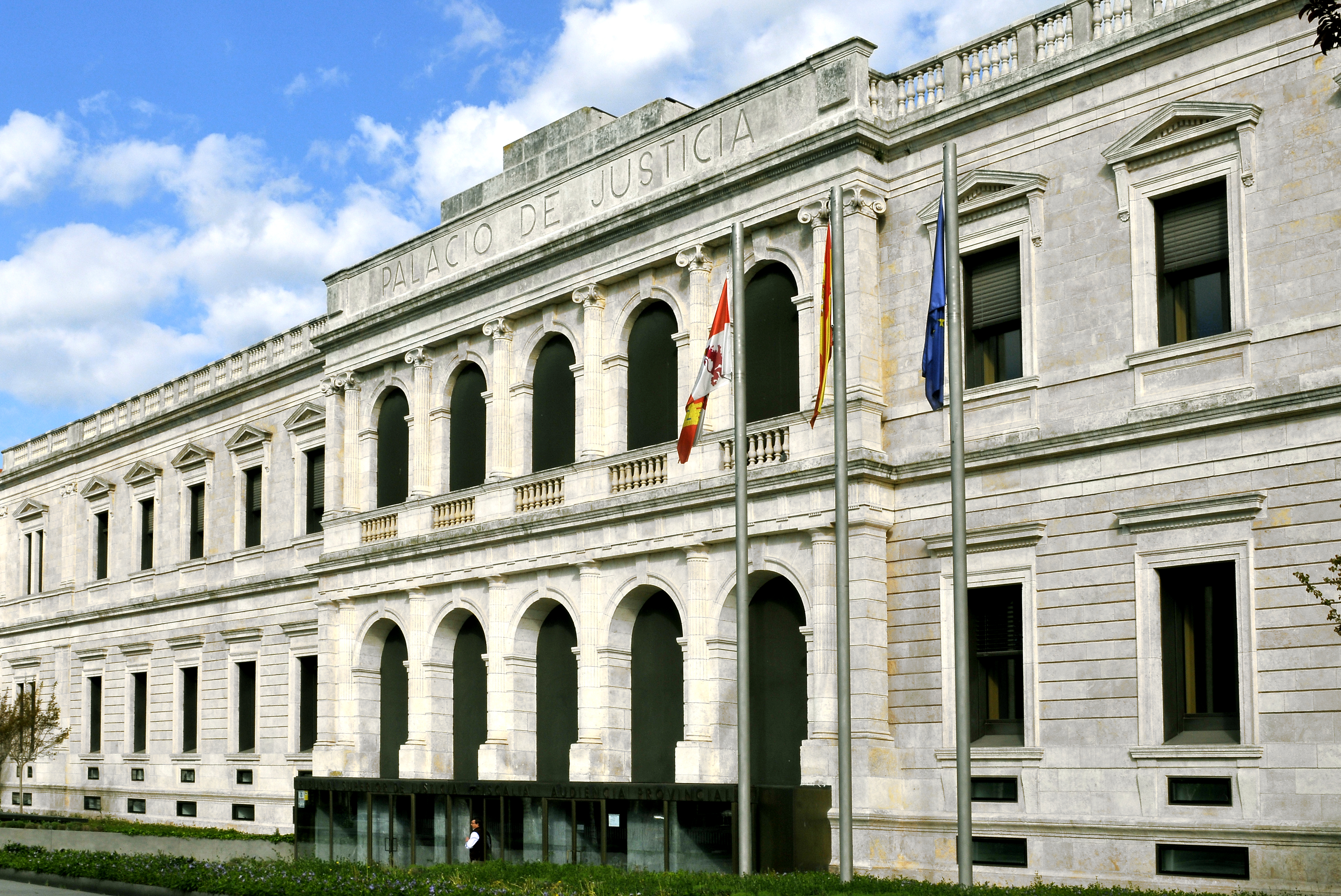
Sede del Tribunal Superior de Justicia de Castilla y León, Burgos

- Junta de Castilla y León, con sede en Valladolid, es el ejecutivo regional, formado por el presidente de la Junta, los vicepresidentes y los consejeros
- Cortes de Castilla y León, con sede en Valladolid
- Tribunal Superior de Justicia de Castilla y León, con sede en Burgos
- Consejo Consultivo de Castilla y León, con sede en Zamora
- Consejo de Cuentas de Castilla y León, con sede en Palencia
- Procurador del Común, con sede en León
- Consejo Económico y Social de Castilla y León, con sede en Valladolid

### Cortes de Castilla y León
31   PP  28   PSOE  13   Vox  3   UPL  3   Soria ¡Ya!  1   CS  1   Podemos  1   XAV
Durante la primera legislatura, el Partido Socialista Obrero Español fue el partido con más representación en Cortes, siendo el primer presidente de la comunidad el socialista Demetrio Madrid. A partir de la década de los 90 la política regional se ha visto enmarcada en una serie de mayorías absolutas del Partido Popular, que sigue gobernando cómodamente en la actualidad. Otros partidos nacionales con presencia en la comunidad, ya sea a nivel local o regional, son Izquierda Unida (previamente como Partido Comunista de España) y Unión Progreso y Democracia, con una importante presencia en las provincias de Ávila y Burgos. Previamente el Centro Democrático y Social de Adolfo Suárez también logró estar en la vida política regional ocupando el centro reformista del espectro político.
El leonesismo a través de la Unión del Pueblo Leonés, el castellanismo a través de Partido de Castilla y León, previamente Tierra Comunera o partidos localistas como Solución Independiente, Agrupación de Electores Independientes Zamoranos o Iniciativa por el Desarrollo de Soria también han tenido su presencia, aunque a menor nivel.
En la actualidad la comunidad está gobernada por Alfonso Fernández Mañueco, del Partido Popular, después de que en diciembre de 2021, decidiera convocar elecciones anticipadas, romper con su socio de gobierno Francisco Igea y echar de su gabinete a todos los consejeros de Ciudadanos. En las elecciones a las Cortes de Castilla y León de 2022, el Partido Popular obtuvo un total de 31 procuradores, mejorando en 2 representantes su anterior resultado pero insuficientes para gobernar en solitario. El Partido Socialista Obrero Español fue el segundo partido más votado, con 28 representantes. El líder de la oposición es Luis Tudanca. Además, seis formaciones más obtuvieron representación parlamentaria en la región: Vox (13 escaños), Unión del Pueblo Leonés (3 escaños), Soria ¡Ya! (3 escaños), Unidas Podemos Castilla y León (1 escaño), Ciudadanos (1 escaño) y XAV (1 escaño).
Desde la constitución de la comunidad autónoma de Castilla y León, en 1983, se han realizado diez elecciones a las Cortes. Anteriormente, el órgano preautonómico que gestionaba la región, el Consejo General de Castilla y León, estuvo regido por dos presidentes miembros de UCD.
Salvo en la primera legislatura, que contó con presidente socialista, la presidencia de Junta de Castilla y León ha estado ocupada siempre por miembros del Partido Popular o de su antecesor, Alianza Popular:
|   | Nombre                            | Inicio | Final | Partido político | Partido político |
| - | --------------------------------- | ------ | ----- | ---------------- | ---------------- |
| ― | Juan Manuel Reol Tejada           | 1978   | 1980  |                  | UCD              |
| ― | José Manuel García-Verdugo Candón | 1980   | 1983  |                  | UCD              |
| 1 | Demetrio Madrid López             | 1983   | 1986  |                  | PSOE             |
| 2 | José Constantino Nalda García     | 1986   | 1987  |                  | PSOE             |
| 3 | José María Aznar López            | 1987   | 1989  |                  | AP               |
| 3 | José María Aznar López            | 1987   | 1989  | PP               |                  |
| 4 | Jesús Posada Moreno               | 1989   | 1991  |                  |                  |
| 5 | Juan José Lucas Jiménez           | 1991   | 2001  |                  |                  |
| 6 | Juan Vicente Herrera Campo        | 2001   | 2019  |                  |                  |
| 7 | Alfonso Fernández Mañueco         | 2019   | Act.  |                  |                  |

### Derechos Humanos y Constitucionalismo en Castilla y León
En Castilla y León tiene origen varios hitos tanto del constitucionalismo como de las teorías modernas sobre los derechos humanos.

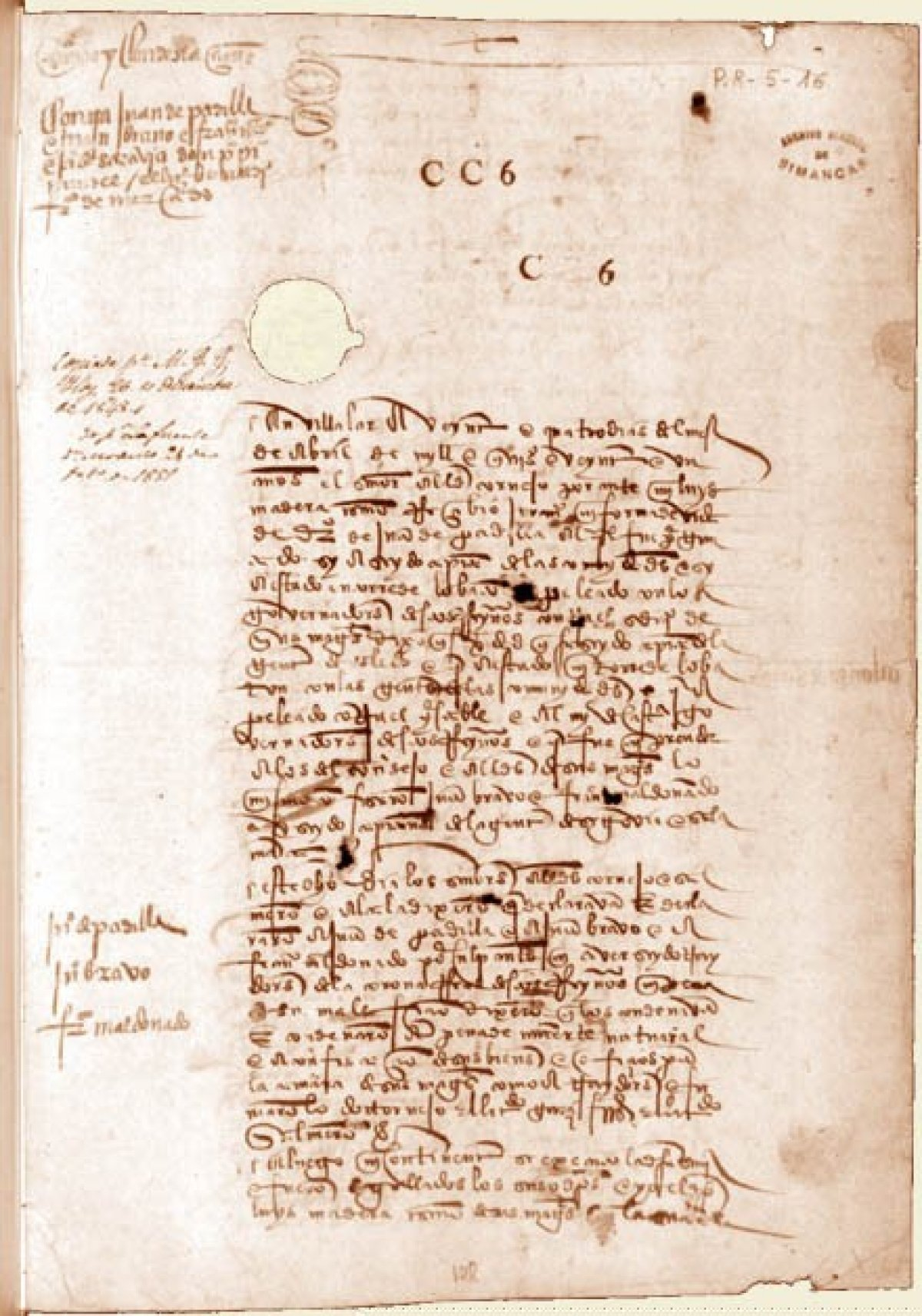
Página de la "Ley Perpetua del Reino de Castilla ó Constitución de Ávila".

Respecto a los orígenes del constitucionalismo, cabría destacar las Cortes de León de 1188. En 2013 la Unesco las reconoció en el Programa Memoria del Mundo como «el testimonio documental más antiguo del sistema parlamentario europeo».
El constitucionalismo decimonónico español tomó otros dos hitos acaecidos en la Comunidad como precursores del Estado constitucional. Por un lado, las Cortes de Valladolid (1295). El lienzo de la efeméride, que recrea el momento en que la reina María de Molina presenta a su hijo, Fernando IV y pintado por Antonio Gisbert, fue adquirido por el Estado español en 1863, y colocado en la cabecera del Salón de Sesiones del Congreso de los Diputados de España, donde se expone en la actualidad.

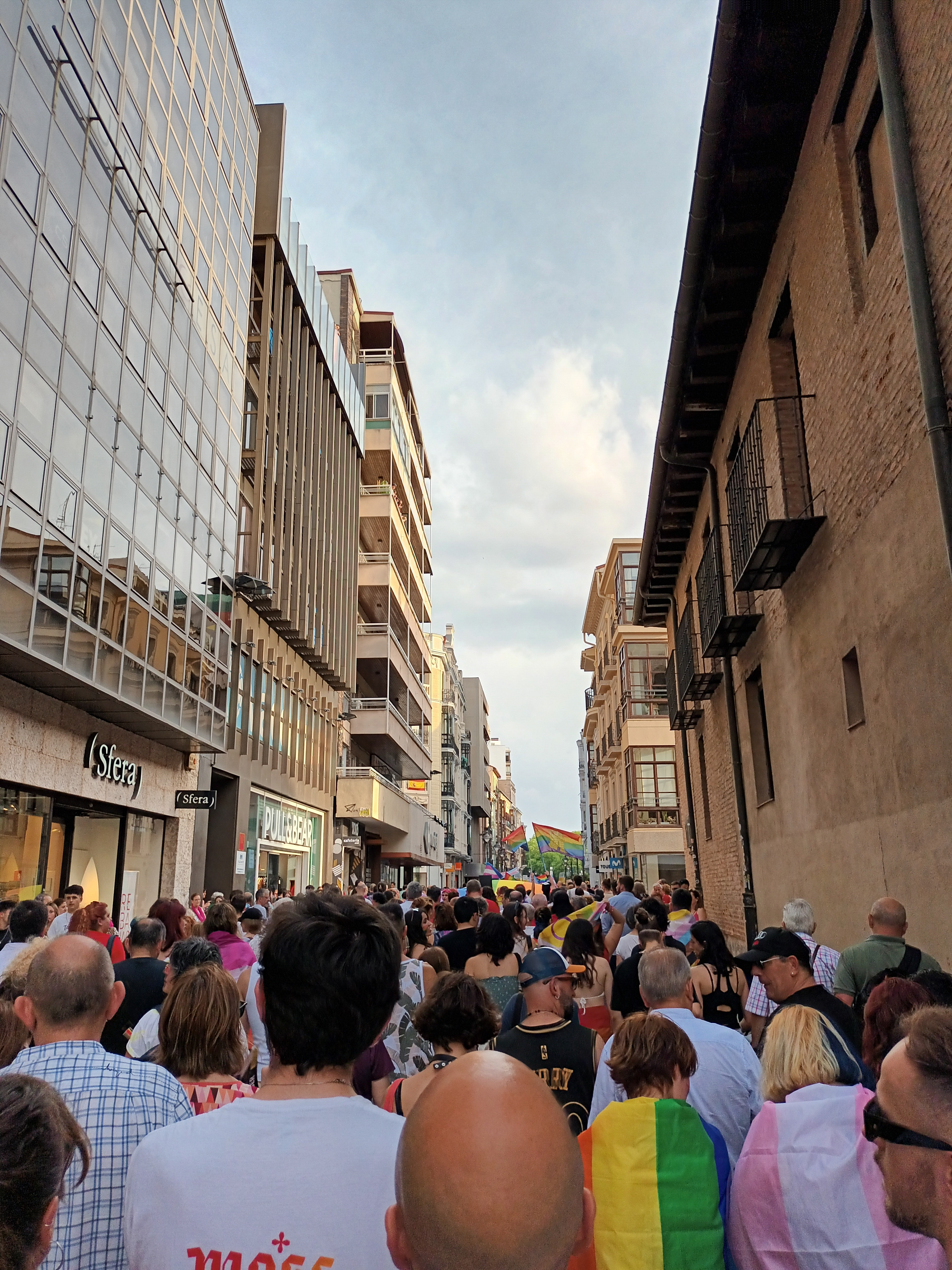
Orgullo LGBTQ+ de Valladolid, 2024.

El otro hito tomado como precursor por el constitucionalista decimonónico español fue la Guerra de las Comunidades de Castilla. En enero de 1821 liberales exaltados escindidos de la masonería formaron una sociedad secreta que adoptó significativamente el nombre de Confederación de Comuneros Españoles y a su órgano de difusión dieron el título de El Eco de Padilla. El primer gran acto conmemorativo llegó en abril de 1821, con motivo del III Centenario de la batalla de Villalar. A dicha localidad de Villalar acudió Juan Martín Díez, El Empecinado, con una expedición para exhumar los restos de los capitanes ajusticiados en 1521. Se iniciaron entonces los homenajes a los comuneros por parte del gobierno liberal en el poder. Este símbolo de las libertades constitucionales perivió durante todo el SXIX y llegó hasta el XX, donde el presidente de la Segunda República Española, Manuel Azaña, también escribió sobre el hito como un ejemplo de una revolución moderna anterior a la francesa.
Ya los padres de la Constitución Americana tomaron la Ley Perpetua desarrollada por la Santa Junta comunera como un precedente que fue utilizado en los debates de la convención de Filadelfia.
En el campo de los derechos humanos, la Escuela de Salamanca, cuyo máximo referente es Francisco de Vitoria, desarrolló en el SXVI las tesis humanistas y de derecho internacional y filosofía del derecho vinculadas con Hugo Grocio y Erasmo de Róterdam.
En la Controversia de Valladolid, Bartolomé de las Casas defendió que los nativos americanos eran personas y tenían derechos.
Las Leyes de Burgos, que establecieron que los nativos americanos eran hombres libres con derecho de propiedad y que no podía ser explotado, aunque debía trabajar por el bien de la Corona en las encomiendas.
Respecto del colectivo LGBTIQ+, Castilla y León es una de las dos únicas comunidades del país sin una ley específica de protección de las personas LGBTIQ+. Sin embargo, existe un amplio tejido asociativo como Fundación Triángulo Castilla y León, Espacio Seguro LGBTIQ+ Burgos o Segovia Entiende. Desde el año 2022, se celebra en Valladolid en la Semana del Orgullo el Festival Zorrilla´s Fest.

## Economía

### Tasa de desempleo
En julio de 2009, en plena crisis económica, el paro alcanzó el 14,14 % de la población, cuando en 2007 era la mitad, 6,99 %. Según la encuesta de población activa del cuarto trimestre de 2014, la tasa de actividad es del 54,91 % y la de paro es del 20,28 %, mientras que el dato nacional es del 59,77 % de activos y del 23,70 % de desempleados. Por debajo de la media regional de desempleo se sitúan Segovia (14,33 %), Valladolid (16,65 %), Soria (16,96 %) y Burgos (18,76 %), mientras que por encima quedan Salamanca (21,25 %), León (22,65 %), Palencia (23,22 %), Ávila (25,33 %) y Zamora (26,62 %). Para el 2019 la tasa de paro registrada fue del 12,35 %, teniendo con esto un total de 130 665 parados en toda la comunidad.

### Sector primario

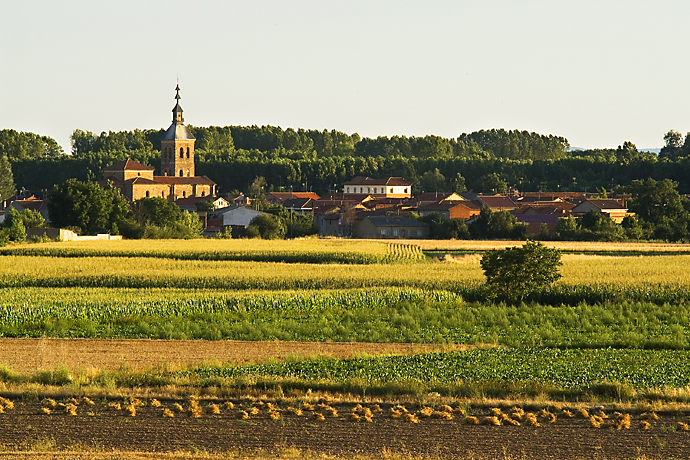
Villarejo de Órbigo (León), típica población rural de la Ribera del Órbigo

Para el 2019, el sector primario representó el 4 % del total del PIB regional.
El campo
Los campos de Castilla y León son áridos y secos aunque muy fértiles, predominando en ellos el cultivo de secano. Pese a eso, el regadío ha ido ganando importancia en las zonas de los valles del Duero, el Esla, el Órbigo, el Pisuerga y el Tormes. La escasa orografía y la mejora de comunicaciones ha favorecido la entrada de innovaciones técnicas en todo el proceso de producción agrícola, sobre todo en áreas como la provincia de Valladolid o la de Burgos donde la producción por hectárea es de las más elevadas de España. El área más fértil castellanoleonesa coincide con el valle del Esla, en León, en los campos de Valladolid y en Tierra de Campos, una comarca que se extiende entre Zamora, Valladolid, Palencia y León.
Uso del suelo cultivable

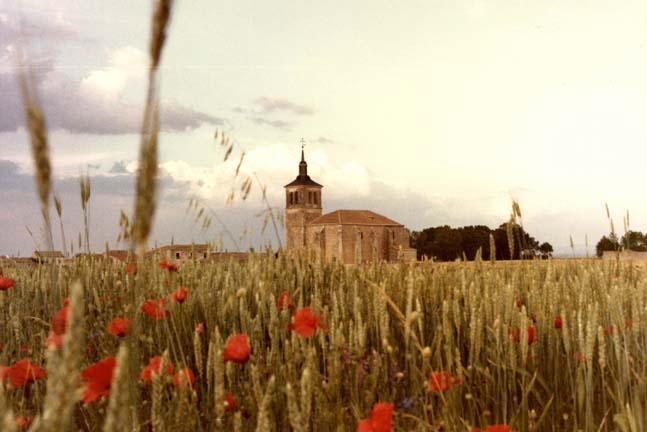
Campo de trigo en Segovia

Castilla y León dispone de una superficie agrícola cercana a los 5 783 831 hectáreas, lo cual supone más de la mitad del total de la superficie de su territorio total. La mayor parte de las tierras de labor son de secano, debido al clima y a las escasas lluvias. Solo un 10 % de la superficie se explota en régimen de regadío, con parcelas de producción intensiva, mucho más rentables que los cultivos de secano.
Pese al descenso de la población en las zonas rurales, la producción agrícola castellanoleonesa todavía representa un 15 % del sector primario español y su media de ocupación es inferior a la de otras comunidades autónomas.
Tipos de cultivo

Vinos con denominación de origen

Castilla y León constituye una de las principales zonas cerealísticas españolas. Como el dicho popular dice: «Castilla, granero de España». Aunque el cultivo por tradición más extendido era el trigo, desde la década de 1960 ha ido ganado terreno la producción de cebada. A estos dos cereales les siguen, en número de hectáreas cultivadas y volumen de producción, el centeno y la avena. Además de las leguminosas, como las algarrobas y los garbanzos, se ha extendido el cultivo del girasol en las campiñas meridionales.
El viñedo (56 337 ha) vio cómo decrecía considerablemente el número de sus hectáreas cultivadas durante las tres últimas décadas del siglo XX; sin embargo, la aplicación de las más modernas técnicas de crianza ha mejorado de modo notable los vinos castellanoleoneses, que rivalizan en calidad con los de La Rioja y comienzan a ser conocidos fuera de las fronteras españolas. Las principales zonas vitivinícolas de la región son D.O. Ribera del Duero, D.O. Rueda, D.O. Toro, D.O. Bierzo, D.O. Arribes y D.O. Tierras de León. En las tierras de regadío se cultiva remolacha azucarera, un producto que ha estado subvencionado por las autoridades autonómicas, la patata, la alfalfa y las hortalizas. En la provincia de León también se siembran maíz, lúpulo y leguminosas.
Activos agrarios

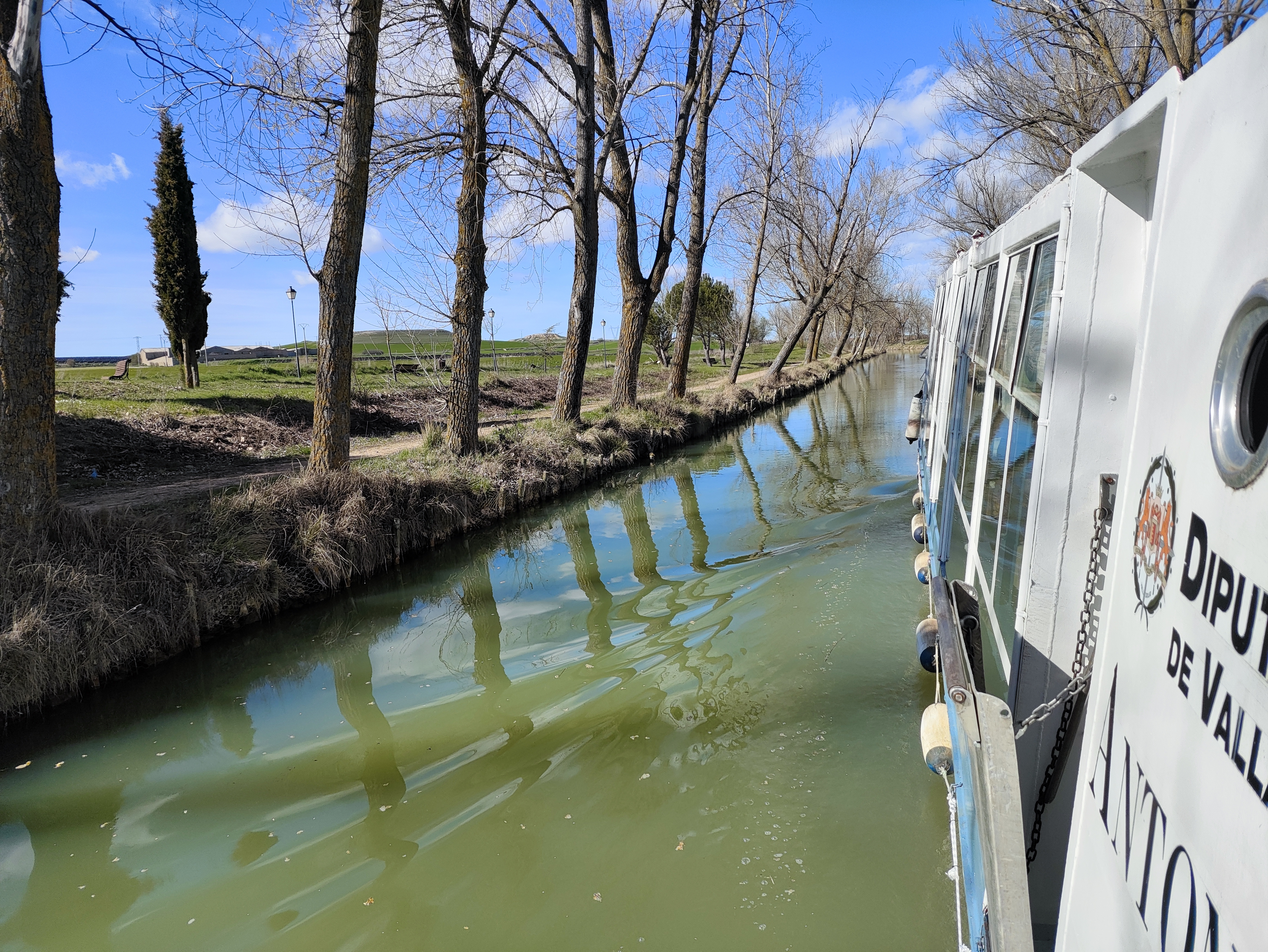
El barco turístico Antonio de Ulloa recorre el ramal de Campos del Canal de Castilla desde Medina de Rioseco.

Castilla y León tiene unos 92 600 activos agrarios (alrededor del 10 % de la población activa), de los cuales 88 000 están ocupados y un 5 % del total se encuentra en paro, según datos de 2001.
Por provincias, la población ocupada agraria en Ávila es de 9400 personas, en Burgos y en Palencia es de 8100, en León trabajan en el sector unas 18 300 personas, en Salamanca unas 9200, en Segovia unas 6400, en Soria 5600, en Valladolid 8300 y en Zamora unas 14 600 personas. El sector agrícola y ganadero de la región representa el 7,6 % del total en España.
Ganadería

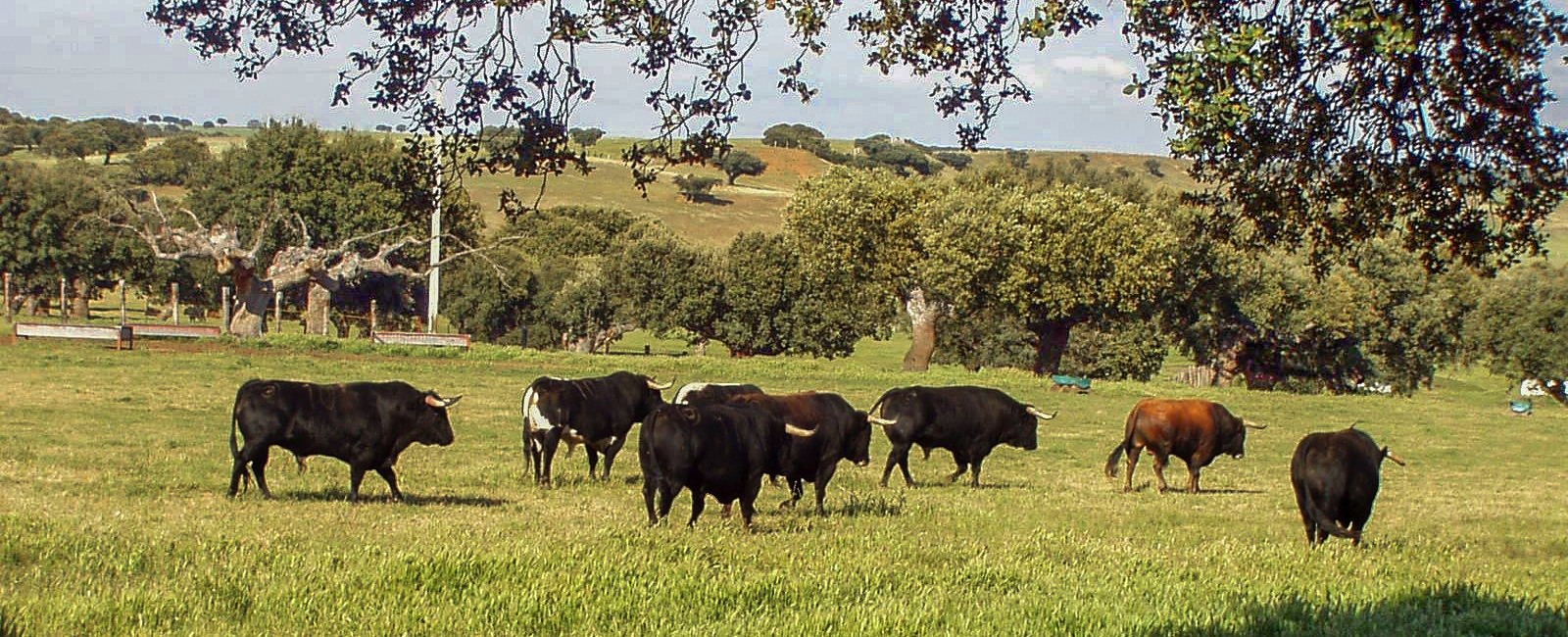
Toros de lidia en una característica dehesa del Campo Charro, en la provincia de Salamanca, lugar de producción del Jamón de Guijuelo

La ganadería representa una parte importante de la producción final agraria. Al lado de las pequeñas unidades pecuarias, que proliferan en las comarcas de preeminente dedicación agrícola o en los espacios de montaña, aparece ahora una moderna actividad ganadera, con granjas de vacunos, porcinos y ovinos, de desarrollo. Dichas granjas están orientadas tanto a la producción de carne como al suministro de leche a las cooperativas que canalizan su posterior comercialización, ya que la producción lechera de Castilla y León —superior al millón y medio de litros anual— es la segunda en volumen de España, solo superada por la de Galicia.
Así pues, las pequeñas explotaciones pecuarias tienden a desaparecer, en buena medida por efecto de la despoblación rural y la consiguiente pérdida de mano de obra. El pastoreo trashumante se conserva en algunas zonas; grandes rebaños, principalmente de ovejas, recorren cada año cientos de kilómetros desde las tierras llanas hasta los terrenos con pastos de las montañas como en el Bierzo, los valles cantábricos de León, la sierra de Gredos o los Picos de Urbión. Se trata de trabajo duro que cada vez cuenta con menor mano de obra, habiendo constituido con anterioridad un testimonio de primera importancia sobre la historia y las raíces culturales del pueblo castellano y leonés.

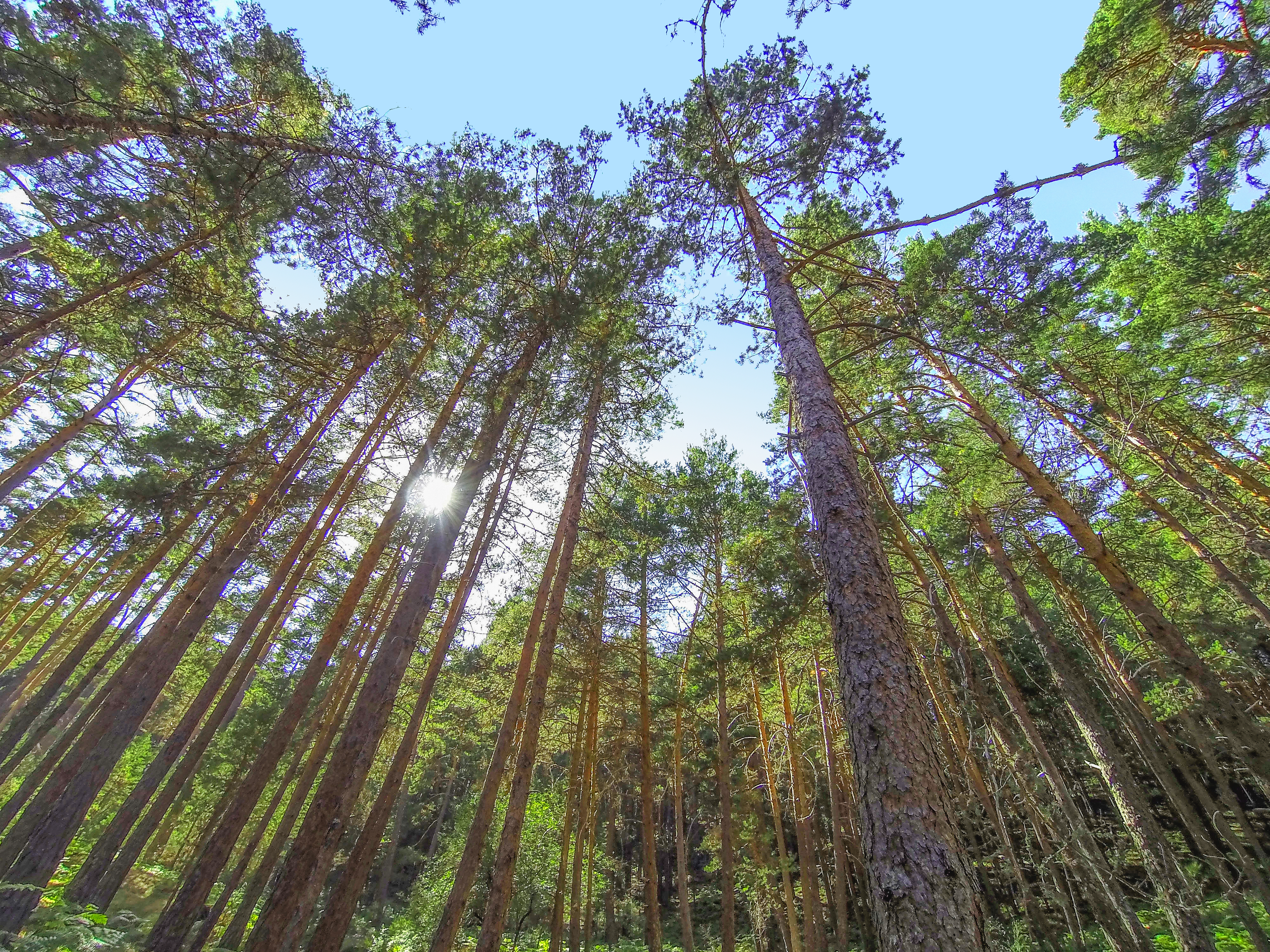
Pinar en el valle de Valsaín, provincia de Segovia

La cabaña ovina es la más numerosa, con 5 425 000 cabezas, seguida por la porcina (2 800 000) y la bovina (1 200 000). A mucha distancia está la ganadería caprina (166 200 cabezas) y equina (71 700 entre caballos, mulas y asnos). La mayor producción de carne corresponde a la de porcino (241 700 t), seguida de la bovina (89 400 t) y la de aves (66 000 t); en la producción de lana Castilla y León encabeza el balance nacional con 7500 t. Dentro del apartado de Indicación Geográfica Protegida (I.G.P), destaca el Lechazo de Castilla y León, con sede en Aranda de Duero.
Explotación forestal
En Castilla y León existen unas 1 900 000 ha desarboladas, que representan el 40 % de la superficie forestal total. Esta deforestación se debe principalmente a la mano del hombre que, a lo largo de los siglos, ha hecho desaparecer bosques dejando paso a terrenos de vegetación no arbórea. Poco a poco, con el abandono de las zonas rurales y la política de repoblación forestal del gobierno castellano y leonés, esta situación ha ido invirtiéndose.

### Sector secundario

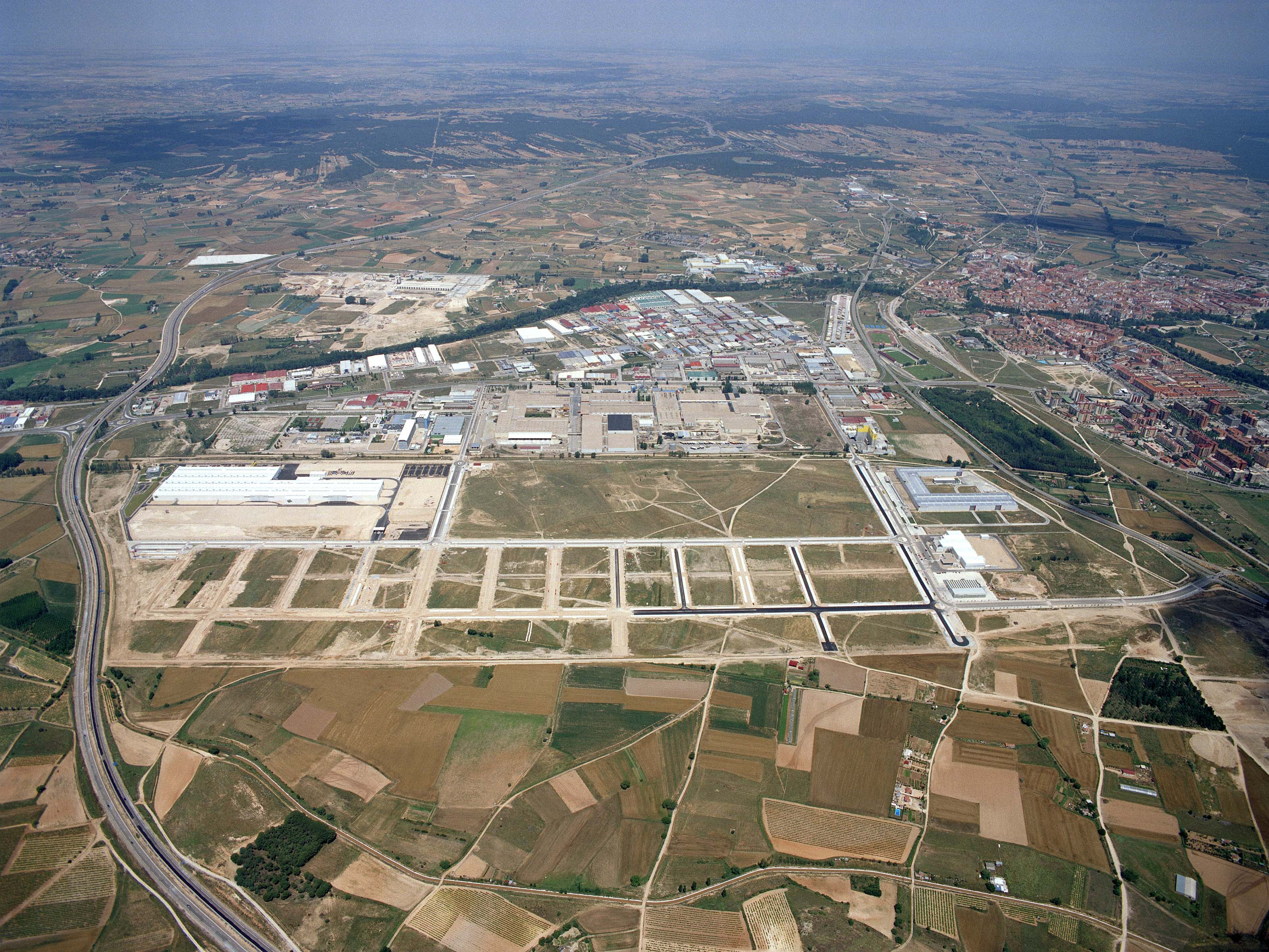
Polígono industrial en Aranda de Duero.

Para el 2019, el sector secundario representó el 25,9 % del total del PIB regional.
Industria
Frente al 25,9 % que representó el sector secundario en 2019 al PIB regional, el sector de la industria representó el 19,9 %. El eje industrial más desarrollado es el de Valladolid-Palencia-Burgos-Miranda de Ebro-Aranda de Duero, donde hay una importante industria automovilística, papelera, aeronáutica y química, y es donde se concentra la mayoría de la actividad industrial del territorio castellanoleonés. La industria alimentaria derivada de la explotación agraria y ganadera, con harina, aceite de girasol y vinos, entre otras también es importante, sobre todo en la Ribera del Duero, especialmente en Aranda de Duero.

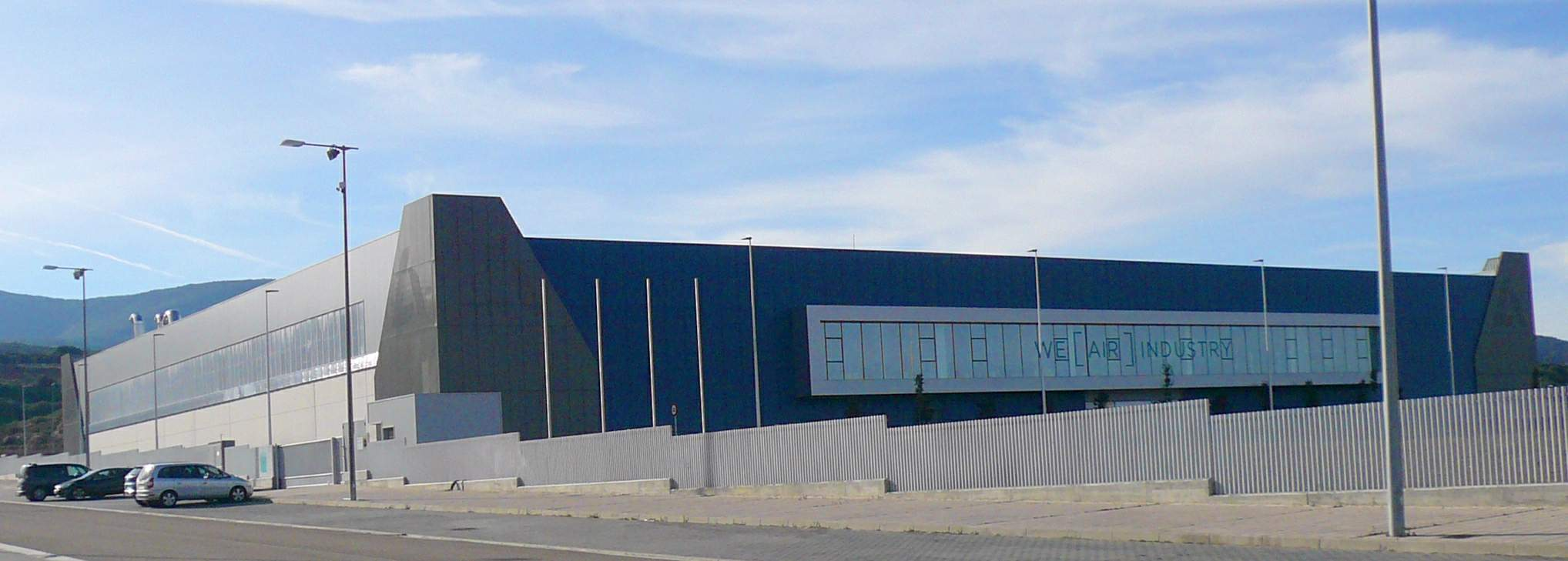
Industria aeronáutica en Miranda de Ebro, provincia de Burgos

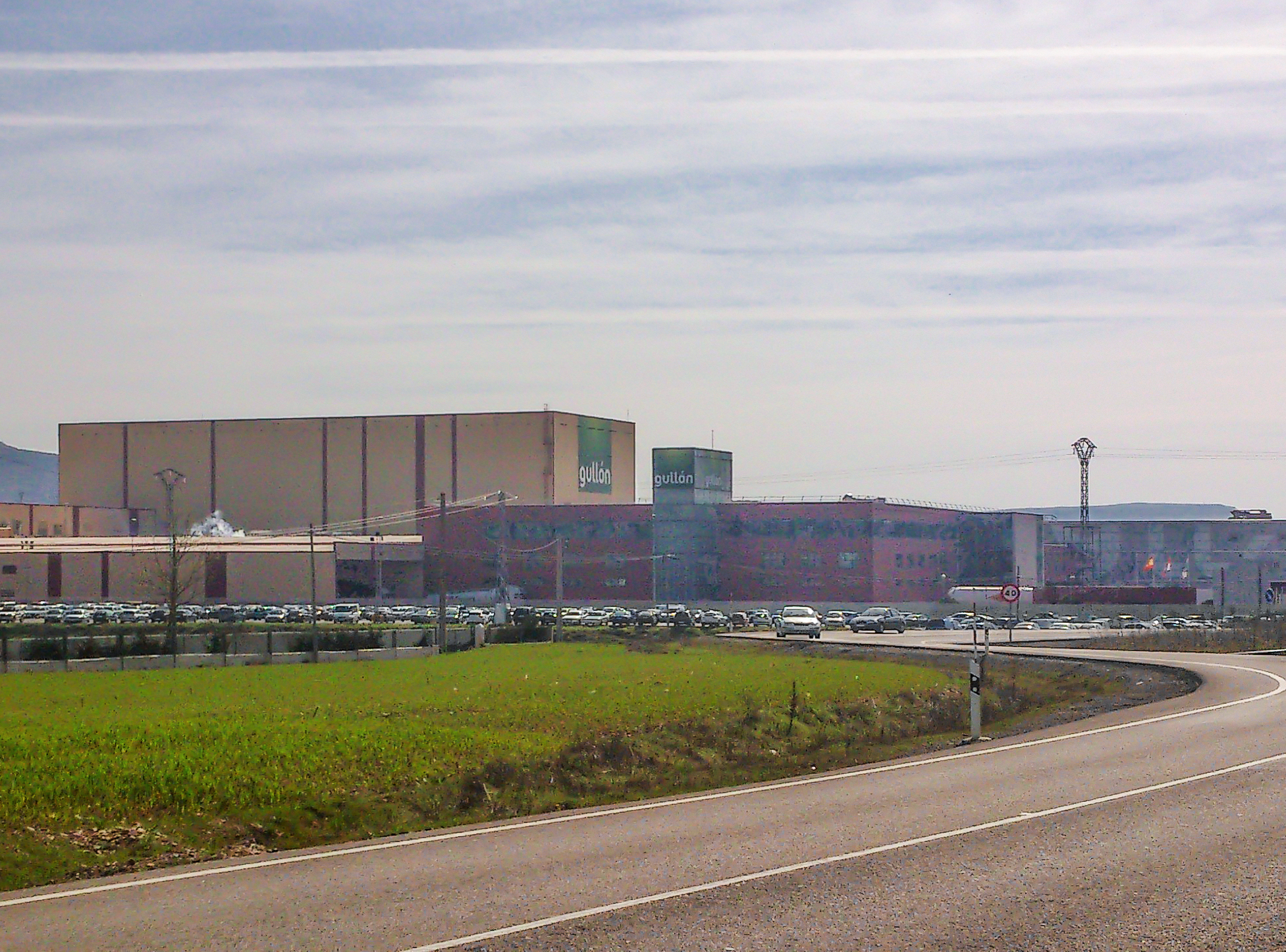
Industria alimentaria en Aguilar de Campoo, provincia de Palencia

Los principales polos industriales de la comunidad son: Valladolid (21 054 trabajadores dedicados al sector), Burgos (20 217), Aranda de Duero (4872), Miranda de Ebro (4918), León (4521), Ponferrada (4270).
Otras industrias son la del textil en Béjar, la de las tejas y los ladrillos en Palencia, la azucarera en León, Valladolid, Toro, Miranda y Benavente, la farmacéutica en León, Valladolid y principalmente en Aranda de Duero con una factoría del grupo GlaxoSmithKline, la metalúrgica y siderúrgica en Ponferrada y la química en Miranda de Ebro y Valladolid, la aeronáutica en Miranda de Ebro y Valladolid. En las capitales restantes hay una industria alimentaria derivada de la explotación agraria y ganadera, con harina, aceite de girasol y vinos, entre otras. Esta industria agroalimentaria regional está abanderada por Leche Pascual con sede en Aranda de Duero. En la industria agropecuaria, dentro de la producción de abonos y fertilizantes, destaca el Grupo Mirat, fundado en 1812 en Salamanca.
En Soria la industria maderera y de fabricación de muebles también es relevante para la economía regional.
El presidente de la patronal castellanoleonesa en la actualidad es el mirandés Ginés Clemente, propietario del Grupo Aciturri, con sede en Miranda de Ebro. Es un grupo puntero en la aeronáutica a nivel internacional, con contratos con grupos como Boeing y Airbus, lo que convierte a Castilla y León en un referente en el sector.
Para el 2019, la distribución del sector industrial estaba representada de la siguiente manera: 26,7 % alimentación y bebidas. 24,6 % vehículos de motor, remolques, semirremolques y otro material de transporte. 13 % extractivas, energía, agua y residuos. 9,1 % metalurgia y productos metálicos, excepto maquinaria y equipo. 5,9 % caucho y materias plásticas. 4,9 % industria química y farmacéutica. 4,2 % madera y corcho, papel y artes gráficas. 3 % productos minerales no metálicos diversos. 1,7 % maquinaria y equipo mecánico. 1,5 % manufacturas diversas. 0,5 % textil y confección y 0,0 % otra industria manufacturera.
Construcción
El 16,34 % de las empresas de Castilla y León pertenecen al sector auxiliar de la construcción. Entre las mayores empresas del sector destacan: Grupo Pantersa, Grupo Begar, Grupo MRS, Isolux Corsán, Corporación Llorente, Grupo Volconsa y del sector auxiliar de la construcción, Artepref del Grupo Gerardo de la Calle.
Frente el 25,9 % que representó el sector secundario, el sector de la construcción representó el 6 % del PIB regional.
Explotación minera

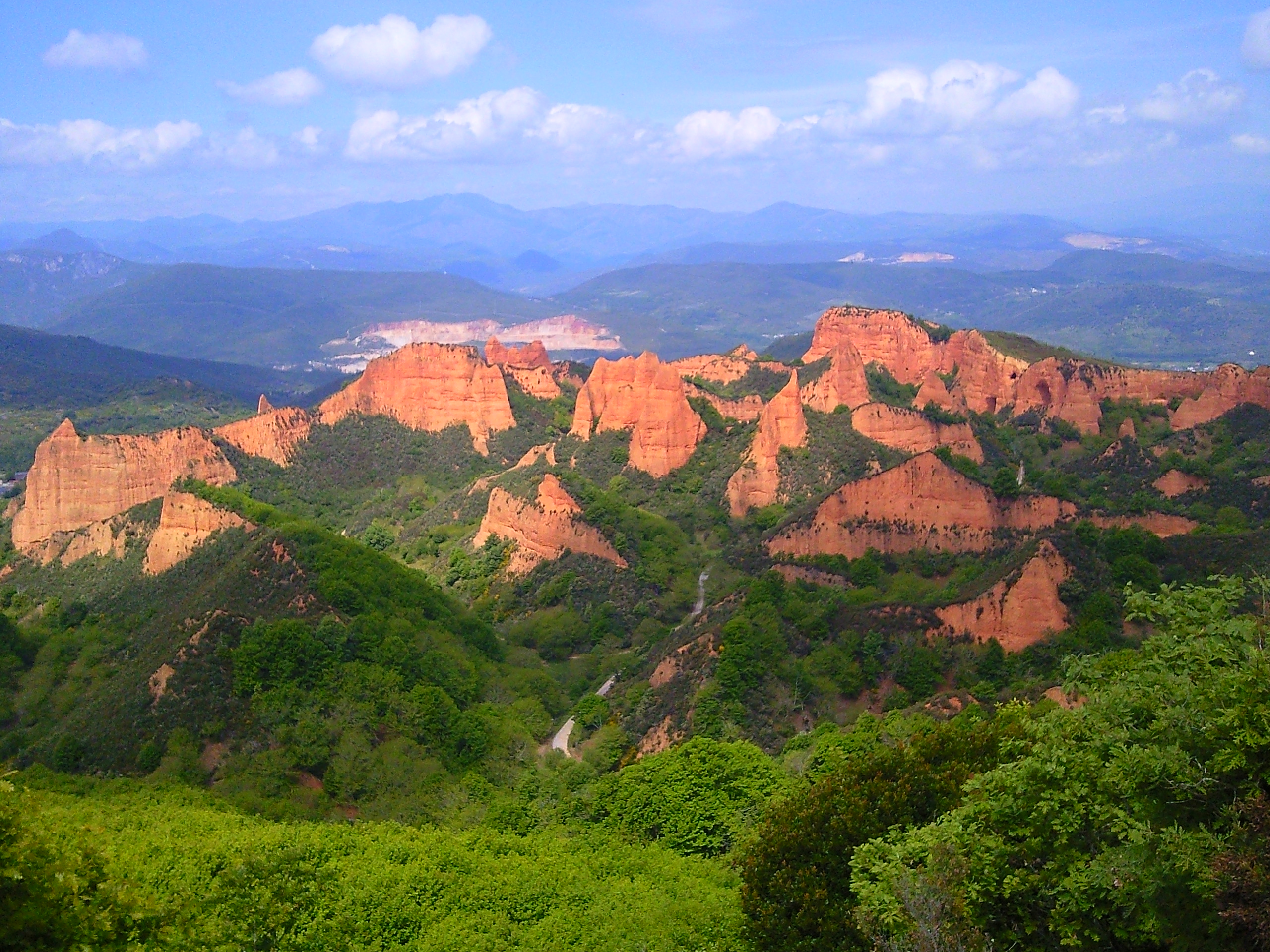
Las Médulas, León

En Castilla y León, la actividad minera adquirió gran importancia en la época romana, cuando se trazó una calzada, la vía de la Plata, para trasladar el oro extraído en los yacimientos de Las Médulas, en la comarca leonesa de El Bierzo, la ruta partía de Asturica Augusta (Astorga) hasta Augusta Emerita (Mérida) e Hispalis (Sevilla).
Siglos después, tras la guerra civil española, la minería fue uno de los factores que contribuyeron al desarrollo económico de la región. Sin embargo, la producción de hierro, estaño y wolframio decayó notablemente a partir de la década de 1970, mientras que las minas de hulla y antracita se mantenían gracias a la demanda interior de carbón para las centrales térmicas. La reconversión económica que afectó a las cuencas mineras leonesa y palentina durante las décadas de 1980 y 1990 supuso el cierre de numerosas minas, el empobrecimiento social, con un brusco incremento del desempleo y el inicio de un nuevo movimiento migratorio hacia otras regiones españolas. Pese a las inversiones del Plan de Actuación Minera de la Junta de Castilla y León, las tradicionales explotaciones carboníferas han entrado en una dura crisis.
Fuentes de energía

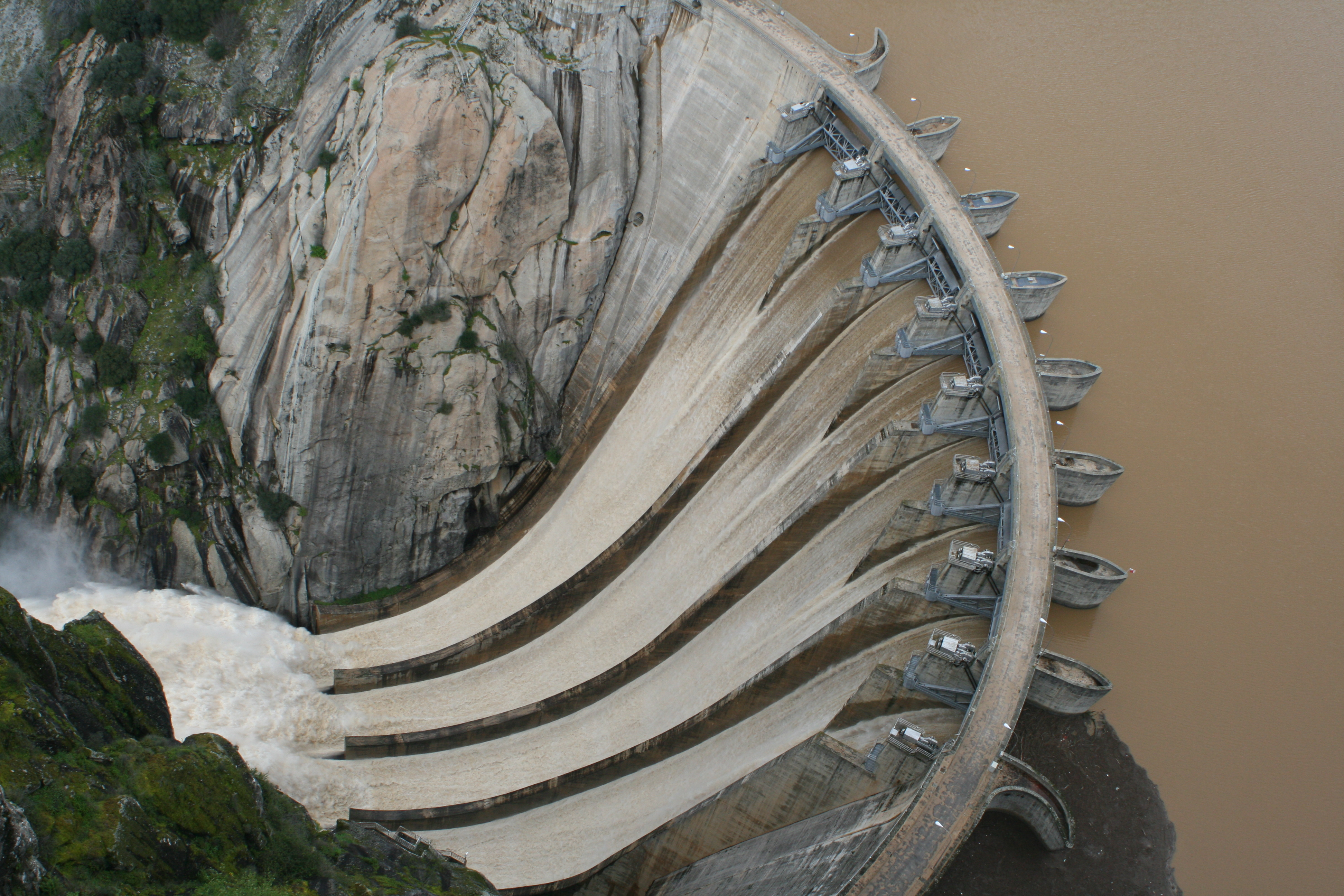
Presa de Aldeadávila, la de mayor producción hidroeléctrica del país

Además de la cuenca norte, en las de los ríos Duero y Ebro hay numerosas centrales hidroeléctricas que permiten a Castilla y León ser una de las primeras comunidades autónomas productoras de energía eléctrica. Entre otras están las de Burguillo, Rioscuro, Las Ondinas, Cornatel, Bárcena, Aldeadávila I y II, Saucelle I y II, Castro I y II, Villalcampo I y II, Valparaíso y Ricobayo I y II.
La potencia hidráulica total instalada asciende a 3979 MW y la producción anual en 2010 fue de 5739 GWh. Solo en el sistema de los saltos del Duero hay más de 3000 MW instalados. De esta forma, Castilla y León es la primera comunidad autónoma española en potencia instalada y la segunda en producción.
Castilla y León ya no dispone de fuentes de energía nuclear puesto que la Central nuclear Santa María de Garoña, en Burgos, cesó su actividad el 16 de diciembre de 2012.

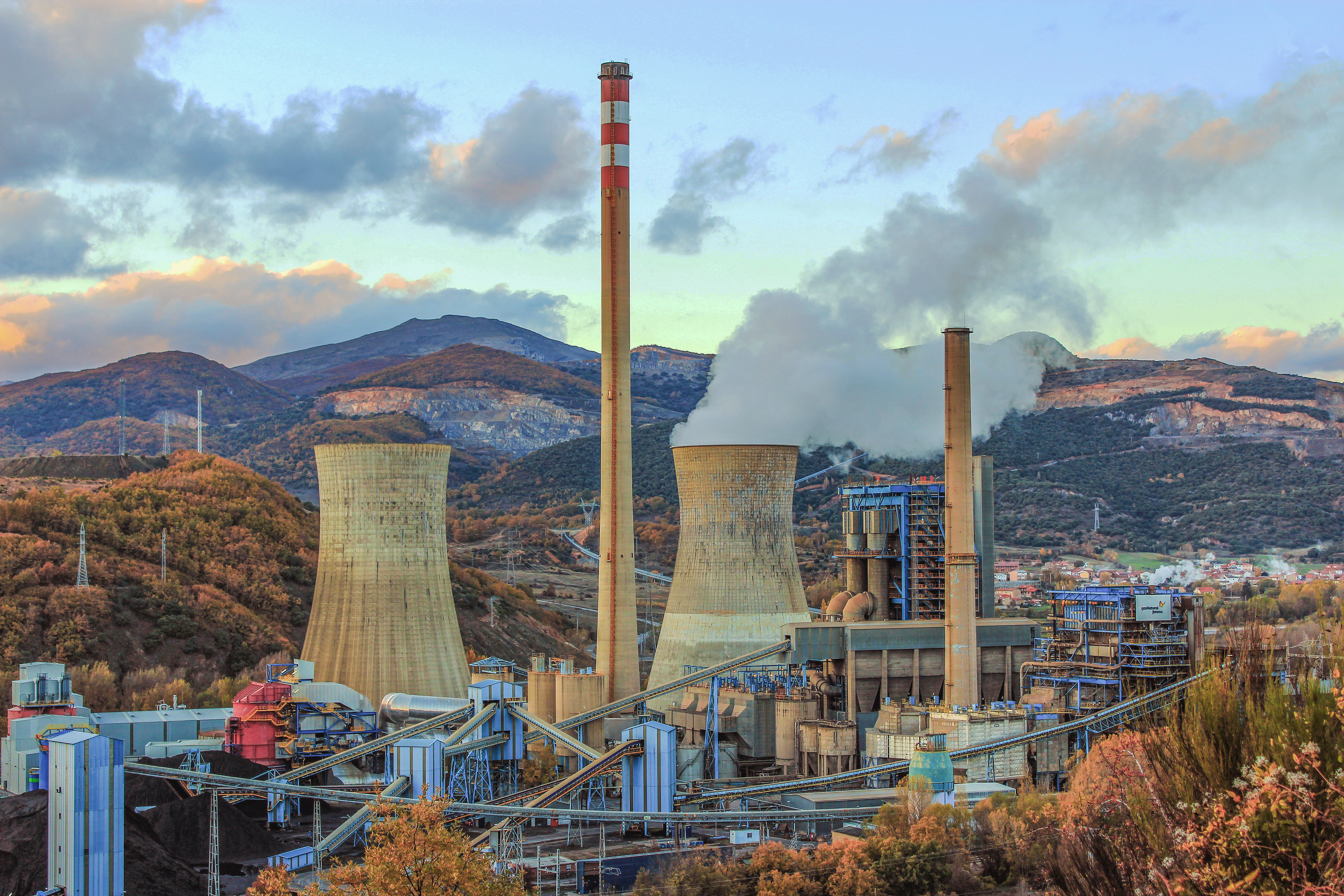
Central térmica de La Robla, León

La térmica de carbón producía alrededor de 16 956 GWh anuales en las siguientes centrales, que fueron cerradas al no resultar económico su mantenimiento a causa de los bonos de emisiones:[cita requerida]
| Nombre                            | Localidad               | Provincia | Propietario          |
| --------------------------------- | ----------------------- | --------- | -------------------- |
| Central térmica de Anllares       | Páramo del Sil          | León      | Unión Fenosa, Endesa |
| Central térmica de Compostilla II | Cubillos del Sil        | León      | Endesa               |
| Central térmica de La Robla       | La Robla                | León      | Unión Fenosa         |
| Central térmica de Velilla        | Velilla del Río Carrión | Palencia  | Iberdrola            |

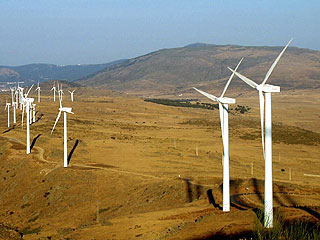
Parque eólico en Ávila

Esta comunidad destaca por la importancia de la producción de energía de origen renovable. Castilla y León es la comunidad que cubre mayor proporción de su demanda eléctrica mediante energías renovables: 82,9 % en el año 2009. A la tradicional energía hidráulica se le ha sumado con fuerza desde finales de los años 1990 y 2000 la energía eólica, con más de 100 parques en funcionamiento y una producción de 5449 GWh en ese mismo año. Por provincias, figura en cabeza Burgos con 46, y un total de 3128 MW de potencia instalados.[cita requerida]
Entre las energías no renovables también está el gas natural (194 MW de potencia instalada) y el fuel-gasoil (69 MW).[cita requerida]
Las provincias de Valladolid y de Burgos son las regiones más avanzadas económicamente, teniendo un PIB per cápita superior a la media nacional. Aun así, el PIB per cápita medio de la comunidad de Castilla y León se encuentra levemente por debajo de dicha media, en 21 244 euros por habitante.

### Sector terciario

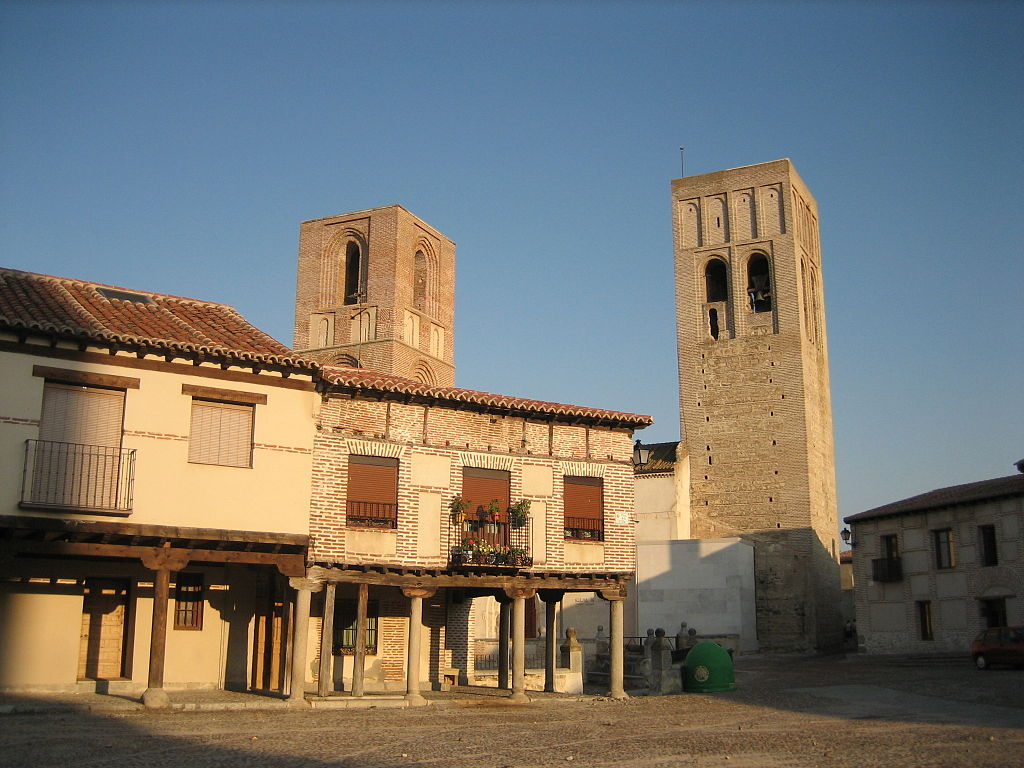
Arévalo, referente de turismo rural y de interior, del que la Comunidad es líder nacional.

El sector terciario representó en 2019 el 70,2 % del PIB regional.

#### Turismo

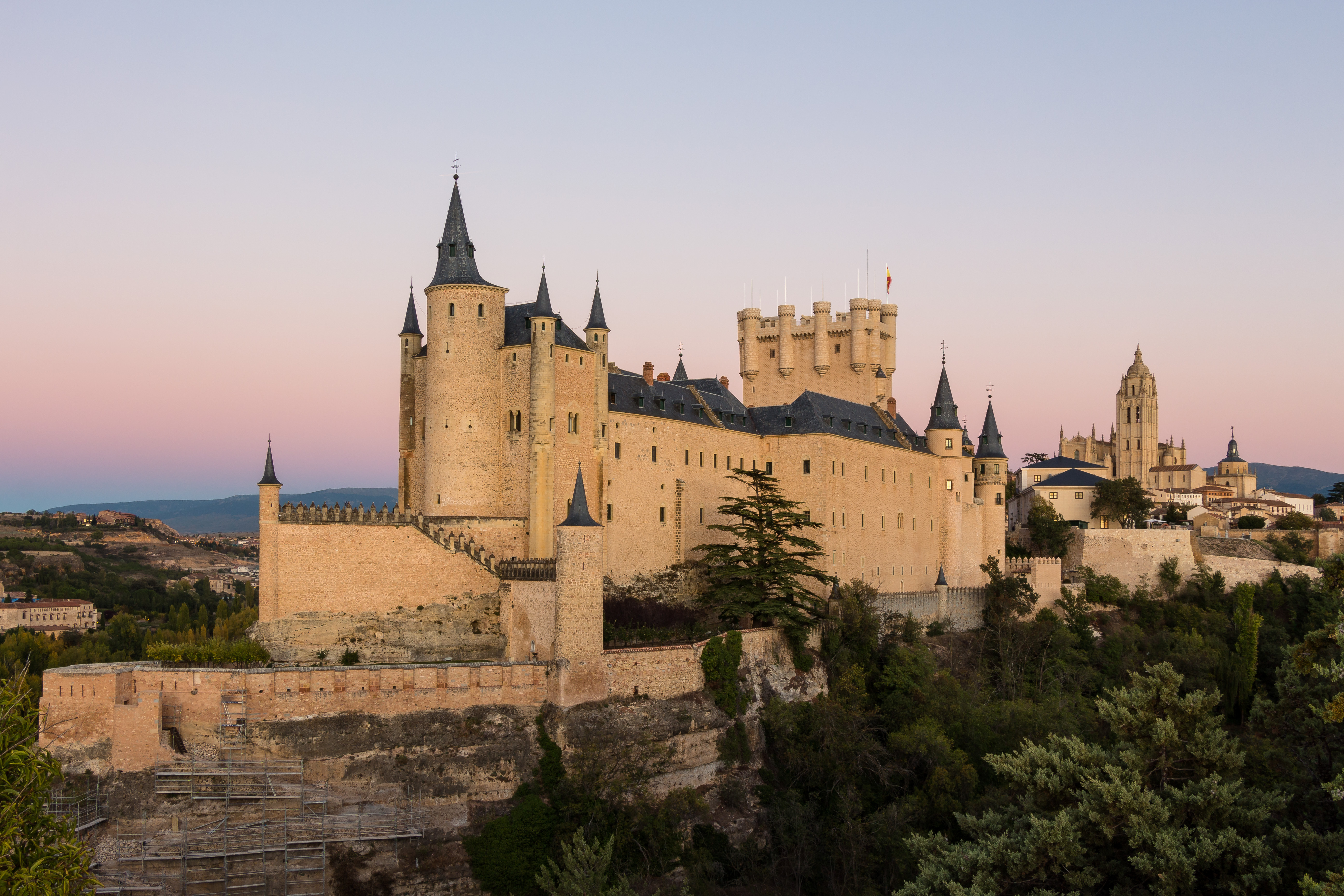
Segovia es una de las principales receptoras de turismo de la región, ciudad patrimonio de la humanidad al igual que Salamanca y Ávila

A lo largo de la década de 1990, la afluencia turística a Castilla y León creció, propiciada sobre todo por el valor histórico y cultural de sus ciudades y también por el atractivo natural y paisajístico de sus distintas comarcas. En 2001, Castilla y León recibió unos 315 000 visitantes, 42 000 de los cuales eran extranjeros. Las ciudades patrimonio de la humanidad: Ávila, Salamanca y Segovia; el Camino de Santiago que pasa por las provincias de Burgos, Palencia y León, y la villa ducal de Lerma, son los grandes puntales del turismo cultural en Castilla y León.
En cuanto al turismo relacionado la práctica de deportes de invierno cabe destacar varias estaciones de esquí, como las de La Covatilla en la sierra de Béjar, San Isidro y Leitariegos en León o La Pinilla en Segovia.
Otro atractivo cada vez más en auge es el turismo rural. En un gran número pueblos de la comunidad se están poniendo en valor casas rurales acomodándolas para un tipo de turismo alternativo al de sol y playa. Suelen estar cerca de espacios naturales o zonas de alto valor patrimonial o ecológico.

Palacio Episcopal de Astorga (León), una de las pocas obras de Antoni Gaudí realizadas fuera de Cataluña. Por Astorga pasa el Camino de Santiago y la Vía de la Plata

Castilla y León tiene varias ciudades cuya Semana Santa es considerada como de Interés Turístico Internacional. Ejemplos de ellos son León, Salamanca, Valladolid o Zamora.
La región también cuenta con una amplia red de Paradores Nacionales, hoteles de gran calidad que suelen acomodar edificios de gran valor histórico en lugares privilegiados para dinamizar el turismo de la zona.
Desde 1988, la fundación Las Edades del Hombre ha venido organizando diversas exposiciones de arte religioso en diversos puntos de la geografía nacional e internacional, destacando por su interés las exposiciones celebradas en Castilla y León. La idea de realizar estas exposiciones se gestó en una chimenea de Alcazarén con el escritor José Jiménez Lozano y el sacerdote de Valladolid José Velicia. Las consideradas primeras Edades del Hombre se realizaron en la iglesia de Santiago Apóstol de Alcazarén, con una pequeña exposición de pinturas sacras. Más adelante, y con el apoyo de personalidades importantes, se llevó a cabo la primera exposición conocida entre el público, que fue la de Valladolid. En 2012 la iniciativa se desarrolló con el nombre de Monacatus en la localidad burgalesa de Oña, siendo una de las ediciones más multitudinarias con unos 200 000 visitantes. La última muestra hasta el momento ha tenido lugar en el municipio abulense de Arévalo, en 2013. Con el título de Credo, la exposición ha girado en torno a la fe y ha recibido a más de 226 000 visitantes.

### Comercio interior y exportaciones al extranjero

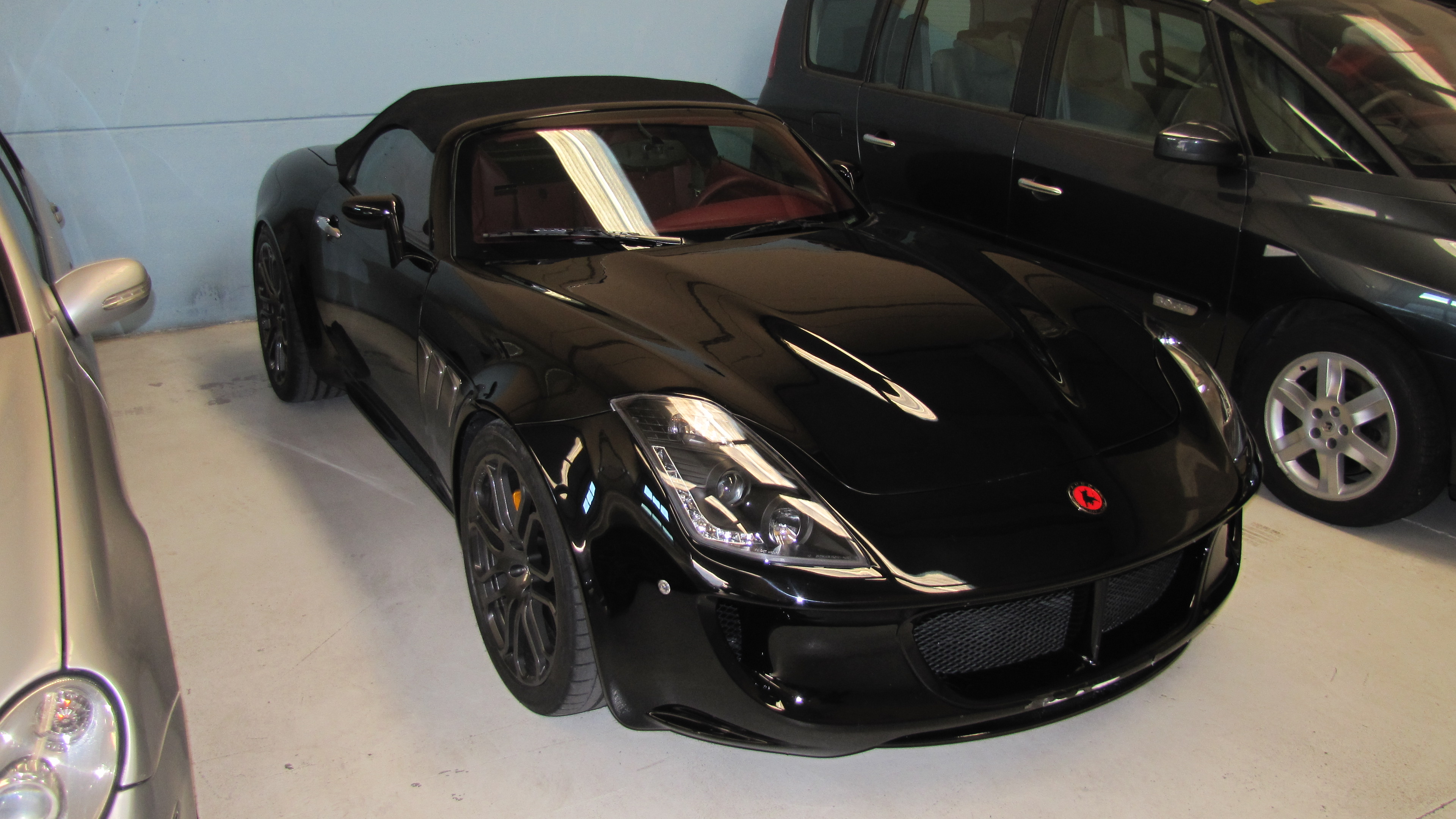
Desde 2010 los automóviles deportivos de lujo Tauro Sport Auto son fabricados en Valladolid

Exportaciones de Castilla y León, 2020

El comercio interior de Castilla y León se concentra en el sector de la alimentación, la automoción, el tejido y el calzado. Para el comercio exterior, según la región, se exportan principalmente vehículos y chasis de automóviles en Ávila, Palencia y Valladolid, neumáticos en Burgos y Valladolid, barras de acero y manufacturas de pizarra en León, carne de bovino en Salamanca, cerdos en Segovia, manufacturas de caucho en Soria y carne de cabra y oveja, junto con vino, en Zamora.
Castilla y León también exporta mucho vino, siendo Valladolid la que más botellas vende al extranjero. Por lo que se refiere a la importación, van a la cabeza los vehículos y sus accesorios, como los motores o los neumáticos. La Región también importa principalmente productos de Francia, Italia, Reino Unido, Alemania, Portugal y los EE. UU. y exporta mayoritariamente hacia los países de la Comunidad Europea y a Turquía, Israel y EE. UU.
Para el 2019, Castilla y León logró para el rubro de las exportaciones la suma de 15 178 millones de euros y para las importaciones 12 240 millones de euros, para así conseguir un saldo comercial de 3478 millones de euros.
Hay una apuesta decidida para la fabricación en Castilla y León de coches eléctricos, como apuesta para dar continuidad en el futuro a la industria automovilística de la comunidad.

## Infraestructuras y servicios

### Educación y ciencia

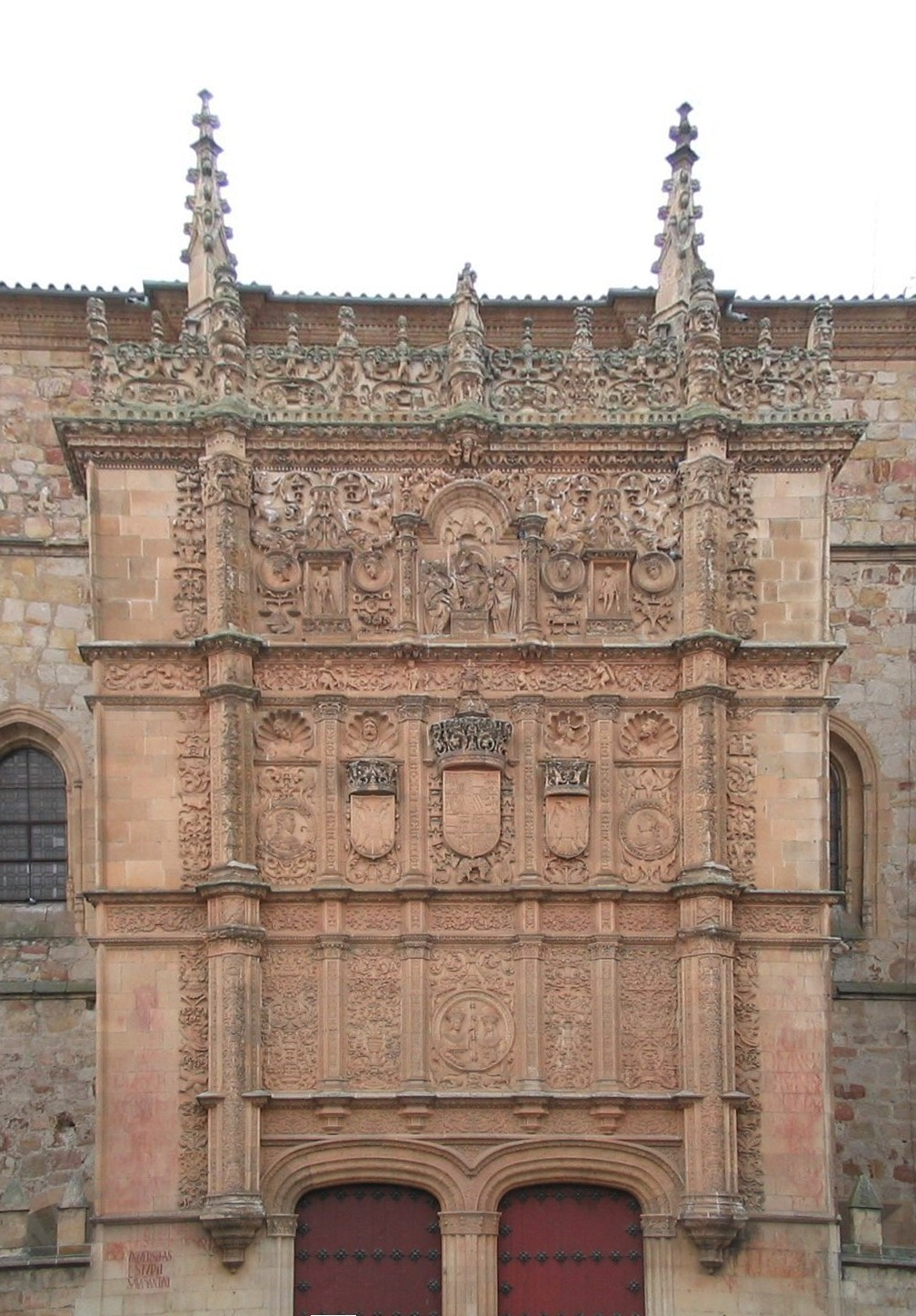
Fachada de la Universidad de Salamanca, cuna de la Escuela de Salamanca y origen del derecho internacional moderno por Francisco de Vitoria

La inversión en educación en Castilla y León es superior a la media española. Debido a esto, Castilla y León es una de las regiones de España con menos fracaso escolar, del 16,94 % durante el curso 2010-2011. Además, en el Informe PISA de 2015, donde se valora a alumnos de quince años en matemáticas, lectura y ciencias, los resultados de los alumnos de Castilla y León oscilan entre el primer y segundo puesto de España por autonomías, siendo similares a los de los diez primeros países del mundo. La comunidad queda en el primer puesto en lectura (522 puntos), segundo en matemáticas (506 puntos) y primero en ciencias (519 puntos).
La comunidad cuenta con un sistema de bibliotecas públicas a lo largo de varias de sus ciudades. El carné de socio de una de ellas puede ser igualmente usado en cualquiera de las otras bibliotecas públicas de la comunidad. El 55,4 % de la población regional tiene hábito de lectura, con lo que se encuentra alrededor de la media nacional.
La comunidad cuenta también en la ciudad de Miranda de Ebro con una de las bibliotecas privadas abiertas al público de estudios hebraicos y sefarditas más importantes de Europa. Está gestionada por la Fundación Francisco Cantera Burgos, que gestiona el legado de dicho humanista mirandés.

#### Universidades

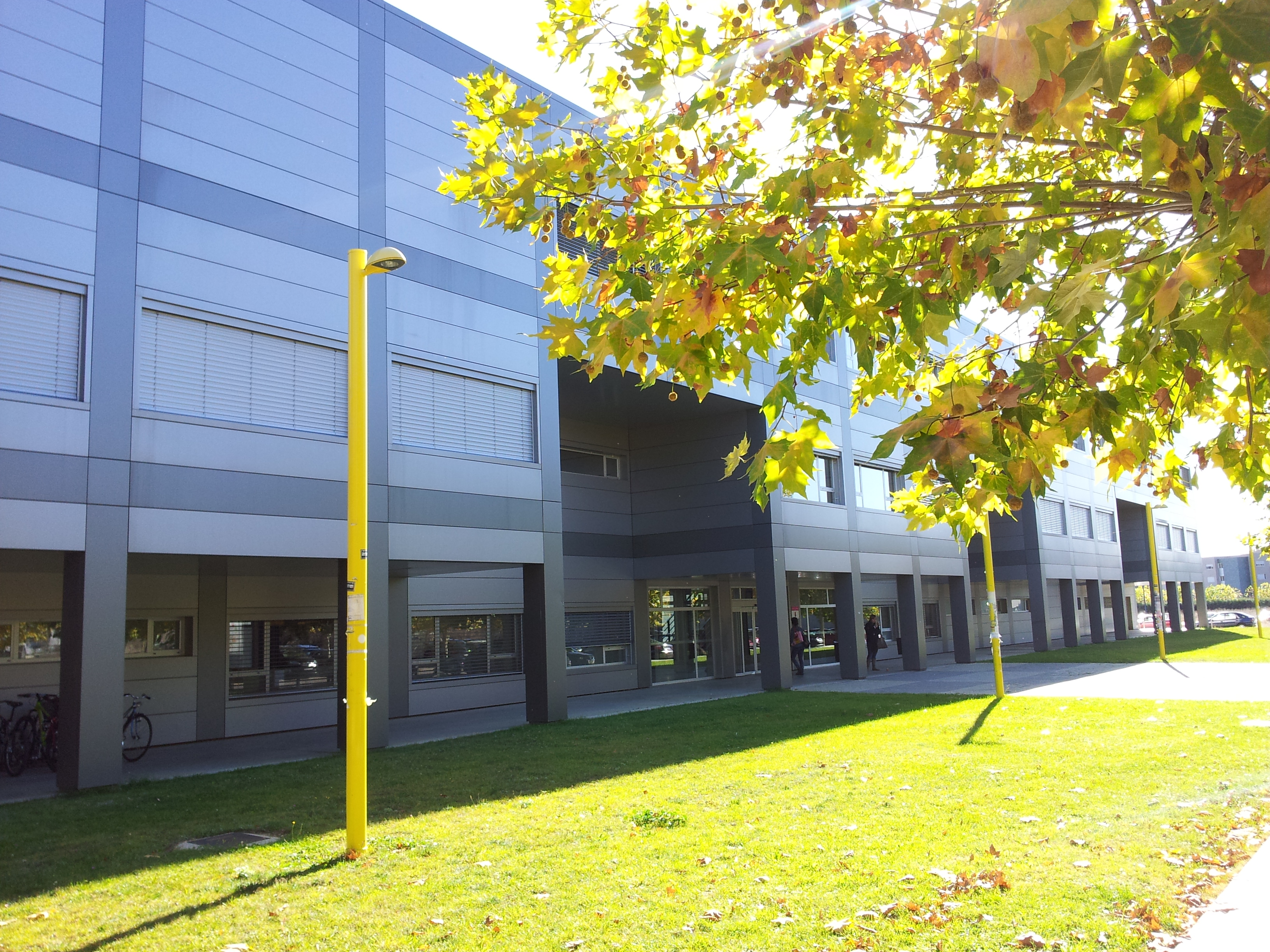
Sede del supercomputador Caléndula, el tercero con más potencia de España, en la Universidad de León

Respecto de la educación superior, destaca que las dos universidades más antiguas del país, que además también se encuentran entre las más antiguas de Europa, son las de Salamanca y Valladolid. La Universidad de Salamanca, es una de las cinco más antiguas de Europa abiertas actualmente, tras las de Bolonia, Oxford y París. Tras la Ley de Autonomía Universitaria de 1983 se han creado dos universidades públicas más, la Universidad de León, antiguo campus en la ciudad de la Universidad de Oviedo, y la Universidad de Burgos, antiguo campus de la Universidad de Valladolid.
El Studium Generale más antiguo de España fue el de Palencia —fundado entre 1208 y 1214— pero desapareció, posiblemente por traslado a Valladolid. El segundo más antiguo fue el instituido en Salamanca en 1218, germen de la Universidad de Salamanca.
La Universidad de Salamanca fue la primera institución educativa europea que obtuvo el título de Universidad a través de la bula papal de Alejandro IV en el año 1255 con sello propio y la licentia ubique docendi.
La Universidad de Salamanca debe importancia especial entre otras cosas por su papel tras el descubrimiento de América respecto a la formación del derecho internacional y los derechos humanos, con dominicos como Francisco de Vitoria en Salamanca y Bartolomé de las Casas abogando por la protección real de los desfavorecidos. Carlos I fue quien convocó a través de la Junta de Valladolid el Consejo de Indias para dirimir el asunto respecto a los derechos de los indígenas y los justos títulos de los castellanos para la colonización americana.
Respecto a los orígenes del calendario gregoriano hay que destacar sendos estudios realizados en 1515 y 1578 por científicos de la cátedra salmantina, puestos a disposición del papa en Roma. El segundo estudio impulsaría el actual calendario mundial impuesto tras la bula Inter gravissimas del papa Gregorio XIII, que dio paso al actual calendario.
| Públicas | Privadas |
| --- | --- |
| - Universidad de Burgos - Universidad de León - Universidad de Salamanca - Universidad de Valladolid - Universidad Nacional de Educación a Distancia | - Instituto de Empresa Universidad (en Segovia) - Universidad Católica Santa Teresa de Jesús de Ávila - Universidad Europea Miguel de Cervantes (en Valladolid) - Universidad Internacional Isabel I de Castilla (en Burgos) - Universidad Pontificia de Salamanca |

### Transporte

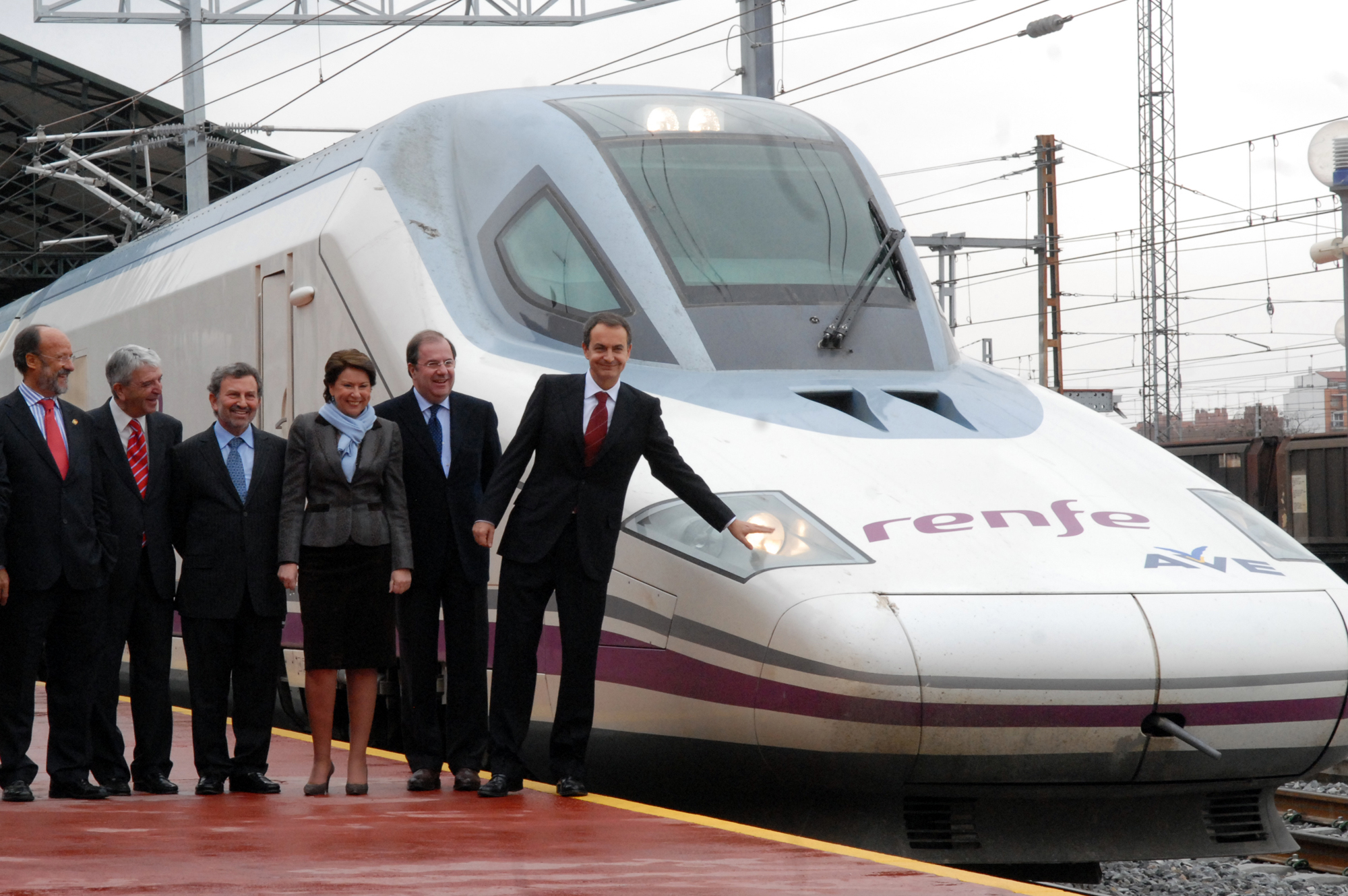
Inauguración de la llegada del AVE a Valladolid por el expresidente del Gobierno y leonés José Luis Rodríguez Zapatero

Por esta región pasan las principales vías de comunicación que unen las regiones del norte de España con la capital, Madrid y el sur peninsular, así como las redes que aseguran una rápida circulación entre la Europa continental y el continente africano. Por otro lado, la vía de transporte más corta, rápida y cómoda que enlaza Portugal con Europa es la que atraviesa esta región. En consecuencia, Castilla y León se encuentra en el centro en el que se conectan los flujos comerciales entre el norte y el sur de la Península y entre Portugal y el resto de Europa. Además, su proximidad a Madrid es otro factor adicional que impulsa el tráfico que transcurre por las tierras castellanas y leonesas.
Los principales ejes viarios del tráfico de mercancías y viajeros son las radiales autovía del Norte (A-1) y del Noroeste (A-6). También tiene importancia destacada la autovía de Castilla (A-62), que enlaza las ciudades de Salamanca, Valladolid, Palencia y Burgos. En estas tres vías se insertan localidades tan importantes como Medina del Campo, Aranda de Duero y Miranda de Ebro.

#### Aeropuertos

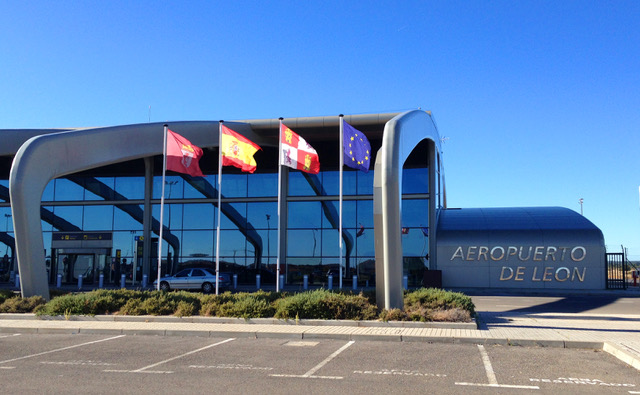
Aeropuerto de León

Castilla y León cuenta con cuatro aeropuertos abiertos al uso civil: el aeropuerto de Valladolid, en el municipio de Villanubla, a 10 km de Valladolid, que registra el mayor volumen de tráfico aéreo de la Comunidad y es de uso mixto civil y militar; el aeropuerto de León, en la localidad de La Virgen del Camino, 10 km de León, también de uso mixto civil-militar; el aeropuerto de Salamanca, a 17 km al este de la capital, anteriormente exclusivo para vuelos chárter y hoy ya con vuelos regulares, y el aeropuerto de Burgos, en el barrio de Villafría, el de más reciente apertura (2008).

#### Ferrocarriles

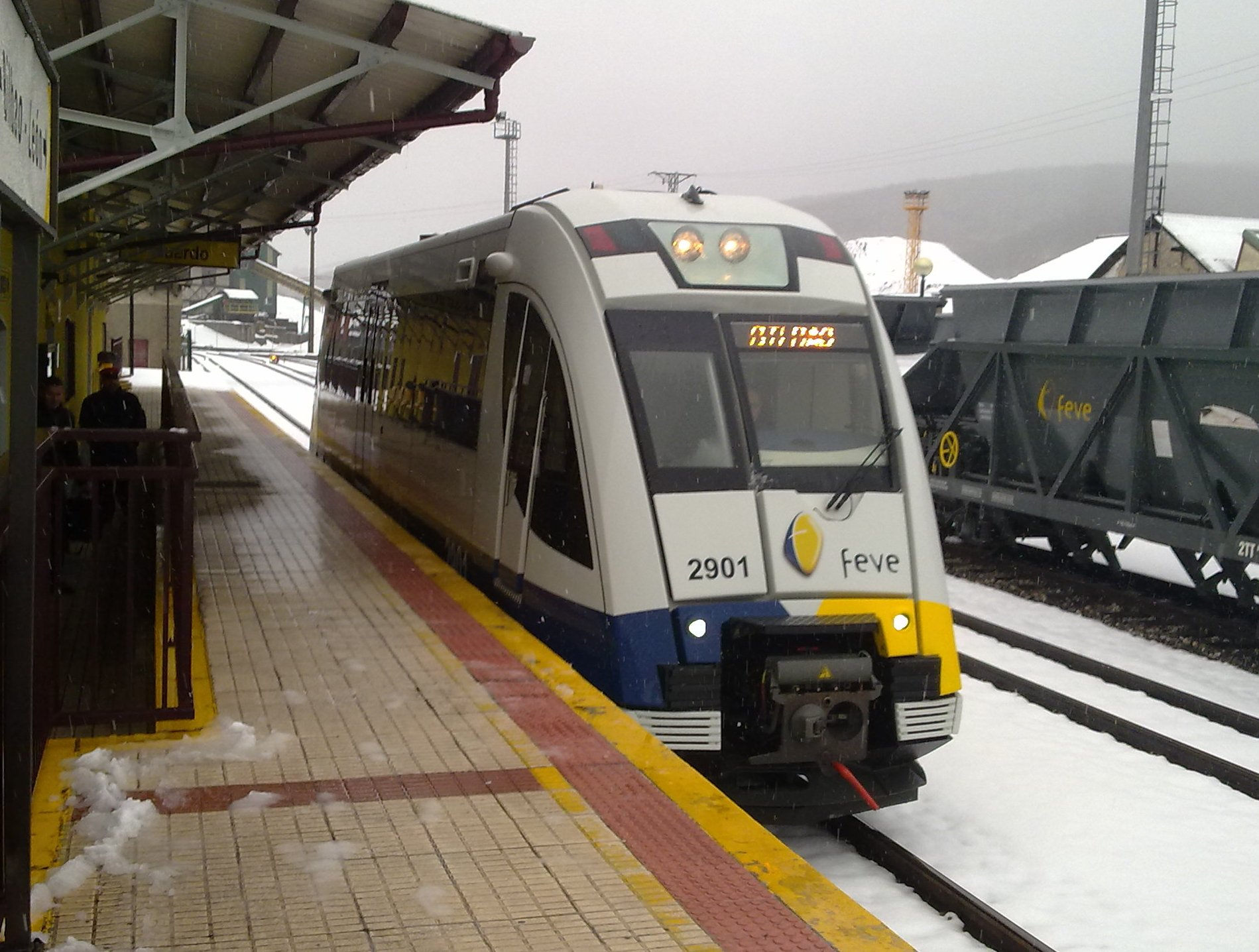
Tren FEVE en Guardo, Palencia

La red de ferrocarril va desde Madrid hasta la cornisa cantábrica y Galicia, con paradas en Astorga, Burgos, León, Miranda de Ebro, Palencia, Ponferrada, Valladolid y Venta de Baños.
Además, existe la línea entre Irún y la frontera portuguesa en Fuentes de Oñoro, que es parte de la línea París-Lisboa.
El único servicio de Cercanías de Castilla y León se encuentra en León, aunque Renfe también ofrece desde 2023 un servicio de proximidad Palencia-Medina. Además, el servicio de Cercanías Álava cubre la ciudad burgalesa de Miranda del Ebro.
Las líneas que atraviesan Castilla y León son:
Ancho ibérico (Adif)
- Madrid-Irún
- Madrid-Segovia

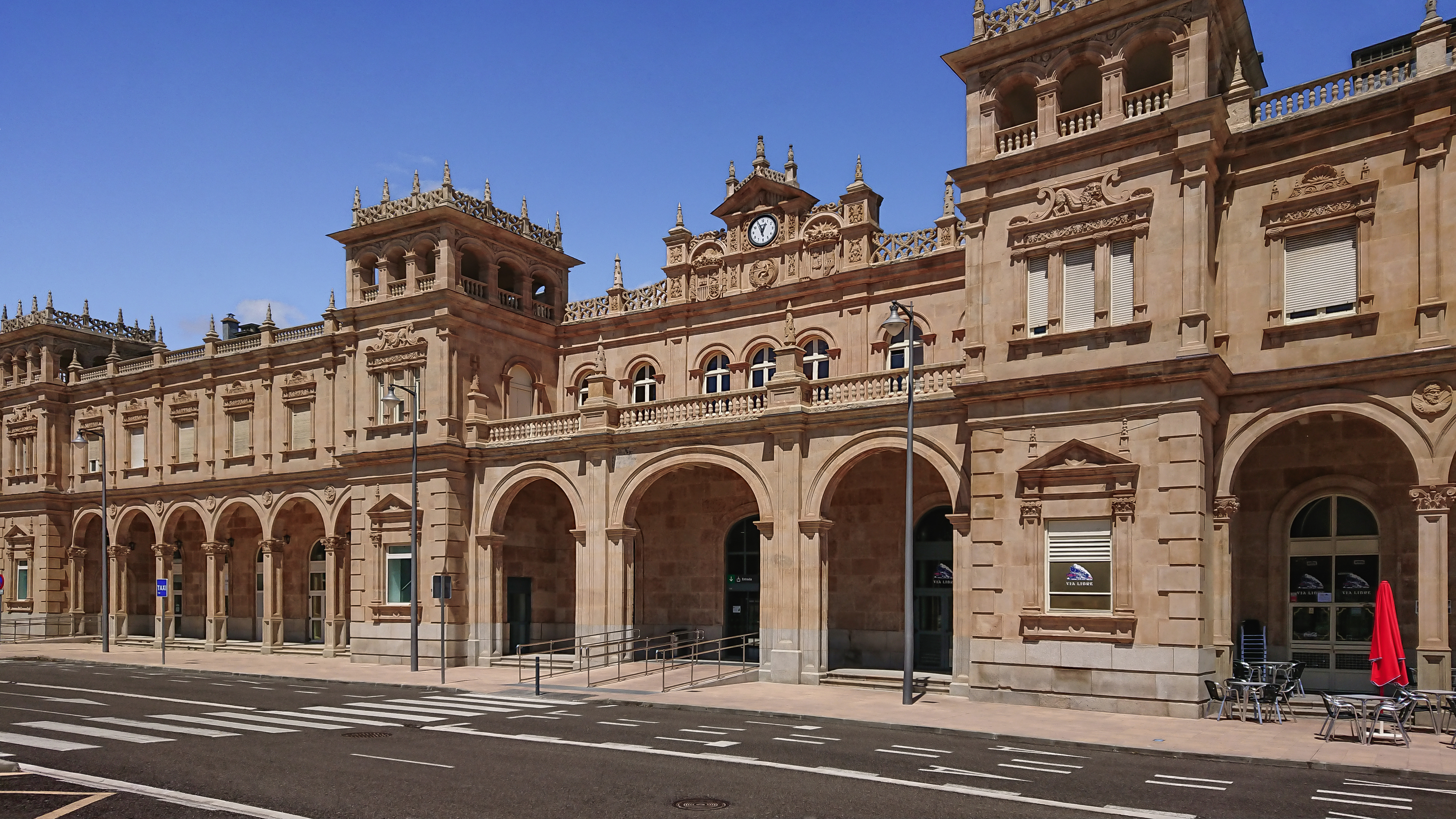
Estación de tren de Zamora

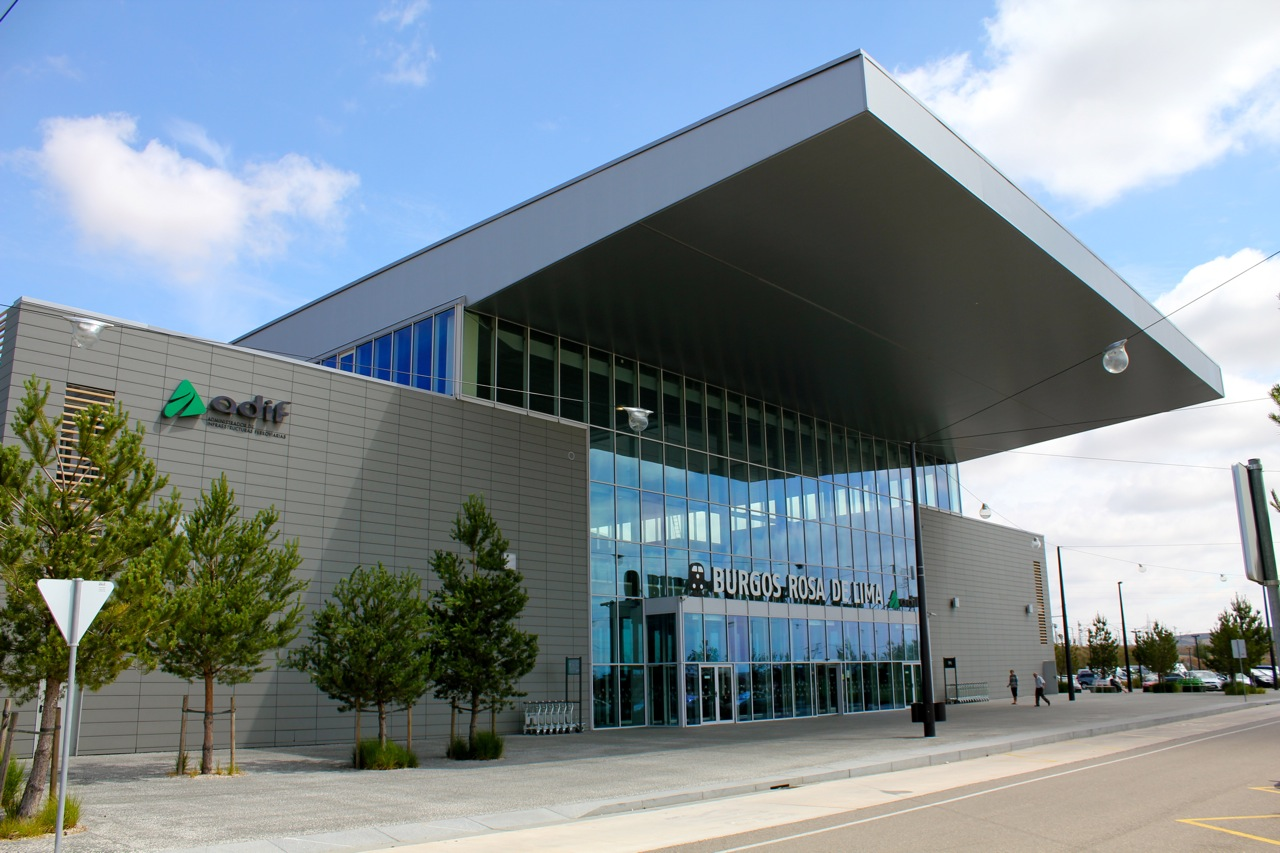
Estación de tren de Burgos

- Directo Madrid-Burgos (en Castilla y León, solo con tráfico de mercancías)
- Castejón de Ebro-Bilbao
- Zamora-La Coruña
- Venta de Baños-La Coruña
- Palencia-Santander
- Palencia-Valladolid
- Valladolid-Medina del Campo
- Valladolid-León
- Valladolid-Zamora-Puebla de Sanabria
- Palencia-Valladolid-Salamanca
- León-Gijón
- Venta de Baños-Gijón
- Medina del Campo-Santiago de Compostela
- Medina del Campo-Zamora
- Medina del Campo-Vilar Formoso
- Torralba-Soria
- Salamanca-Ávila
- Madrid-Barcelona
- Madrid-Hendaya
- Magaz de Pisuerga-Palencia
- Bilbao-Casetas
- Castejón-Bilbao
- León-La Coruña

Líneas sin servicio
- Astorga-Plasencia
- Santander-Mediterráneo
- Valladolid-Ariza
- Soria-Castejón
- La Fregeneda-La Fuente de San Esteban
- Segovia-Medina del Campo
- Toral de los Vados-Villafranca del Bierzo

Ancho mixto por tercer carril (Adif)
- Olmedo-Medina del Campo (punto kilométrico 3,312-Medina del Campo)
- Madrid-Hendaya (LAV Valladolid-Palencia-León-Nuevo Complejo Ferroviario de Valladolid)

Ancho estándar (Adif)
- Madrid-Segovia-Valladolid
- Olmedo-Medina del Campo (p. k. 3,312-Medina del Campo)
- Madrid-Zaragoza-Barcelona-Frontera francesa

Ancho métrico (Adif, Renfe, Ferrocarril MSP)
- La Robla-Bilbao
- Cercedilla-Cotos
- Ponferrada-Villablino

#### Carreteras
Legislación sectorial regulada por la Ley de carreteras 10/2008 de Castilla y León. Como aspecto en materia de financiación, además de la forma tradicional, posibilita mecanismos concesionales con vistas a la construcción y explotación de carreteras por los particulares.
Autovías que pasan por Castilla y León
| Nombre                                                          | Trayecto                                                  | Ciudades importantes de Castilla y León por donde pasa                                                                                          |
| --------------------------------------------------------------- | --------------------------------------------------------- | --- |
| Autovía del Norte (A-1)                                         | Madrid-Burgos-Irún                                        | Aranda de Duero, Lerma, Burgos, Briviesca y Miranda de Ebro                                                                                     |
| Autopista del Norte (AP-1)                                      | Madrid-Burgos-Irún                                        | Aranda de Duero, Lerma, Burgos, Briviesca y Miranda de Ebro                                                                                     |
| Autovía del Nordeste (A-2)                                      | Madrid-Barcelona                                          | Medinaceli y Arcos de Jalón |
| Autovía del Noroeste (A-6)                                      | Madrid-La Coruña                                          | San Rafael, Villacastín, Arévalo, Medina del Campo, Tordesillas, Villalpando, Benavente, La Bañeza, Astorga, Bembibre y Ponferrada              |
| Autopista del Noroeste (AP-6)                                   | Madrid-La Coruña                                          | San Rafael, Villacastín, Arévalo, Medina del Campo, Tordesillas, Villalpando, Benavente, La Bañeza, Astorga, Bembibre y Ponferrada              |
| Autovía del Duero (A-11)                                        | Zamora-Tudela de Duero (en ampliación)                    | Zamora, Toro, Tordesillas, Valladolid, Tudela de Duero, (Peñafiel, Aranda de Duero, San Esteban de Gormaz, El Burgo de Osma y Soria por N-122). |
| Autovía de Navarra/Autovía de Leizarán/Autovía de Urumea (A-15) | Medinaceli-San Sebastián (incompleta)                     | Medinaceli, Almazán, Soria y Ágreda |
| Autovía Ávila-Salamanca (A-50)                                  | Ávila-Salamanca                                           | Ávila, Peñaranda de Bracamonte y Salamanca |
| Autopista Ávila-Villacastín/Conexión Ávila (AP-51)              | Ávila-Villacastín                                         | Ávila y Villacastín |
| Autovía de las Rías Bajas (A-52)                                | Benavente-Vigo                                            | Benavente y Puebla de Sanabria |
| Autovía Valladolid-León (A-60)                                  | Valladolid-León (incompleta)                              | Valladolid, Villanubla, (Medina de Rioseco, Mayorga, Santas Martas y Mansilla de las Mulas por N-601) y León                                    |
| Autopista Segovia-San Rafael/Conexión Segovia (AP-61)           | San Rafael-Segovia                                        | San Rafael y Segovia |
| Autovía de Castilla (A-62)                                      | Burgos-Fuentes de Oñoro (Llega a la frontera conPortugal) | Burgos, Palencia, Valladolid, Tordesillas, Salamanca y Ciudad Rodrigo                                                                           |
| Autovía Ruta de la Plata (A-66)                                 | Gijón-Sevilla (incompleta)                                | Béjar, Salamanca, Zamora, Benavente y León |
| Autopista Ruta de la Plata (AP-66)                              | Gijón-Sevilla (incompleta)                                | Béjar, Salamanca, Zamora, Benavente y León |
| Autovía Cantabria-Meseta (A-67)                                 | Palencia-Santander                                        | Palencia, Frómista, Osorno la Mayor, Aguilar de Campoo                                                                                          |
| Autopista León-Astorga (AP-71)                                  | León-Astorga                                              | León y Astorga |
| Autovía del Camino de Santiago (A-231)                          | León-Burgos                                               | León, Sahagún, Carrión de los Condes y Burgos                                                                                                   |
| Autovía de Pinares (A-601)                                      | Valladolid-Segovia                                        | Valladolid, Cuéllar, Segovia |

Abono de Transportes de la Comunidad de Madrid en Castilla y León
El 1 de mayo de 2007 entra en vigor en las ciudades de Segovia y Ávila y en algunos municipios de ambas provincias, el Abono de Transportes de la Comunidad de Madrid.
Dicho abono está formado por un título concertado con las líneas de autobús y tren que enlazan Segovia y Ávila con la capital madrileña, más el título C2 que permite la movilidad por toda la red de transportes de toda la Comunidad de Madrid.

## Cultura

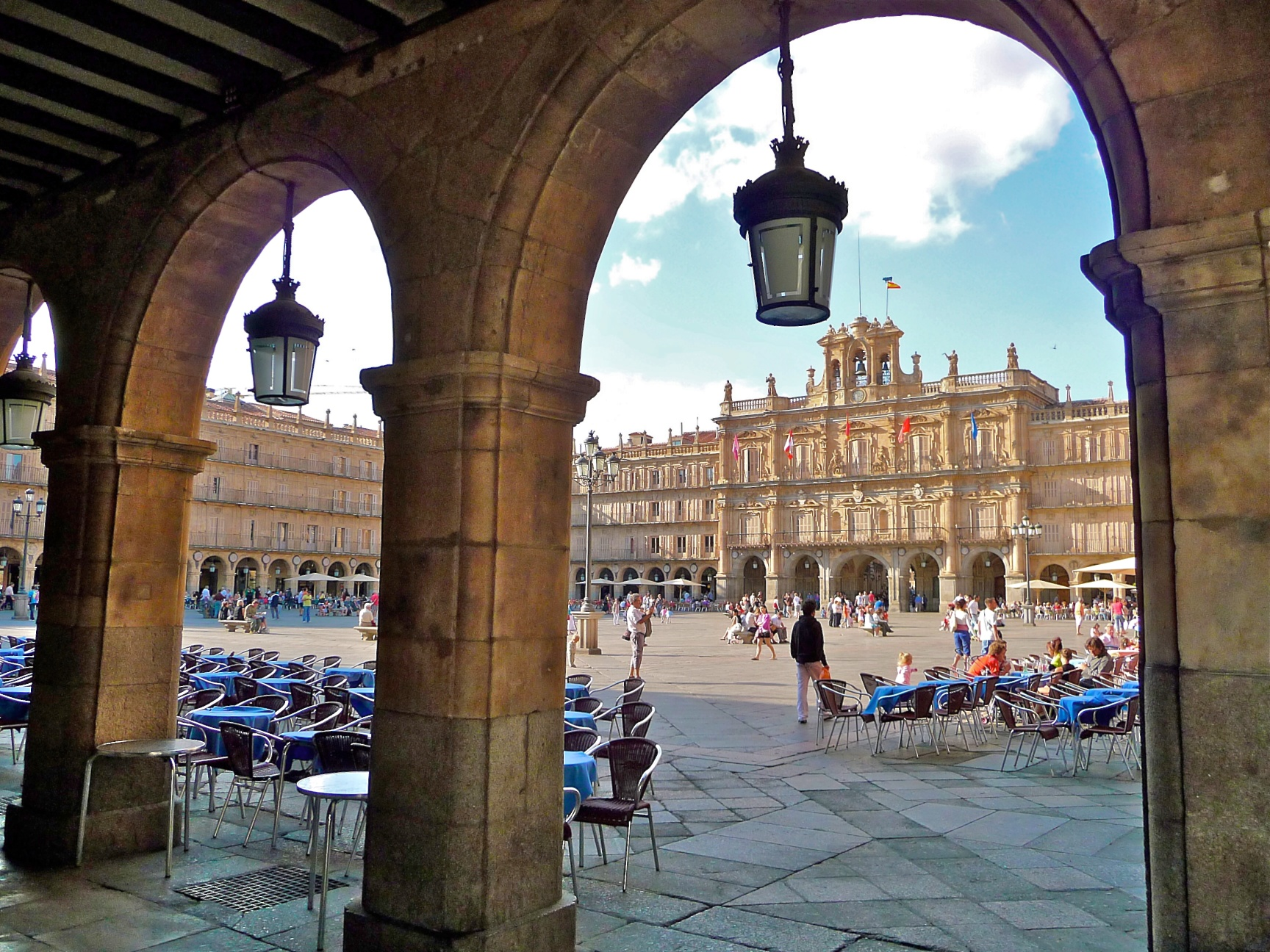
La plaza Mayor de Salamanca. La ciudad charra fue Capital Europea de la Cultura en 2002

La comunidad castellana y leonesa es rica en patrimonio. Debido a ello, el propio Estatuto de Autonomía recoge en su última reforma la necesidad de que la región se ocupe de toda esa riqueza y la ponga en valor:

La lengua castellana y el patrimonio histórico, artístico y natural son valores esenciales para la identidad de la Comunidad de Castilla y León y serán objeto de especial protección y apoyo, para lo que se fomentará la creación de entidades que atiendan a dicho fin.

También establece que «la Comunidad podrá participar en organismos internacionales, especialmente en la Unesco y otros organismos de carácter cultural, directamente, cuando así lo prevea la normativa correspondiente, o integrada en el seno de la delegación española».
La autonomía cuenta con 8 bienes inscritos como bienes Patrimonio de la Humanidad: la catedral de Burgos (1984), la ciudad vieja de Ávila e iglesias extramuros (1985, ampliado 2007), la ciudad vieja y acueducto de Segovia (1985), la ciudad vieja de Salamanca (1988), los caminos de Santiago en España: Ruta Franco-Navarra y Ruta Franco-Aragonesa (1993), Las Médulas (1997), el sitio arqueológico de Atapuerca (2000) y los sitios de arte rupestre prehistórico del valle del Coa y de Siega Verde (2010). Además se une que la Unesco otorgó la distinción de Memoria del Mundo al Tratado de Tordesillas (2007) y al Archivo General de Simancas (2017).
El arte castellano y leonés —tanto arquitectura como literatura, escultura, cine o pintura— es muestra de los momentos históricos que ha vivido la región. Así, vemos arte prerrománico y románico, además de un rico legado medieval, renacentista y barroco, debido a la importancia de las tierras que conforman hoy en día Castilla y León en aquellas épocas históricas.

### Gastronomía

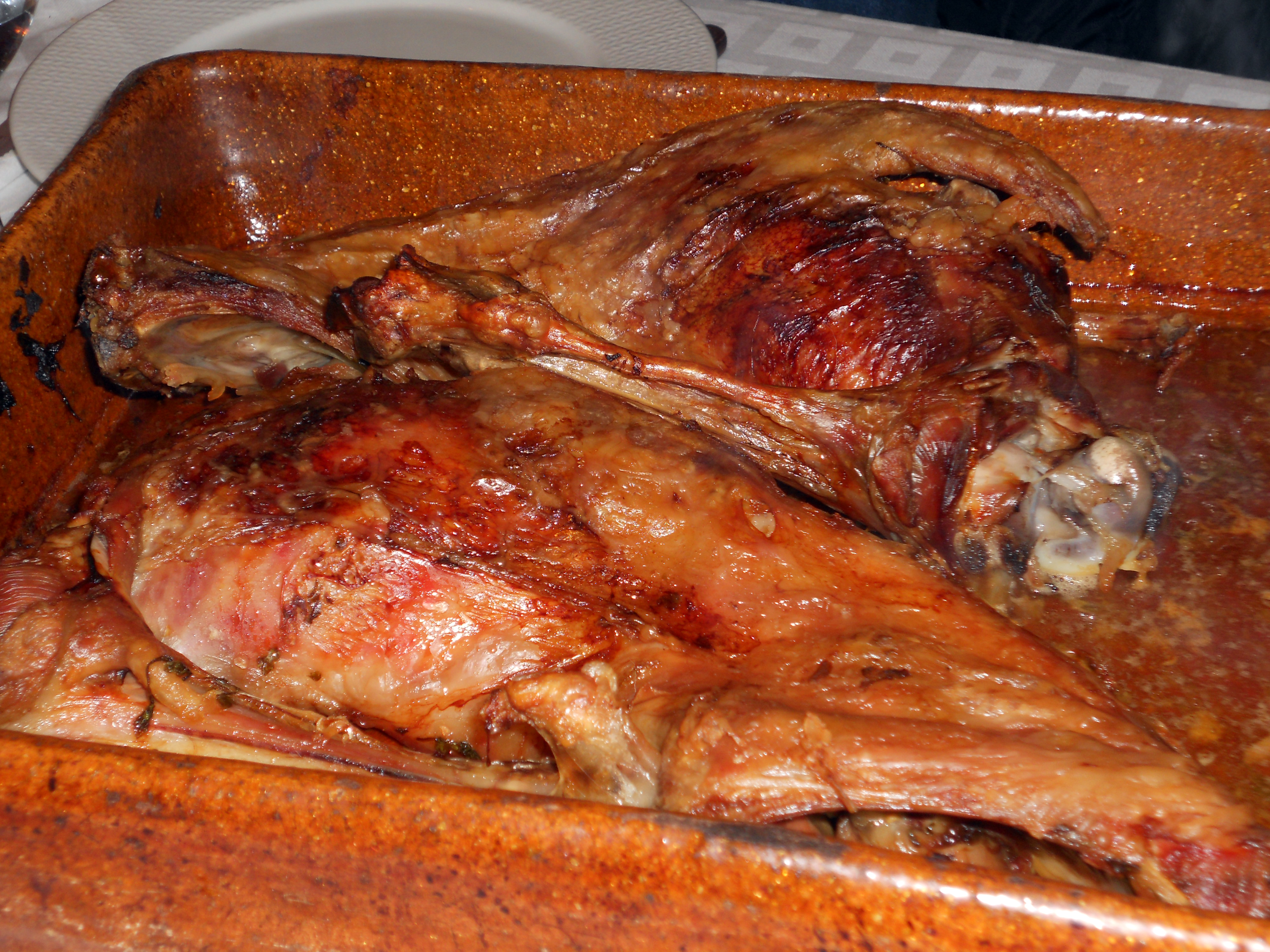
Un plato de lechazo asado de Castilla y León

La Gastronomía de Castilla y León es ampliamente conocida por la calidad de sus vinos y carnes. Algunas de sus marcas de calidad son mundialmente conocidas: sus vinos, con 9 denominaciones, entre las que destacan D.O. Ribera del Duero, D.O. Bierzo, D.O. Toro o D.O. Rueda. Embutidos y carnes curadas o frescas, con 16 Indicaciones Geográficas Protegidas y marcas de calidad, entre las que destacan Jamón de Guijuelo, Lechazo de Castilla y León, Cochinillo de Segovia, Cecina de León o Chorizo de Cantimpalos.

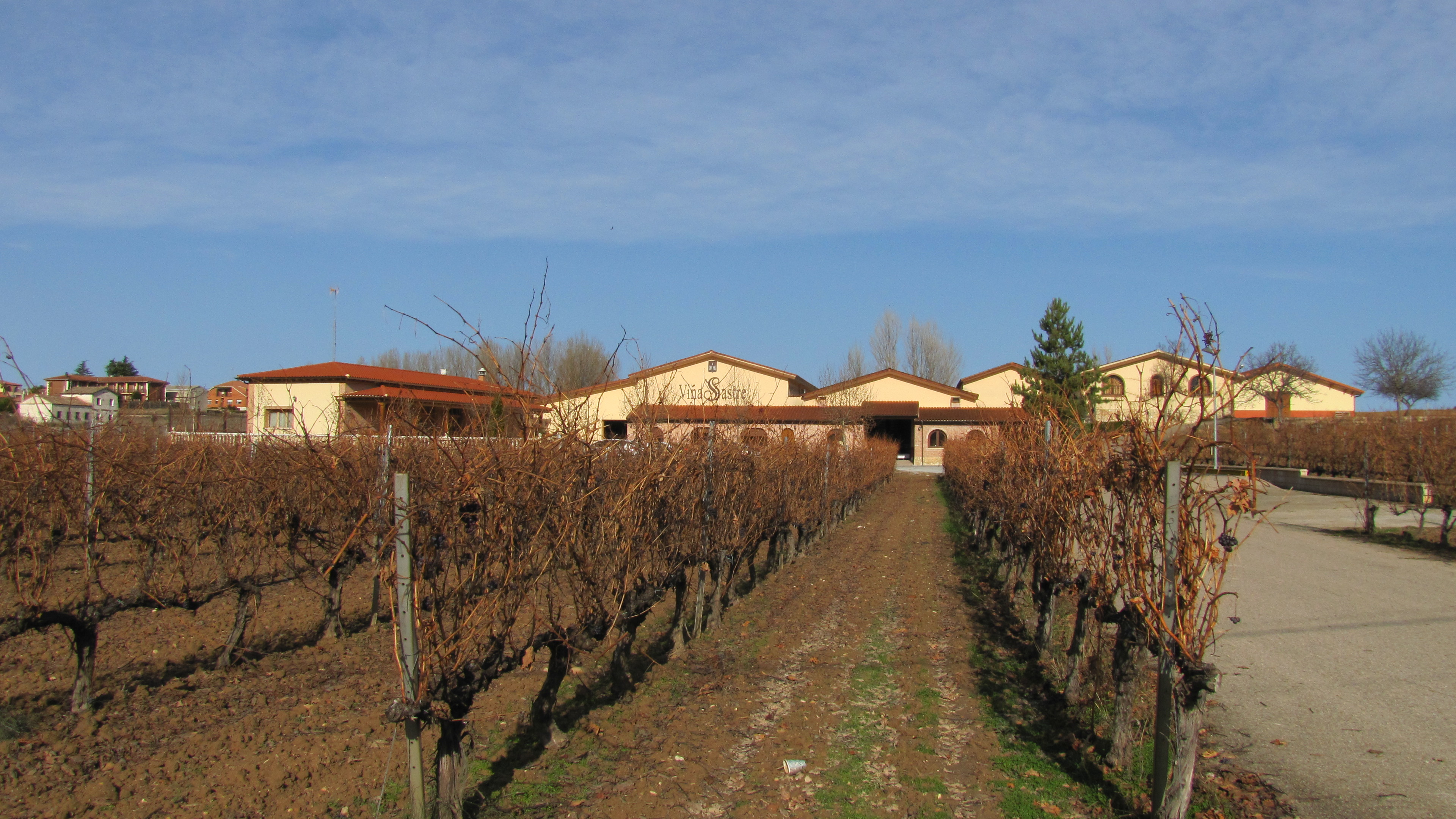
Viñedos D.O. Ribera del Duero, en la provincia de Burgos

Algunos de sus platos típicos son: el lechazo asado, el cochinillo asado, la sopa de ajo, las patatas a la importancia, el hornazo, el botillo, las alubias de Saldaña, las judías de El Barco de Ávila, los judiones de La Granja, la gallina en pepitoria, o las variedades de la morcilla como la morcilla de Burgos, la morcilla de León o la morcilla de Aranda.
La provincia de Soria es una notable productora de trufa negra, aunque a fecha de 2014 todavía no disponía[actualizar] de denominación de origen o indicación geográfica protegida para la Trufa negra de Soria. Soria fue señalada por la UNESCO como buen ejemplo al incluir la dieta mediterránea en su lista Representativa del Patrimonio Cultural Inmaterial de la Humanidad.
También son típicos varios dulces y postres de repostería, como las Yemas de Santa Teresa. Dependiendo del calendario religioso (Semana Santa, Día de Todos los Santos...), existen unos u otros dulces tradicionales.
Son platos de estilo tradicional. En muchos restaurantes se sigue usando el horno de leña. Esto ha favorecido un incipiente turismo gastronómico en la comunidad. Además, la degustación de pinchos es una variedad gastronómica arraigada en la región, con días de la semana e incluso semanas enteras dedicadas a concursos o descuentos. El tradicional chocolate con churros castellano también sigue siendo practicado para desayunar, principalmente los domingos.
Castilla y León cuenta con la región europea con mayor número de marcas de calidad reconocidas con 7 Marcas de calidad protegidas, la región del Bierzo: D.O. Manzana Reineta del Bierzo, M.G. Pera Conferencia del Bierzo, M.G. Castaña del Bierzo, I.G.P. Pimiento asado del Bierzo, I.G.P. Botillo del Bierzo, Vino D.O. Bierzo y M.G. Cereza del Bierzo.

### Literatura

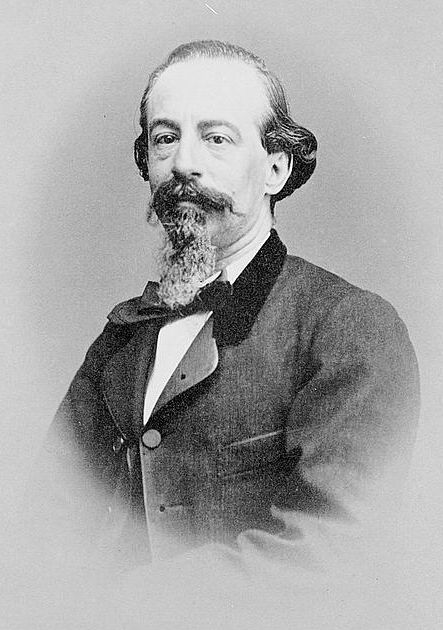
José Zorrilla

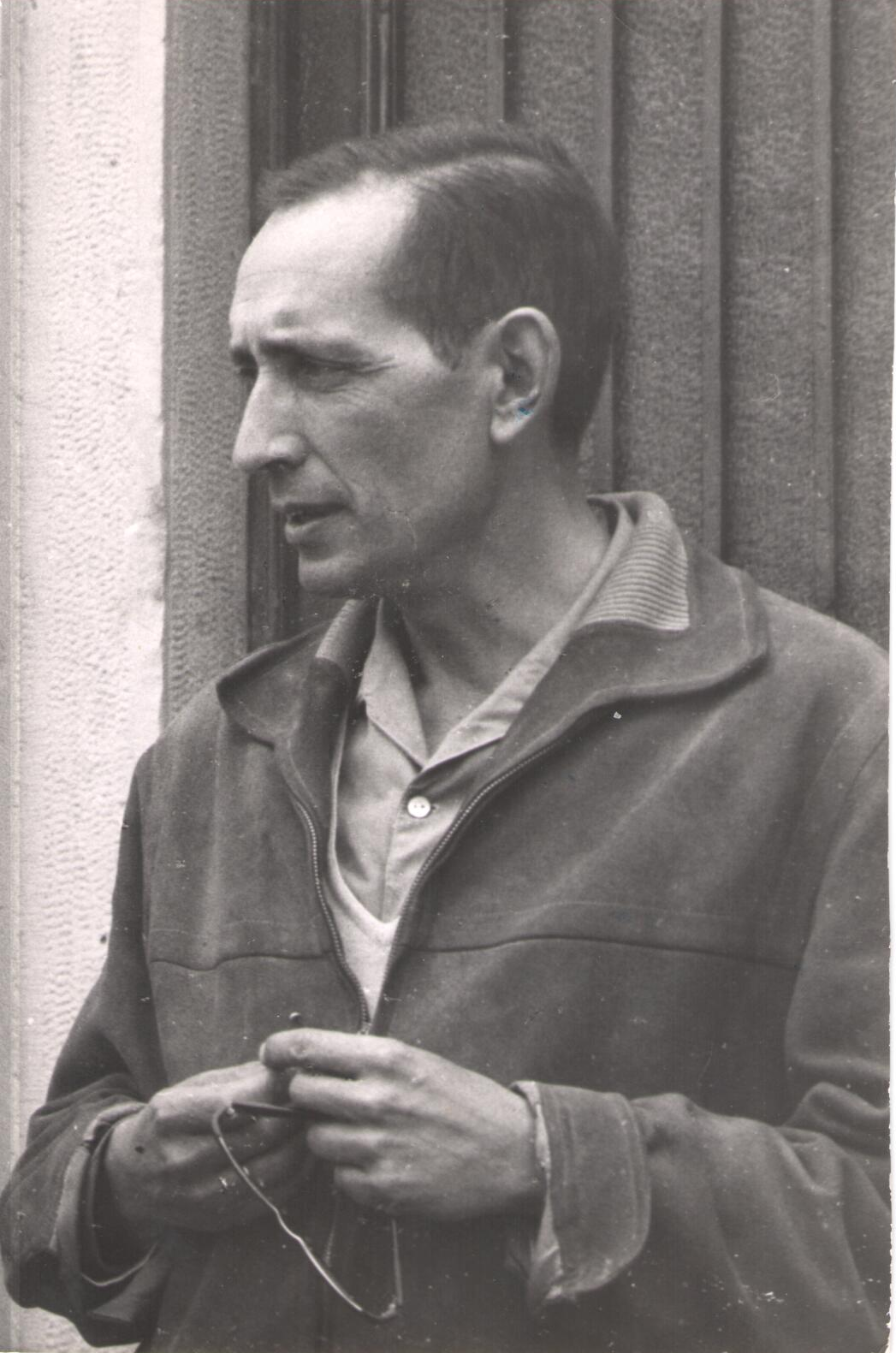
Miguel Delibes en Valle de Sedano, 1960

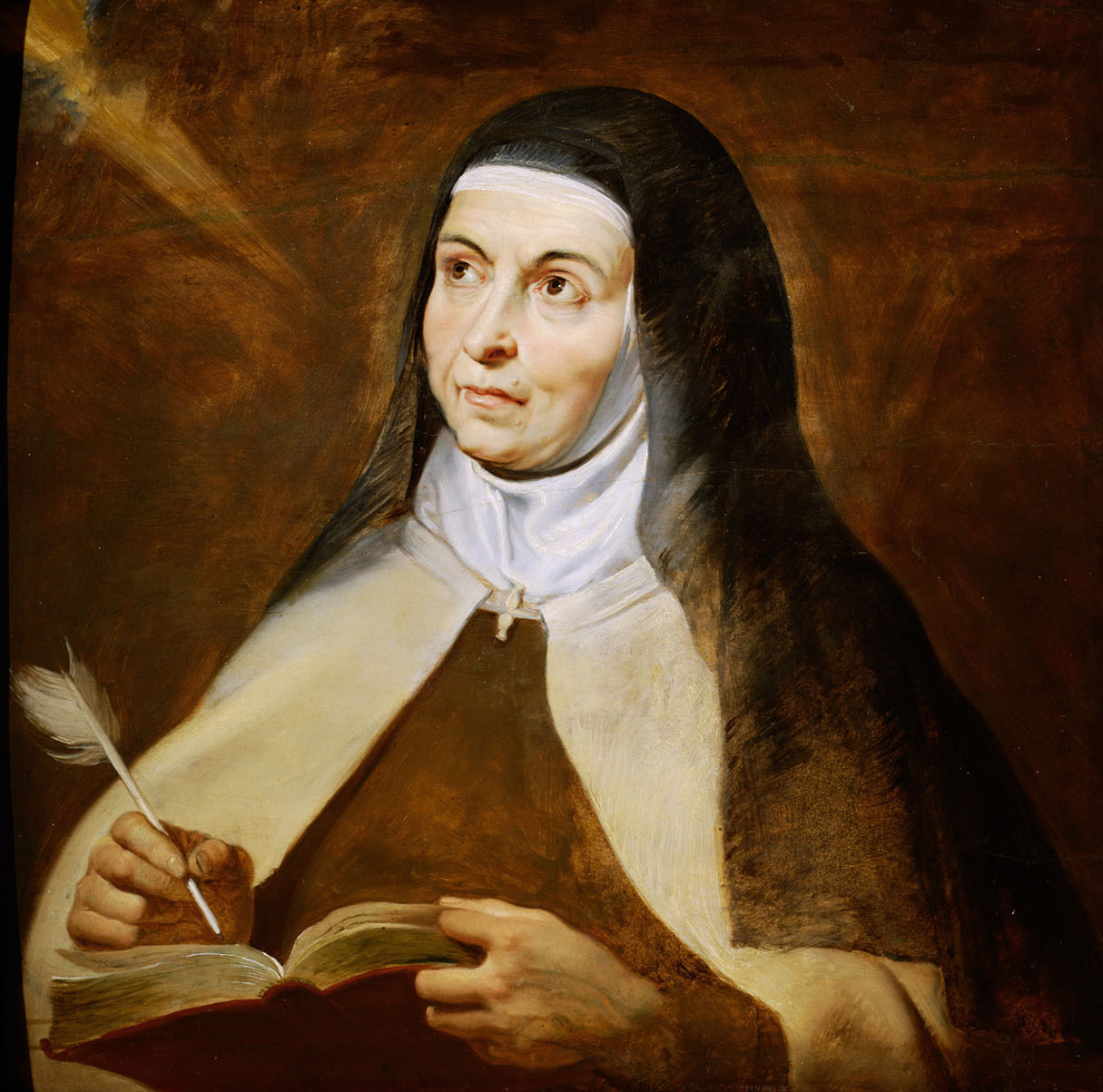
Teresa de Jesús, mística de la Contrarreforma

Castilla y León es una comunidad que ha dado grandes literatos a lo largo de los siglos. Desde el nacimiento de la lengua castellana hasta nuestros días, podemos destacar nombres como los de Santa Teresa, Miguel Delibes o José Zorrilla.
Además, ha sido tierra inspiradora para numerosos escritores, ejemplo de ello es Salamanca para Fernando de Rojas y La Celestina o para el autor anónimo de El Lazarillo de Tormes. También los paisajes castellanos fueron fuente de inspiración para Juan Ramón Jiménez o Antonio Machado.
Ya desde el prerrenacimiento, durante la época de los Reyes Católicos, destaca Juan del Encina. Es considerado uno de los patriarcas del teatro español.
Además, Jorge Manrique, de Paredes de Nava, forma parte del prerrenacimiento en España. Su obra Coplas a la muerte de su padre es un clásico de la literatura en castellano.
Santa Teresa de Jesús figura en el Catálogo de autoridades de la lengua publicado por la Real Academia Española. Es la escritora mística por excelencia. Sus versos son fáciles, de estilo ardiente y apasionado, como nacido del amor ideal en que se abrasaba Teresa, amor que era en ella fuente inagotable de mística poesía. Algunas de sus obras son: Camino de perfección o Conceptos del amor de Dios y Castillo interior. Contemporáneo a Santa Teresa y también gran escritor místico es el también castellano San Juan de la Cruz.
Otro ilustre de la tierra, esta vez de Valladolid, es José Zorrilla. Reconocido dentro de la literatura en lengua castellana por ser el padre de una figura literaria muy importante, la del donjuán. No por nada, una de sus obras más reconocidas es Don Juan Tenorio.
Pero sin duda, el escritor castellanoleonés más conocido, sobre todo por su obra durante el siglo XX, es Miguel Delibes. Considerado uno de los dramaturgos que mejor han captado el ser castellano. Era un gran conocedor del mundo rural y la caza, lo que le ayudó en su carrera literaria. Algunas de sus obras más famosas son: El hereje, Los santos inocentes, Cinco horas con Mario o Diario de un cazador.
Otra gran escritora del siglo XX fue la salmantina Carmen Martín Gaite o el vallisoletano Jorge Guillén, perteneciente este a la célebre generación del 27.

### Cine, teatro e industria audiovisual

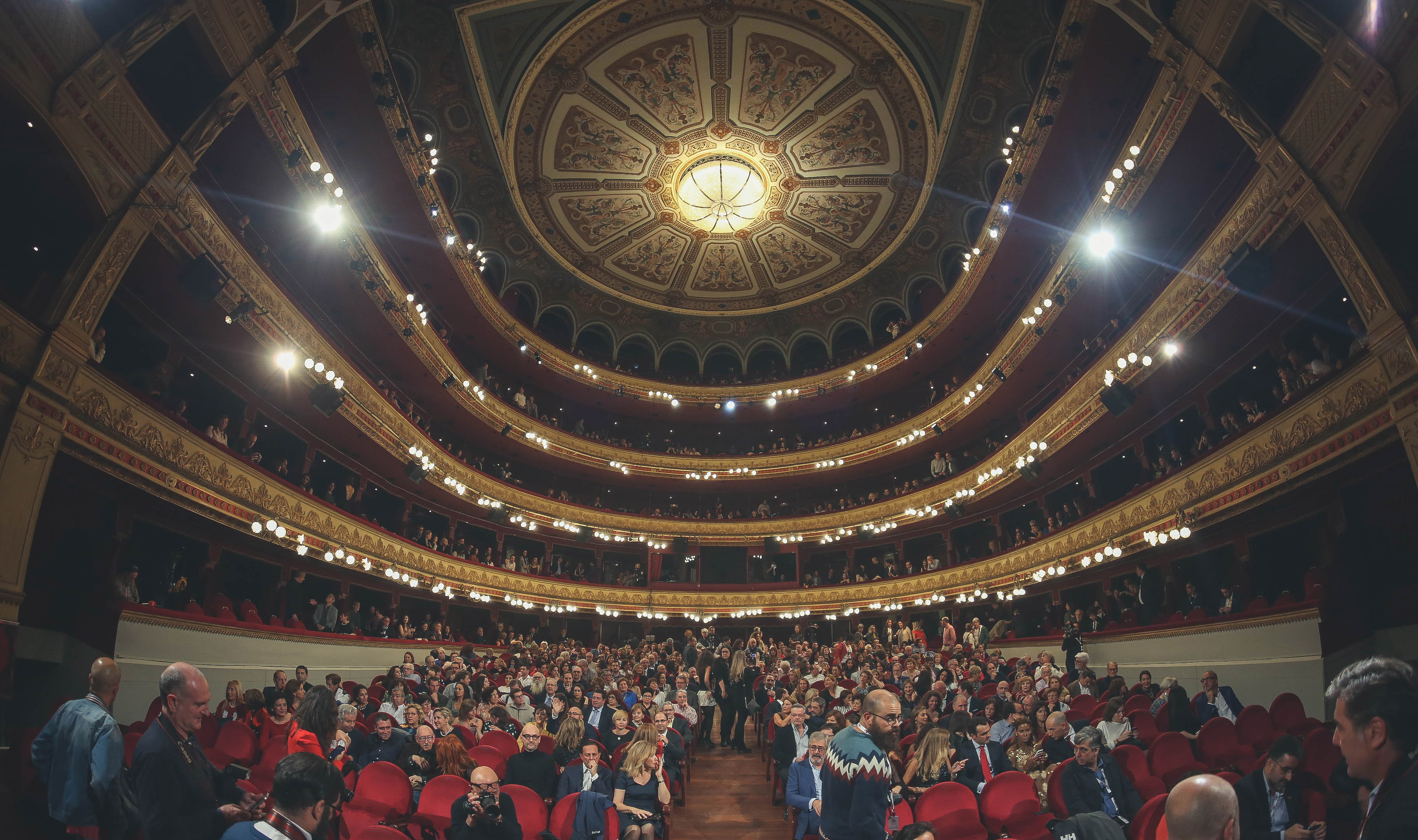
El Teatro Calderón en la Semana Internacional de Cine de Valladolid

En el mundo cinematográfico lo más destacable es la Semana Internacional de Cine de Valladolid (Seminci). Es uno de los festivales más antiguos de España. Creada en 1956 como Semana de Cine Religioso de Valladolid, se celebraba en Semana Santa, evolucionando hasta convertirse en uno de los principales festivales de cine de España, teniendo como objetivo la difusión y promoción de películas de categoría artística, que contribuyan al conocimiento de la cinematografía mundial. Actualmente se celebra en el mes de octubre y además se ha incluido un nuevo festival denominado Seminci TV que se celebra en el mes de junio.

Filmoteca de Castilla y León, en la ciudad de Salamanca

Algunas actrices de renombre originarias de la región son Concha Velasco y Lola Herrera; así como la humorista Eva Hache. También es castellanoleonés el actor principal de la conocida serie de televisión Cuéntame como pasó, Imanol Arias. La palentina Elena Anaya es frecuente en la filmografía de ámbito nacional e internacional.
Respecto al teatro, destacan el dramaturgo Calixto Bieito o José Luis Alonso de Santos.
En televisión son de gran popularidad Patricia Conde, Dani Martínez, Frank Cuesta, Jesús Calleja y Deborah Ombres, como lo fue el naturalista Félix Rodríguez de la Fuente.
La Escuela Superior de Arte Dramático de Castilla y León con sede en Valladolid imparte las enseñanzas profesionales superiores de arte dramático.

### Música y danza
El evento musical más relevante de la comunidad desde la década del 2000 es el Sonorama de Aranda de Duero.[cita requerida]
Algunos de los artistas castellanoleoneses de más proyección han sido Celtas Cortos o Café Quijano.

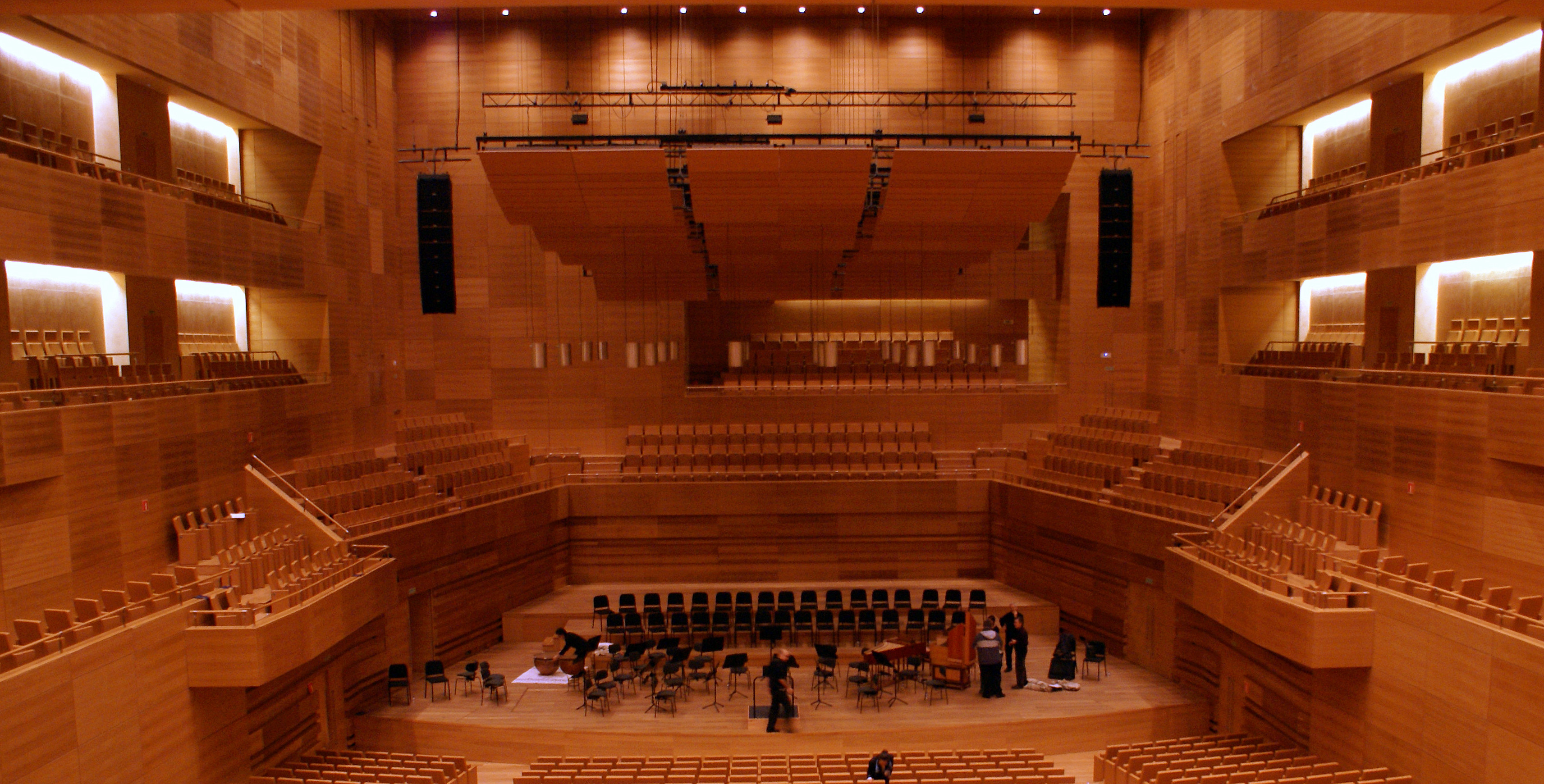
Auditorio del centro cultural Miguel Delibes en Valladolid

La Orquesta Sinfónica de Castilla y León fue creada en 1991 por la Junta de Castilla y León. La OSCyL Joven, la versión joven de la orquesta, fue creada en 2022. Ambas tienen su sede estable en el centro cultural Miguel Delibes de Valladolid, construido en 2007.
El Conservatorio Superior de Música de Castilla y León, con sede en Salamanca, ofrece las enseñanzas superiores de música de la Comunidad.
La Escuela Profesional de Danza de Castilla y León tiene dos sedes, en Valladolid y Burgos, donde se imparten las enseñanzas profesionales de Danza en sus especialidades de Danza Clásica, Danza Española y Danza Contemporánea.

### Escultura

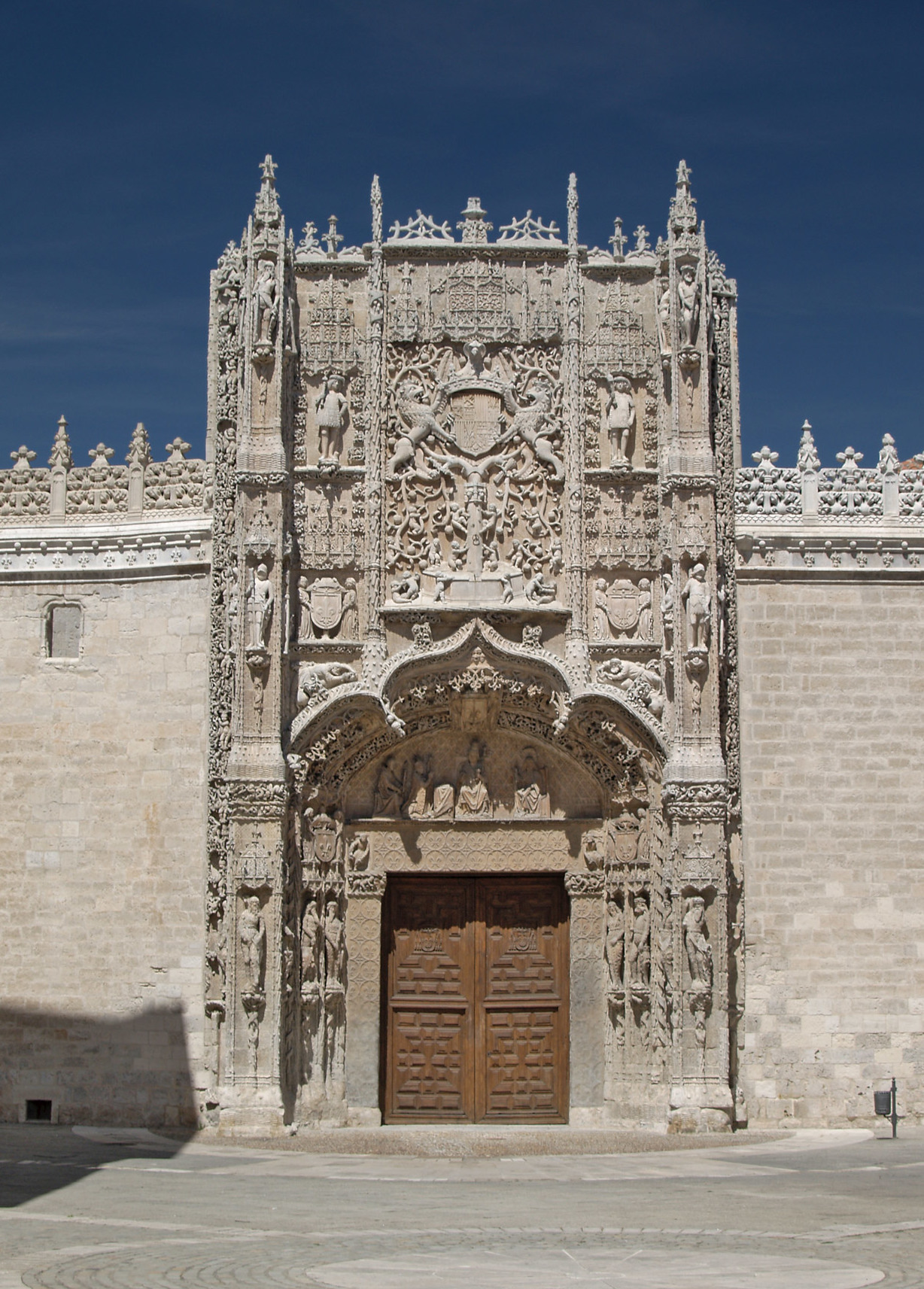
Museo Nacional de Escultura, en la ciudad de Valladolid

La escultura es una de las ramas artísticas donde más han destacado los artistas de la región. De especial importancia es la imaginería religiosa, de manos de Juan de Juni, Alonso Berruguete o Gregorio Fernández. Son escultores de la llamada Escuela castellana, y la mayoría de obras escultóricas que recorren las calles de Valladolid durante la Semana Santa, son obra de estos maestros.
En tiempo de la contrarreforma católica contra los protestantes, reyes y obispos encargaban grandes obras a estos escultores para fomentar el fervor religioso entre los ciudadanos. Grandes obras barrocas surgieron de los talleres de la región.
Además, el Museo Nacional de Escultura Colegio de San Gregorio se encuentra en la ciudad de Valladolid, donde se exponen muchas de esas tallas.
Otros afamados escultores, especialmente de retablos, fueron los mirandeses Diego de Marquina y Pedro López de Gámiz; o el renacentista Diego de Siloé, con retablos como el de la capilla de Santa Ana en la catedral de Burgos. Otros nombres son Rodrigo de la Haya y su hermano Martín de la Haya. Todos ellos son procedentes de la provincia de Burgos.
Por otro lado, el retablo mayor de la catedral de Palencia es obra de Juan de Balmaseda.

### Diseño
Las enseñanzas artísticas superiores de Diseño en la Comunidad se reparten en varias Escuelas Superiores de Diseño. De Moda en Burgos, de Diseño Gráfico en Soria, de Interiores en Zamora y de Producto en Segovia.
Además, en la Universidad de Valladolid se imparte un Grado de Diseño Industrial.

### Arquitectura

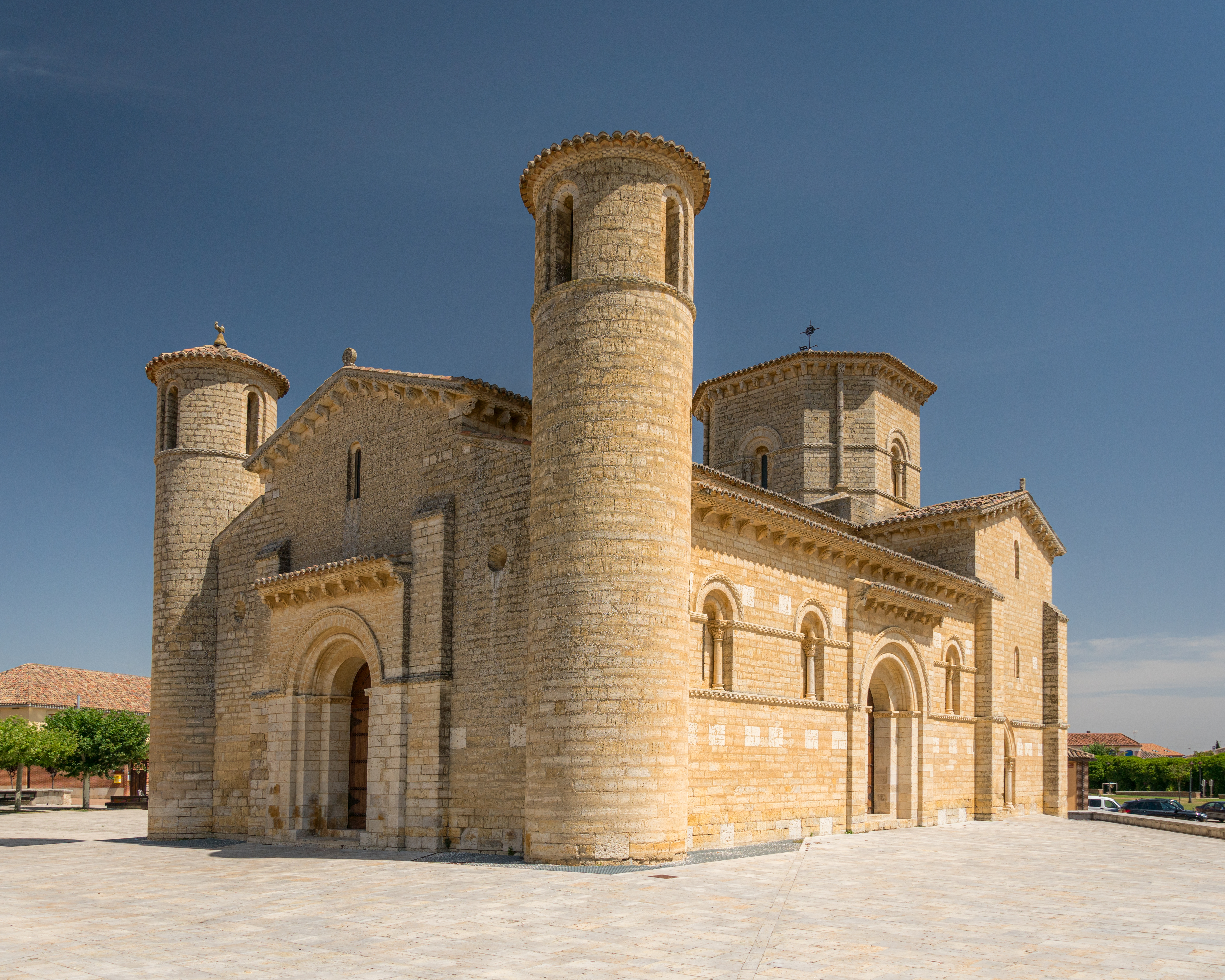
Iglesia de San Martín de Frómista, románico palentino y castellano-leonés

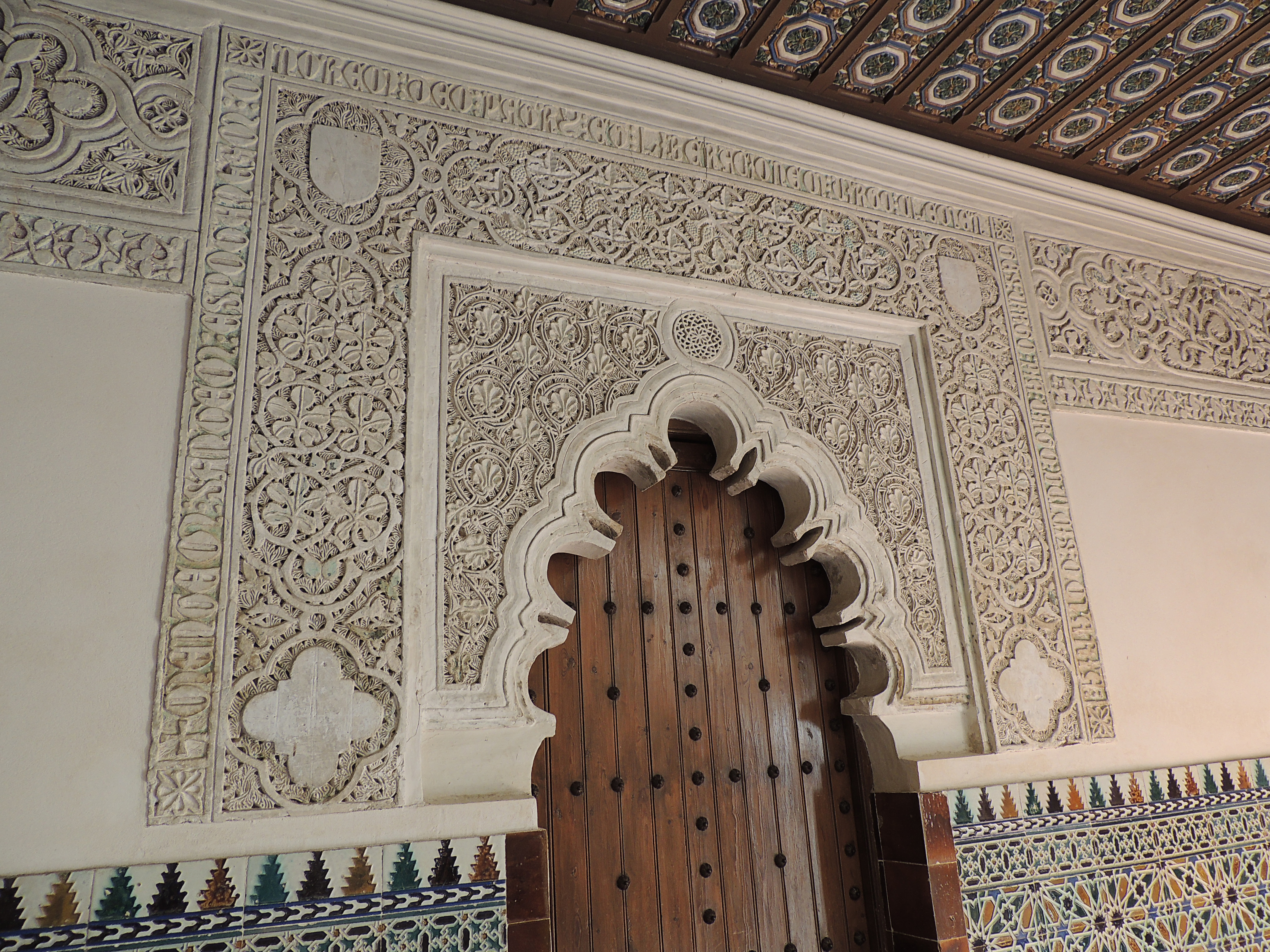
Portada mudéjar en el Monasterio de Santa Clara (Tordesillas)

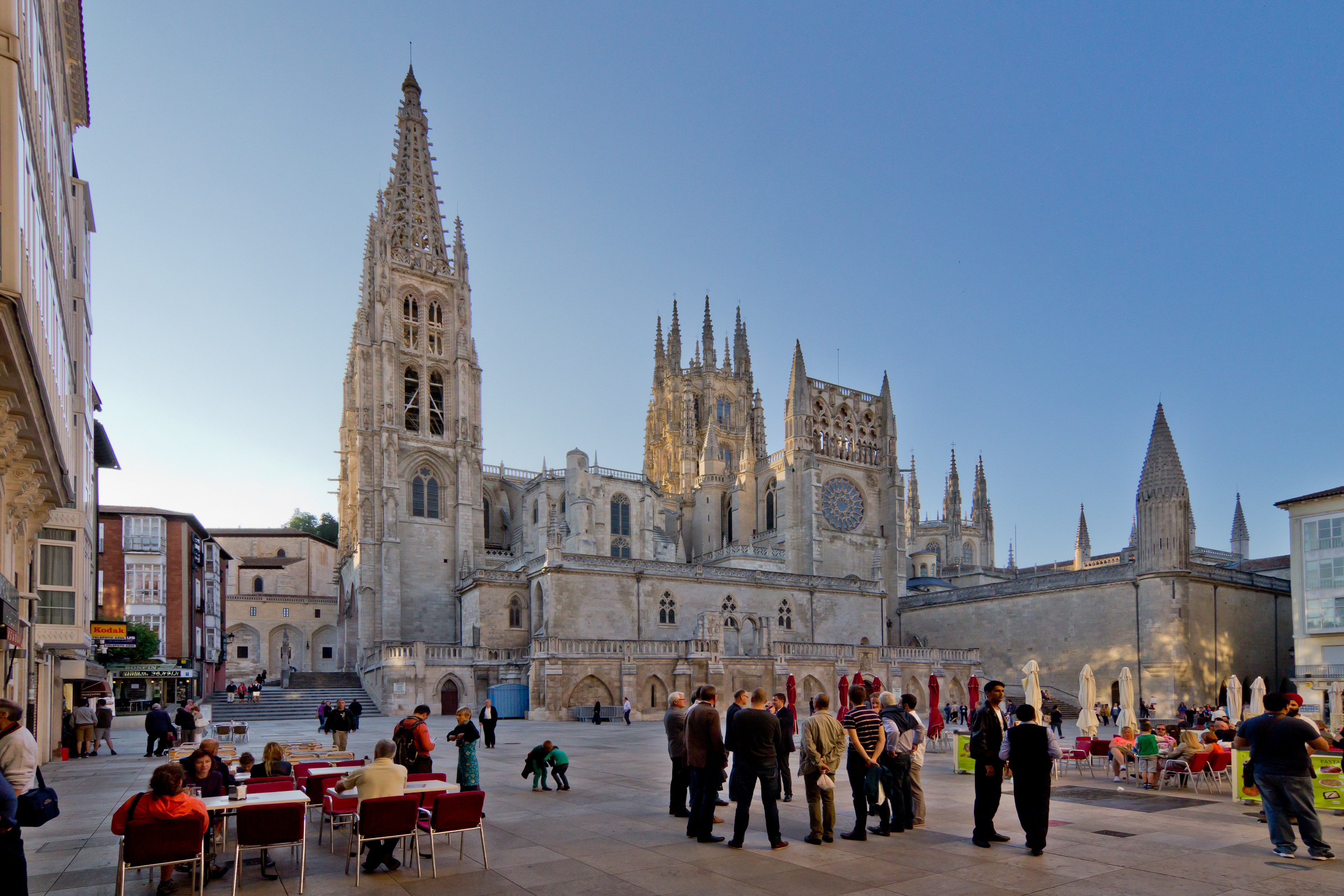
Catedral de Burgos

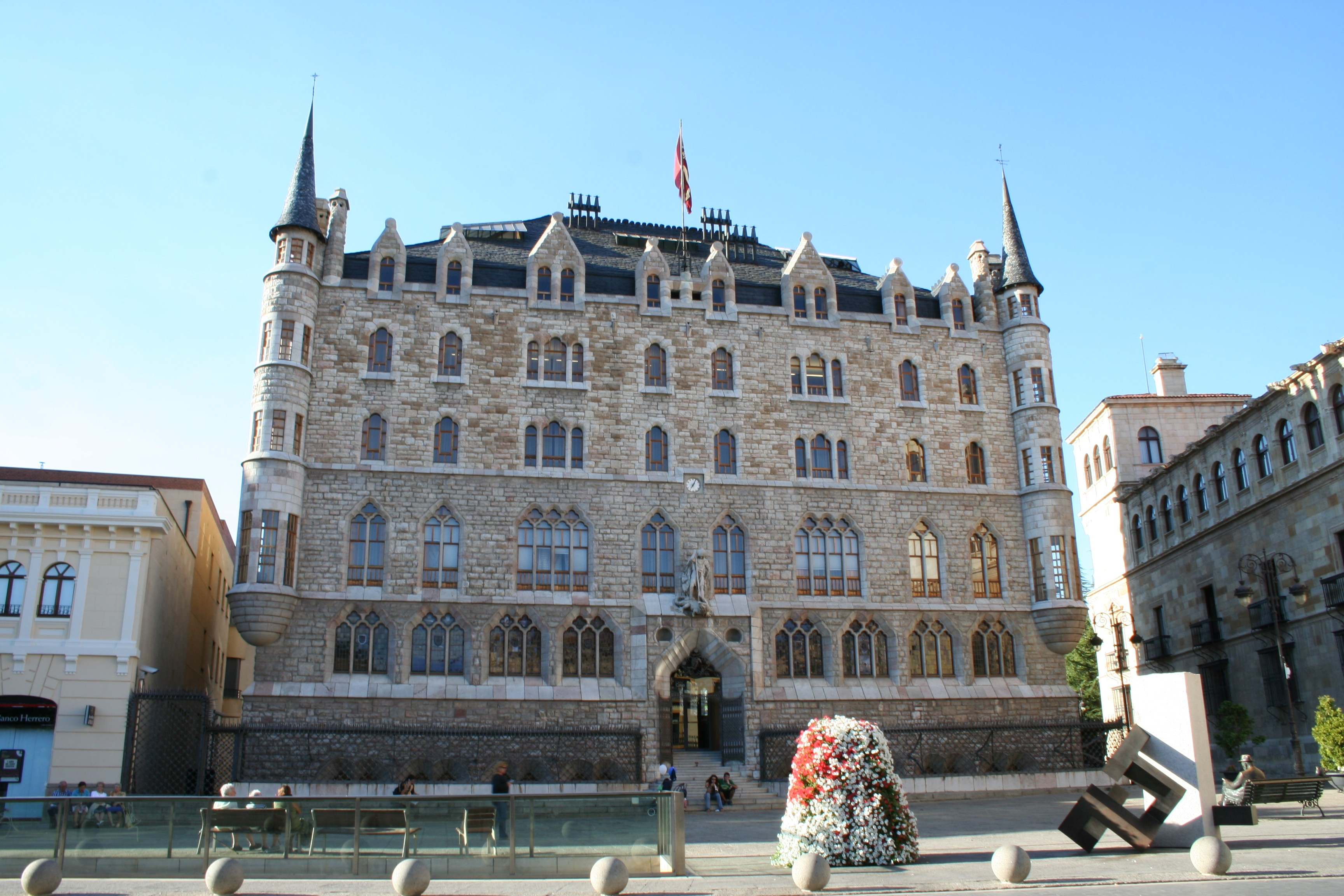
Casa Botines, León

La arquitectura castellanoleonesa es de gran importancia histórica. Su patrimonio artístico-arquitectónico lo lleva a tener algunos conjuntos de primer nivel a escala mundial. Destaca tanto en la arquitectura civil como en la religiosa. Dentro de esta, numerosas catedrales, monasterios, e iglesias, de las que destaca uno de los mayores conjuntos de iglesias de estilo románico del mundo, especialmente en la provincia de Palencia. También destaca como ejemplo del románico la Basílica de San Vicente de Ávila.
Dentro de la arquitectura militar, destacan alcázares como el de Segovia. Pero, sin lugar a dudas, lo más representativo son los castillos, cuyo número es inmenso en Castilla y León. Tierra de castillos, muchos destacan por su importancia, como: el Castillo de Ponferrada, el castillo de Peñafiel, el de Frías, el de Fuensaldaña, el de Simancas, el de Coca, el de Ampudia, el de Enrique II de Trastámara, el de Cuellar, el de los Comuneros y el de Benavente, entre otros muchos.
Además, Castilla y León tiene tres ciudades consideradas como Patrimonio de la Humanidad por la Unesco. Son Ávila, Salamanca y Segovia. La plaza Mayor de la capital charra es considerada la mejor representación del estilo churrigueresco.
También existe un importante patrimonio del estilo mozárabe. Ejemplo de ellos son las numerosas iglesias mozárabes de la época de la repoblación cristiana en ambas orillas del Duero, como el monasterio de San Miguel de Escalada o la ermita de San Baudelio de Berlanga. Otro ejemplo es el Real Monasterio de Santa Clara de Tordesillas.
Dentro de la arquitectura renacentista, destaca el palacio de Santa Cruz, actual sede del rectorado de la Universidad de Valladolid. De la misma época, destacan palacios de la nobleza castellana a lo largo de la comunidad. En Valladolid podemos encontrar el palacio de Fabio Nelli, hoy museo; el palacio de Pimentel, actual Diputación de Valladolid y lugar donde nació el rey Felipe II o el palacio de los Vivero, que sirvió como sede de la antigua Chancillería de Valladolid así como de lugar donde firmaron su compromiso matrimonial los Reyes Católicos.
Por otra parte, la Casa de las Conchas de Salamanca introduce elementos renacentistas, góticos y platerescos. También destaca en esta ciudad el palacio de Monterrey, de estilo plateresco y propiedad de la casa de Alba. Salamanca concentra varias e importantes obras de este estilo, como el convento de San Esteban.
En Burgos destaca la casa del Cordón y dentro del arte isabelino la Cartuja de Miraflores, máximo exponente de dicho estilo. También de relevancia es el cisterciense monasterio de Santa María la Real de Las Huelgas, importante por su arquitectura, historia y el Codex musical de Las Huelgas.
El estilo herreriano también está presente en la región. La obra más representativa de dicho estilo dentro de la región es el palacio Ducal de Lerma.

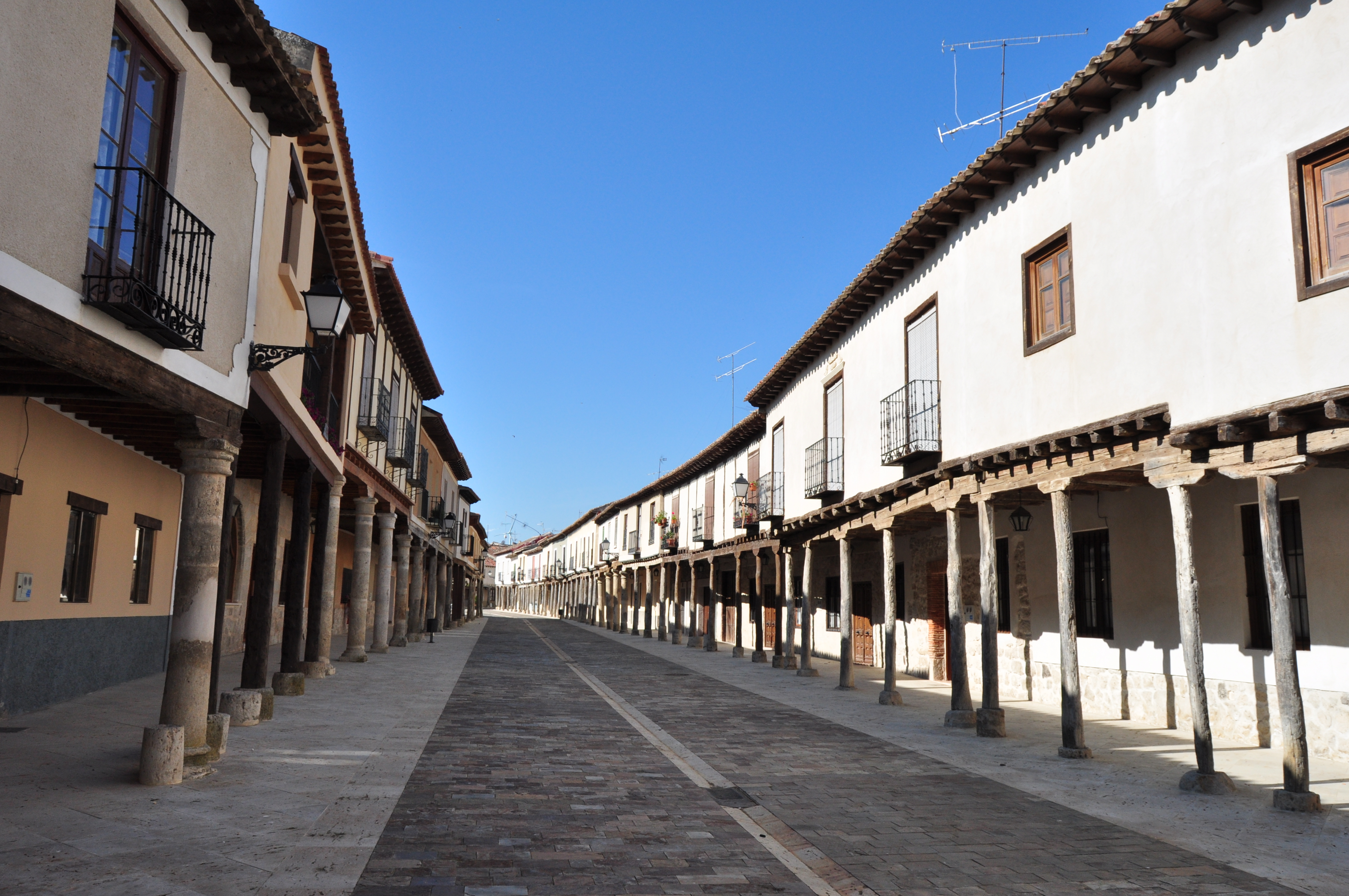
Arquitectura porticada en Ampudia

El Convento de los Agustinos Filipinos (Valladolid) es uno de los máximos exponentes del neoclasicismo en la comunidad.
La ciudad de Zamora posee abundante arquitectura civil modernista. De esta corriente también son la Casa Lis en Salamanca y la Casa Botines en León.
Dentro de la arquitectura popular destacarían elementos como los palomares y la arquitectura porticada o soportalada.

### Castillos
La comunidad de Castilla y León posee de cientos de castillos en sus territorios. El de Ponferrada perteneció a la Orden de los Templarios. Algunos, como el de Coca o Medina del Campo, son de estilo mudéjar. Otros castillos son roqueros, como el de Peñafiel o el de Frías.

### Pintura, conservación y restauración

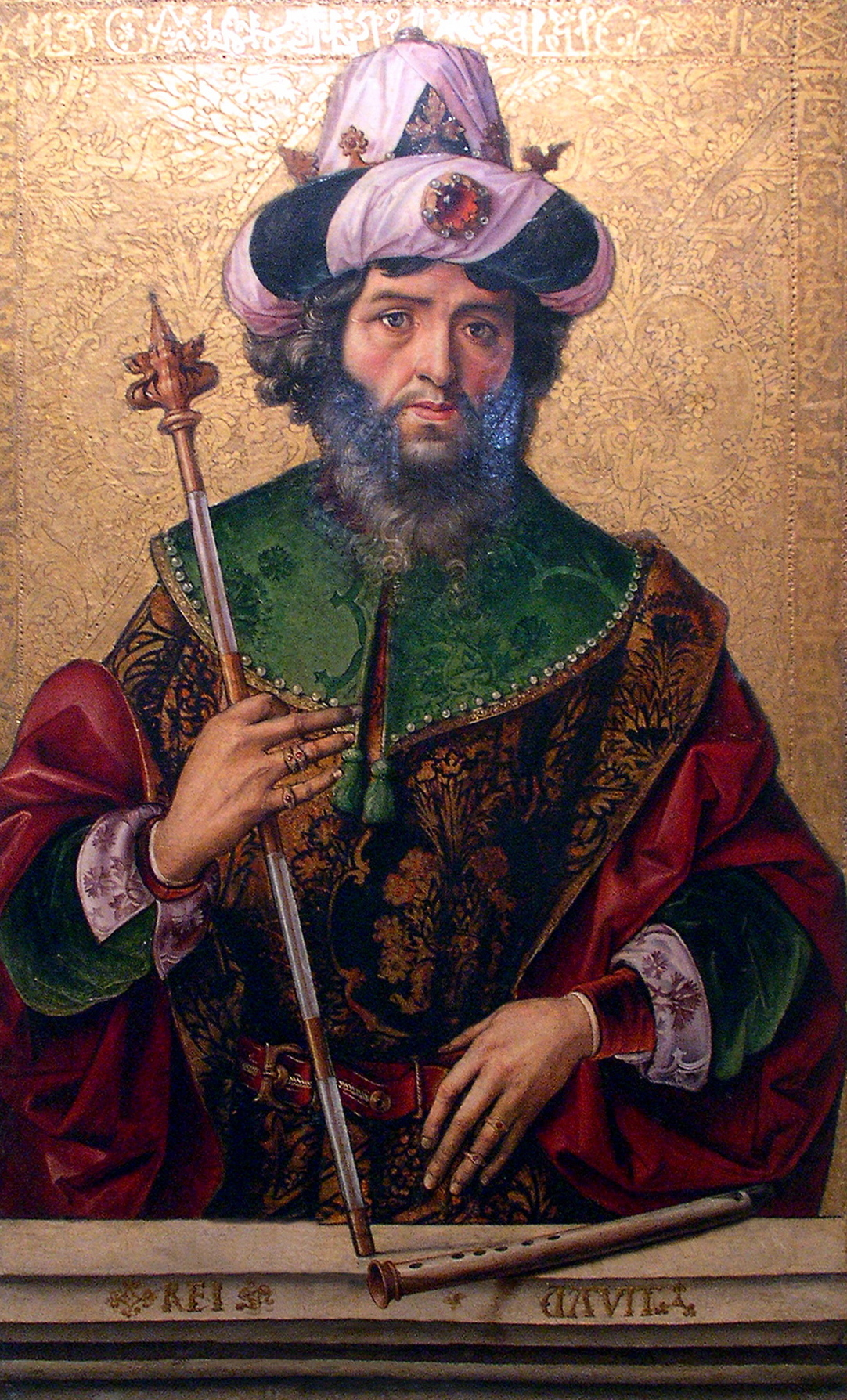
Rey David, en la iglesia de Santa Eulalia de Paredes de Nava, pintado por Pedro Berruguete

La pintura románica se daba principalmente dentro de las iglesias, en los muros. Un ejemplo son los que existen en el Panteón de los Reyes de León. Los más conocidos son los de la ermita de San Baudelio de Berlanga en la provincia de Soria, representando episodios evangélicos y cacerías, del siglo XII. También durante la Edad Media, pero esta vez de estilo gótico, son destacables las vidrieras de la catedral de León.
Ya en la pintura renacentista, dos de los grandes maestros pintores del momento son Juan de Flandes y Pedro Berruguete.
De la época barroca destaca Diego Valentín Díaz, de formación manierista y oriundo de Valladolid y el tenebrista Antonio de Pereda.

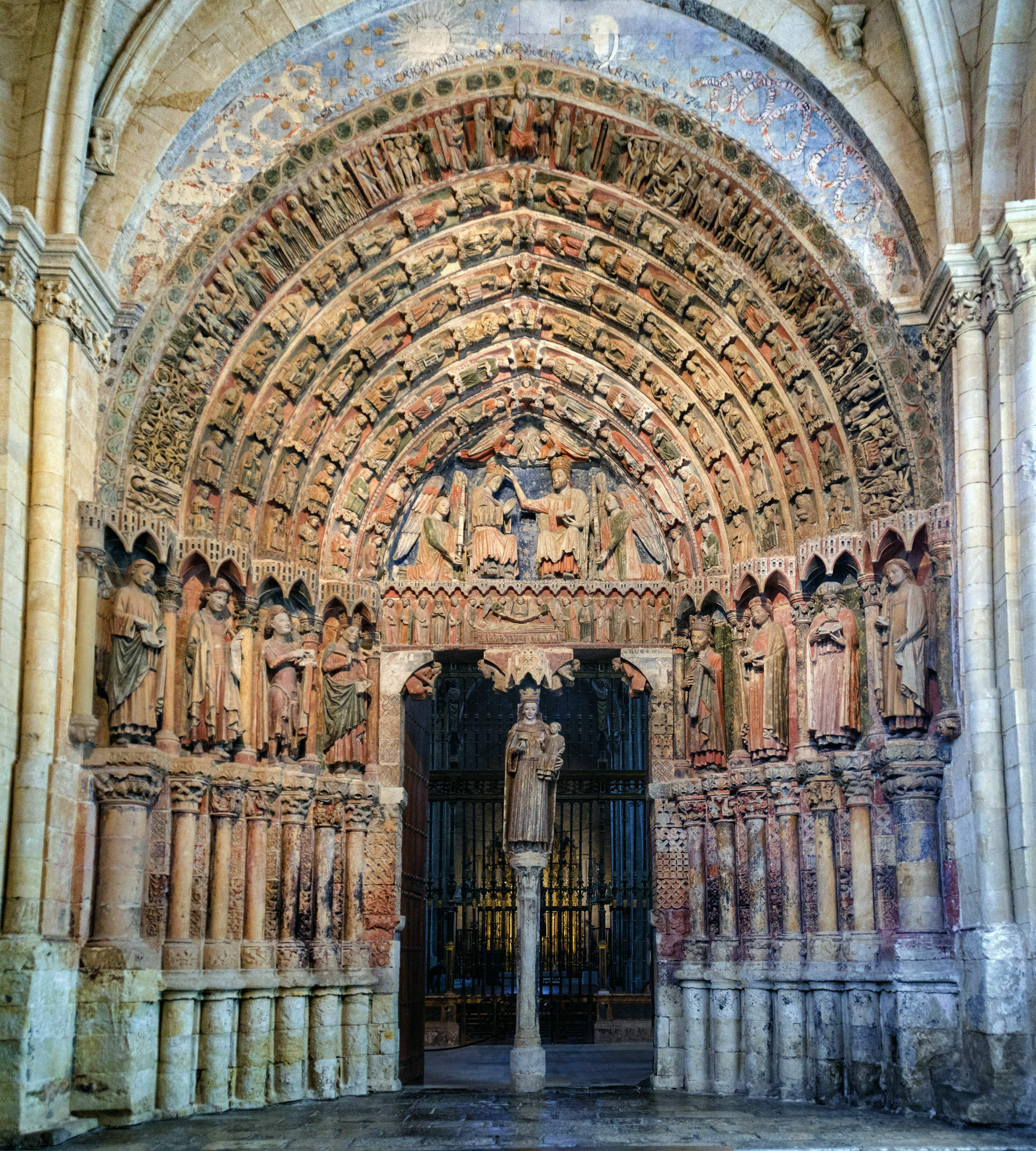
Pórtico de la Majestad, Colegiata de Santa María la Mayor (Toro).

Las enseñanzas artísticas superiores de Conservación y Restauración de Bienes Culturales se reparten en varias Escuelas Superiores de Arte. Las Textiles en Palencia, de Pintura en León, de Bienes Arqueológicos en Ávila, de Escultura en Valladolid, de Artes Plásticas en Vidrio en La Granja de San Ildefonso y de Documento Gráfico en Salamanca.
El Grupo Simancas fue un colectivo de pintores que establecieron sus talleres en la localidad de Simancas. De estilos diversos, desde el cubismo, el expresionismo o la abstracción, la mayoría de sus miembros tomaron el paisaje de la meseta norte como tema de sus cuadros. Algunos de sus miembros fueron Félix Cuadrado Lomas, Fernando Santiago, Domingo Criado, Francisco Sabadell, Gabino Gaona o Jorge Vidal Ponce.
El pintor y muralista José Vela Zanetti adquirió gran renombre durante su exilio en América Latina, encontrándose uno de sus murales en el edificio de las Naciones Unidas.
En el Castillo de Pedraza se encuentra el Museo Ignacio Zuloaga.

### Museos

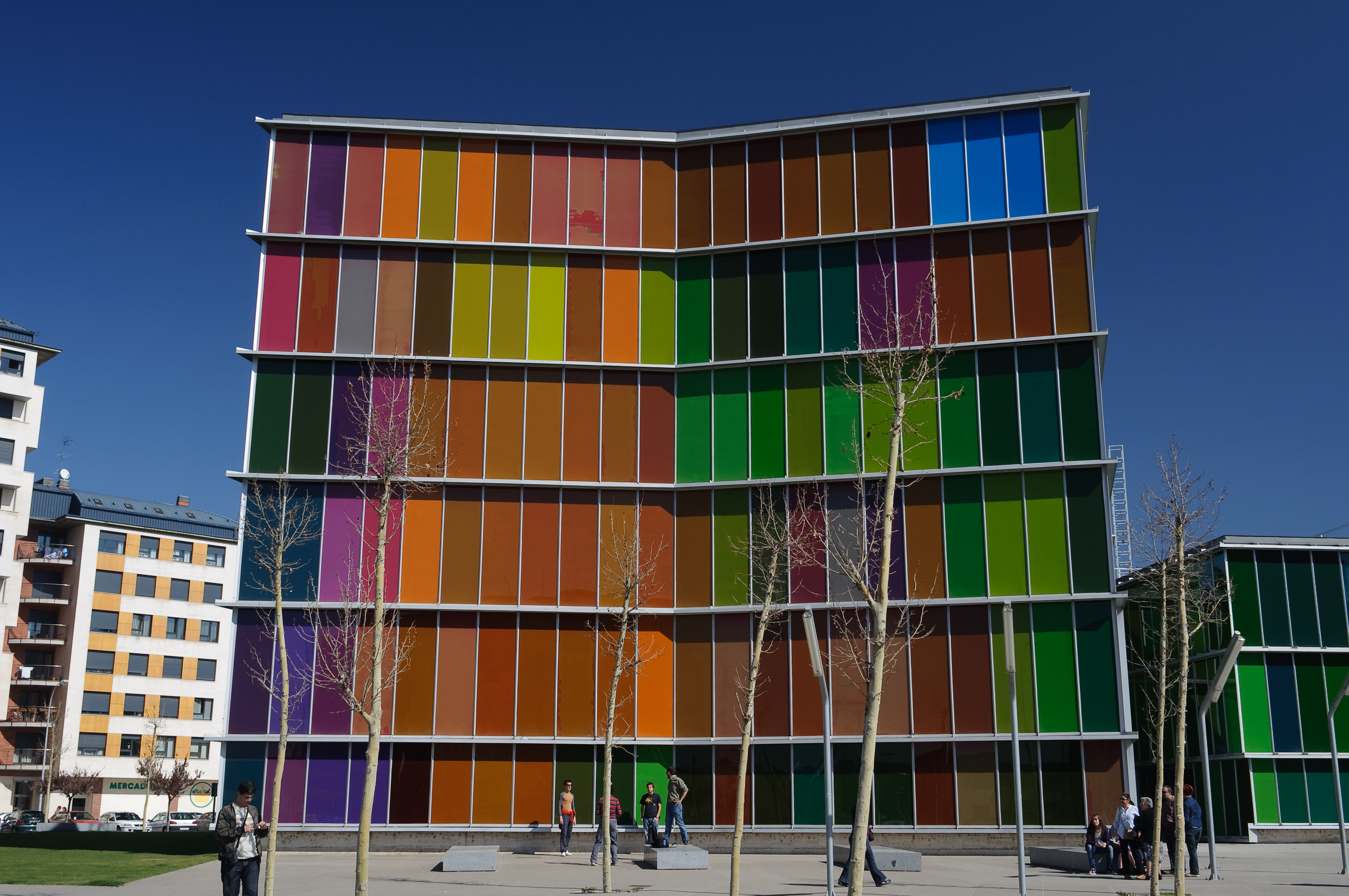
Museo de Arte Contemporáneo de Castilla y León, en León

Hay numerosos museos en Castilla y León. Abarcan temáticas de todo tipo, tanto de arte como de arqueología o gastronomía.
Museos regionales
Son el Museo Etnográfico de Castilla y León en Zamora, el Museo de la Siderurgia y la Minería de Castilla y León, en Sabero, el Museo de Arte Contemporáneo de Castilla y León en León y el Museo de la Evolución Humana en Burgos.
El Museo de Arte Contemporáneo de Castilla y León en León. Creado con el propósito de ser un «museo del presente» o «museo del siglo XXI», su colección y sus exposiciones y actividades están fundamentalmente dirigidas a abarcar el arte actual en sus diferentes manifestaciones.

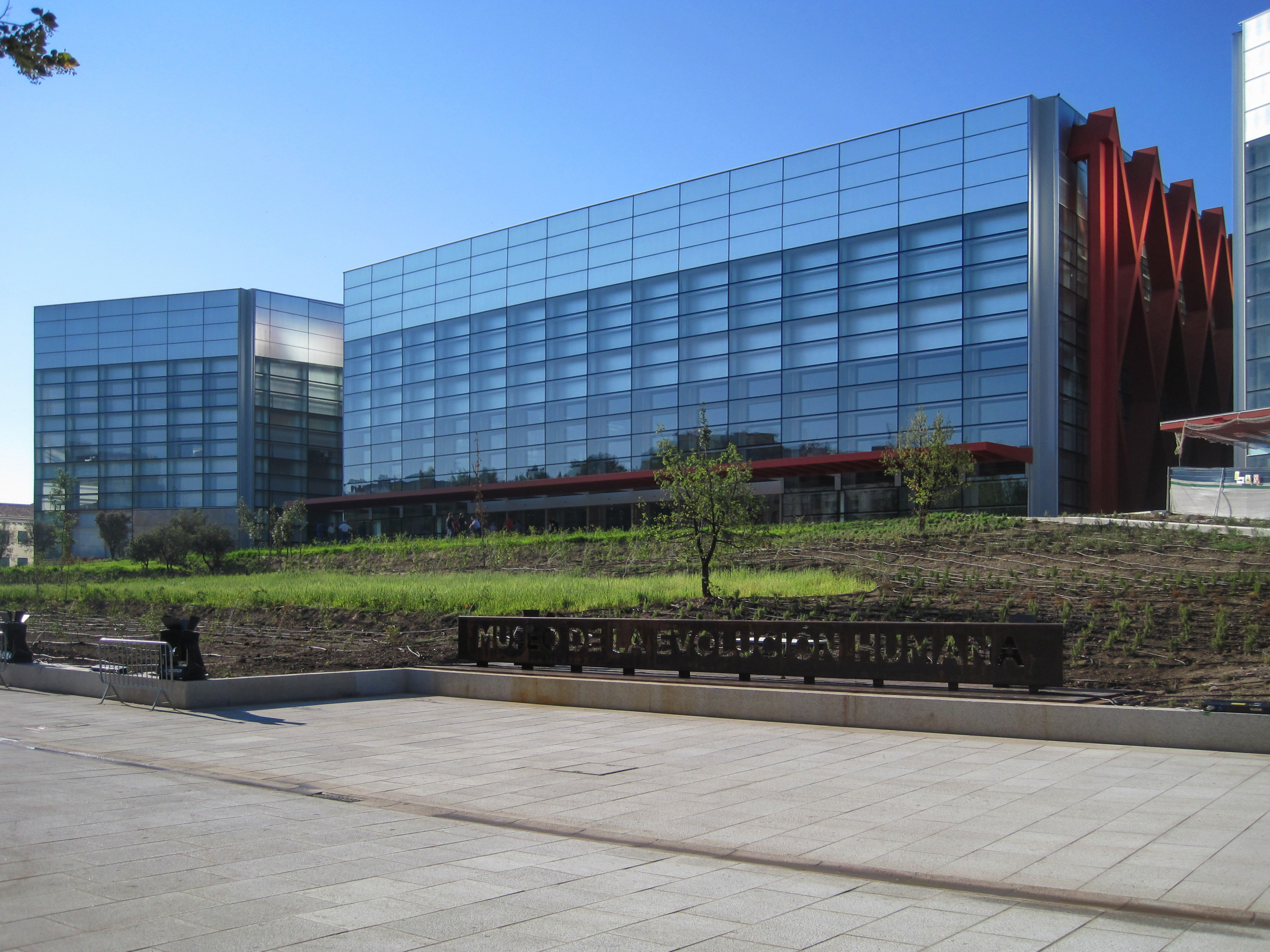
Museo de la Evolución Humana y Centro Nacional de Investigación sobre la Evolución Humana, en Burgos

Abierto al público en el año 2005, tiene su sede en un edificio de nueva planta, obra del estudio madrileño Mansilla y Tuñón Arquitectos, que ha merecido un gran reconocimiento internacional con la concesión, en el año 2007, del Premio Mies van der Rohe de Arquitectura Contemporánea de la Unión Europea, además de la participación en certámenes y exposiciones desarrolladas por centros de reconocido prestigio mundial.
El Museo de la Evolución Humana en Burgos. Desde su inauguración el 13 de julio de 2010, y hasta el día 8 de julio de 2011, el museo recibió un total de 279 000 visitantes, convirtiéndose así en el museo más visitado de Castilla y León, y acercándose al 10.º museo más visitado de España.
Constituye la pieza central del Complejo de la Evolución Humana. Arquitectónicamente, el museo ha recibido más de 40 premios nacionales e internacionales.
Museos de titularidad estatal

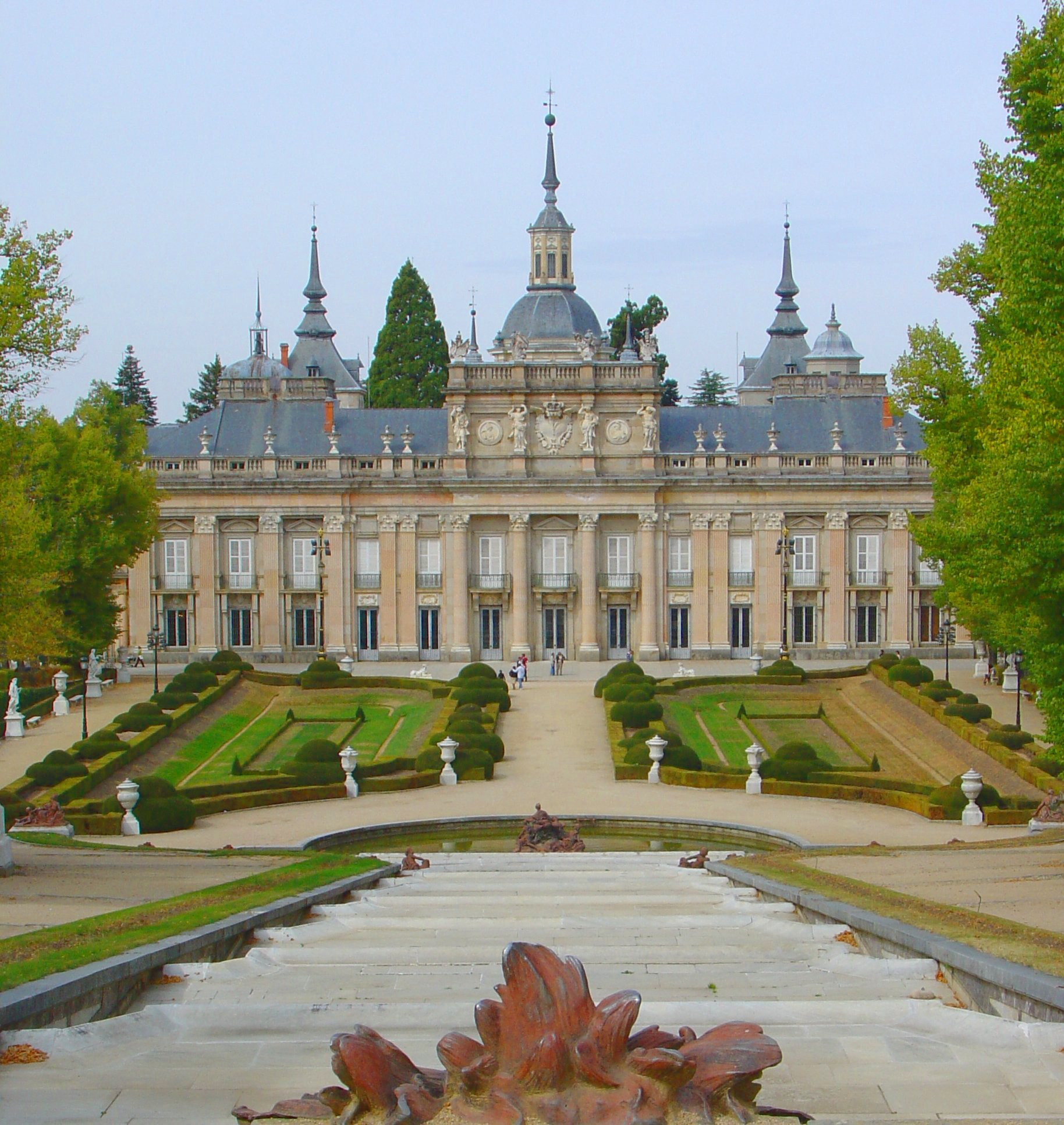
Palacio Real de La Granja de San Ildefonso, en la provincia de Segovia

- Museo Nacional de Escultura (Valladolid). Alberga esculturas desde la Baja Edad Media hasta inicios del siglo XIX, así como un buen número de pinturas de gran calidad (Rubens, Zurbarán o Meléndez, entre otros). Desde 2012 acoge también los fondos del Museo Nacional de Reproducciones Artísticas, anteriormente en Madrid. Es la colección escultórica española más importante de la Península y una de las más destacadas europeas de este ámbito temático.
- Casa de Cervantes (Valladolid). En el mismo edificio se encuentra la Real Academia de Bellas Artes.
- Museo Numantino (Soria). Narra la Historia de la provincia de Soria a través del Arte y la Arqueología, prestando especial atención a la historia del cercano yacimiento de Numancia, de donde proceden buena parte de sus fondos, sin olvidar otros yacimientos, en particular Tiermes y Uxama.
- Palacio Real de La Granja (Real Sitio de San Ildefonso). Es una de las residencias de la familia real española y se halla situado en la localidad segoviana de Real Sitio de San Ildefonso. Está gestionado por Patrimonio Nacional y se encuentra abierto al público.
- Museo Casa de Cervantes (Valladolid). Es la auténtica vivienda que habitó Miguel de Cervantes Saavedra en el año 1605.
- Palacio Episcopal o Museo de los Caminos (Astorga). Es un edificio proyectado por el arquitecto español Antoni Gaudí, máximo exponente del modernismo catalán. Está situado en la ciudad de Astorga, provincia de León, en cuya capital se encuentra la Casa Botines, que junto con El Capricho de Comillas son las únicas obras de Gaudí fuera de Cataluña. La construcción se llevó a cabo entre 1889 y 1915. En la actualidad es un museo dedicado al Camino de Santiago.

Otros museos son el Museo de Ávila, el Museo de Burgos, el Museo de León, el Museo de Palencia, el Museo Histórico de las Merindades, el Museo minero de Barruelo, el Museo de Salamanca, el Museo Nacional de la Energía de Ponferrada, el Museo de Segovia, el Museo Zuloaga, el Museo de Valladolid, el Museo de Zamora, el Museo Oriental de Valladolid, el Museo Patio Herreriano de Arte Contemporáneo Español o el Museo de los Dinosaurios de Salas de los Infantes, donde se exponen varios restos óseos de dinosaurios y fósiles vegetales del Mesozoico, así como se documenta la presencia de icnitas en la zona.
Se espera que, para el año 2026, Soria albergue el Centro Nacional de Fotografía.

### Folclore y etnografía
La jota castellana (tanto la de la región castellanoleonesa, como la de la madrileña y la de la castellanomanchega) se suele acompañar con guitarras, bandurrias, laúdes, dulzaina y tamboril. Todo mientras la pareja de bailarines danza manteniendo las manos encima de la cabeza, ocasionalmente acompañados de castañuelas. La jota castellana, se baila con los característicos pasos saltados, un poco picada, y es más sobria y menos movida y airosa que la de Aragón. La música va frecuentemente acompañada por canciones que reciben el nombre de coplas. Estas a veces tratan del amor, de las bodas (en las que se daban consejos y alabanzas a los novios), de la vida o de su religiosidad, pero casi siempre se caracterizan por su picaresca y gran sentido del humor.

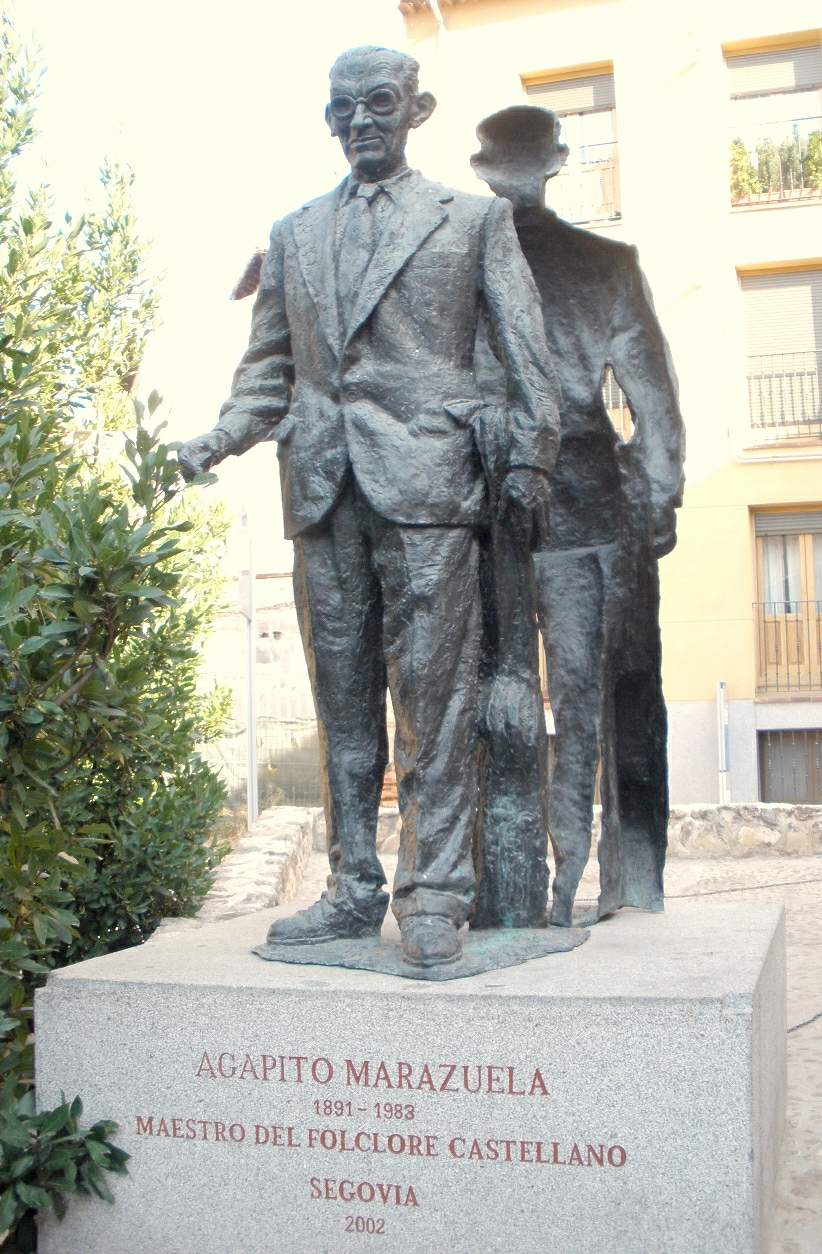
Estatua de Agapito Marazuela en Segovia

El Festival Nacional de la Jota es un certamen que se celebra cada año en el municipio de Cuéllar desde 1968.
Su primera edición tuvo lugar durante los encierros de Cuéllar de 1968, estuvo organizada por la Peña La Plaga, y tuvo como invitado al político Adolfo Suárez, que por entonces ostentaba el cargo de gobernador civil de la provincia de Segovia. Al año siguiente el Ayuntamiento de Cuéllar adoptó la organización del evento, delegando en la actualidad para tal fin en el Grupo de Danzas Villa de Cuéllar. Se celebra anualmente en el patio de armas del castillo de Cuéllar, y el evento además sirve como medio de presentación oficial de la corregidora y damas de honor de las Fiestas de los Encierros.

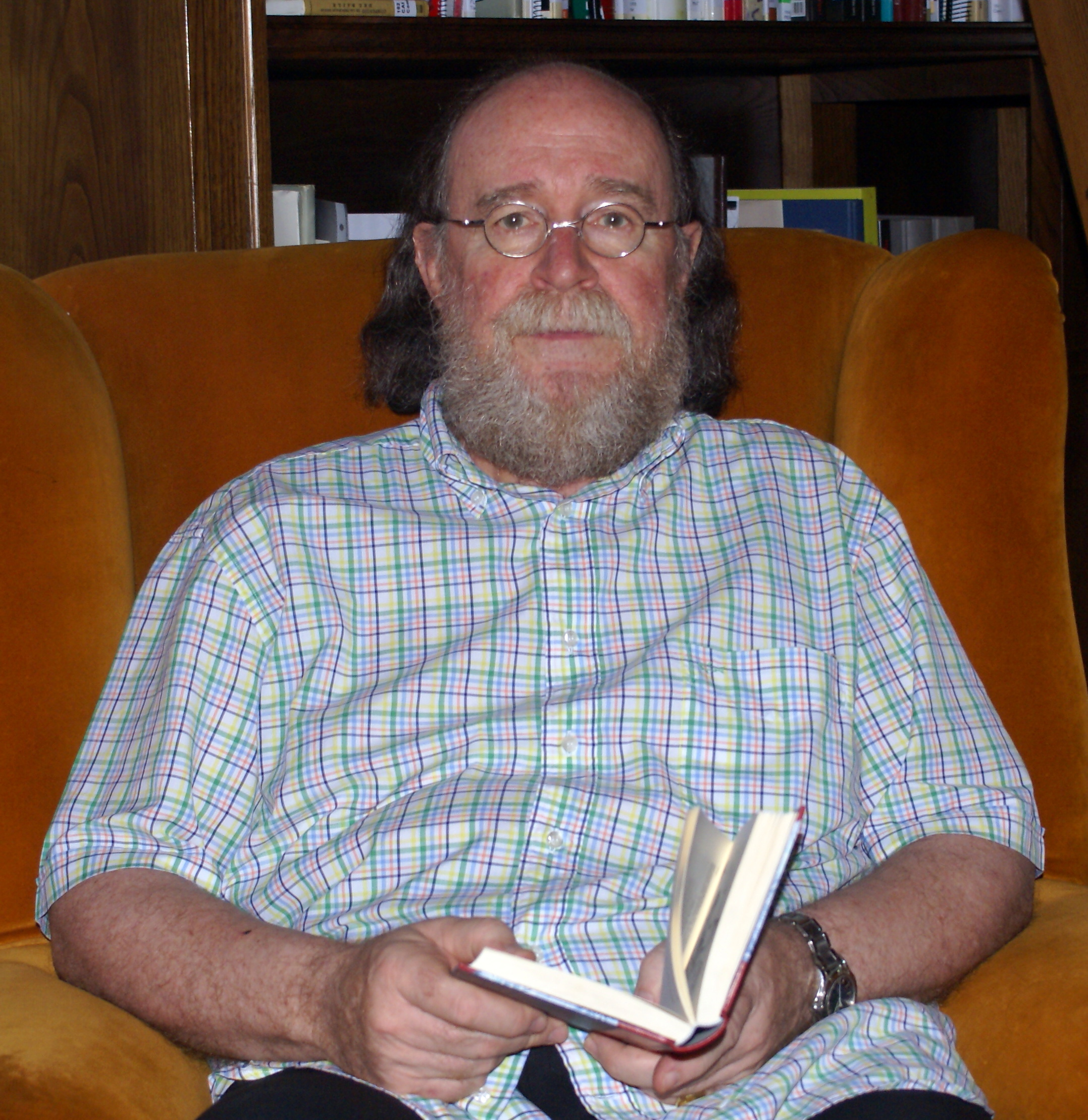
Joaquín Díaz González, músico y folclorista

Desde hace décadas la banda Nuevo Mester de Juglaría se dedica a interpretar música folclórica castellana, incluyendo el disco Los Comuneros, del año 1976, que relata lo acontecido durante la Guerra de las Comunidades de Castilla. Otros grupos de música folk de Castilla y León son Candeal, La Musgaña, Vanesa Muela, Rapabestas, Hexacorde, Eliseo Parra o Grupo Mayalde.
Algunos de los folcloristas más reconocidos de la comunidad autónoma serían el segoviano Agapito Marazuela, autor de la obra Cancionero castellano, y el burgalés Antonio José Martínez Palacios, autor de Sinfonía castellana.
Dentro del patrimonio etnográfico se encuentran las llamadas mascaradas de invierno, antecedente del Carnaval y que se celebran en varios puntos de la comunidad. Algunas de las más conservadas son el Zangarrón en Montamarta (Zamora), el Pajarico en Villarino Tras la Sierra (Zamora), los Harramachos en Navalacruz (Ávila), el Antruejo en Velilla de la Reina (León) o El Colacho en Castrillo de Murcia (Burgos).
En el Centro Etnográfico Joaquín Díaz de Urueña (Valladolid) fundado por el folclorista Joaquín Díaz González en 1985 se encuentra una exposición llamada Amas de cría, pliegos de cordel, una colección de grabados, una biblioteca, una fonoteca, un zaguán con trajes de los siglos XVIII, XIX y XX y un museo de instrumentos.

### Lenguas

La península en 1030. Reinado de Sancho III el Mayor, enterrado en el monasterio de San Salvador de Oña, en plena Bardulia. En esa misma región se han encontrado los Cartularios de Valpuesta y las Glosas Emilianenses. Sustrato vasco en lenguas romances, documentado por la mirandesa Fundación Cantera

Por la comunidad autónoma pasa gran parte del camino de la Lengua Castellana, lo que indica la importancia que tradicionalmente se adjudica a esta tierra en el origen y posterior desarrollo de dicha lengua. En la provincia de Burgos empieza su recorrido, debido tanto a ser el lugar de nacimiento de la lengua según Ramón Menéndez Pidal, como al famoso Cantar de Mio Cid. Valladolid destaca por haber sido lugar de residencia del autor de El Quijote, Miguel de Cervantes, así como por autores de la talla de José Zorrilla o Miguel Delibes y el empuje de su universidad. En Ávila destacan los escritores místicos Santa Teresa de Jesús y San Juan de la Cruz. Por último, Salamanca y su universidad han dado origen a grandes obras para el idioma castellano, como el Lazarillo de Tormes o La Celestina. Profesores de su universidad como el escritor Miguel de Unamuno también le dan a la ciudad gran importancia en el devenir del idioma. Para finalizar, Campos de Castilla, del escritor andaluz Antonio Machado, en cuya temática predomina la admiración por las tierras castellanas, centrándose sobre todo en Soria.

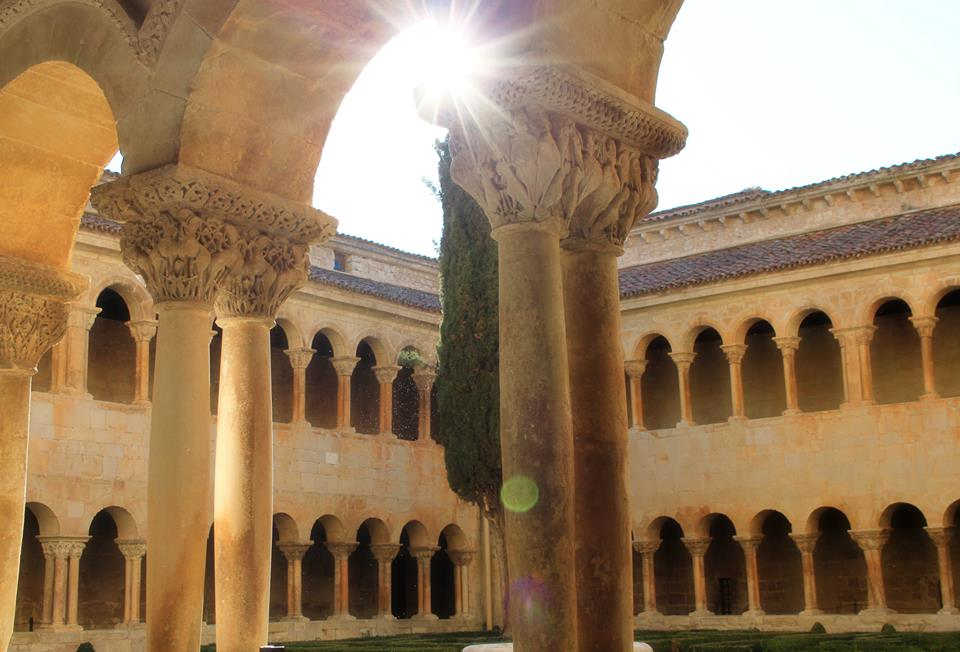
Monasterio de Santo Domingo de Silos, provincia de Burgos

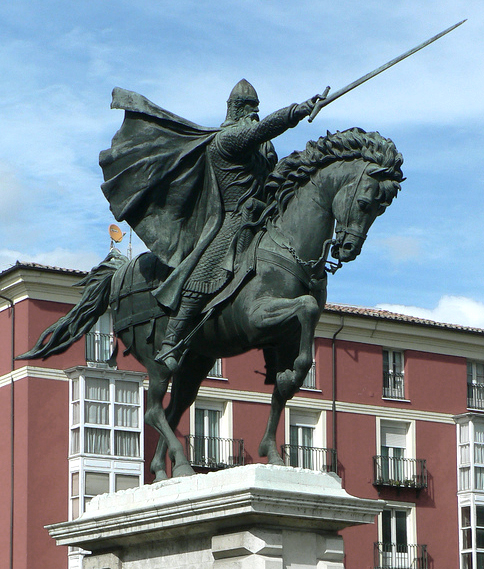
El Cantar de mio Cid es la primera obra literaria extensa en castellano medieval

Respecto a los primeros testimonios de la lengua castellana, en el monasterio de Santo Domingo de Silos se conserva un beato muy antiguo, el Beato de Silos. De dicho monasterio proceden las Glosas Silenses. También en tierras castellanas se encuentra el Monasterio de San Pedro de Cardeña, lugar donde se escribió el Beato de Cardeña. Además, el propio Estatuto de Autonomía de la comunidad menciona a los Cartularios de Valpuesta y la Nodicia de Kesos como las huellas más primitivas del castellano. El Instituto Castellano y Leonés de la Lengua se encarga de realizar diversos trabajos científicos al respecto.
Además del castellano, en Castilla y León se hablan otros tres idiomas o variedades lingüísticas en zonas reducidas de la comunidad: el leonés, que «será objeto de protección específica [...] por su particular valor dentro del patrimonio lingüístico de la Comunidad» y el gallego, el cual, según recoge el Estatuto de Autonomía, «gozará de respeto y protección en los lugares en que habitualmente se utilice» (fundamentalmente, en las zonas limítrofes con Galicia de las comarcas de El Bierzo y Sanabria).
En la comarca salmantina de El Rebollar, se habla una modalidad de extremeño (de la rama astur-leonesa) conocida como habla de El Rebollar o palra. En la Merindad de Sotoscueva (provincia de Burgos) se habla un castellano con algunos rasgos dialectales del asturleonés. En Cantalejo y su entorno (provincia de Segovia) se habla gacería, una variante lingüística de origen medieval que contiene mezclas de castellano antiguo, euskera, árabe, gallego, francés y germanía.
En el enclave de Treviño, un territorio administrativamente burgalés completamente rodeado por la provincia de Álava, se habló hasta los siglos XVII y XVIII el euskera (una lengua que no es propia de la comunidad y que por lo tanto no aparece en el estatuto) aunque como en otras zonas alavesas perdió terreno frente al castellano, hasta desaparecer. En las últimas décadas se ha introducido de nuevo, debido principalmente a movimientos demográficos de vascos, y al interés de algunos de los habitantes del enclave por su recuperación.[cita requerida] El bilingüismo se ha incrementado por tres vías: de los vascoparlantes, el 60 % lo ha aprendido en la escuela, el 21 % lo ha aprendido por su cuenta y el 19 % lo ha adquirido en casa como lengua materna.

### Deporte

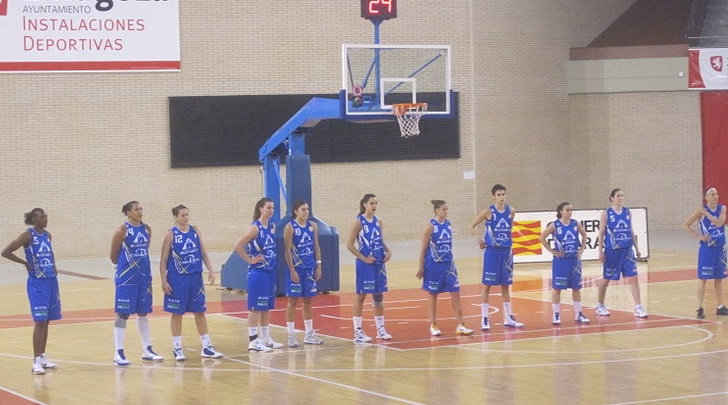
Club Baloncesto Avenida de Salamanca

Varios son los equipos de la comunidad con presencia en las ligas nacionales de élite de los distintos deportes. Formando parte de la Liga de Fútbol Profesional se encuentran el Real Valladolid Club de Fútbol, el Burgos Club de Fútbol, el Club Deportivo Mirandés y la Cultural Leonesa, que se encuentran en la Segunda División. El Real Valladolid es el de mayor palmarés, habiendo jugado 47 temporadas en la primera división, y obtenido la Copa de la Liga de la temporada 1983-84, dos subcampeonatos de la Copa del Rey y tres participaciones en competiciones europeas. La Unión Deportiva Salamanca jugó 12 temporadas en primera división entre las décadas de 1970 y 1990, pero fue disuelto en 2013.
La comunidad cuenta con selecciones de fútbol en distintas categorías. La selección sénior amateur masculina ha conseguido tres campeonatos nacionales y uno europeo de la Copa Regiones UEFA.
En balonmano son cuatro los equipos de la comunidad participantes en la Liga ASOBAL. Se trata del Club Balonmano Ademar León, el Club Balonmano Nava, el Club Balonmano Villa de Aranda y el Club Deportivo Balonmano Atlético Valladolid (siendo este último fundado en junio de 2014 con el objetivo de mantener el balonmano de élite en la ciudad tras la desaparición del histórico Club Balonmano Valladolid, el cual contaba en su palmarés con dos copas del rey, una copa ASOBAL y una Recopa de Europa). De ellos, el Ademar cuenta en su palmarés con un campeonato de liga, en 2001, y cinco subcampeonatos, además de dos copas ASOBAL, una copa del Rey, dos Recopas de Europa y otros dos subcampeonatos, convirtiéndolo en el club con más títulos de la comunidad y uno de los más laureados del país. En la División de Honor de balonmano femenino juega un equipo de la comunidad, el Club Deportivo Balonmano Aula Cultural de Valladolid.

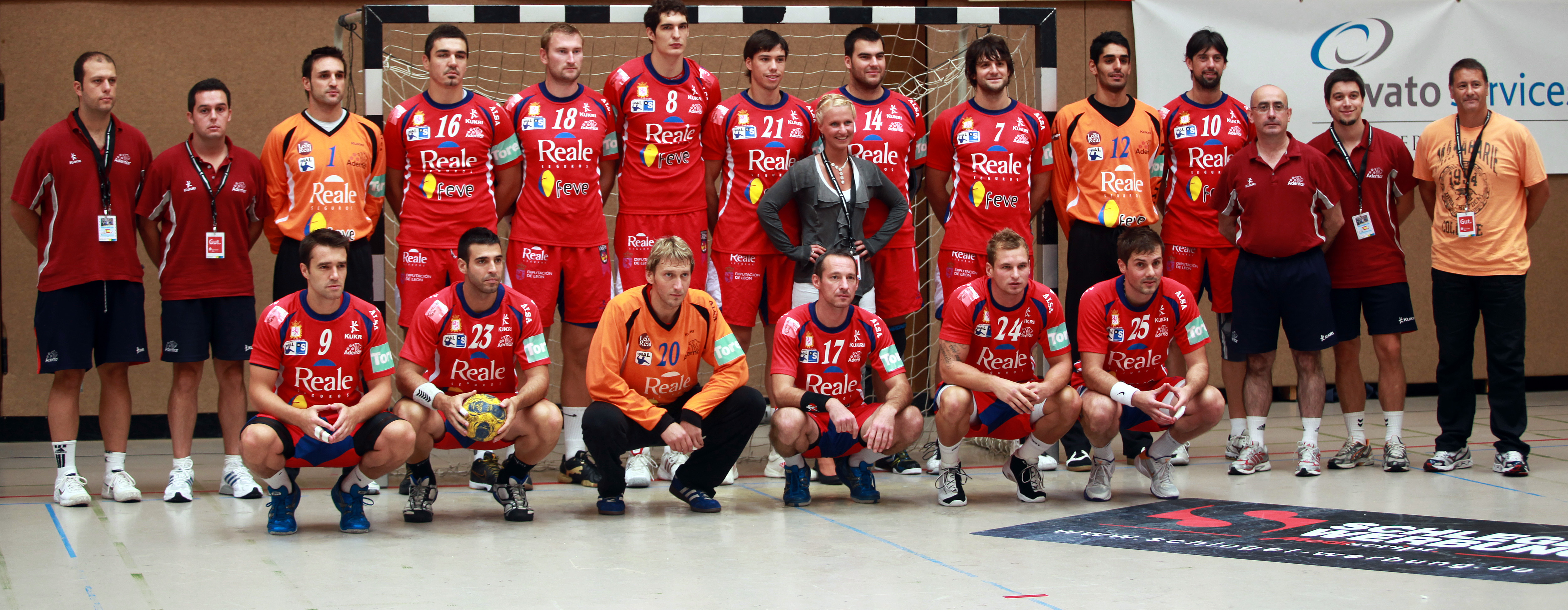
El Ademar León en la Schlecker Cup de 2010

En baloncesto, el Club Baloncesto San Pablo Burgos compite en Liga ACB, mientras que Palencia Baloncesto, Club Baloncesto Zamora y Club Baloncesto Tizona participan en la Primera FEB, segunda categoría del baloncesto español. En la Liga Femenina de Baloncesto, el Perfumerías Avenida Baloncesto es uno de los mejores equipos del país, logrando en 2011 la Euroliga Femenina. Además posee ocho copas de campeón de la Liga española, diez Copas de la Reina, nueve supercopas de España, dieciocho Copas de Castilla y León de Baloncesto femenino y una Supercopa de Europa.
En baloncesto en silla de ruedas, el BSR Valladolid se encuentra en la División de Honor. Cuenta en su palmarés con un campeonato de Liga y una competición europea (Copa Willi Brinkmann).
En rugby, la ciudad de Valladolid es uno de los lugares más importantes de este deporte en España. Tiene dos equipos en la máxima categoría, el Club de Rugby El Salvador y el Valladolid Rugby Asociación Club. En 2018 se unió el club burgalés Aparejadores Rugby, confirmando el predominio de la región en la primera categoría de España.

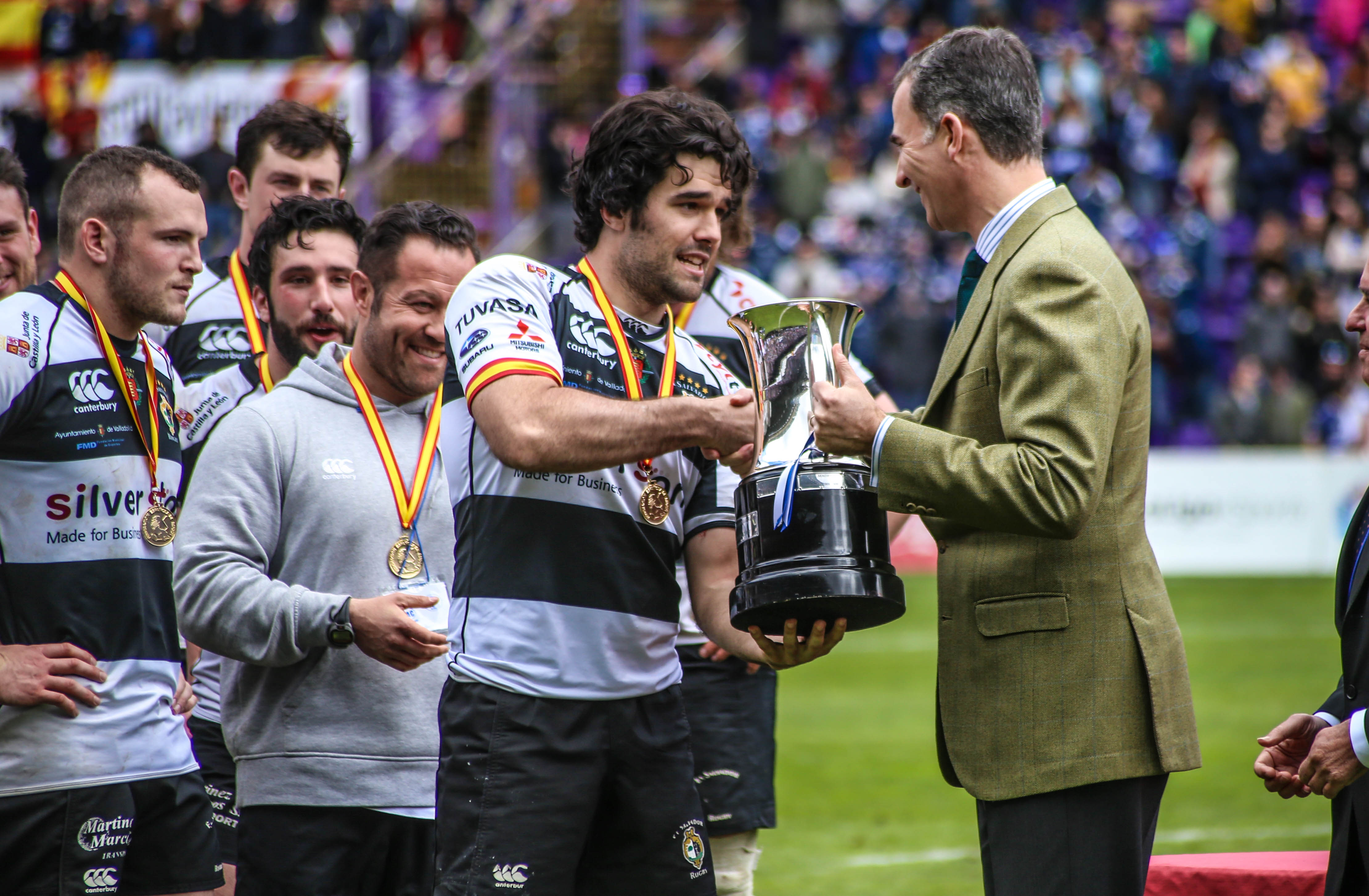
Felipe VI entregando el trofeo a El Salvador tras haber ganado la final de Copa del Rey de rugby de 2016, disputada en el estadio José Zorrilla

En la Superliga masculina de voleibol de España, milita el Club Deportivo Voleibol Río Duero Soria.
Uno de los grandes ciclistas españoles de todos los tiempos, cuyo palmarés incluye un Tour de Francia y dos Vueltas a España, es el segoviano Perico Delgado. El salmantino Roberto Heras ha sido vencedor de la Vuelta a España en cuatro ocasiones, convirtiéndose en el hombre más laureado de la historia de la ronda española junto con el esloveno Primož Roglič.
Muchos son los atletas castellanoleoneses de renombre. Una de las mejores atletas españolas de todos los tiempos es la palentina Marta Domínguez. También destaca el medallista olímpico Manolo Martínez. Los atletas ya retirados Abel Antón, Mayte Martínez, Juan Carlos Higuero, Fermín Cacho, etc. Otra medallista olímpica, en este caso de halterofilia, es Lydia Valentín.

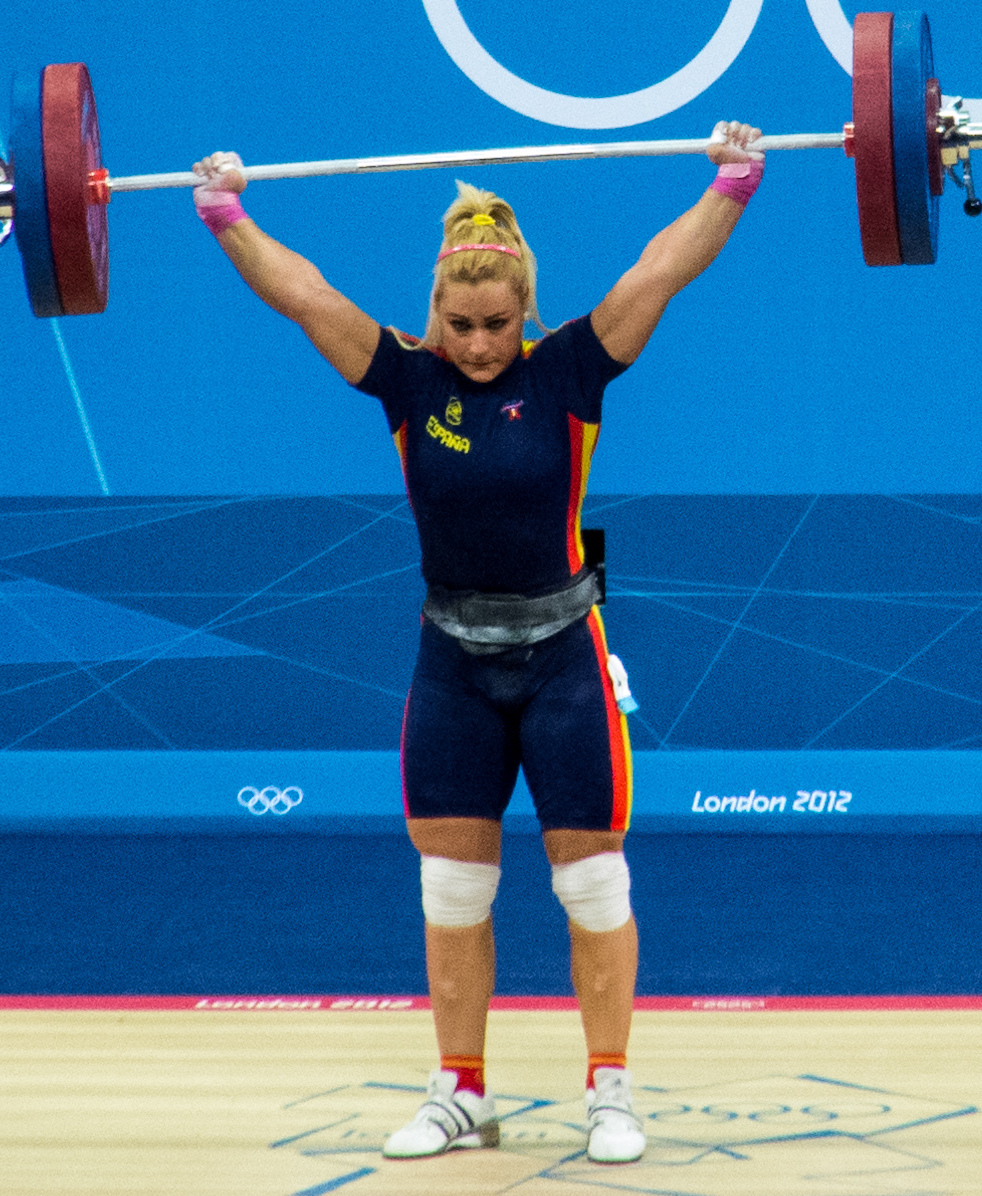
Lydia Valentín

En Burgos existe una amplia tradición en la esgrima, siendo el club Sala de Esgrima de Burgos (SAES-BU) uno de los que más medallas poseen en las categorías de espada y florete de toda España. El equipo nacional español de espada contaba en 2016 con dos tiradores de esta sala: Álvaro Ibáñez y Manuel Bargues; el director de esta sala, Carlos Zayas, ha sido uno de los mejores esgrimistas de España.

#### Deportes/juegos autóctonos

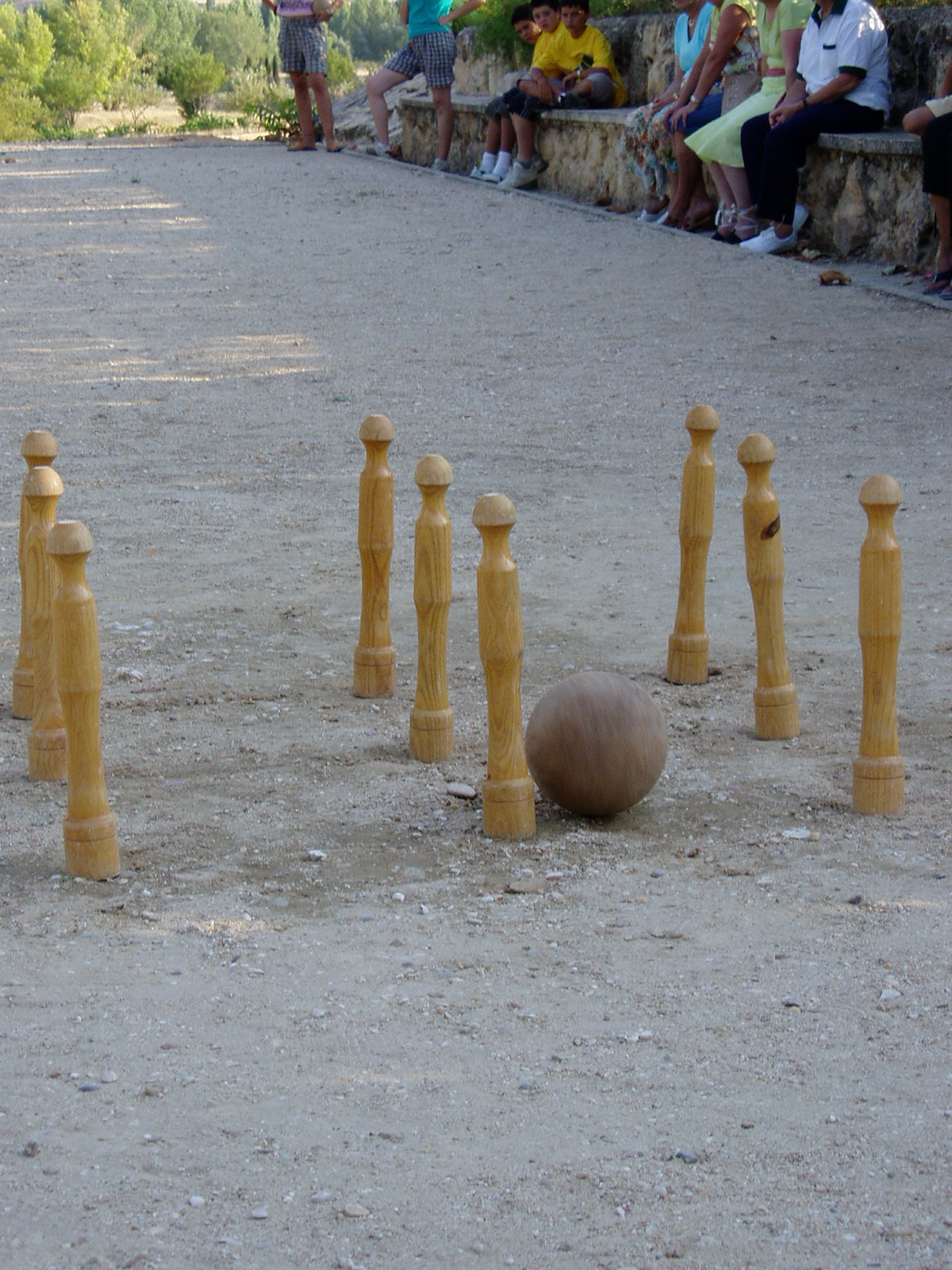
Tirada de bolo ribereño

- Tanga
- Calva
- Billar romano
- Rana
- Lanzamiento de barra castellana
- Bolo burgalés
- Bolo leonés
- Bolo ribereño
- Bolo palentino
- Bolo tres tablones
- Corta de troncos
- Bolo femenino segoviano de Abades
- Llave
- Monterilla
- Herradura
- Bolo riañés
- Mazas
- Lucha leonesa

### Medios de comunicación

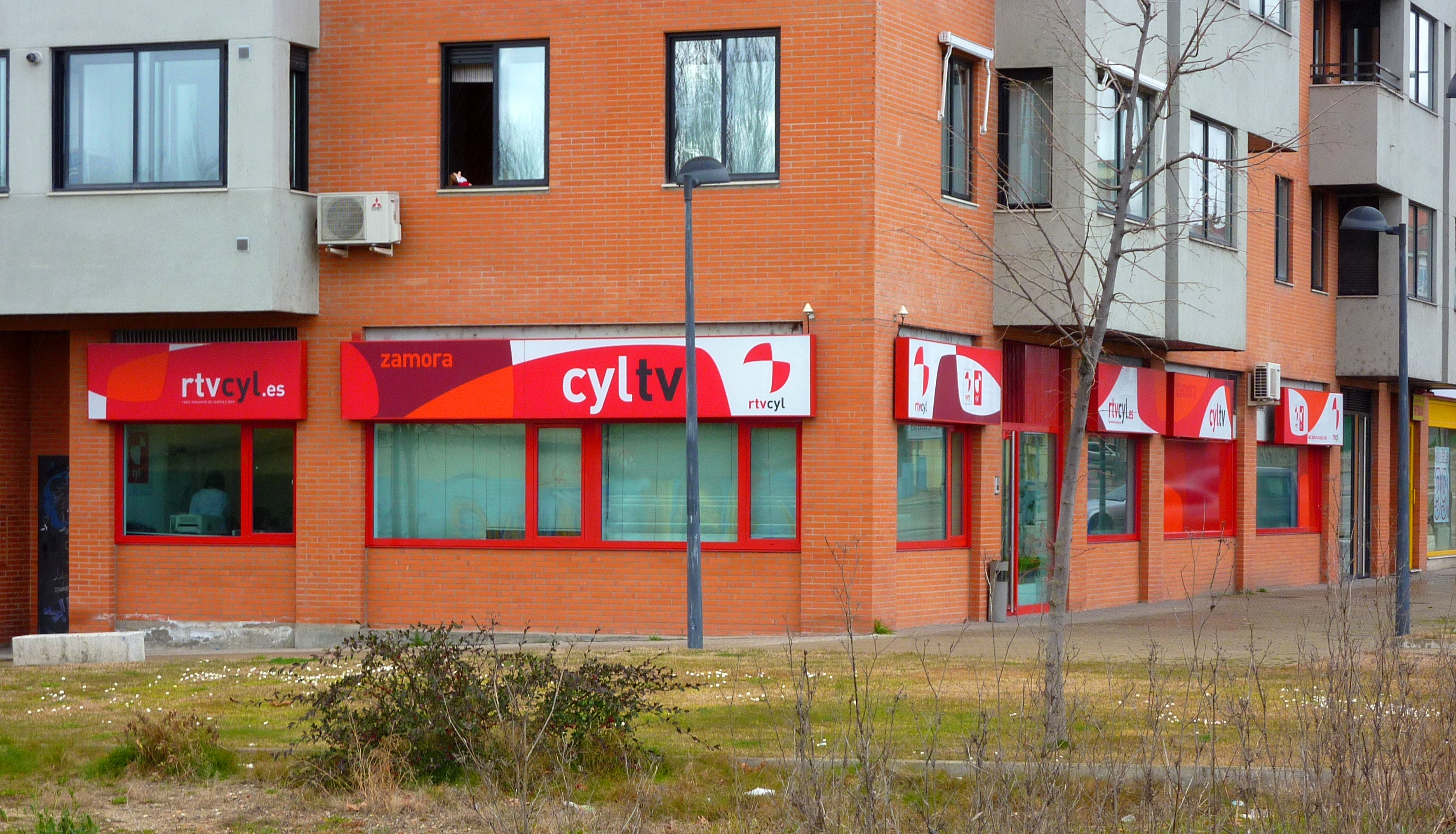
Delegación de RTVCYL en Zamora

La Junta de Castilla y León sacó a concurso público la concesión conjunta de dos canales digitales para la explotación, en régimen de gestión indirecta, del servicio público de televisión digital terrestre de ámbito autonómico. Finalmente, en 2009, se adjudicó dicha explotación a la sociedad privada Castilla y León Televisión, que explota dos canales de televisión: La 7, que posee una programación generalista común para toda la comunidad, y La 8, que está especializado en cada provincia y realiza desconexiones territoriales.
En prensa escrita, aparte de los numerosos periódicos locales y provinciales, destaca El Norte de Castilla, primer periódico de Castilla y León. Entre los locales destacan el Diario de Burgos, el Diario de León y La Gaceta de Salamanca.
Castilla y León es la segunda comunidad autónoma que ha creado un Colegio de Periodistas. Si bien la colegiación no es obligatoria para ejercer, como en el caso de abogados o médicos, es relevante ya que tiene potestad para crear códigos deontológicos.